# Ramses II
(Iscrizione su una statua di Ramses II, riportata da Diodoro Siculo, Biblioteca Storica, I, 47, 4)
Ramses II (per intero in egizio: Usermaatra Setepenra Ramess(u) Meriamon; 1303 a.C. – Pi-Ramses, luglio/agosto 1213 o 1212 a.C.) è stato un faraone egizio, il terzo della XIX dinastia. Regnò dal 31 maggio 1279 a.C. al luglio o agosto del 1213 (o 1212) a.C..
Noto anche come Ramesse II, Ramsete II e Ramses il Grande e in greco come Osimandia (in greco antico: Ὀσυμανδύας?, Osymandyas), è spesso ricordato come il più grande, potente e celebrato faraone dell'Impero egizio. A causa della durata eccezionale del suo regno (quasi un settantennio: considerando però la sua associazione al trono quando il padre era ancora in vita, giunse a 75 anni di governo effettivo del Paese), che l'egittologo britannico Kenneth Kitchen ha paragonato a quello della regina Vittoria del Regno Unito, nell'egittologia è invalsa la tradizione di assegnare il suo nome all'intero periodo della sua dinastia ("epoca/periodo/stile ramesside"):
Mentre l'egittologo francese Pierre Montet ha così commentato la vita di Ramses II:
(P. Montet)
Ebbe modo di celebrare, nel corso del suo regno, ben 14 giubilei sed, il primo dei quali coincideva con il trentesimo anniversario di regno del sovrano e da lì in poi ogni tre anni: più di ogni altro re d'Egitto. Fece costruire numerosissimi monumenti in tutto il Paese e incidere i propri nomi su altrettante opere dei suoi predecessori: una tale quantità di oggetti d'arte, colossi, iscrizioni ed elementi architettonici fa sì che Ramses II sia attestato in praticamente ogni collezione di antichità egizie nel mondo: anche per questo, è probabilmente il più conosciuto dei faraoni. Fondò una nuova capitale, Pi-Ramses ("Dimora di Ramses"), nel delta del Nilo. Combatté a nord contro gli Ittiti e quindi a sud contro i Nubiani, assicurando il predominio dell'Egitto sulla Nubia e i suoi giacimenti auriferi; in questa colonia dell'impero egizio fece inoltre costruire sei templi: celeberrimi quelli di Abu Simbel. Dopo la battaglia di Qadeš, combattuta presso l'Oronte nel 5º anno del suo regno contro l'esercito del sovrano ittita Muwatalli II, la frontiera dell'Egitto venne ivi definitivamente stabilita. La pace fra le due potenze (le quali si spartirono le colonie siro-palestinesi) venne sancita nel 21º anno di regno del faraone tramite un trattato di pace pervenutoci quasi interamente: ebbe così inizio un periodo di forte stabilità per la regione, suggellato dal matrimonio di Ramses II con due principesse ittite. Morì all'età, sorprendente per la sua epoca, di 90 o 91 anni e fu sepolto in una grande tomba della Valle dei Re. Il suo corpo fu poi traslato in un nascondiglio di mummie regali e ivi scoperto nel 1881; si trova al Museo della Civiltà Egizia. Alcuni considerarono Ramses II come il faraone che si sarebbe opposto a Mosè nei fatti narrati dal Libro dell'Esodo; da altri invece è ritenuto il "Faraone dell'oppressione", ossia il padre di quel faraone con cui Mosè si sarebbe scontrato, e che quindi sarebbe il successore Merenptah. D'altro canto, non esiste alcuna prova archeologica che Ramses II sia stato l'uno o l'altro faraone, né il suo nome viene menzionato nella Torah. Nelle fonti greche compare invece con il nome di "Ozymandias", corruzione di parte del suo praenomen "Usermaatra Setepenra", che significa "Potente è la giustizia (Maat) di Ra-Eletto di Ra".

## Descrizione fisica

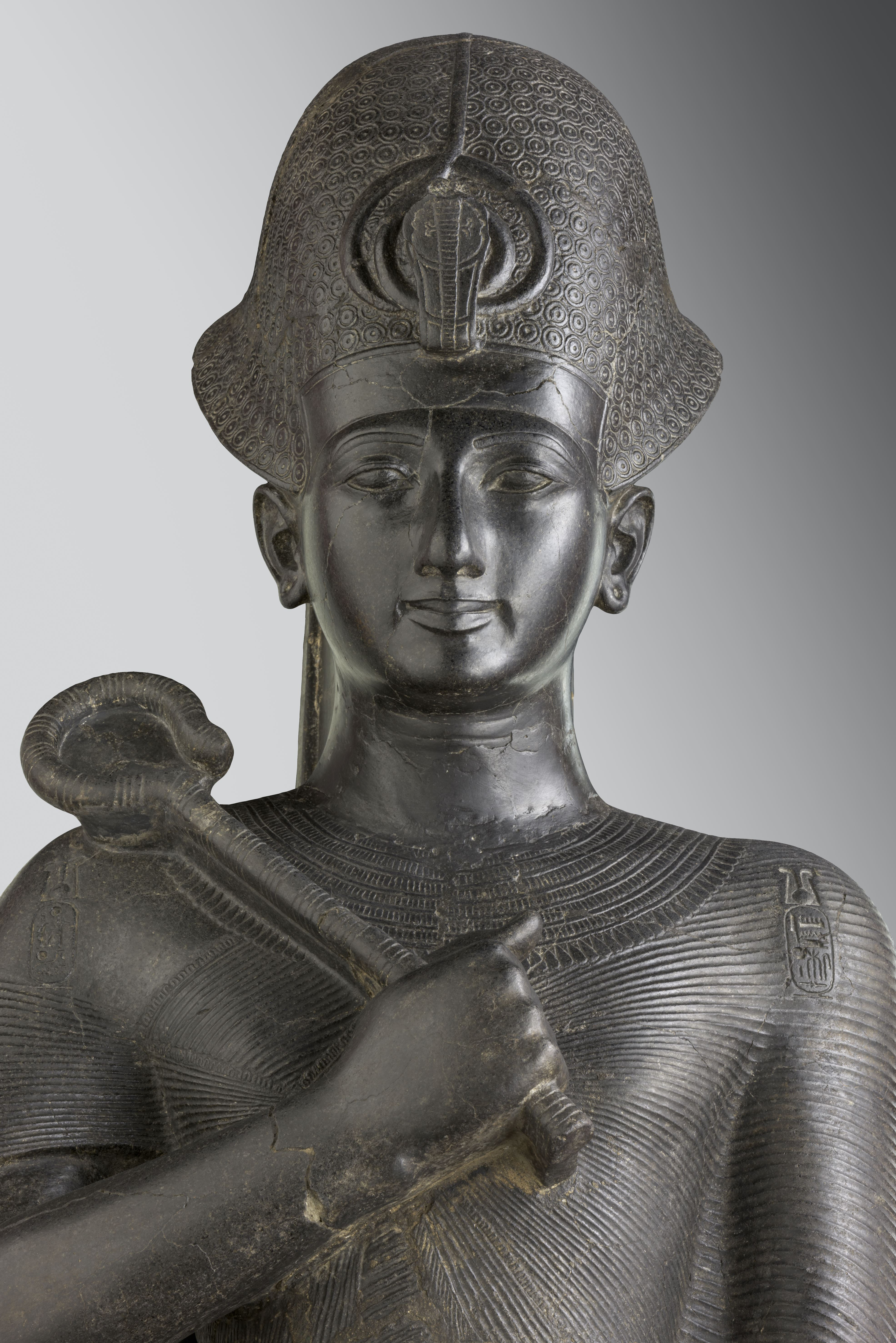
Dettaglio di statua di Ramses II da Karnak, granodiorite. Museo Egizio, Torino.

Unica testimone dell'aspetto fisico del re, al di là delle canoniche idealizzazioni dell'arte egizia, è la sua mummia, conservata oggi al Museo egizio del Cairo, sbendata da Gaston Maspero il 1º giugno 1886 e studiata approfonditamente da un'équipe interdisciplinare al Musée de l'Homme di Parigi nel 1976. La statuaria regale era, infatti, di mera propaganda, destinata a raffigurare il re, sempre giovane, come sovrano benevolo, guerriero possente o dio vivente. Il naso di Ramses II era aquilino, lungo e sottile, le labbra carnose, il volto dalla forma ovale, occhi quasi a mandorla leggermente sporgenti, alti zigomi, mascella possente e piccolo mento quadrato. Nelle rappresentazioni artistiche, Ramses II presenta spesso un lieve sorriso che il poeta inglese Percy Bysshe Shelley (1792–1822), nella poesia "Ozymandias", definì
(P. B. Shelley, Ozymandias)

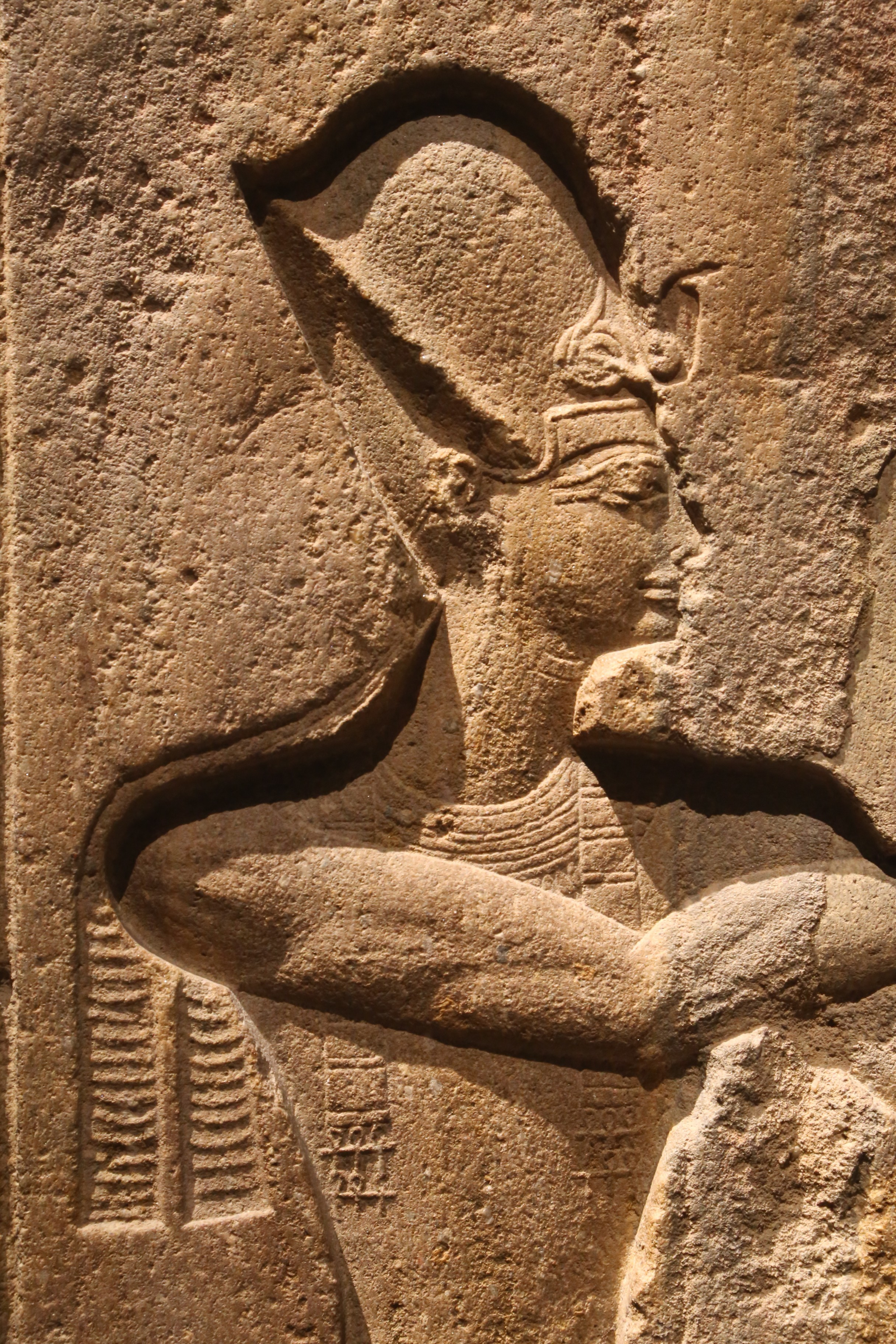
Rilievo di Ramses II orante. Staatliches Museum Ägyptischer Kunst, Monaco di Baviera.

e che, viceversa, la scrittrice ed egittologa Amelia Edwards (1831–1892) interpretò come segno di
(A. Edwards)
Dopo aver sbendato la mummia, Maspero annotò circa l'aspetto del faraone, cercando collegamenti tra l'aspetto e il carattere secondo un costume ottocentesco:
(G. Maspero)
Era senza dubbio più alto della media del tempo: l'altezza antropometrica corrisponde a 173 centimetri, il che significa che in vita e in età giovanile egli era alto quasi 185 centimetri. Essendo morto all'età di circa 90 anni (anche questa molto differente dalla media della sua epoca) la mummia presenta i segni della senilità: negli ultimi anni di vita, il re fu affetto da una spondiloartrite anchilosante "gravissima" che lo costrinse a camminare con l'aiuto di un bastone ed ebbe a patire di una pessima dentatura. "Era di pelle bianca, di tipologia mediterranea simile a quella dei berberi africani". Durante gli studi sulla mummia, un'équipe di tredici specialisti, grazie all'analisi microscopica, confermò che il colore naturale dei capelli di Ramses II era un rosso castano, molto raro fra gli antichi Egizi, che forse videro in ciò una caratteristica fisica "temibile" del loro sovrano: il rosso era infatti il colore di Seth, dio del caos e della violenza, molto venerato ad Avaris, che era proprio la città d'origine della famiglia di Ramses II. Il fondatore della XIX dinastia, Ramses I, nonno di Ramses II, proveniva da una famiglia militare di Avaris con stretti legami con il sacerdozio di Seth.

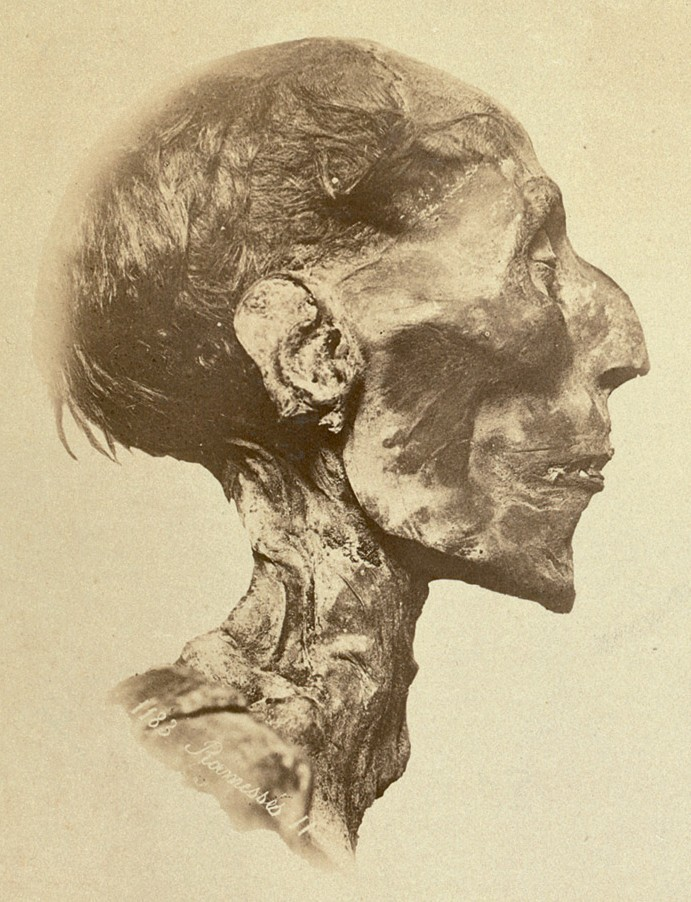
Profilo della mummia di Ramses II, in una fotografia del 1889.
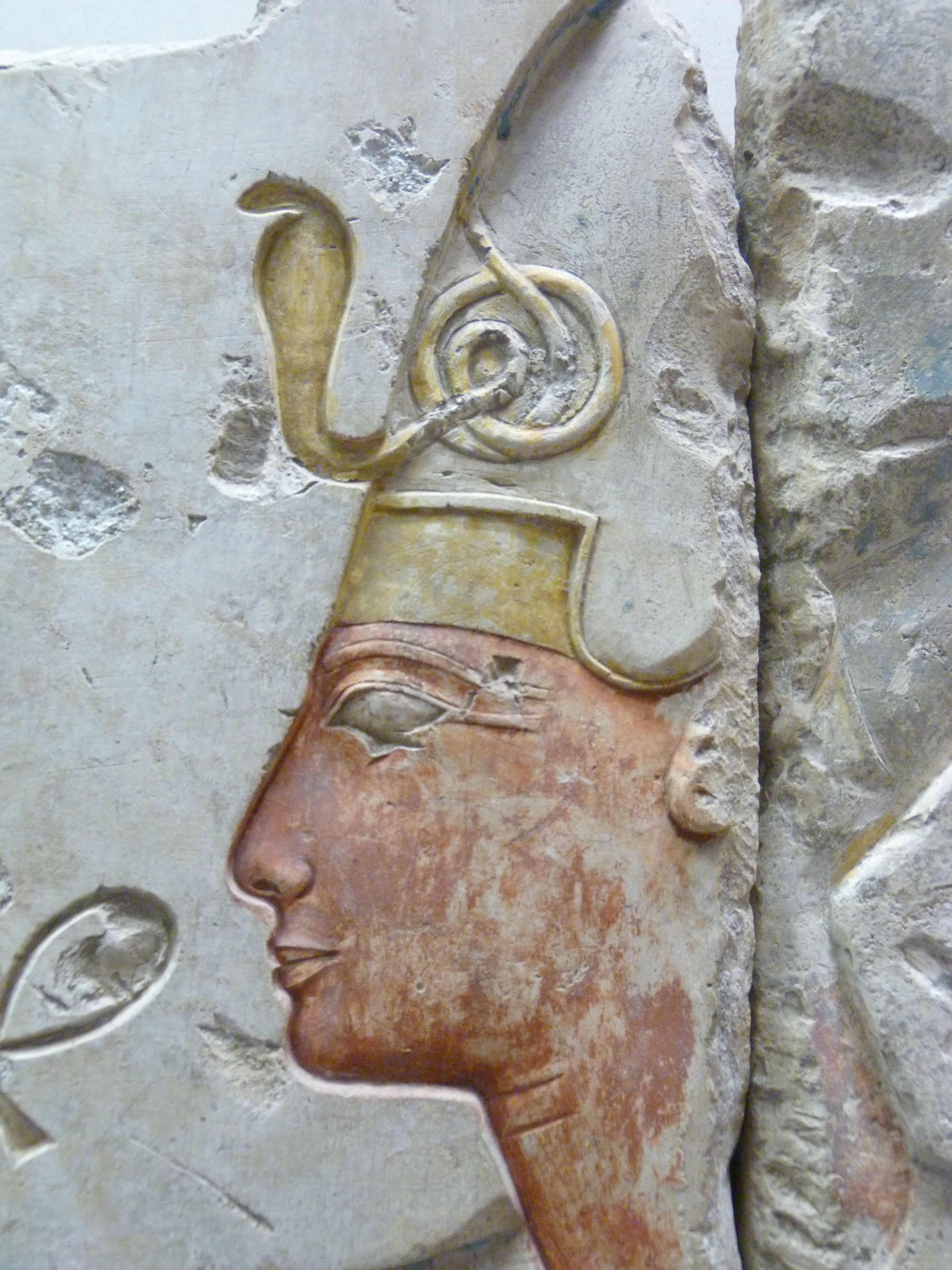
Dettaglio di un rilievo di Ramses II, originariamente ad Abido, oggi Museo del Louvre, Parigi.
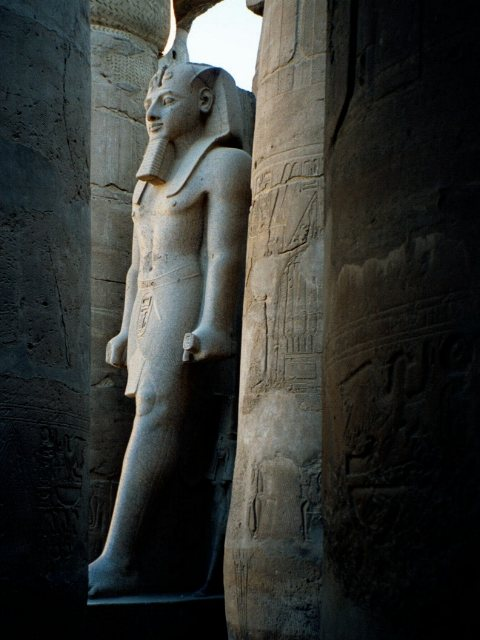
Colosso di Ramses II nel Tempio di Luxor.
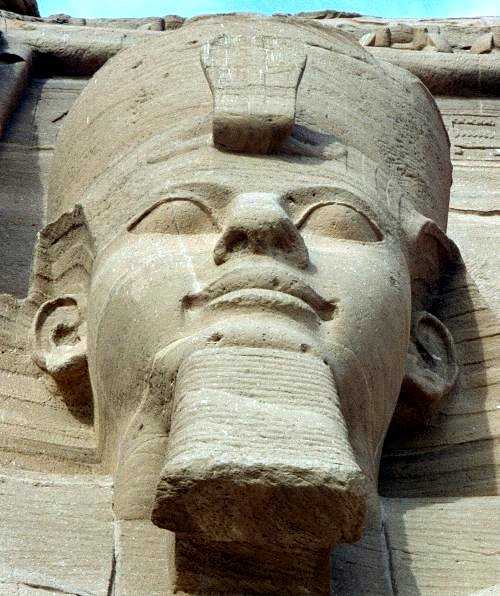
Dettaglio del volto di una delle statue colossali di Ramses II sulla facciata del Tempio maggiore di Abu Simbel.
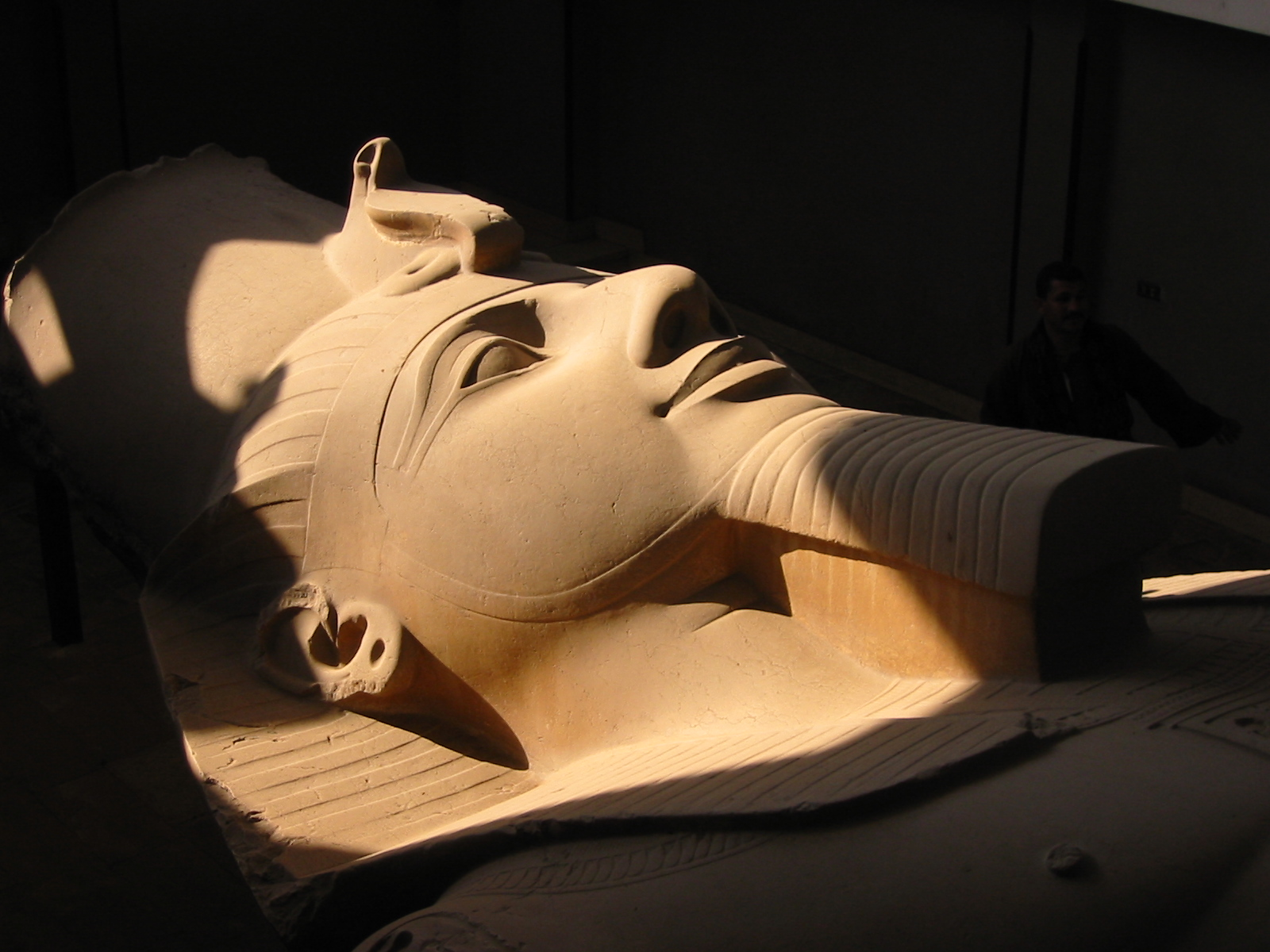
Il "sorriso" di Ramses II in un suo colosso a Menfi.

## Biografia

### Giovinezza

#### Ramses I e l'origine della XIX dinastia

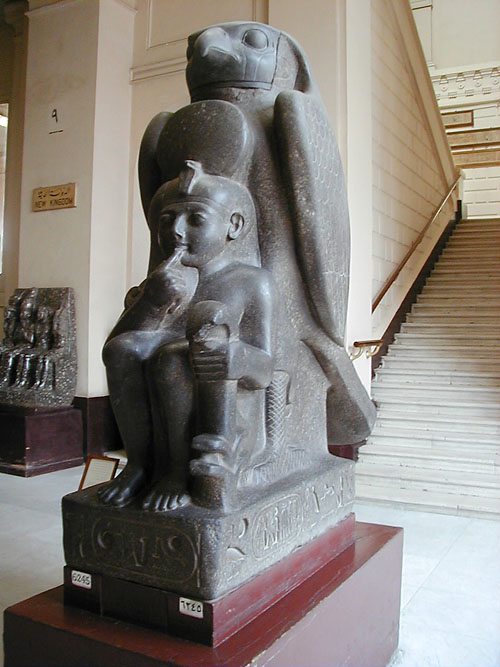
Statua in granito di Ramses II bambino ("mes") con il capo sormontato dal disco solare ("Ra") e un giunco ("su") nella mano sinistra, protetto dal falco del dio Hurun, aspetto di Horus, al Museo egizio del Cairo). Questo raro tipo statuario non è altro che un rebus: i suoni per "bambino", "sole" e "giunco", cioè Ra-mes-su, compongono il nomen di Ramses II.

Ramses II nacque intorno al 1303 a.C. da Seti (destinato a regnare dal 1294 al 1279 a.C.) e Tuia. È difficile stabilire il luogo di nascita a causa della mancanza di materiale archeologico in proposito, anche se è appurato che la sua famiglia fosse originaria del delta del Nilo, e più precisamente della città di Avaris, antica sede degli invasori Hyksos e centro del culto di Seth. L'egittologo scozzese Kenneth Kitchen è giunto alla conclusione che il futuro Ramses I, nonno di Ramses II, sarebbe nato indicativamente pochi anni prima di Tutankhamon (1341 a.C.), figlio di un comandante di nome Seti, capo degli arcieri, mentre suo zio, l'ufficiale Khaemuaset, era marito di Tamuadjesi, una parente del viceré di Kush e donna a capo dell'harem di Amon. Questi legami illustrano l'alto lignaggio della famiglia del futuro Ramses I, che incontrò il favore del suo ex-commilitone Horemheb, l'ultimo faraone della tumultuosa e gloriosa XVIII dinastia, il quale lo elevò al rango di visir. Ricoprì inoltre cariche prestigiose quali: "Comandante delle truppe", "Capo degli arcieri", "Capo dei carri di Sua Maestà", "Soprintendente della cavalleria", "Capo delle fortezze di Sua Maestà", "Soprintendente delle Bocche del Nilo", "Scudiero di Sua Maestà", "Scriba reale", "Capo dei giudici", "Luogotenente del Re dell'Alto e Basso Egitto", "Messaggero del Re per tutti i Paesi stranieri".
Tra il 1295 e il 1292 a.C. Horemheb morì: si inaugurò così la XIX dinastia. All'epoca dell'ascesa al trono di suo nonno Ramses I, il futuro Ramses II aveva circa cinque anni, una sorella maggiore chiamata Tia e, stando a quanto emerso da iscrizioni del Tempio di Karnak, un fratello maggiore, Mehi, morto in giovane età. È altresì nota l'esistenza di una certa Henutmira, divenuta in seguito una delle sue mogli, nata da Seti I quand'egli era già re e di conseguenza sorella minore di Ramses II. Salito quindi al trono in tarda età, Ramses I godette di un regno brevissimo, forse di appena 22 mesi. Governò però affiancato dal figlio Seti, il principe ereditario allora trentenne, associandoselo infine al trono per rendere indubbia la successione e stabilizzare il futuro della dinastia.

#### Il principe Ramses durante il regno del padre
Scelto molto presto dal padre come principe ereditario, così come attestano i rilievi dei templi di Seti I ad Abido e a Qurna, il giovane Ramses venne educato da suo cognato Tia, marito di sua sorella Tia e già scriba reale, scelto come suo precettore. Come tutti i membri maschili della sua famiglia, Ramses crebbe in ambito militare. Intorno ai dieci anni, Ramses venne quindi nominato comandante di una squadra di militari e partecipò probabilmente a una campagna paterna contro i Libici. Nel frattempo, durante i periodi di pace, il principe accompagnava suo padre sui cantieri regali e nelle visite ufficiali in tutto il Paese; questo apprendistato consisteva probabilmente nell'osservare cosa fosse necessario fare e come agire in determinate situazioni secondo l'esempio paterno.

Nel 7º anno del proprio regno, cioè quando il principe aveva sedici o diciassette anni, il faraone decise che Ramses fosse pronto per incarichi di maggior peso: durante una cerimonia pubblica, alla quale partecipava l'intera corte, lo nominò Principe reggente, conferendogli onori regali, fra i quali un "nome d'incoronazione", Usermaatra, che Ramses II manterrà una volta divenuto unico faraone regnante. 

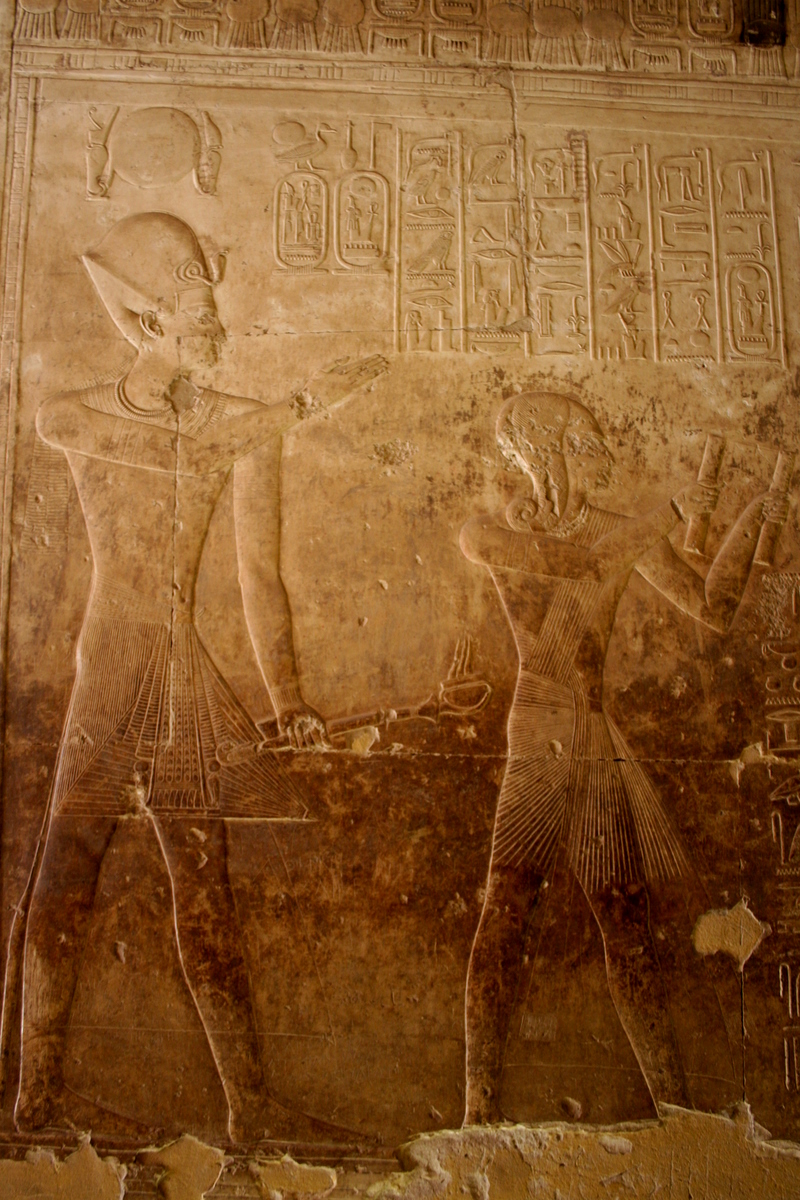
Seti I e Ramses davanti alla lista dei faraoni. Tempio funerario di Seti I ad Abido.

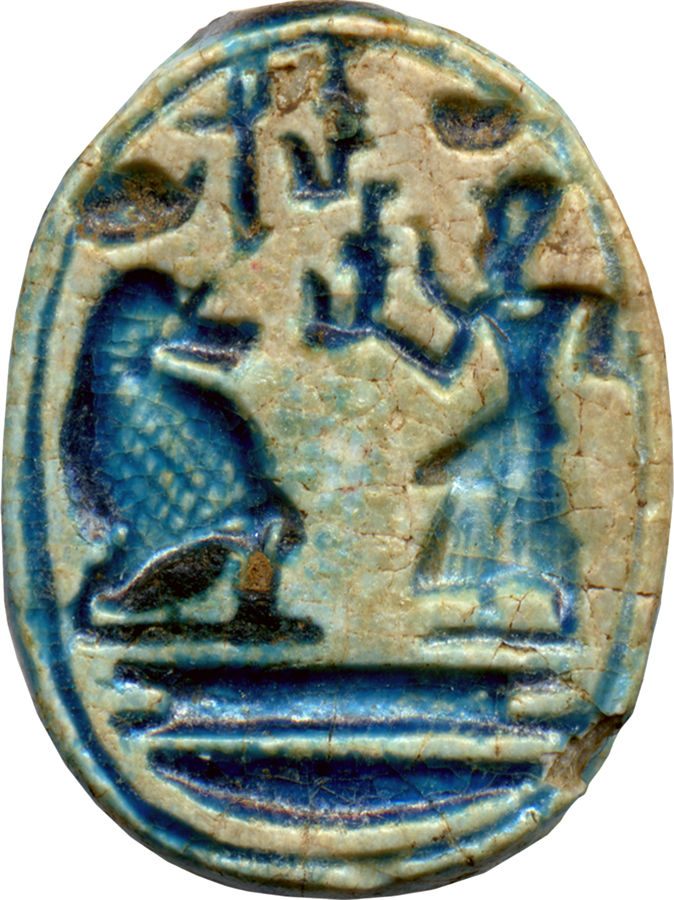
Scarabeo di Ramses II che adora Thot. Walters Art Museum, Baltimora.

L'egittologo canadese Peter J. Brand, autore di un'importante monografia su questo faraone e sulle sue numerose opere, sottolinea, riguardo a tale tesi, che i rilievi che decorano vari templi a Karnak, Gurna e Abido, ove Seti I e Ramses II compaiono insieme, furono effettivamente realizzati dopo la morte di Seti per volere del figlio Ramses, e che perciò non possono essere utilizzati come prove per suffragare l'ipotesi della coreggenza. Inoltre, l'egittologo statunitense William Murnane, che inizialmente appoggiò l'ipotesi della condivisione del potere fra i due, più tardi rivide le proprie posizioni, respingendo la tesi secondo cui Ramses II avrebbe cominciato a contare i propri anni di regno mentre Seti I era ancora vivo. Infine, Kenneth Kitchen ha respinto l'uso del termine "coreggenza" per descrivere il rapporto fra il padre e il figlio; lo studioso scozzese descrive la prima fase della carriera di Ramses come la reggenza di un principe, quando l'adolescente Ramses poté godere di una propria titolatura reale e di un harem, ma senza contare i propri anni di regno fino alla morte di suo padre. L'ipotesi della coreggenza fra i due appare vaga e quantomeno ambigua. Due importanti descrizioni risalenti al primo decennio di regno di Ramses, cioè l'iscrizione dedicatoria del tempio di Abido e le stele di Kuban, attribuiscono al sovrano titoli confacenti un principe: "Primogenito del re", "Principe ereditario" ed "Erede", oltre a specifici titoli militari. Vent'anni dopo, Ramses II ricordò questo momento in un discorso alla corte:
Dopo la nomina, il padre ordinò che si costruisse per il figlio un palazzo, edificato probabilmente nella città di Menfi. Fu in questo periodo che Ramses II sposò la sua prima e prediletta moglie, Nefertari. Non si conoscono le origini della futura regina, il cui nome però non lascerebbe dubbi sulla sua nazionalità egiziana. Nel 13º anno del proprio regno, Seti I gli affidò la riscossione dei tributi dei paesi di Wawat e Kush (le due province nelle quali era divisa la Nubia), e il compito di reprimere alcune rivolte scoppiate fra i beduini shasu in terra di Canaan, compiti che si vennero a sommare al precedente incarico di responsabile del programma architettonico paterno lungo tutto l'Egitto. Dopo undici o quindici anni di governo (questione cronologica altamente dibattuta), Seti I morì e il regno passò quindi nelle mani di Ramses, allora venticinquenne.

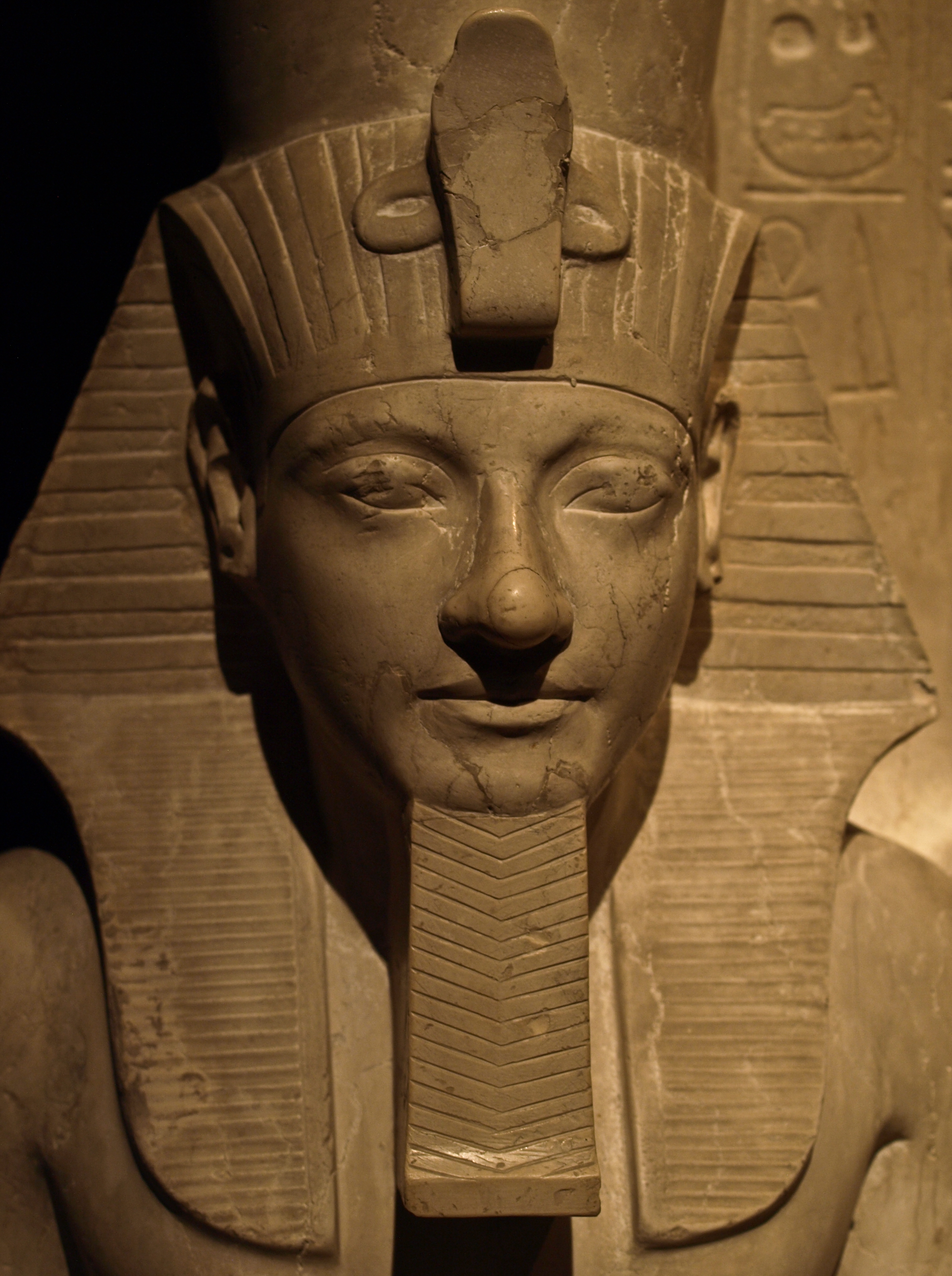
Dettaglio di una statua di Horemheb, l'iniziatore delle fortune della dinastia di Ramses II. Kunsthistorisches Museum, Vienna.
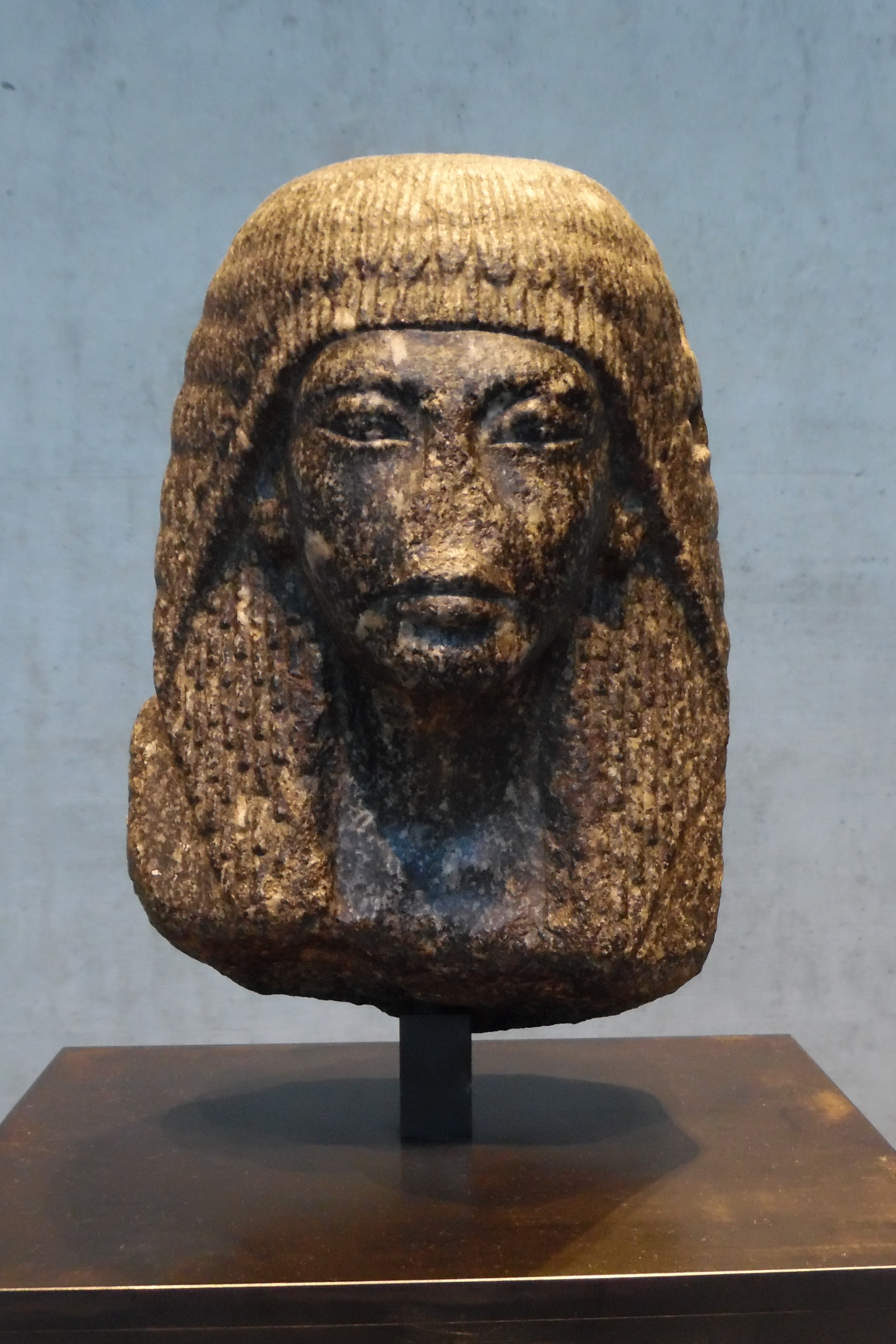
Probabile testa di Ramses, nonno di Ramses II, quando era ancora funzionario. Staatliches Museum Ägyptischer Kunst, Monaco di Baviera.
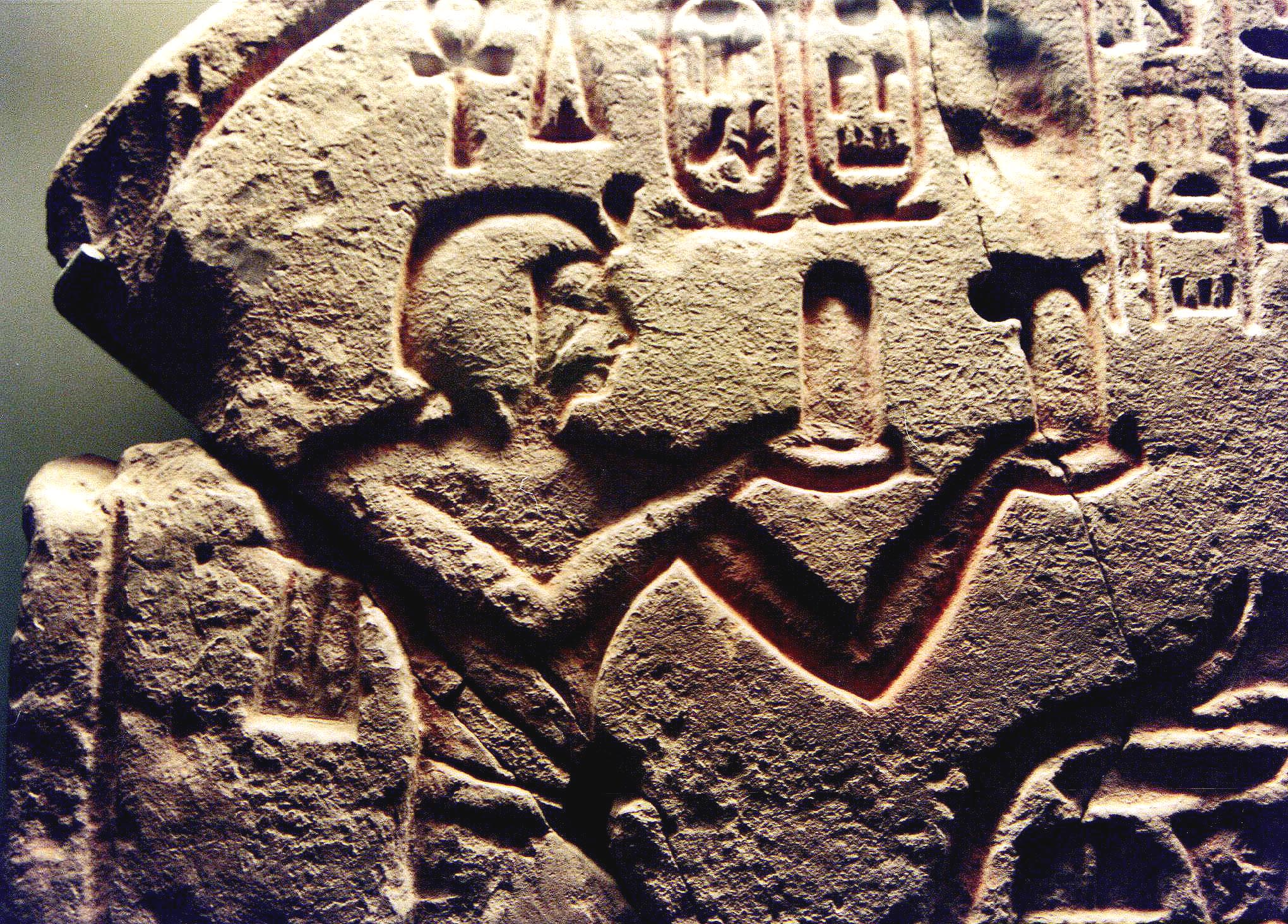
Ramses I, ormai faraone, in atto di presentare offerte a Osiride. Alland Pierson Museum, Amsterdam.
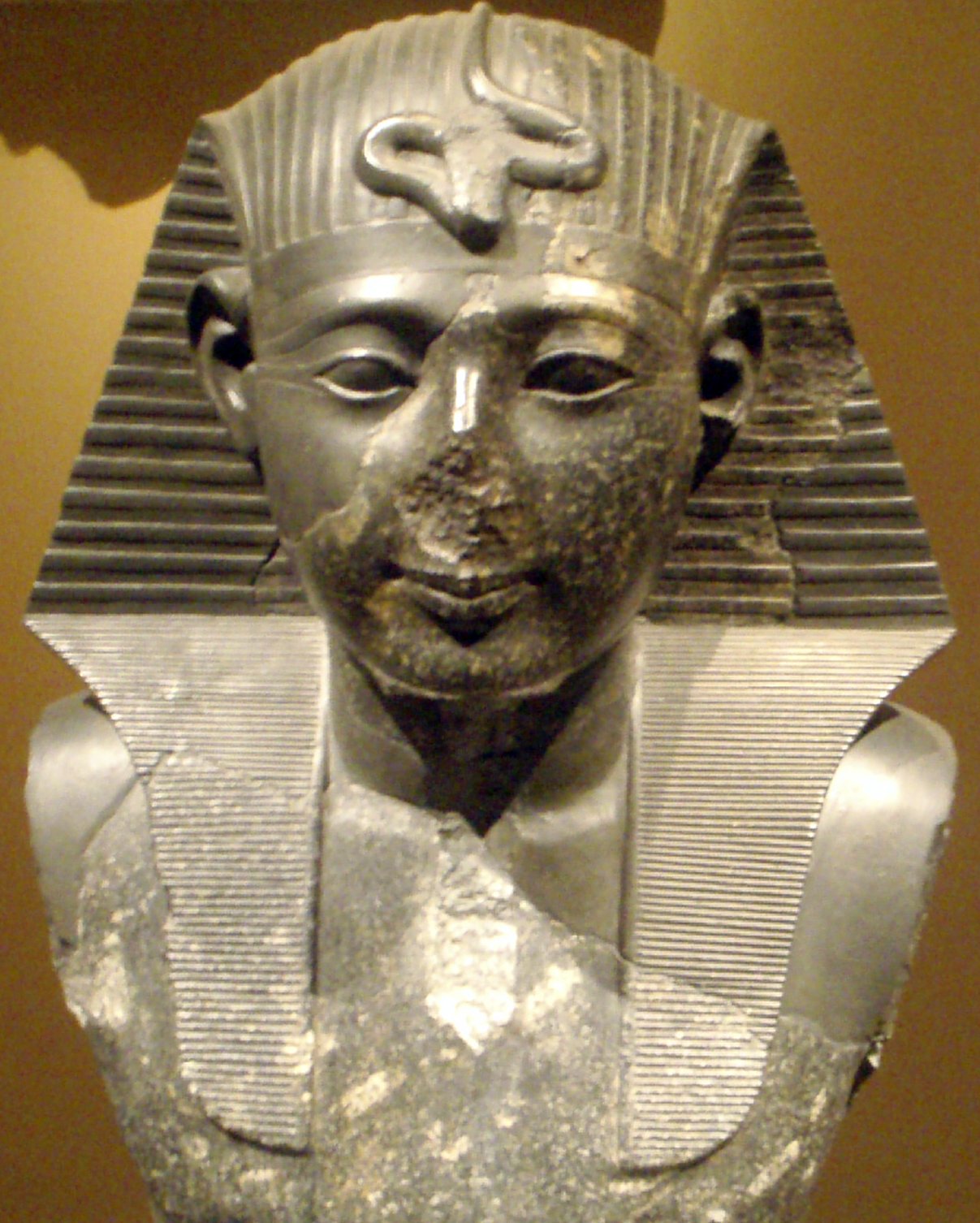
Dettaglio di una statua di Seti I, padre di Ramses II, in granodiorite. Metropolitan Museum of Art, New York.
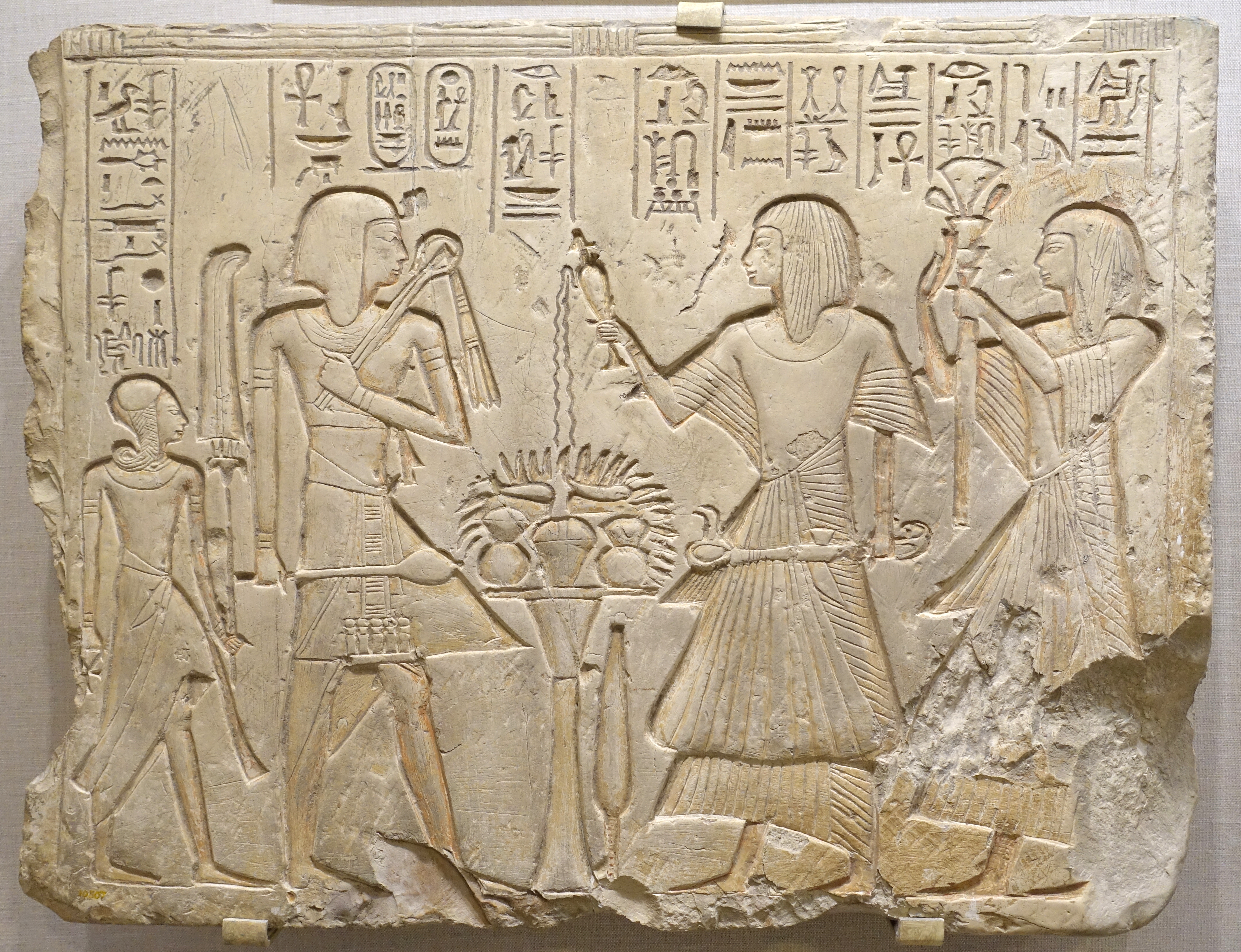
Rilievo calcareo raffigurante Seti I e il principe Ramses (futuro Ramses II) venerati da sacerdoti. Oriental Institute Museum, Università di Chicago.

### Primo anno di regno
Ramses II salì al trono i primi di giugno del 1279 a.C. ("3º mese dell'estate, 27º giorno"), e si impose subito come sovrano energico ed esperto grazie agli anni trascorsi in reggenza col padre Seti I. Durante il primo anno di regno, procedette al viaggio rituale lungo il Nilo, e si recò in visita ai principali santuari d'Egitto. Giunto al tempio di Abydo, fece riprendere immediatamente la costruzione del tempio cominciato dal padre, i cui lavori si erano interrotti alla morte di questi. Le grandi iscrizioni del portico di questo santuario ricordano questo evento. Nello stesso anno presenziò alla Festa di Opet, dedicata al dio Amon di Tebe, durante la quale svolse, caso unico nella storia della monarchia egizia, un interinato come Primo Profeta di Amon, a causa della morte per anzianità del titolare. Poco dopo, procedette alla nomina di un suo fedelissimo, Nebuenenef, già Primo Profeta di Hathor a Dendera, in quella carica, assicurandosi così l'appoggio del clero tebano.

### Imprese militari

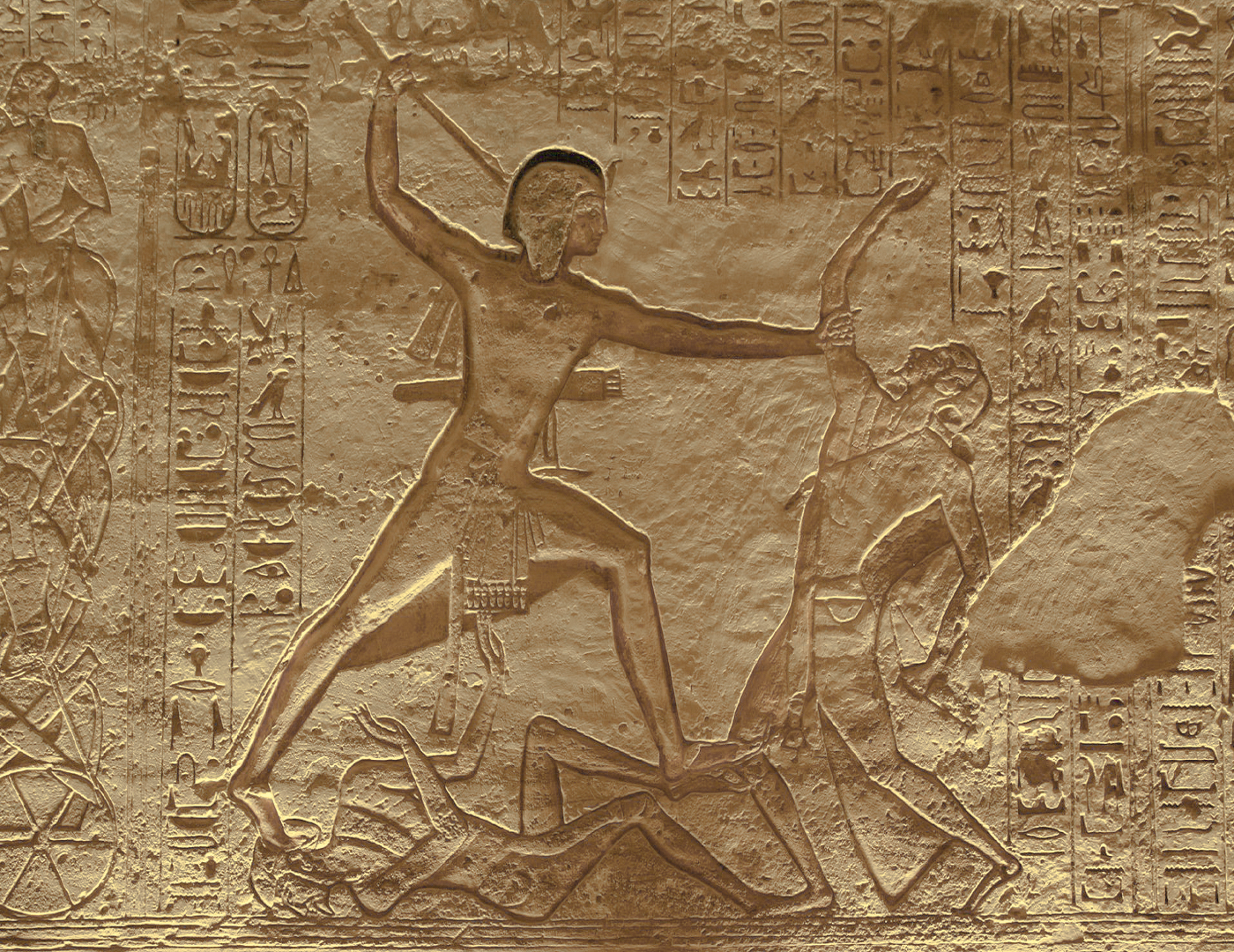
Ramses II intento ad abbattere un nemico e calpestare i corpi di altri nemici. Da un rilievo nel Tempio maggiore di Abu Simbel.

Fin dai primi momenti del suo regno, Ramses II intraprese varie campagne militari per restaurare i possedimenti Egizi in Nubia e in territorio ittita e per rinsaldare i confini del Paese. Provvide inoltre a sedare rivolte in Nubia e a una campagna in Libia. Benché la battaglia di Qadeš, nel maggio del suo 5º anno di regno, continui a dominare l'immaginario dell'abilità militare e del potere di Ramses II, il faraone fu artefice di numerose vittorie sopra i nemici dell'Egitto. È stato calcolato che in epoca ramesside l'esercito egizio potrebbe aver mobilitato 100.000 uomini: una forza straordinaria che ebbe un ruolo decisivo nell'espansione militare del regno del Nilo.

#### Battaglia contro i pirati Shardana

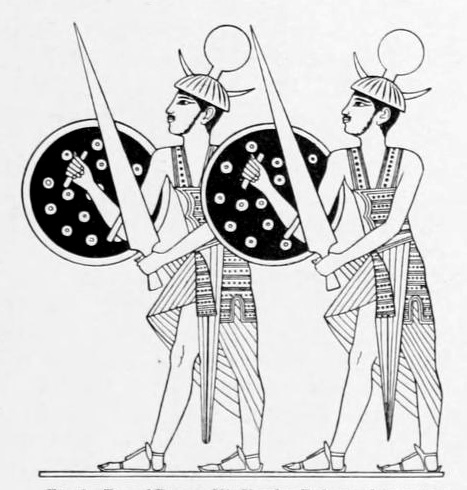
Copia di rilievo ad Abu Simbel raffigurante gli Shardana: è visibile il loro equipaggiamento

Nel Mar Egeo e nel Mediterraneo orientale regnava una sempre maggiore instabilità, della quale approfittavano i predoni del mare per creare scompiglio presso gli Ittiti e gli altri Stati dell'Asia minore. Ramses II sconfisse definitivamente, in una battaglia navale e terrestre, il popolo Shardana che depredava la costa mediterranea dell'Egitto, il Delta e le bocche del Nilo, e attaccavano le piccole città indifese così come i vascelli mercantili interrompendo le relazioni commerciali egizie, sia in uscita che in entrata.. Alcuni studiosi collocano questo evento poco prima dell'effettiva ascesa al trono di Ramses II quale unico faraone, ossia nei momenti finali del regno di Seti I. Gli Shardana provenivano forse dalla costa Ionia o da quella sud-occidentale della Turchia, oppure dalla Sardegna. Ramses II posizionò i propri guerrieri sui vari sbocchi del fiume e in altri punti strategici: servendosi di un'esca, riuscì ad attirare in un unico punto l'armata Shardana, cogliendola così di sorpresa e catturandone la maggior parte mediante un'unica azione. Ramses II catturò molti degli invasori, impiegandoli successivamente come truppe mercenarie all'interno dell'esercito egizio, quali proprie guardie personali. I guerrieri Shardana ebbero un ruolo rilevante nella successiva battaglia di Qadeš:
(Poema di Qadeš)
Gli Shardana sono chiaramente riconoscibili in varie raffigurazioni d'epoca ramesside, sia che si tratti della battaglia di Qadeš o del corpo di guardie al seguito del re egizio: spiccano per i loro elmetti cornuti con una palla sporgente al centro, gli scudi rotondi e le grandi spade di tipo "Naue II". Una stele situata a Tanis, commemorante la sconfitta e la cattura degli Shardana, recita:

Curiosamente, sembra che Ramses II abbia avuto come "guardia del corpo", oltre agli Shardana, anche un leone addomesticato, raffigurato ad Abu Simbel.

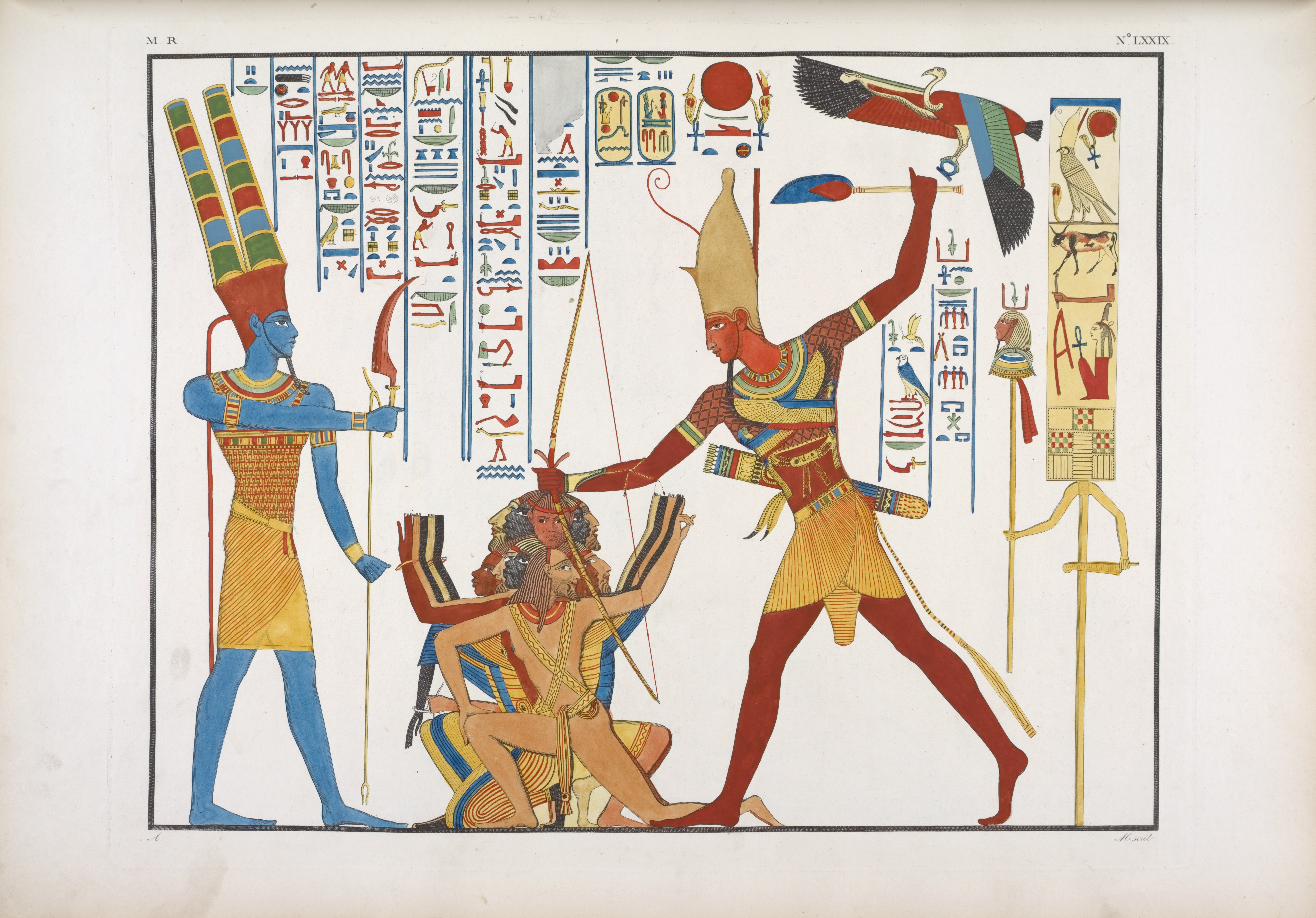
Copia dell'egittologo italiano Ippolito Rosellini di un rilievo nel Tempio maggiore di Abu Simbel raffigurante Ramses II che abbatte nemici di varie etnie al cospetto del dio Amon-Ra (1832).

#### Prima campagna in Siria
Le prime campagne di Ramses II in Cananea furono, di fatto, gli immediati antecedenti alla battaglia di Qadeš. La sua prima campagna sembra aver avuto luogo nel suo 4º anno di regno e fu commemorata con la realizzazione di tre delle Stele commemorative di Nakhr el-Kalb, nei pressi dell'odierna Beirut, le cui iscrizioni sono però quasi illeggibili a causa dell'erosione. Ulteriori testimonianze ricordano che Ramses II dovette scontrarsi con un principe cananeo che fu poi mortalmente ferito da un arciere egizio e il cui esercito sarebbe andato allo sbando in conseguenza di ciò. Ramses II portò in Egitto come ostaggi vari principi cananei. Il faraone saccheggiò le terre dei medesimi capi asiatici, facendo poi ritorno annualmente al suo quartier generale di Ribla per esigere tributi. Sempre nel corso della campagna che ebbe luogo nel 4º anno del suo regno, Ramses II conquistò il regno di Amurru, Stato vassallo dell'Impero ittita.

#### Seconda campagna in Siria
La politica estera di Ramses II fu principalmente rivolta all'area mediorientale e si sviluppò attraverso una serie di campagne militari che ebbero luogo negli anni 4°, 5°, 7°, 10°, e forse 18°, di regno.
L'obiettivo primario delle prime di queste campagne fu quello di ripristinare la zona d'influenza egizia nell'area palestinese così come l'avevano delineata la politica estera e le conquiste militari di Thutmose III. Questa intenzione si scontrò con la crescente influenza del regno ittita che controllava ormai tutta la Siria settentrionale e l'intera regione di Mitanni.

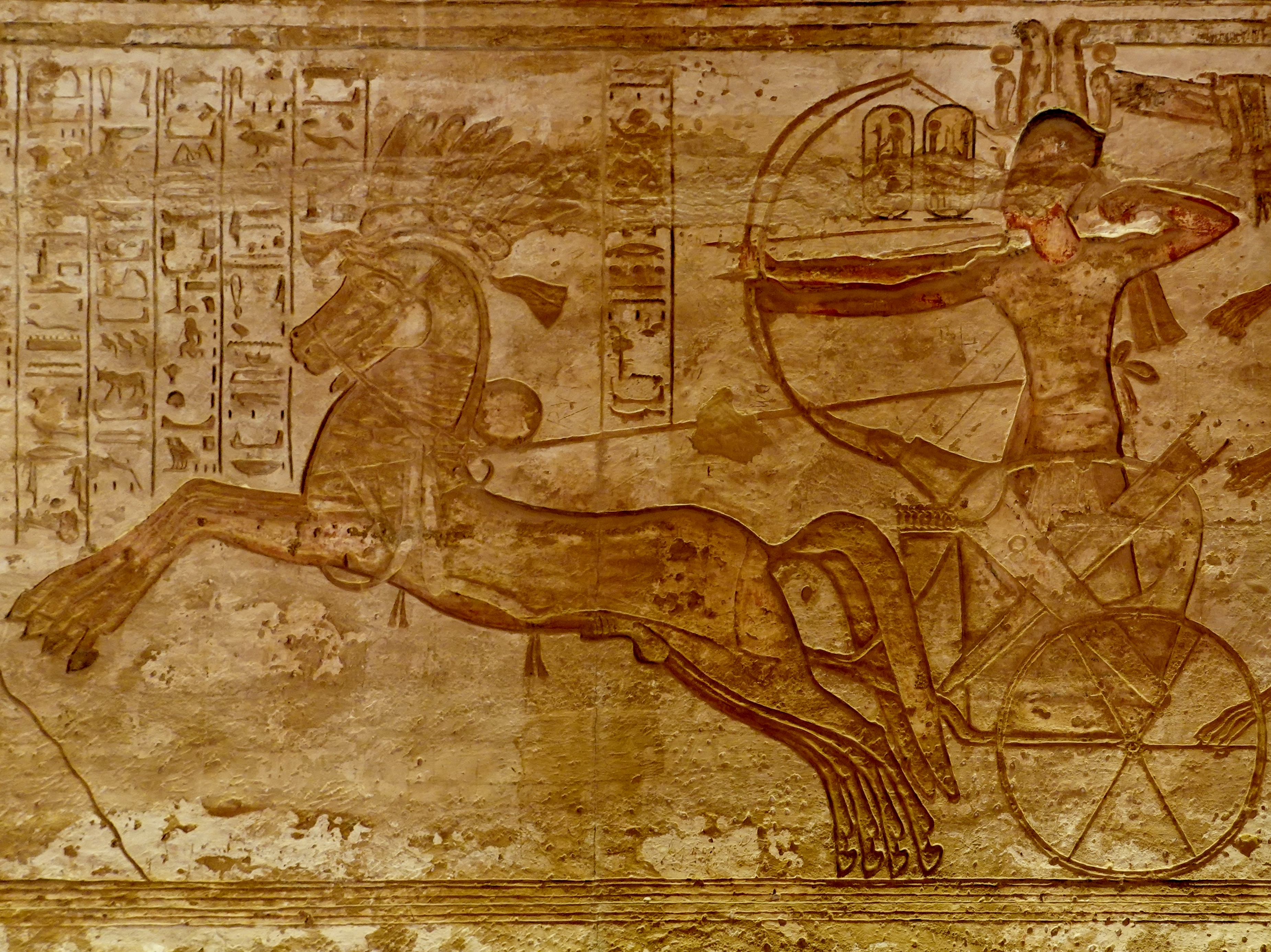
Rilievo di una scena della battaglia di Qadeš nel Tempio maggiore di Abu Simbel.

La battaglia cruciale di questo conflitto ebbe luogo durante la campagna dell'anno 5, nei pressi della roccaforte di Qadesh. Essa vide il confronto tra l'esercito egizio comandato personalmente da Ramses e quello ittita al comando di Mowatalli II.
Della battaglia si hanno notizie sia da fonte ittita che egizia, ed è possibile notare che entrambe le parti si attribuirono la vittoria.
Ramses decise di prepararsi abilmente per questo incredibile conflitto. Inglobò i mercenari Shardana nel proprio esercito, e già nell'anno primo del suo regno spostò la capitale dell'Egitto a Pi-Ramses, luogo dal quale sarebbe stato in grado di armare velocemente i propri uomini e controllare le frontiere. L'esercito venne strutturato in quattro armate poste sotto la tutela di altrettanti dei: le divisioni Ra, Ptah, Amon e Seth. Dopo questi atti preparatori, Ramses condusse il proprio esercito, formato da più di 20.000 uomini (5000 per divisione) verso la fortezza di Qadesh, in quel tempo protettorato del re ittita Mowatalli II che, grazie ad un tranello, riuscì ad ingannare il sovrano egizio.

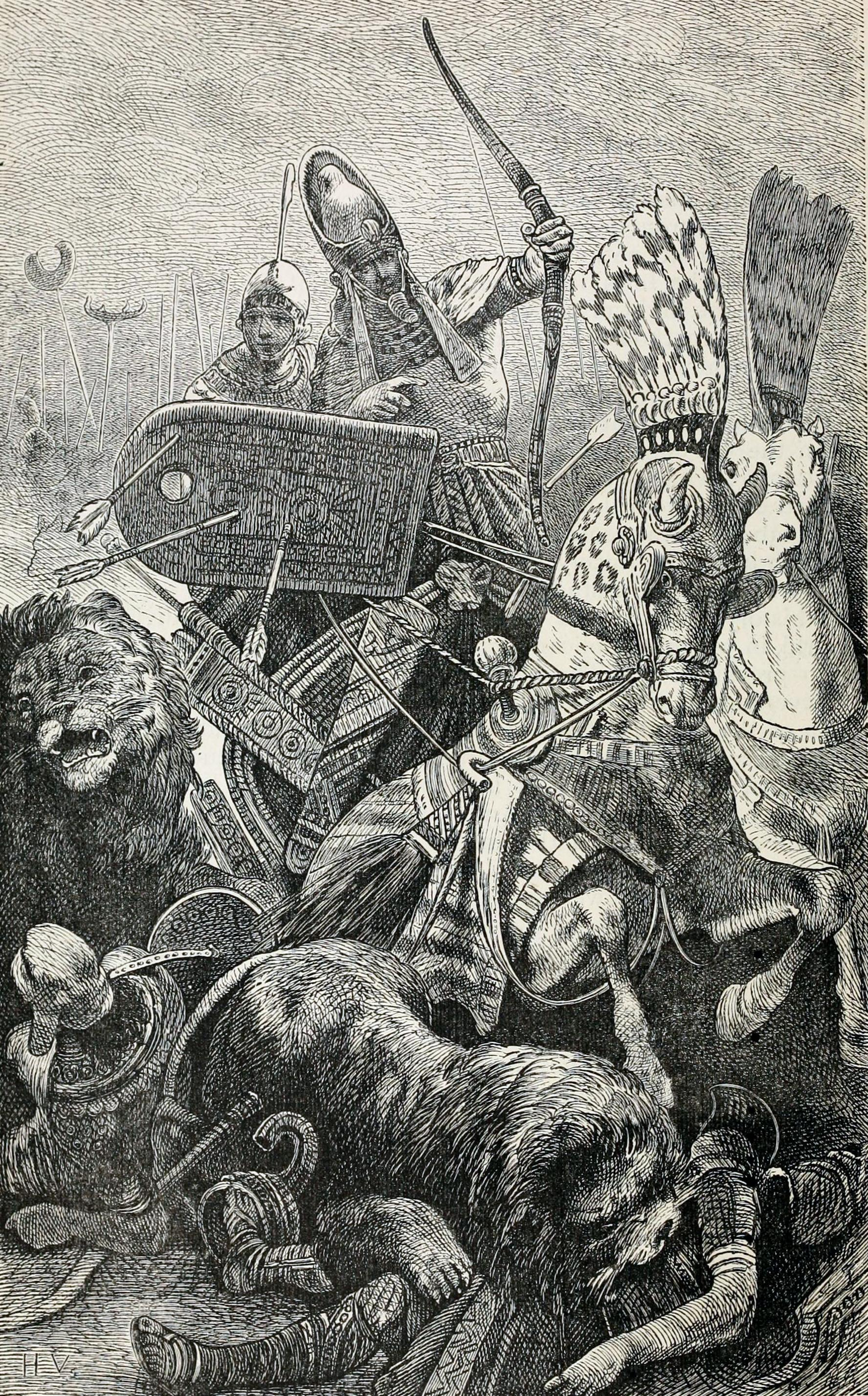
Ramses II alla Battaglia di Qadeš in un'illustrazione moderna.

Al loro arrivo a Qadesh, i soldati di Ramses catturarono due spie beduine che rivelarono al sovrano come l'esercito ittita si trovasse in realtà molto lontano, precisamente a 190 km di distanza. Ramses diede quindi l'ordine all'esercito di avanzare, e decise di montare il campo con la divisione di Amon poco distante dalla roccaforte. Qualche tempo dopo però vennero catturate altre due spie che, sotto la minaccia della bastonatura, rivelarono la verità al sovrano: gli Ittiti erano più vicini del previsto. Colto di sorpresa mentre guadava l'Oronte, lo schieramento della divisione Ra venne distrutto dalle armate nemiche in coalizione, guidate dal fratello di Muwatalli, Hattušili III, e Ramses fu costretto a lottare contro un numero ben maggiore di avversari, con la sola divisione Amon.
Durante il viaggio per raggiungere Qadesh, Ramses aveva però ordinato ad una divisione ausiliaria, di stanza in uno dei protettorati egiziani, di seguire una via alternativa, lungo la costa, per operare una manovra di accerchiamento a tenaglia; questo esercito ausiliario sopraggiunse nel momento di maggior bisogno e si unì al sovrano nella respinta dei carri nemici. Dopo sei assalti guidati da Ramses, l'esercito ittita fu costretto a ripiegare e a rifugiarsi nella fortezza di Qadesh.
Le fonti egizie citano testualmente il contenuto di una lettera di armistizio che Mowatalli fece recapitare al faraone. L'armistizio venne accettato, e i due eserciti tornarono nelle rispettive patrie, senza aver schierato nella battaglia tutte le proprie forze, forse per timore di distruggersi a vicenda.
Il sovrano egizio presentò la battaglia come una vittoria personale e ne fece immortalare il resoconto sulle pareti del suo tempio funerario, il Ramesseum, nei templi di Karnak e Luxor e nel tempio grande di Abu Simbel. Malgrado le affermazioni dei contendenti, gli storici sono portati a ritenere che la battaglia non ebbe vincitori, poiché nonostante Ramses avesse vinto lo scontro armato vero e proprio, fermando l'avanzata degli anatolici, il progetto di recuperare le zone d'influenza nella Siria non ebbe successo, e la roccaforte di Qadesh rimase dominio dell'impero ittita.

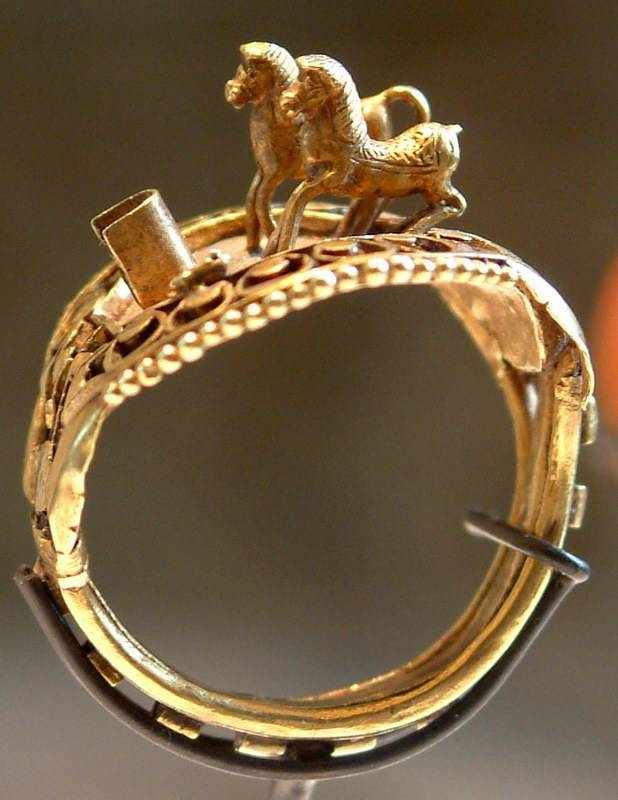
Anello d'oro con i destrieri di Ramses II a Qadeš (chiamati Vittoria-in-Tebe e Mut-è-contenta). Museo del Louvre, Parigi.

Le seguenti spedizioni militari egizie nell'area palestinese furono rivolte solamente a riportare all'ordine alcuni governanti locali, ribellatisi al controllo egizio.
La battaglia di Qadeš, immortalata come una vittoria sui templi di tutto l'Egitto, in realtà ridusse l'influenza di Ramses a Canaan, mentre l'intera Siria finì nelle mani degli Ittiti.

#### Terza campagna in Siria
La sfera di influenza dell'Egitto era così ristretta alla sola Cananea, con la Siria in mano ittita. I prìncipi cananei, incoraggiati probabilmente dalla momentanea quiescienza delle armate egizie (interpretata come incapacità da parte dell'Egitto di imporsi definitivamente) e sobillati dagli ittiti, cominciarono a sollevarsi contro la potenza egizia e a rifiutare il pagamento dei tributi. Per dodici mesi Ramses II non aveva intrapreso alcuna attività militare, limitandosi a riorganizzare l'esercito dopo l'immane sforzo della seconda campagna e della battaglia a Qadeš. Nel 7º anno di regno, cioè nel 1272 a.C., in estate, il faraone fece ritorno in Siria per riprovare la conquista, questa volta con esito positivo. La terza campagna siriana si svolse con l'esercito egizio suddiviso in due armate, una delle quali guidata dal principe ereditario Amonherkhepshef si diede all'inseguimento dei guerrieri delle tribù di Shasu attraverso il Deserto del Negev, fino al Mar Morto, impadronendosi di Edom e del Monte Seir; in seguito ripiegò a nord, attraverso la profonda gola dello Zered, per conquistare con successo la terra di Moab e impadronirsi di Butartu (Raba Batora). L'altro schieramento, guidato dal faraone in persona, valicò il crinale collinoso che percorre la Cananea e attaccò Gerusalemme e Gerico e marciò a sud verso Moab, attraverso la valle dell'Arnon, dove si ricongiunse con le forze del principe ereditario. L'esercito riunito si diresse su Heshbon (o Esbous) fino a Damasco e Kumidi, per giungere infine nella perduta provincia di Upi (il territorio circostante Damasco) e ristabilendo così l'antica influenza egizia sulla regione.

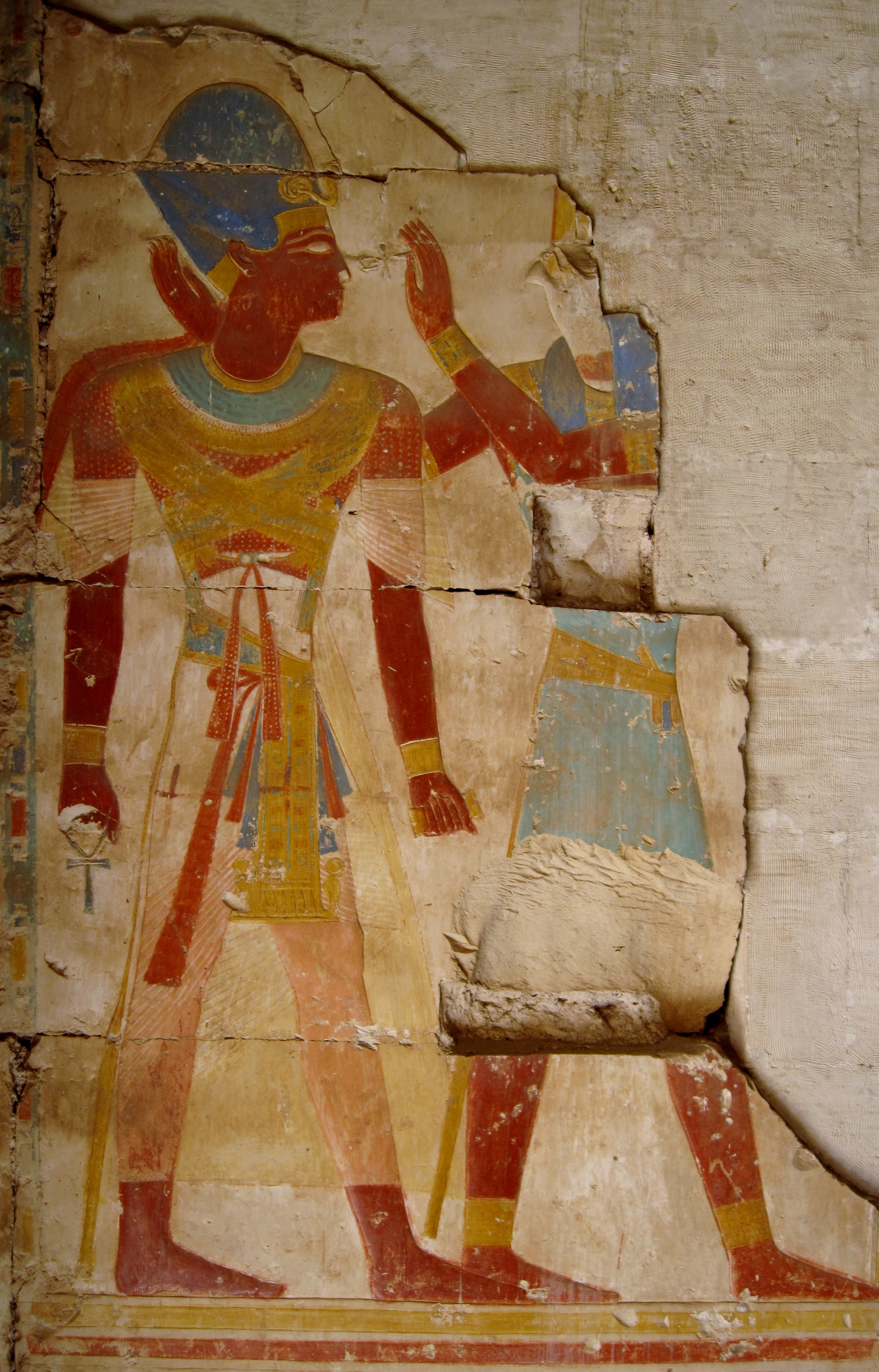
Frammento di un rilievo raffigurante Ramses II accompagnato da Horus, che ne "assiste" la testa sormontata dal khepresh. Tempio di Abido.

#### Ultime campagne in Siria
Ramses II portò a compimento le proprie imprese siriane nel 9º e 10º anno del proprio regno. Attraversò il fiume Nahr el-Kalb ("Fiume del Cane") e si diresse a settentrione verso Amurru. L'armata si apprestava a proseguire ancora verso nord, a Dapur, dove fu eretta una statua a Ramses II. Il faraone si trovava allora nella parte settentrionale del regno di Amurru, ben oltre Qadeš, cioè nei pressi di Tunip nella valle dell'Oronte, luoghi che non vedevano la presenza militare egizia dai tempi di Thutmose III, almeno 120 anni prima. La conquista di Dapur da parte di Ramses II richiese un assedio. La vittoria del faraone si rivelò effimera. Appartiene a questa fase una stele di Ramses II a Beit She'an. Una volta ristabilita la propria autorità nella Cananea, il faraone si diresse ulteriormente a nord. Una stele quasi completamente illeggibile nei pressi di Beirut, che sembra datata al 2º anno di regno di Ramses II, vi fu probabilmente eretta nel 10º anno del regno. La sottile striscia di territorio situata fra Qadeš e Amurru non si rivelò un possedimento stabile: ritornò in mano ittita nel giro di un anno, cosicché Ramses II dovette attaccare Dapur una seconda volta nel 10º anno del proprio regno. Nel Tempio di Luxor e nel Ramesseum le immagini di tale assedio di Dapur vengono così commentate:
Sei dei giovanissimi figli di Ramses II, recanti ancora il classico ciuffo laterale caratteristico dell'infanzia, presero parte alla conquista. Questo secondo successo nel territorio si rivelò infruttuoso quanto il primo, in quanto nessuno dei due eserciti era abbastanza forte da infliggere una sconfitta decisiva all'altro.

#### Trattato di pace egizio-ittita

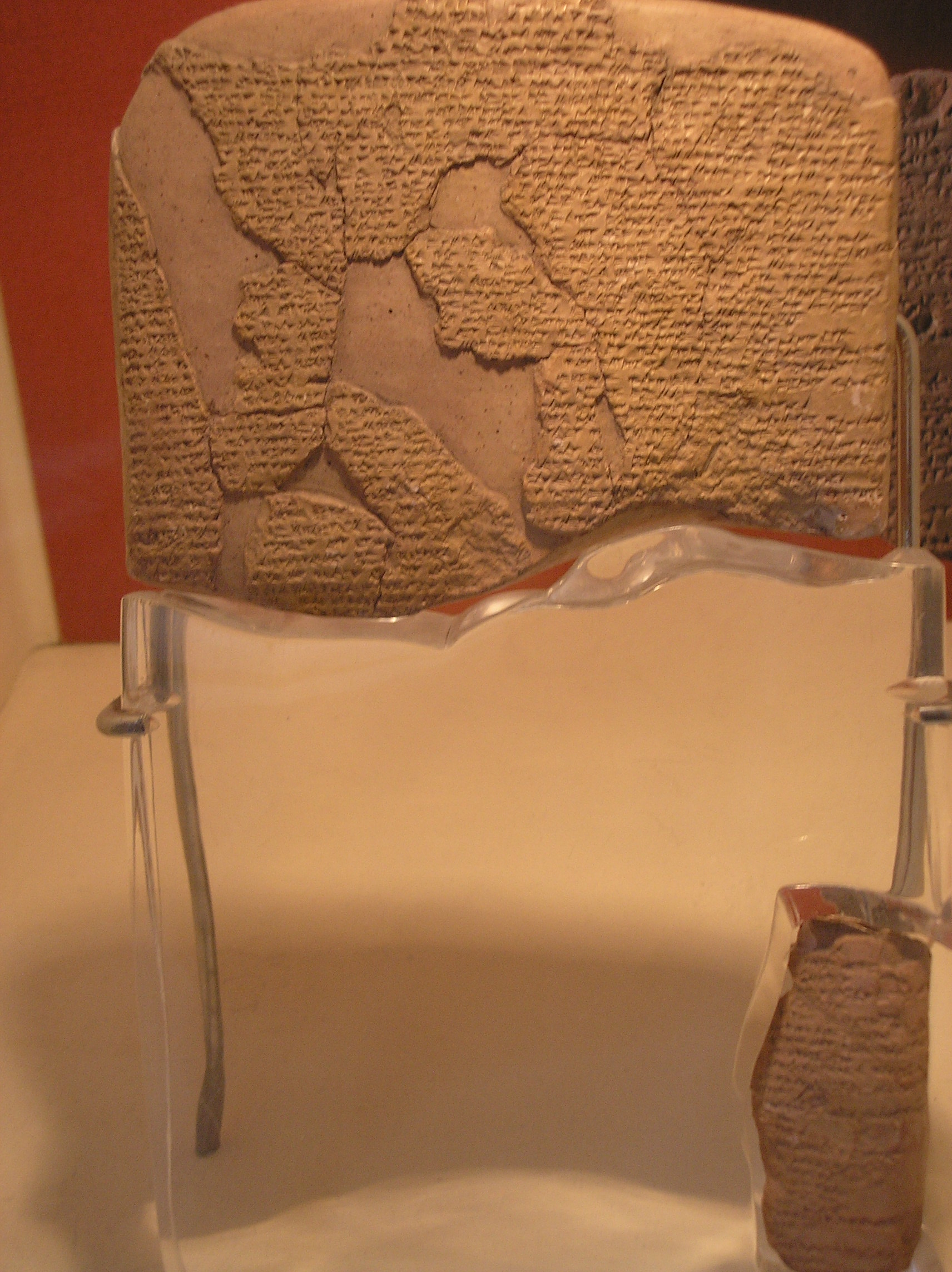
Il Trattato di Qadeš al Museo archeologico di Istanbul. Si tratta del primo trattato internazionale scritto della storia.

Una volta fallito il suo tentativo di scacciare lo zio usurpatore, il deposto re ittita Muršili III si recò in Egitto, nella terra del suo nemico. Hattušili III, di conseguenza, chiese a Ramses II l'estradizione a Ḫattuša del nipote. Tale richiesta scatenò una crisi fra l'Egitto e gli Ittiti, soprattutto quando il faraone negò di sapere dove si trovasse Muršili III: i due imperi si trovarono, così, sull'orlo di un'altra guerra. Infine, a Pi-Ramses, nel 20º anno del proprio regno (Dicembre 1259 a.C.), Ramses II decise di concludere un trattato con re Hattušili III che segnasse la fine di ogni conflitto. Il documento che ne fissò la formulazione e le condizioni è il più antico trattato di pace della storia e fu redatto in due versioni, una in geroglifici egizi e l'altra in accadico, in caratteri cuneiformi. Un simile bilinguismo divenne comune per i trattati successivi. Esistono differenze nelle formulazioni delle due versioni del trattato di Qadeš: mentre la maggior parte del testo è identica, la versione ittita afferma che gli Egizi avrebbero richiesto per primi la pace, mentre la versione egizia dichiara l'esatto opposto. Il trattato fu reso agli Egizi in forma di placca in argento, le cui parole furono incise sulle pareti del Tempio di Karnak.

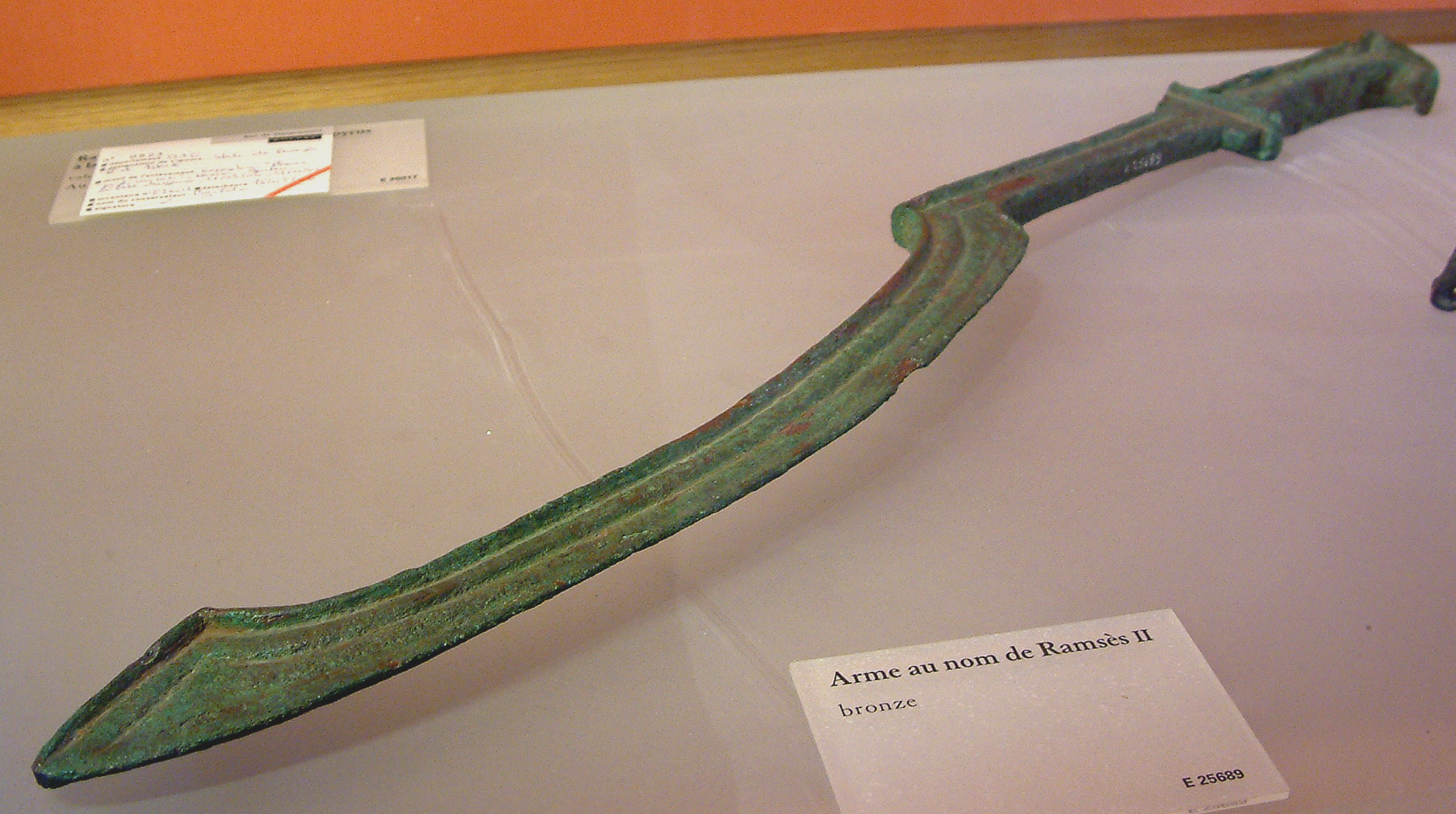
Spada khopesh a nome di Ramses II. Museo del Louvre, Parigi.

Il trattato fu siglato da Ramses II e Hattušili III nel 21º anno del regno del faraone (1258 a.C.). I suoi 18 articoli disposero la pace tra l'Impero egizio e quello Ittita, aggiungendo che perfino le divinità delle due nazioni avrebbero invocato la pace. A suggello dell'accordo, Ramses II sposò una principessa ittita, figlia di Hattušili III, cui dopo il matrimonio venne imposto il nome di Maathorneferura. Le frontiere non furono ben definite dal trattato, ma le disposizioni al riguardo si possono desumere da altre fonti. Il Papiro Anastasi I descrive la Cananea dell'ultima parte del regno di Ramses II ed enumera e nomina le città costiere fenicie in mano egizia. La città portuale di Sumur, a nord di Biblo, è menzionata quale estremo limite settentrionale dei possedimenti egizi (sede, inoltre, di una guarnigione).

Non si hanno notizie di ulteriori campagne nella Cananea dopo la sigla del trattato di pace egizio-ittita. La frontiera settentrionale sembra aver conosciuto un periodo di pace e tranquillità, e il dominio faraonico sembra essersi conservato fino alla morte di Ramses II e alla caduta della XIX dinastia. Quando il re di Mira tentò di coinvolgere Ramses II in un atto di ostilità nei confronti degli Ittiti, la risposta del faraone fu che il tempo degli intrighi in supporto di Muršili III era ormai passato. Con lo stesso spirito Hattušili III scrisse a Kadashman-Enlil II, re di Babilonia ("Karduniash"), ricordando al destinatario quando il padre di quest'ultimo, Kadashman-Turgu, gli aveva chiesto di combattere contro Ramses II. Il re ittita incoraggiò quello babilonese a pensare piuttosto a un altro nemico (con ogni probabilità un riferimento al sovrano assiro) i cui nemici avrebbero ucciso un messo del re d'Egitto. 

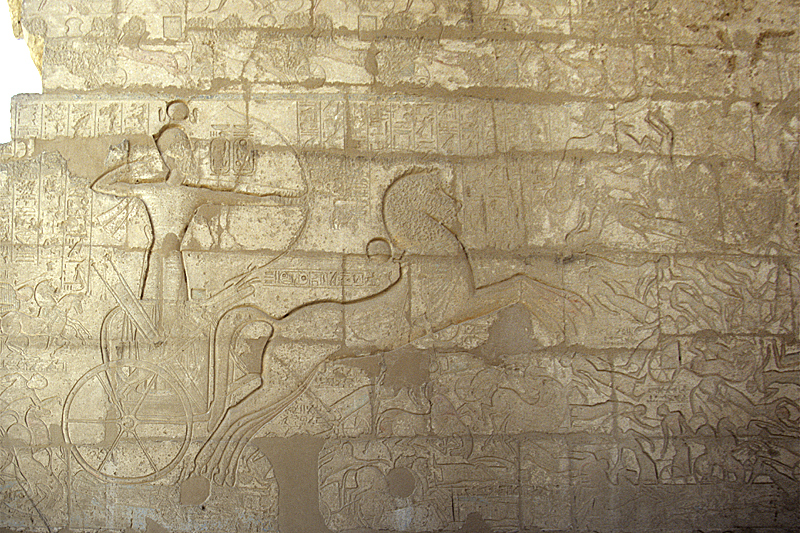
Rilievo di una scena della battaglia di Qadeš ad Abido.
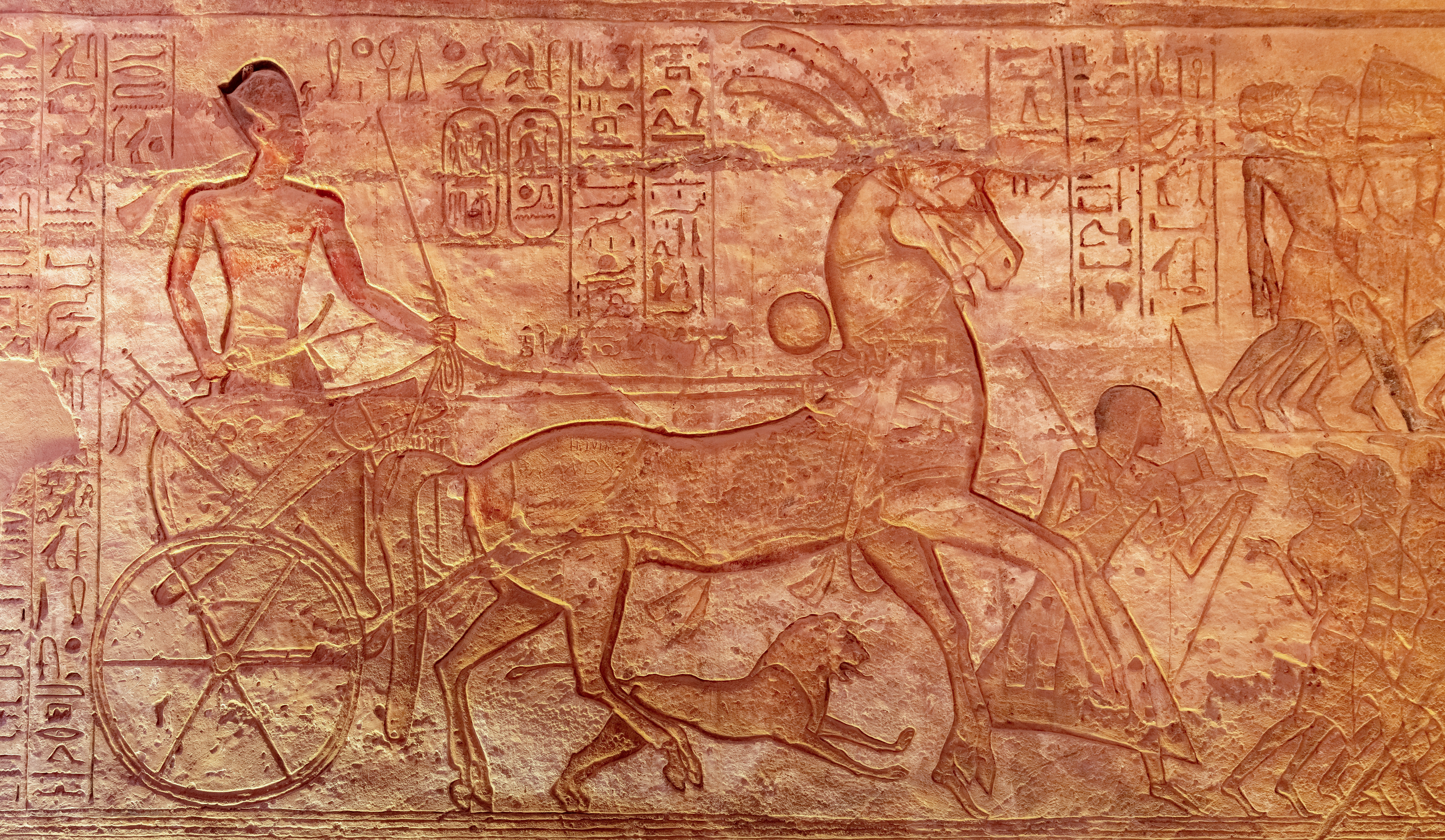
Rilievo di una scena della battaglia di Qadeš nel Tempio maggiore di Abu Simbel.
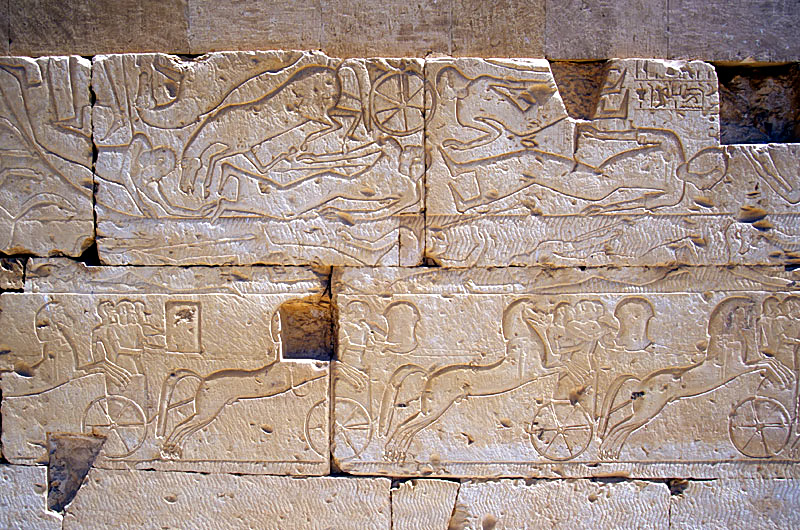
Rilievo di una scena della battaglia di Qadeš nel Ramesseum.
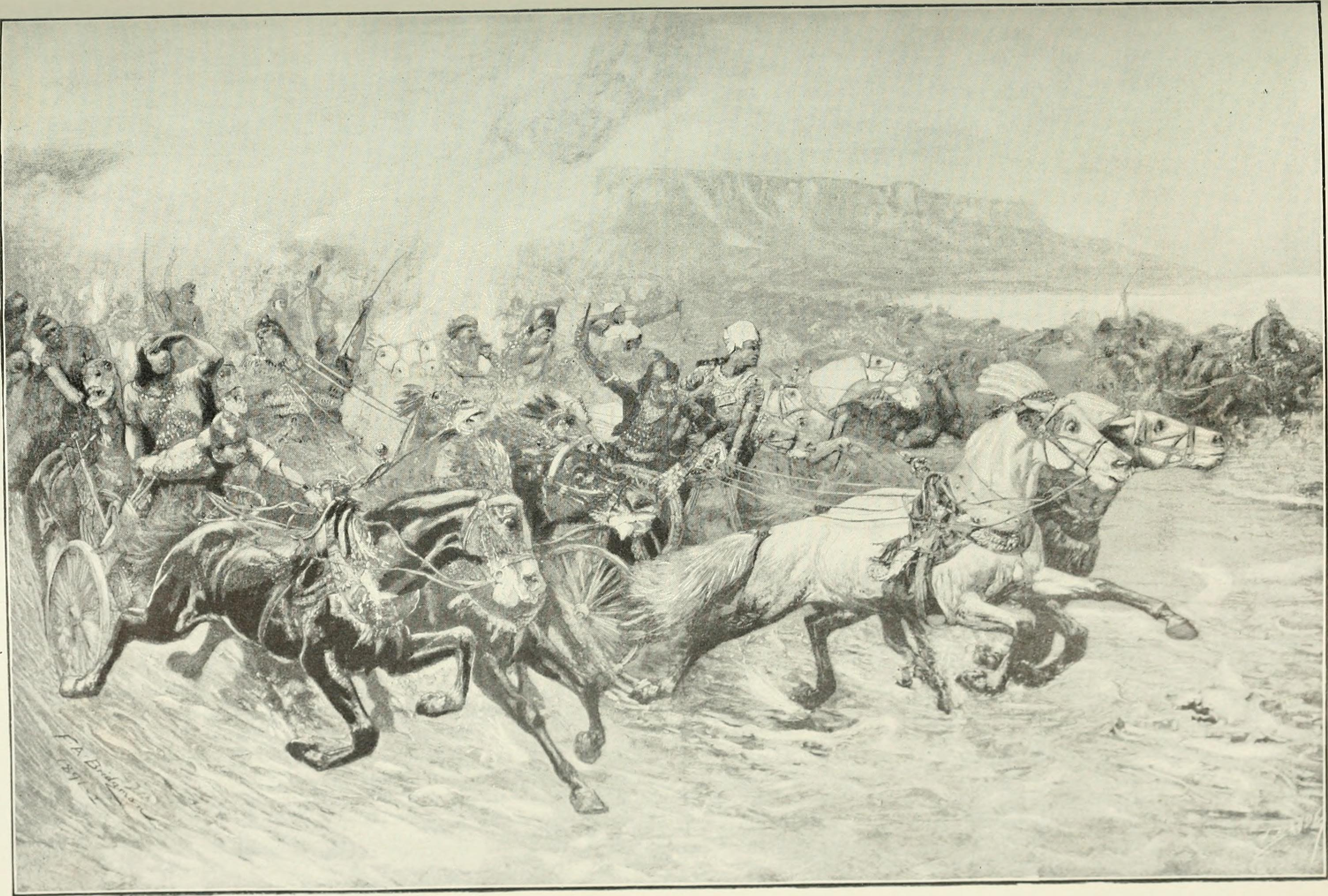
La carica di Ramses II alla battaglia di Qadeš in un'illustrazione moderna.
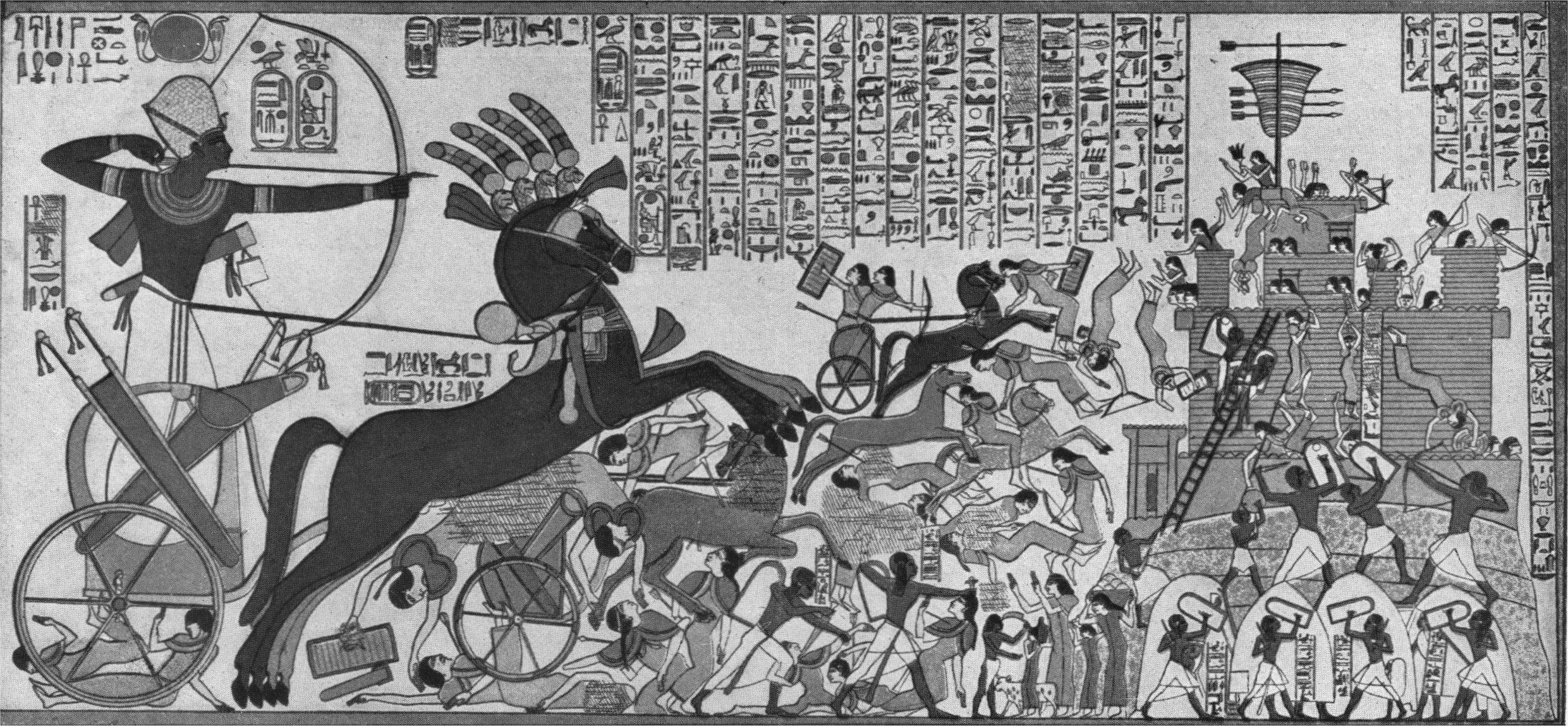
Copia di un rilievo a Tebe raffigurante Ramses II all'assedio di Dapur.

#### Campagne in Nubia
Nell'8º anno di regno di Seti I, padre di Ramses, giunse a corte il rapporto di una rivolta in Nubia (l'odierno Sudan), nella terra di Irem (Kush), a ovest della terza cateratta del Nilo. Una manovra strategica progettata da Seti I nell'inverno del 1287 a.C. consentì a un distaccamento di carri e fanteria di reprimere la sollevazione nel giro di appena sette giorni. 

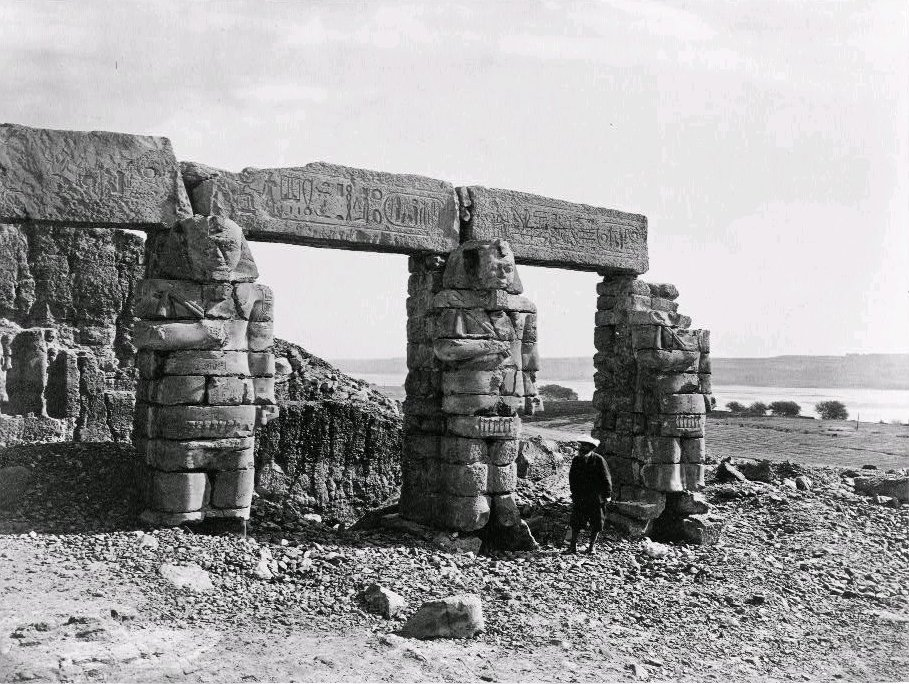
I colossi di Ramses II nel Tempio di Ptah, Ptah-Tatenen, Hathor e Ramses II a Gerf Hussein, presso Nuova Kalabsha in Nubia.

Quando era ancora principe ereditario, tra il 13º e 14º anno di regno di Seti I, Ramses intraprese azioni militari a sud della prima cateratta del Nilo. All'epoca doveva avere poco più di vent'anni e due suoi figli, fra cui Amonherkhepshef, figlio di Nefertari, lo accompagnarono in almeno una delle campagne nubiane. In epoca ramesside la Nubia era già da due secoli una colonia, ma la "conquista" di Ramses fu ugualmente celebrata nelle decorazioni dei templi che fece erigere a Nuova Kalabsha (un promontorio nei pressi di Assuan) e Gerf Hussein nella Nubia settentrionale; si tratta di edifici semiruprestri di qualità non eccelsa, realizzati in morbida arenaria.

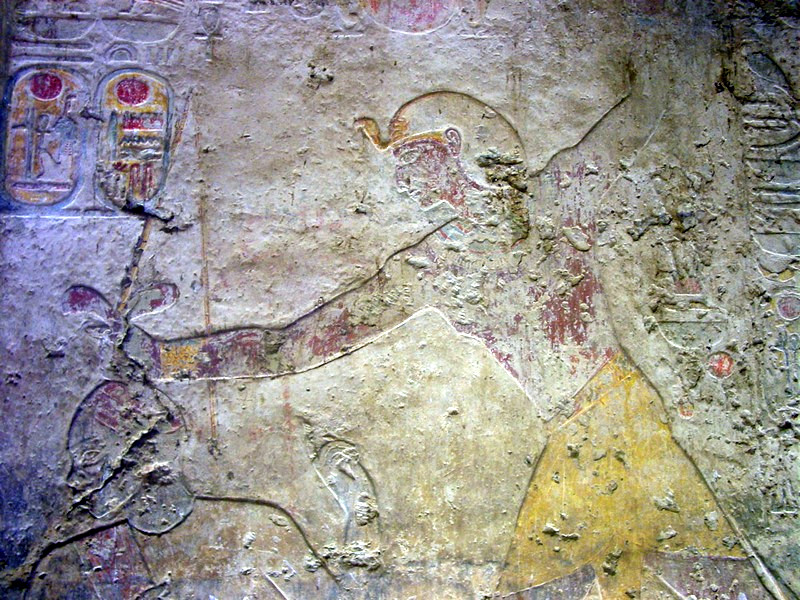
Rilievo nel Tempio di Nuova Kalabsha raffigurante Ramses II che abbatte nemici in Nubia.

Il prestigio personale del principe ereditario era già tale che fu autorizzato a commemorare le proprie gesta sulle pareti dei templi; Ramses vi compare come un faraone a pieno diritto. Sulla parete meridionale del Tempio di Nuova Kalabsha, Ramses II è raffigurato sul suo carro da guerra mentre guida la carica contro i Nubiani, seguito dai suoi figli Amonherkhepshef e Khaemuaset (che avevano, rispettivamente, cinque e quattro anni) sui loro carri, accompagnati dai rispettivi scudieri. In una delle iscrizioni celebrative, il faraone afferma di aver combattuto una battaglia contro i Nubiani completamente solo, senza l'aiuto dei suoi soldati. Esiste anche una scena raffigurante la sfilata dei tributi recati dai vassalli: animali africani, giraffe, leoni, scimmie, gazzelle, ghepardi, piume di struzzo, zanne di elefante, legno d'ebano, spezie, oro, pietre preziose e gioielli; il corteo è aperto dal visir Pasar. Gli egittologi si sono chiesti se tali figurazioni rappresentino la spedizione dell'8º anno del regno di Seti I nel regno di Irem: alcuni abitanti immortalati nell'atto di fuggire sono chiaramente sudanesi, il che confermerebbe la teoria dell'8º anno di Seti I. Allo stesso 8º anno del regno di Seti I risale però il primo matrimonio di Ramses, che evidentemente non poteva vantare, all'epoca, i figli raffigurati al suo seguito. Probabilmente, la scena in questione mescola gli avvenimenti in Nubia dell'8° e del 13º/14º anno di regno di Seti I (Ramses e i figli Amonherkhepshef e Khaemuaset presero parte a quest'ultima campagna).

#### Campagne in Libia

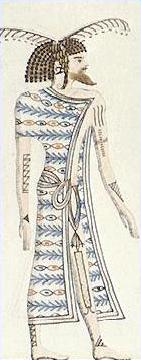
Un antico Libico; copia di una pittura dalla Tomba di Seti I.

Durante il regno di Ramses II, gli Egizi furono attivi su varie centinaia di chilometri di costa mediterranea, almeno fino a Zawiyett umm El Rakham, a 310 chilometri a ovest dalla attuale Alessandria d'Egitto e sede di una grande fortezza costiera che probabilmente marcava l'estremo confine occidentale della diretta influenza egizia. I resti della fortezza di Zawyet Umm El Rakham furono scoperti nel 1948 e studiati solo sporadicamente, nei decenni successivi, da Alan Rowe e Labib Habachi; scavi approfonditi del sito furono effettuati solamente nel 1994 da un team dell'Università di Liverpool. Rovine di simili fortificazioni sono state rinvenute a Gharbaniyet ed El Alamein (probabilmente facenti parte di una catena che si spingeva assai avanti verso occidente, passando per l'odierna Marsa Matruh). Benché le esatte dinamiche che portarono all'edificazione di tali fortezze costiere non siano chiare, una sorta di egemonia politica o militare deve averne consentito la costruzione nella regione. 

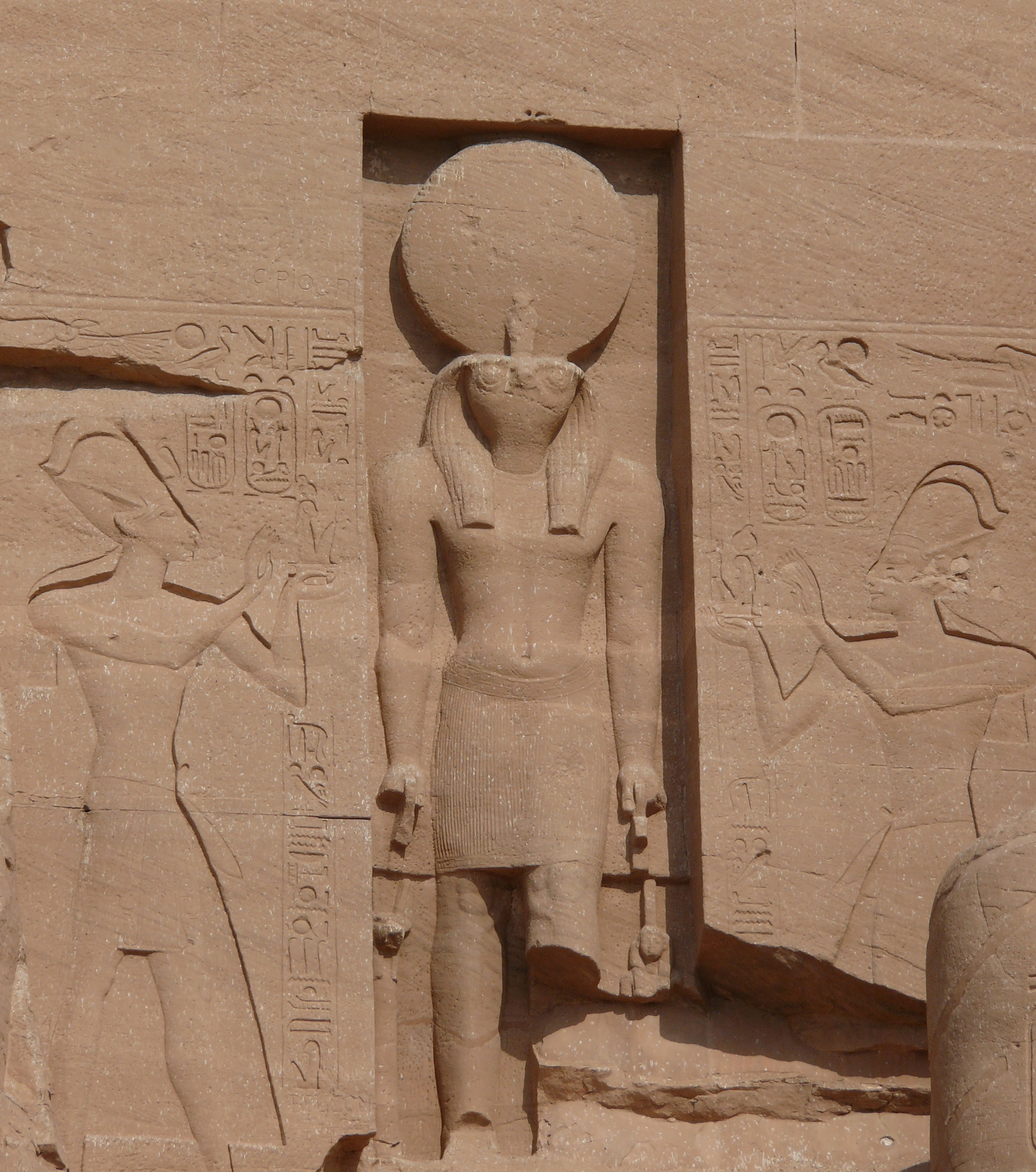
Statua di Ra-Horakhti ("Ra-Horus dei Due Orizzonti") fra due rilievi di Ramses II offerente il geroglifico della dea Maat (personificazione della verità) al centro della facciata del Tempio maggiore di Abu Simbel. Si tratta di un rebus: il dio, recante il solito disco solare ("Ra"), ha accanto alla gamba destra il simbolo geroglifico "User" mentre, accanto all'altra gamba, compare una statuetta della dea Maat. Questi elementi compongono il praenomen di Ramses II, "User-maat-ra": il faraone non starebbe venerando altri che sé stesso come divinità.

Non esistono resoconti di grandi imprese militari di Ramses II contro i Libici, solo riferimenti generali a sue conquiste in terra libica e all'abbattimento di nemici locali, i quali potrebbero rifarsi o meno a specifici eventi il cui ricordo non si è conservato. È possibile che alcune fonti, come una stele ad Assuan datata al 2º anno di regno, contengano riferimenti alla partecipazione del futuro Ramses II alle campagne militari in Libia del padre Seti I. In un momento imprecisato del suo regno, Seti I aveva infatti sconfitto alcune tribù libiche (Tehenu, Libu, Mashuash) che avevano invaso il confine occidentale dell'Egitto. Sebbene battute da Seti I, tali tribù tornarono a minacciare l'Egitto durante i successivi regni di Merenptah (1213 a.C.–1203 a.C.) e Ramses III (1186 a.C.–1155 a.C.) e furono sempre sconfitte. Verosimilmente, sarebbe stato proprio Seti I a estendere il controllo egizio sulla regione e a disporre la costruzione di fortezze costiere a tutela delle frontiere libiche e osservare continuamente i movimenti delle tribù libiche, fra cui nuovi gruppi provenienti dall'estremo occidente. Ai margini del deserto occidentale del delta del Nilo, tra Menfi e il mare, Ramses II fece restaurare e rinforzare alcuni insediamenti di frontiera, talvolta edificandovi templi dedicati agli dei occidentali locali. Servendosi delle fortezze costiere e degli insediamenti di frontiera, Ramses II riuscì a salvaguardare l'Egitto da interferenze provenienti da ovest: il sistema funzionò per tutto il corso del suo regno.

### Attività edilizia
Oltre che abile condottiero, Ramses II fu anche un grande costruttore. Innalzò edifici lungo tutto l'Egitto e in Nubia, e i suoi cartigli abbondano anche sulle opere dei suoi predecessori (è il caso, per esempio, di una magnifica statua di Amenofi III con il dio Sobek o di un colosso della propria madre Tuia, usurpato da uno della regina Tiy della XVIII); portò inoltre a compimento i monumenti iniziati durante il regno del padre. Blocchi di pietra, statue, colossi e ruderi di templi e palazzi (fra i quali spiccano il Ramesseum nella Necropoli di Tebe e i templi scavati nella roccia ad Abu Simbel) sono coperti di iscrizioni e immagini che celebrano la sua regalità e le sue imprese (questo vastissimo repertorio letterario e iconografico costituisce la prima e più importante fonte di informazioni sul suo lungo regno). La sua attività edilizia, dal delta del Nilo fino in Nubia, fu intensa, imponente e incessante, al punto che Ramses II può essere considerato il più grande costruttore della storia egizia, paragonabile solo a Cheope e ad Amenofi III "il Magnifico". Fondò perfino una nuova capitale, sul luogo di una precedente dimora estiva di Seti I, nel delta del Nilo, e la chiamò Pi-Ramses, che significa "Dimora di Ramses". La nuova città sorse nell'area est del delta del Nilo, non lontano dal sito di Avaris, la capitale dei sovrani hyksos della XV dinastia. Christiane Desroches Noblecourt ha scritto che l'Egitto, con Ramses II, "era stato trasformato in un grande cantiere". Il suo tempio funerario, il Ramesseum, fu il primo dei grandi cantieri inaugurati da Ramses II, che da quel momento in poi continuò a edificare in scala monumentale. Nella sua attività edilizia, il re non si fece scrupoli nel demolire gli edifici eretti da Akhenaton (per riutilizzarne i materiali), né di deturpare le costruzioni di altri predecessori.

#### Abu Simbel

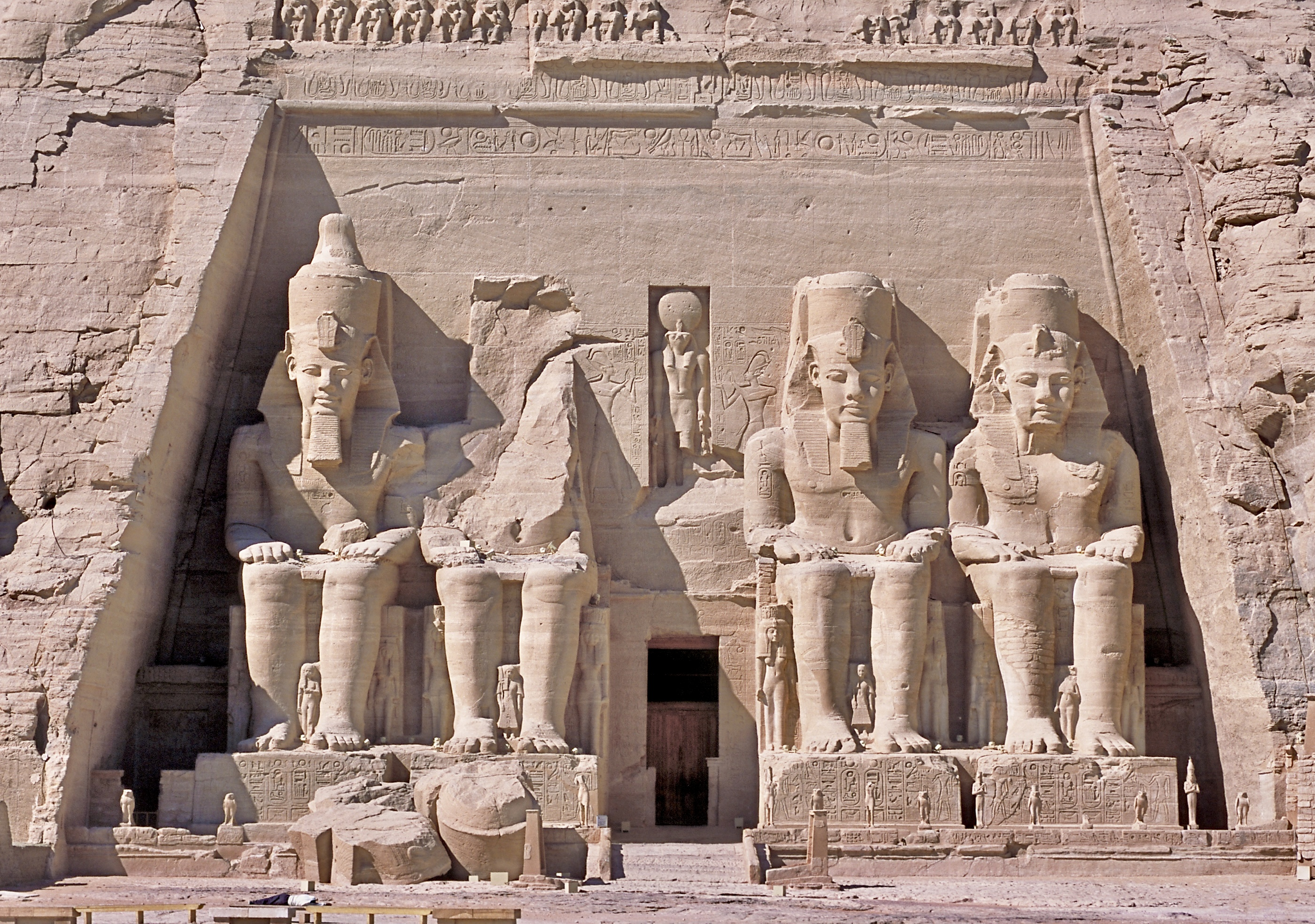
Facciata colossale del Tempio maggiore di Abu Simbel.

La sua opera più grandiosa e celebre è senza dubbio il tempio di Abu Simbel, località dell'Egitto meridionale lungo il fiume Nilo, a sud della città di Assuan. La costruzione del Tempio maggiore ebbe inizio intorno al 1264 a.C. e si protrasse per almeno un ventennio, fino al 1244 a.C. circa. Noto come "Tempio di Ramses amato da Amon", era soltanto uno dei sei templi edificati e scolpiti nella roccia, in Nubia, durante il suo lungo regno, progettati per mettere in soggezione i popoli a sud dell'Egitto commemorando le grandi imprese del sovrano, e per rinforzare, in quella zona, la religione dello Stato. Ramses fece costruire sulla roccia della montagna due templi, uno maggiore, dedicato a sé stesso, e uno minore, dedicato alla moglie Nefertari.

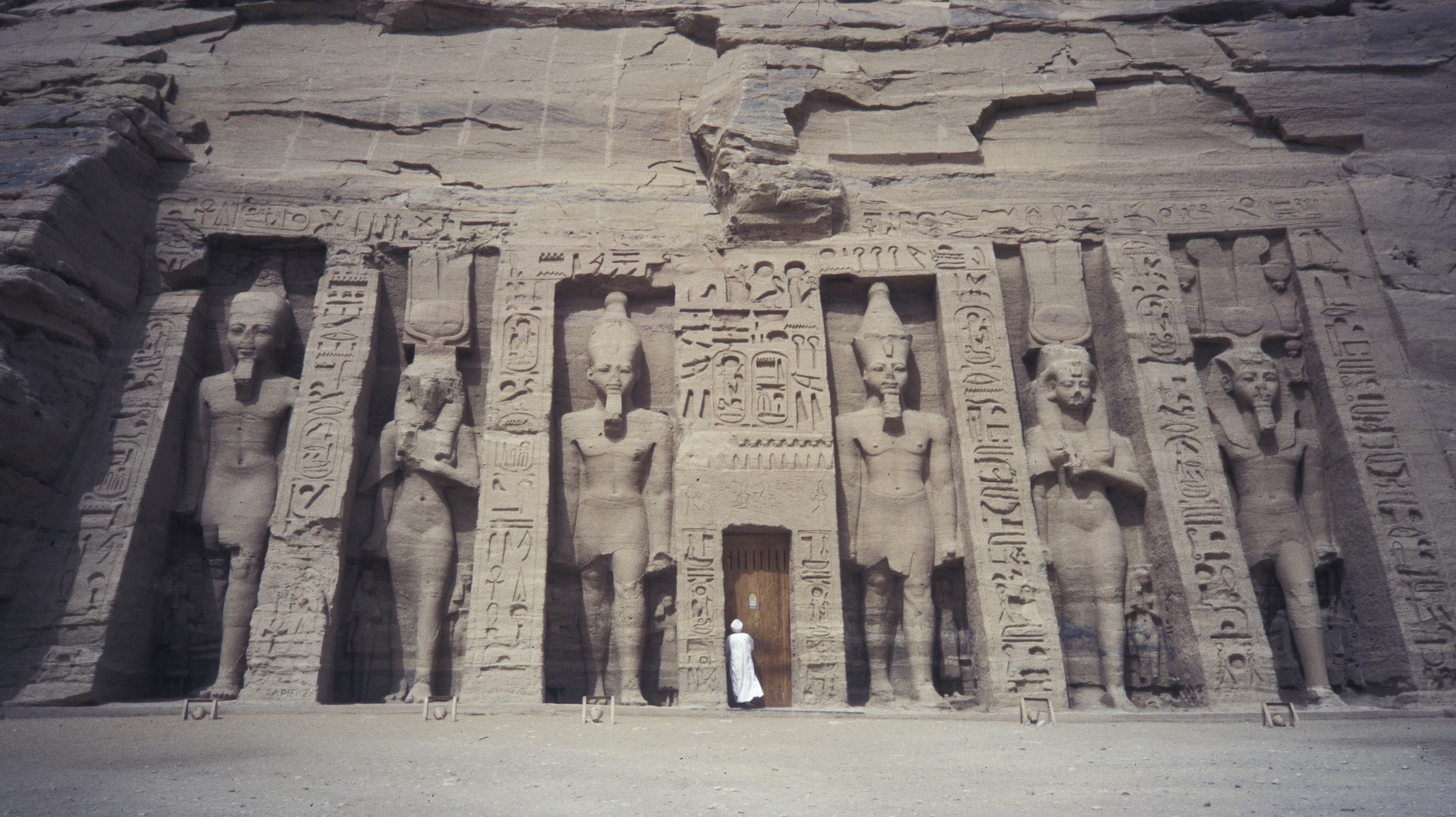
Facciata del Tempio minore di Abu Simbel.

Il Tempio maggiore si sviluppa in profondità nella roccia per circa 55 metri; la facciata è adorna di quattro colossali statue di Ramses II, alte più di 20 metri, raffiguranti il sovrano assiso in trono con la Doppia Corona dell'Alto e Basso Egitto. Tra le gambe vi sono statue più piccole, raffiguranti Tuia, Nefertari e alcuni fra i suoi figli. Per la precisione, i membri della famiglia reale presenti nella facciata sono rispettivamente: la principessa Nebettaui, la principessa Isinofret II, la principessa Bintanath, la regina madre Tuia, il principe Amonherkhepshef, la regina Nefertari, il principe Ramses, la principessa Baketmut, la principessa Meritamon e la principessa Nefertari II. La grande sala, che si apre subito dopo il breve corridoio di ingresso, è sorretta da otto imponenti colonne, disposte in due file di quattro, a ciascuna delle quali è addossata una statua di Ramses II, ritratto con gli attributi di Osiride. Sulle pareti della sala ipostila sono rappresentati i celebri episodi della battaglia di Qadeš. Nelle celle meridionali, utilizzate come depositi di oggetti sacri, è raffigurato invece il sovrano nell'atto di donare offerte agli dei. Fu scoperto nel 1813 dall'orientalista ed esploratore svizzero Johann Ludwig Burckhardt: la facciata e i colossi erano quasi completamente nascosti dalle sabbie, e il Tempio rimase inaccessibile per altri 4 anni. L'esploratore padovano Giovanni Battista Belzoni riuscì a penetrare all'interno il 4 agosto 1817. La statua a destra dell'entrata fu danneggiata da un terremoto che ne risparmiò solo le gambe; la testa e il torso giacciono ai piedi del colosso.

Il Tempio minore, costruito nello stesso periodo, è dedicato, non casualmente, alla amata sposa Nefertari e alla dea dell'amore Hathor. Rispetto al Tempio maggiore, quest'ultimo fu concepito come tempio "di famiglia" con sei statue colossali di Ramses II e Nefertari, alte più 9 metri, ad adornarne la facciata insieme alle effigi, di dimensioni minori, dei loro figli. È di dimensioni minori rispetto all'altro ma appare comunque imponente; penetra nella roccia viva per ben 25 metri.

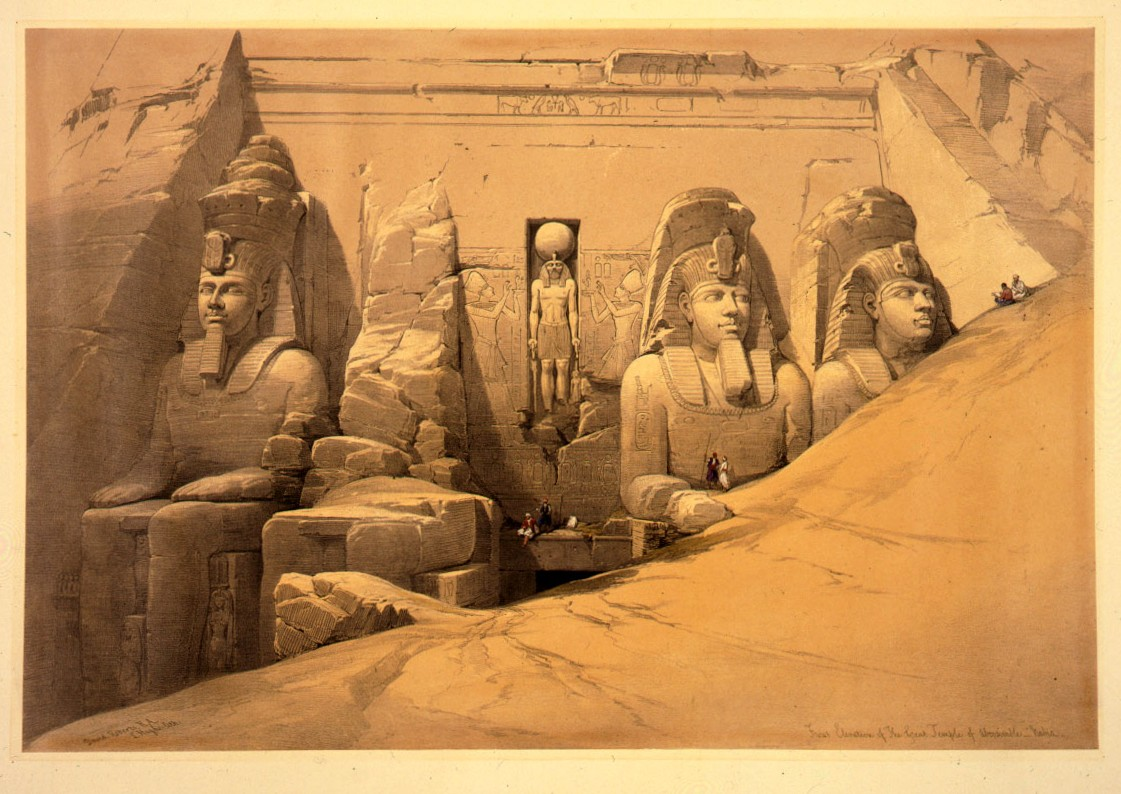
Il Tempio maggiore insabbiato in un acquerello di David Roberts.
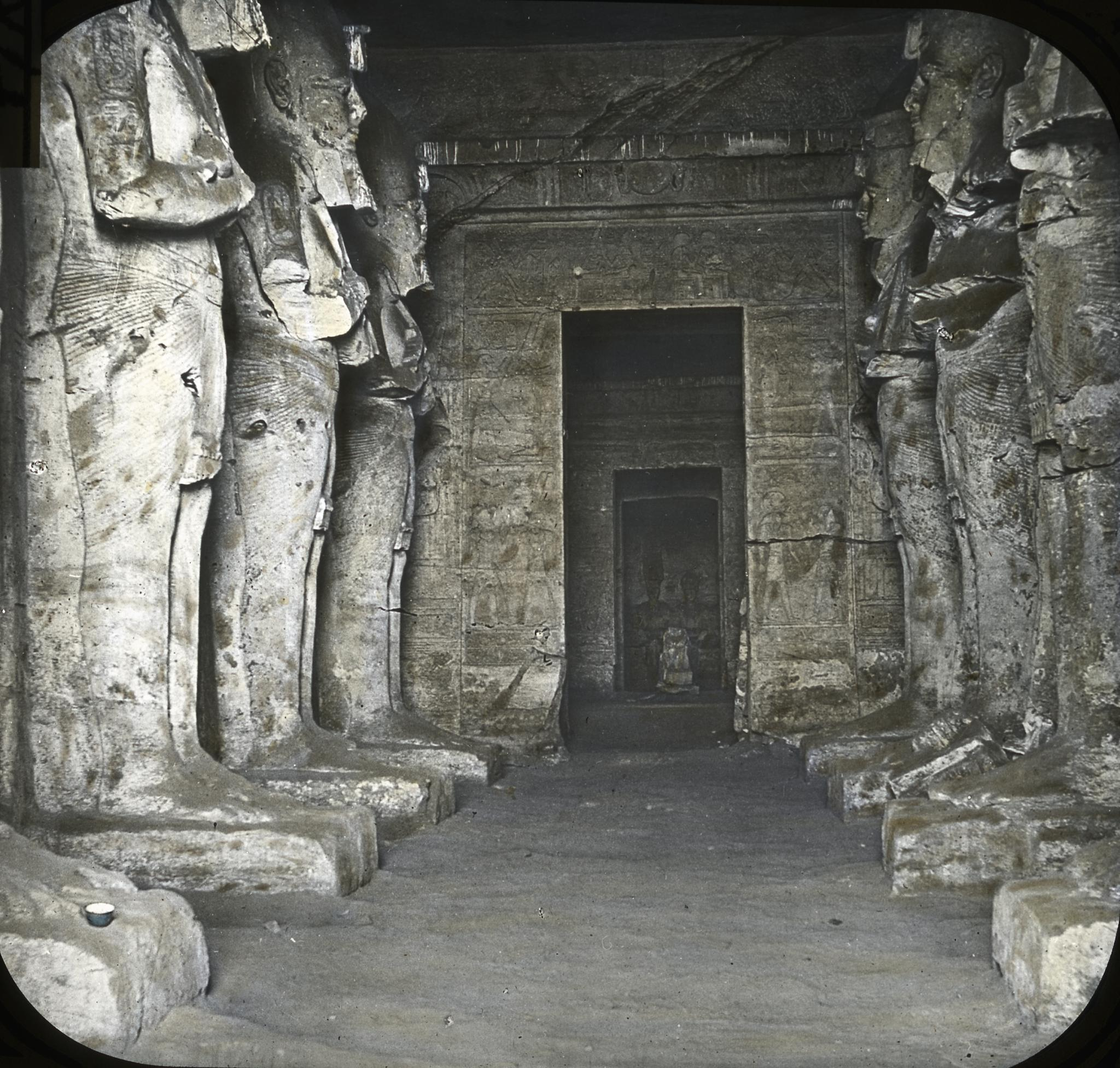
L'interno del Tempio maggiore con la serie di colossi di Ramses II, in una fotografia del 1900.
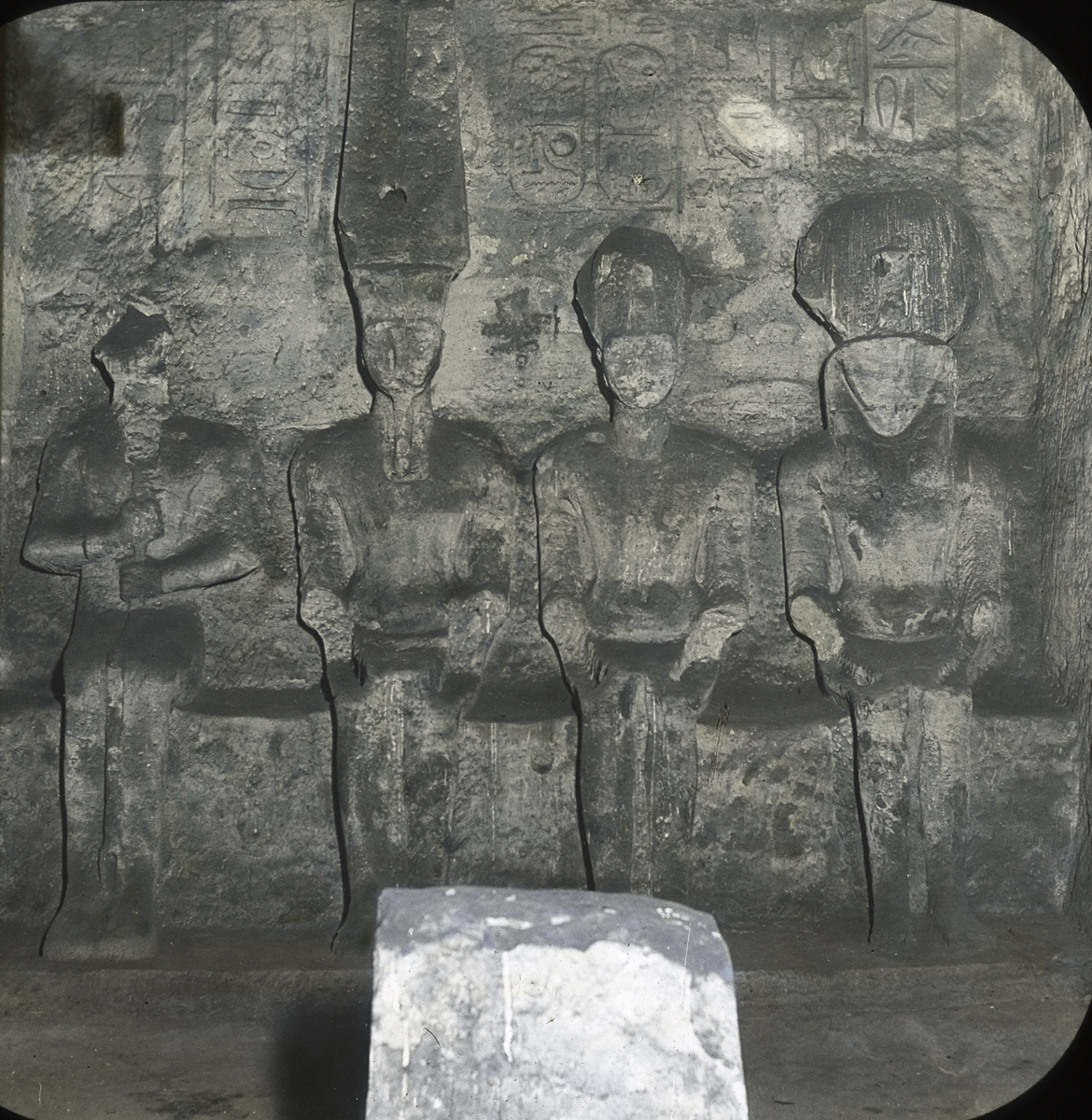
Le quattro statue nel cuore del Tempio maggiore, da sinistra: Ptah, Amon-Ra, lo stesso Ramses II come dio e Ra-Horakhti.
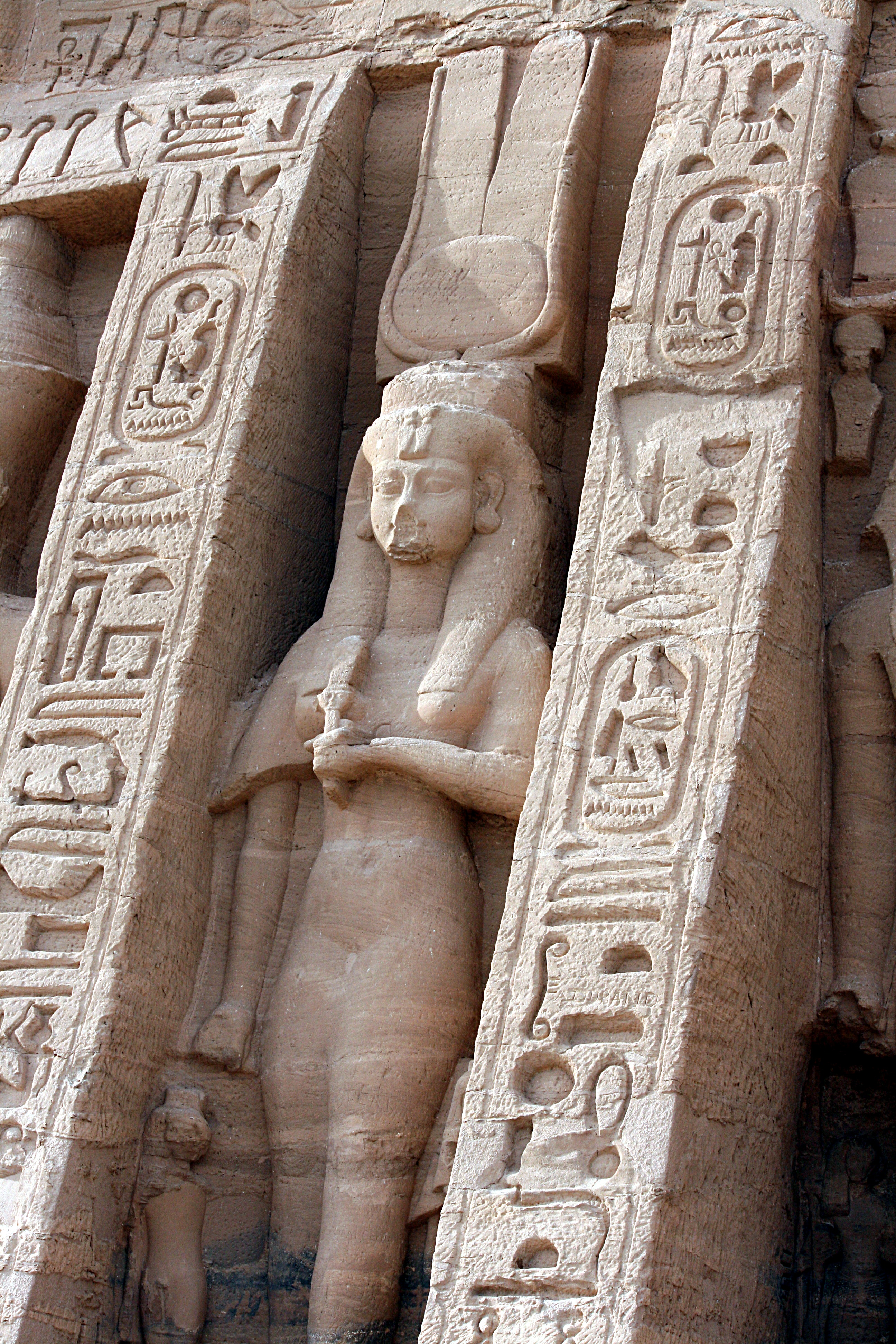
Dettaglio di un colosso di Nefertari sulla facciata del Tempio minore.
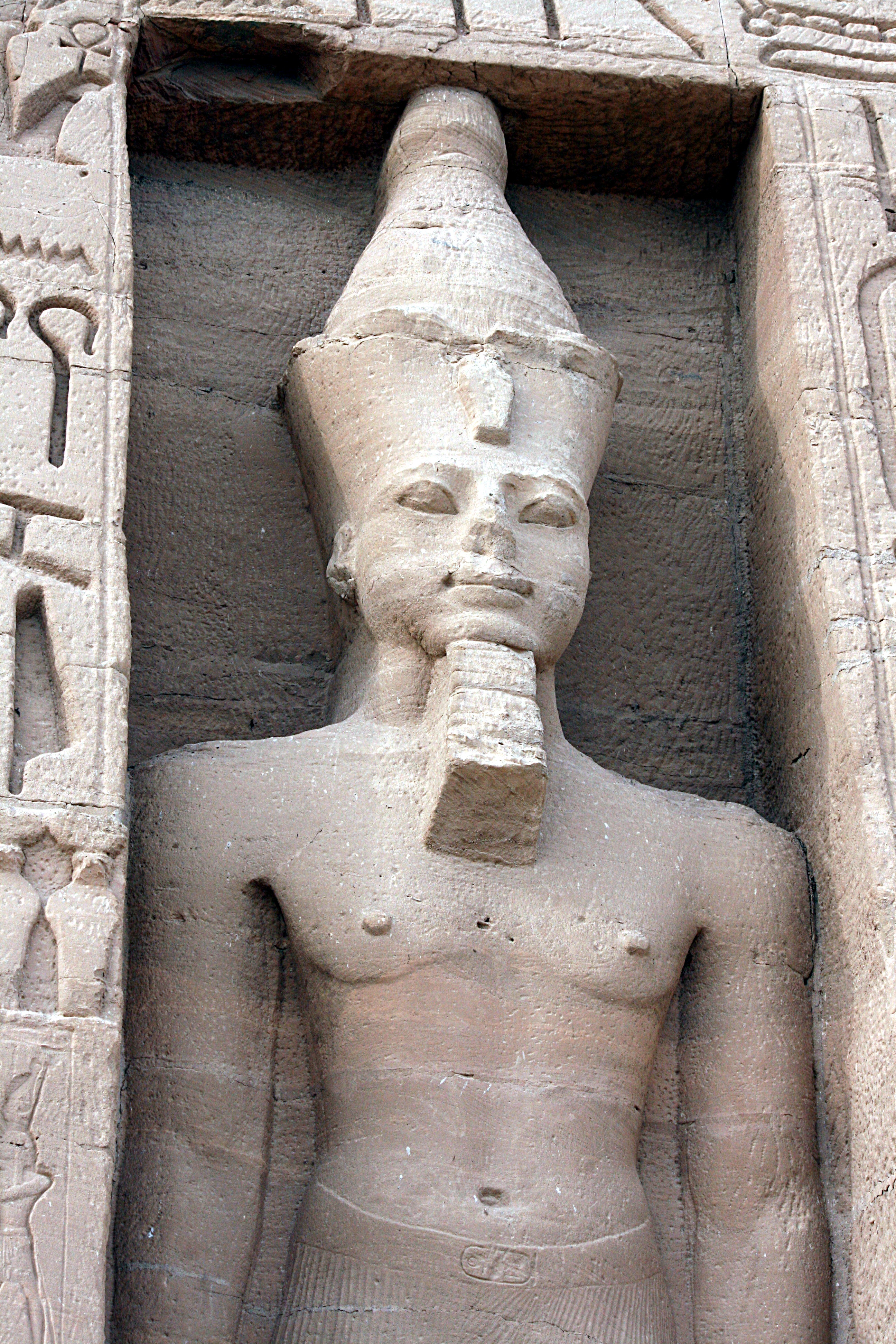
Dettaglio di un colosso di Ramses II sulla facciata del Tempio minore.
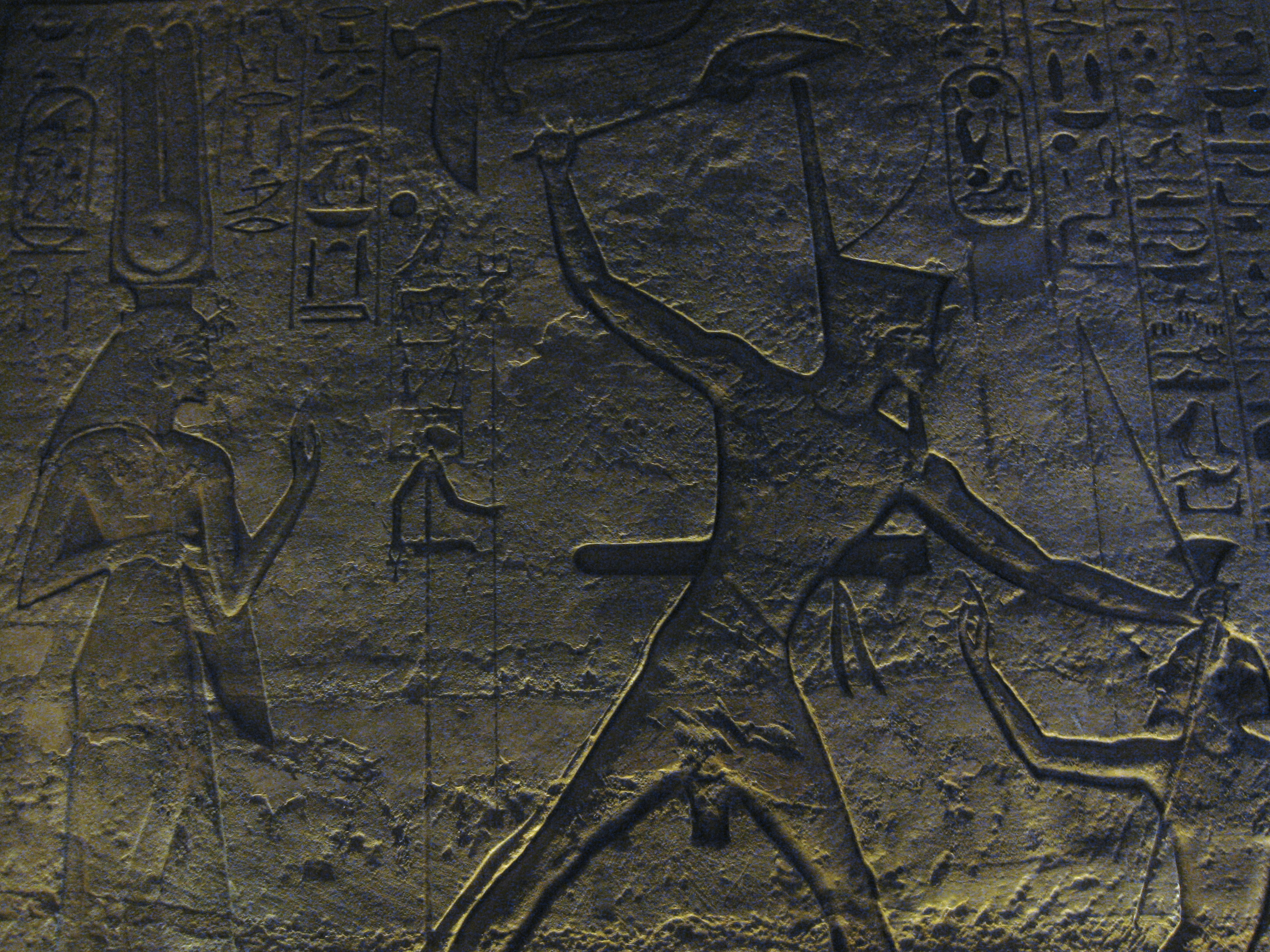
Rilievo all'interno del Tempio minore, raffigurante Ramses II che abbatte un nemico, assistito da Nefertari.

#### Ramesseum

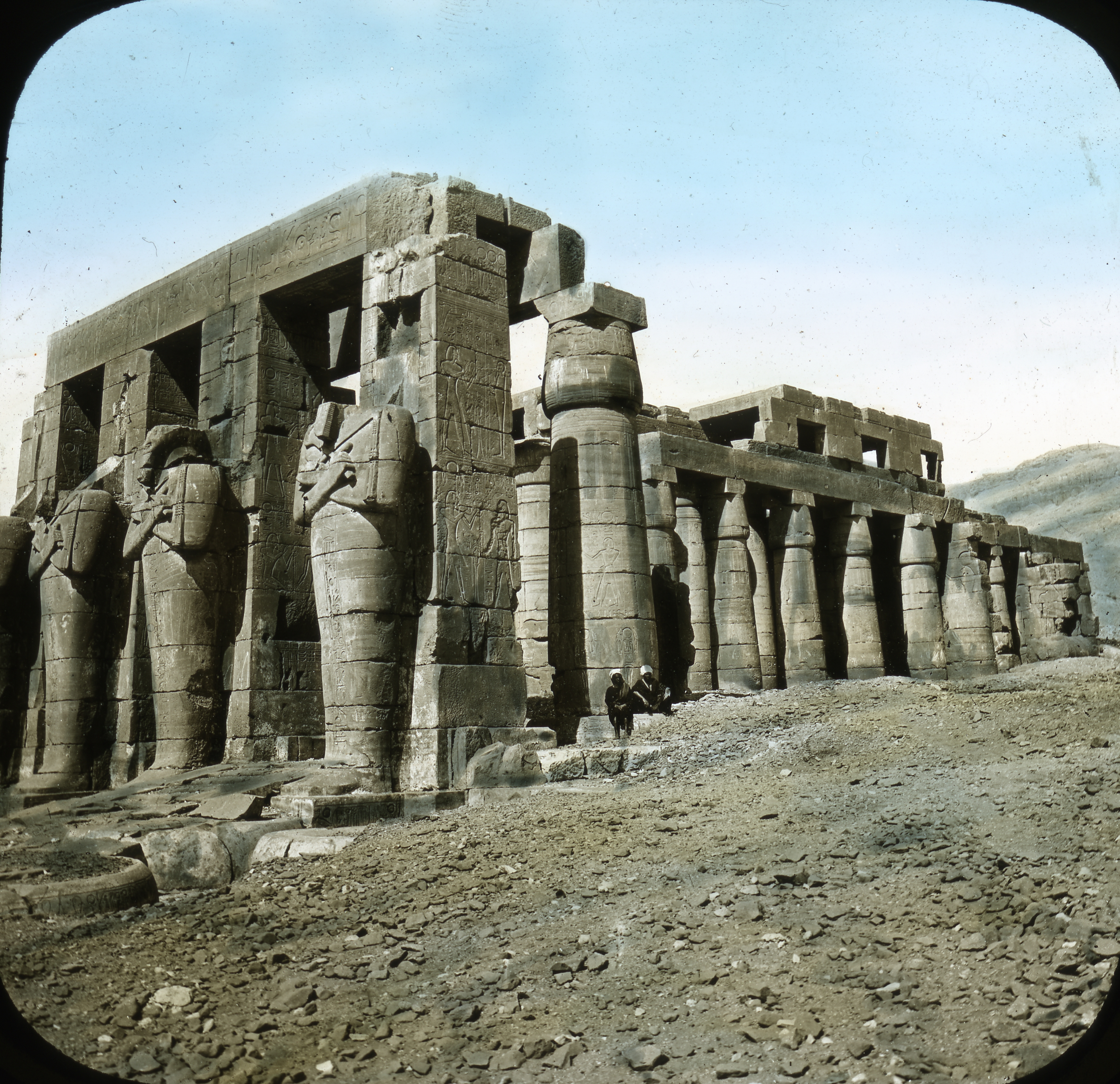
Veduta delle rovine del Ramesseum in una fotografia ottocentesca.

Il complesso templare fatto edificare da Ramses II sulla riva sinistra del Nilo, fra Gurna e il deserto, è noto fin dal XIX secolo con il nome latino di Ramesseum. Lo storico greco Diodoro Siculo, vissuto nel I secolo a.C., nella sua Bibliotheca historica racconta del proprio stupore di fronte a questo tempio gigantesco (che descrisse come la "tomba di Ozymandias", corruzione greca di "Usermaatra", parte del praenomen di Ramses II), oggi in rovina.

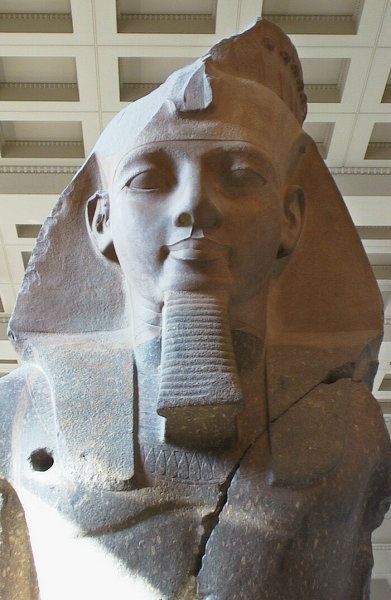
Il colosso di Ramses II soprannominato "Giovane Memnone", al British Museum, fu scoperto nel Ramesseum.

Ci vollero ben vent'anni per completare l'immenso complesso, lungo quasi un chilometro, culminante nel tempio funerario, il "Tempio di Milioni di Anni" di Ramses II (non destinato a racchiuderne le spoglie mortali e il corredo funebre, bensì a ospitare le cerimonie legate al suo culto una volta che fosse trapassato). Il re affidò la progettazione e la realizzazione a Penra, suo architetto di corte. Lungo 300 metri e largo 195, il tempio vero e proprio fu orientato lungo l'asse nord-est sud-ovest; possedeva persino una baia per l'attracco delle navi cerimoniali (fu proprio la vicinanza del fiume la prima causa del degrado della struttura, a causa delle inondazioni annuali). Questo edificio principale aveva una struttura molto simile a quella degli altri templi del Nuovo Regno. Il tempio principale era preceduto da due cortili. Un enorme pilone precedeva il primo cortile, con una sala ipostila deputata alle celebrazioni, tre vestiboli, un santuario, con il palazzo reale sulla sinistra, mentre un colosso del faraone assiso in trono svettava sulla parte posteriore: di questa gigantesca statua in sienite, alta 17 metri e pesante più di 1000 tonnellate, esistono oggi solamente frammenti della base e del torso.

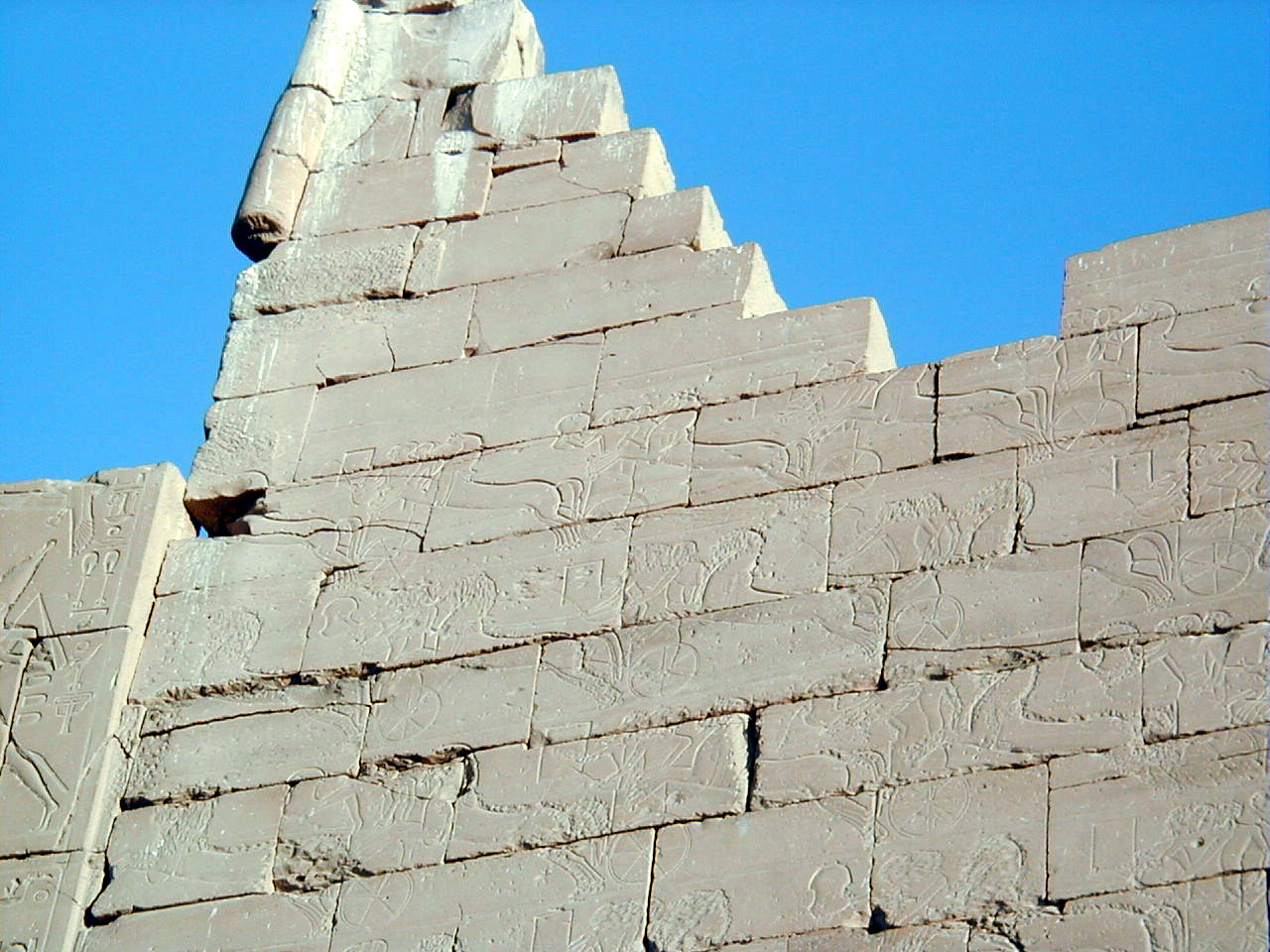
Dettaglio del primo pilone del Ramesseum, con scene della battaglia di Qadeš.

Il pilone è decorato da scene del faraone trionfante insieme al suo esercito sopra gli Ittiti a Qadeš e, per ben due volte, dalla narrazione di tale impresa bellica, mentre la sala ipostila viene invece descritta la presa della fortezza di Dapur. I resti del secondo cortile, invece, comprendono una porzione della facciata interna del pilone e del "portico di Osiride" a destra. Sulle pareti compaiono nuovamente scene della battaglia di Qadeš mentre, su registri superiori, sono descritte feste e celebrazioni in onore del dio itifallico Min, divinità della fertilità e della virilità. Nella parte opposta del cortile, sopravvivono alcuni pilastri osiriaci e colonne di dimensioni maestose a restituire un'idea del grandeur del progetto architettonico originale.

Il Ramesseum includeva inoltre, sul lato settentrionale, due tempietti in arenaria dedicati rispettivamente a Tuia, madre del sovrano (in questo primo fu fissata la narrazione del mito della nascita divina di Ramses II, il quale sarebbe stato concepito, secondo il racconto, durante un adulterio sacro compiuto da Tuia con il supremo dio Amon) e alla amata consorte Nefertari, dotati di portici, cortili e sale ipostile con colonne dai capitelli a forma di testa della dea dell'amore Hathor. Al di là degli edifici religiosi, nel Ramesseum si trovavano residenze, botteghe, magazzini e persino una scuola di scribi, la cosiddetta "Casa della vita", nel quale questi ultimi elaboravano la commemorazione delle imprese del sovrano e la relativa propaganda. L'intero complesso era circondato da una cinta muraria. Come aveva già disposto per la realizzazione di altri templi, Ramses II fece riutilizzare parti di antichi monumenti. Il complesso che doveva rappresentare la grandezza del sovrano e del suo regno per i secoli a venire, fu invece parzialmente smantellato, allo scopo di riciclarne i materiali da costruzione, da sovrani successivi.

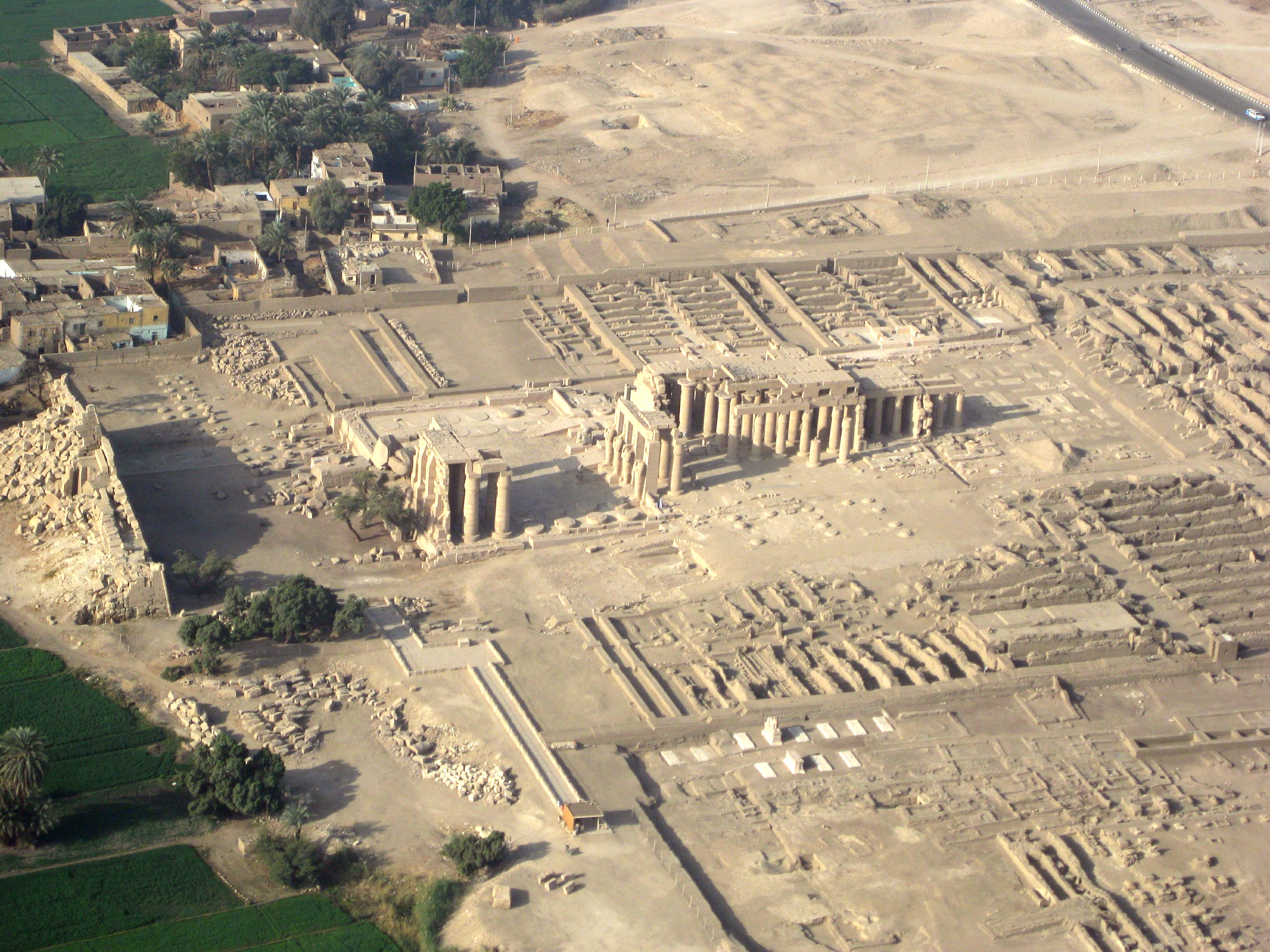
Veduta aerea delle rovine del Ramesseum, nella Necropoli di Tebe.
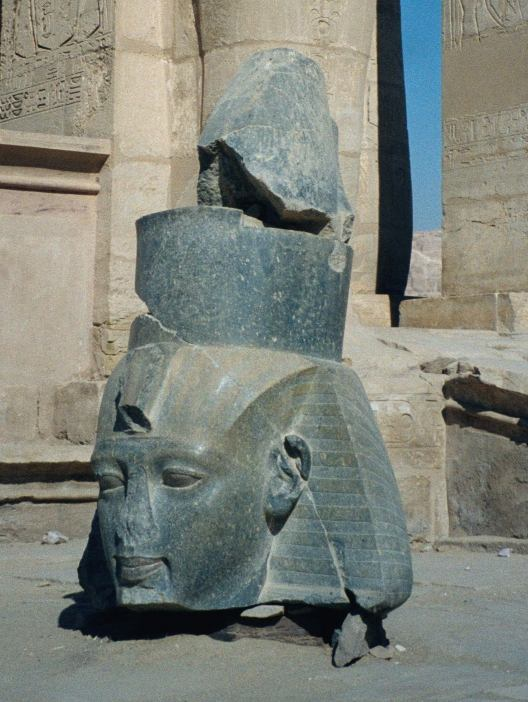
Testa colossale di Ramses II in granito, al Ramesseum.
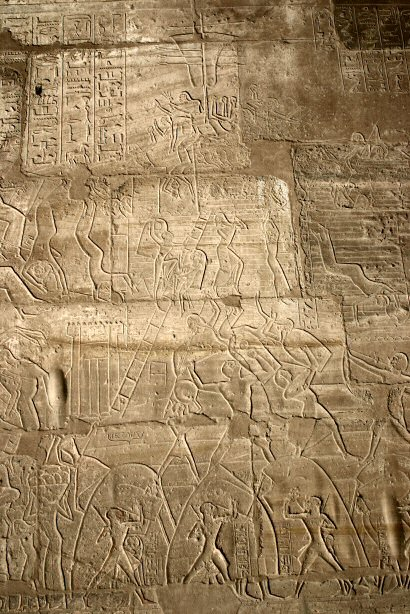
Rilievo al Ramesseum narrante le vicende dell'assedio di Dapur.
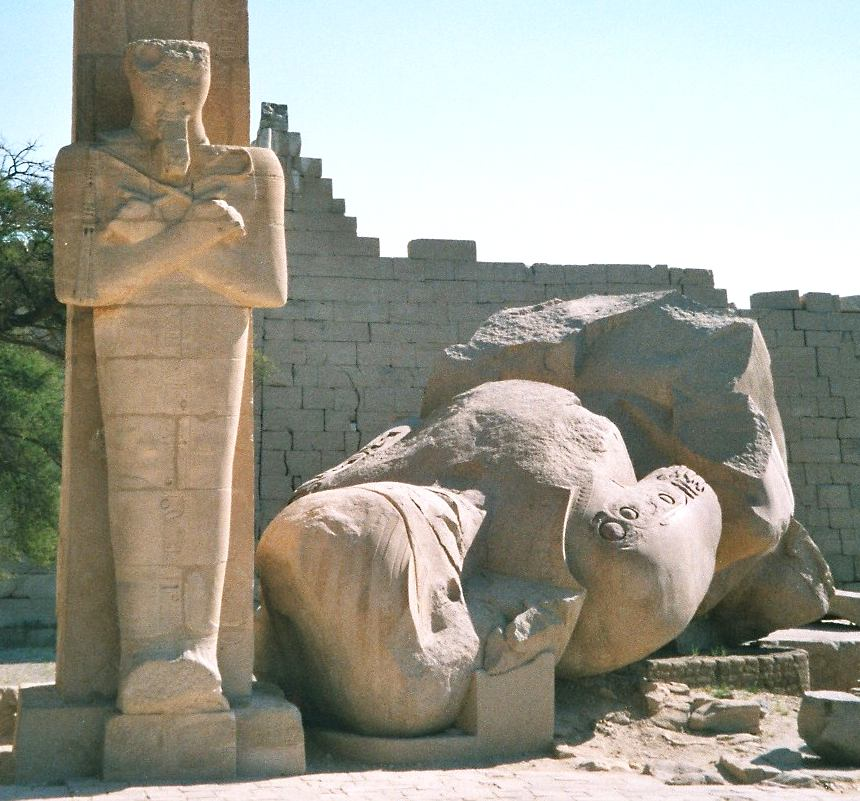
Colosso caduto di Ramses II, detto "Colosso di Ozymandias", fra le rovine del Ramesseum.
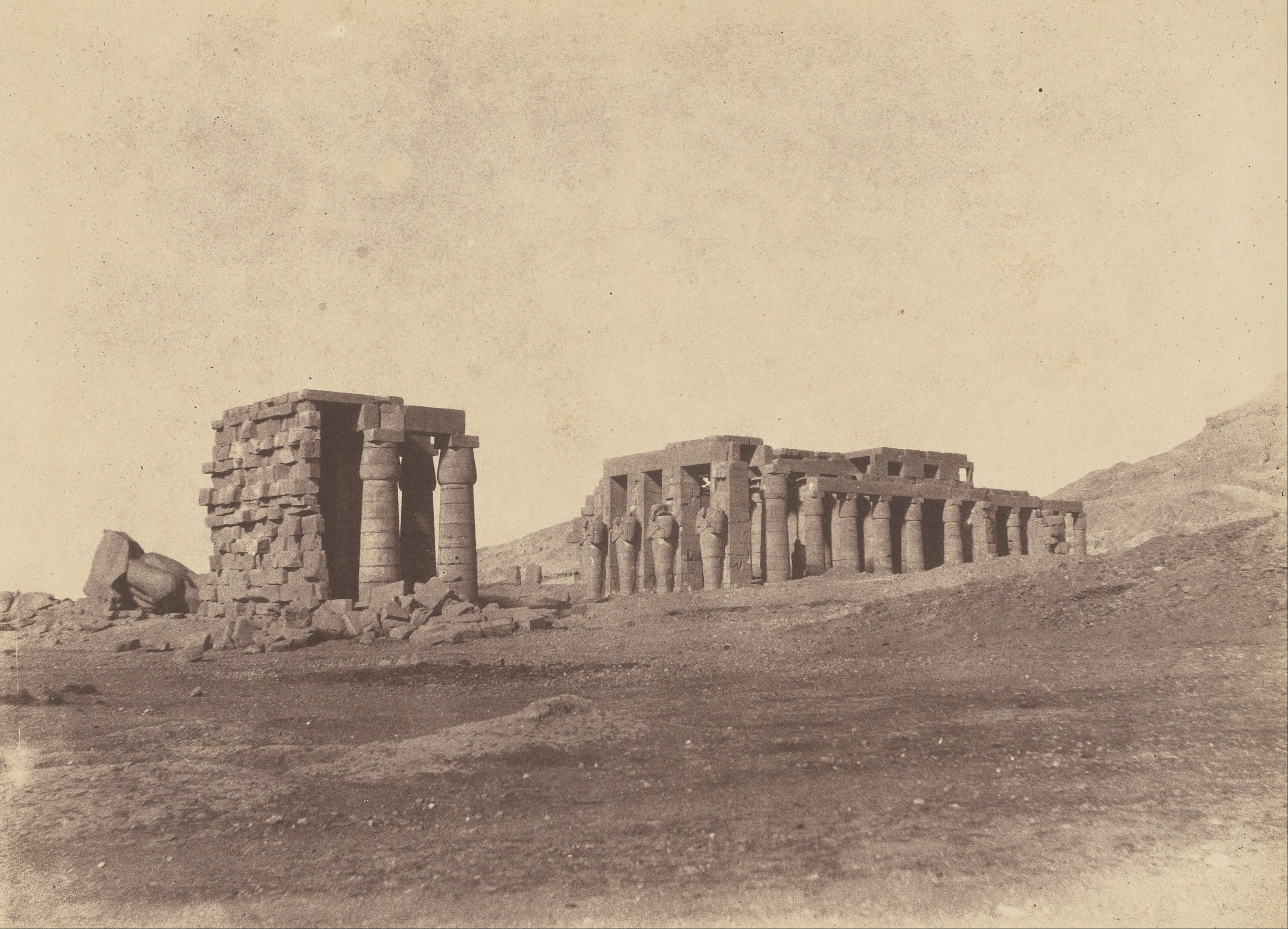
Il Ramesseum in una fotografia del 1854.
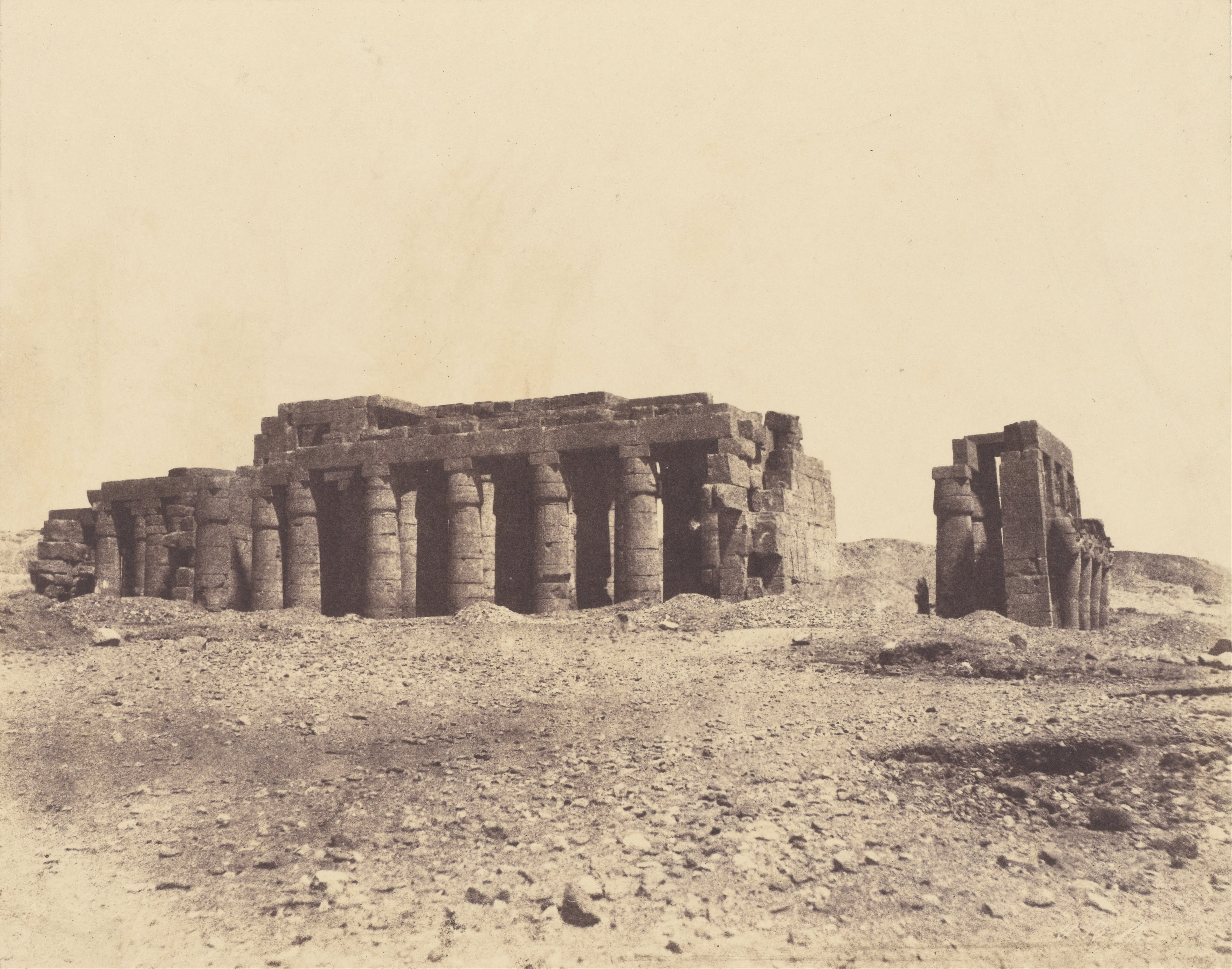
Il Ramesseum in una fotografia del 1854.

#### Pi-Ramses

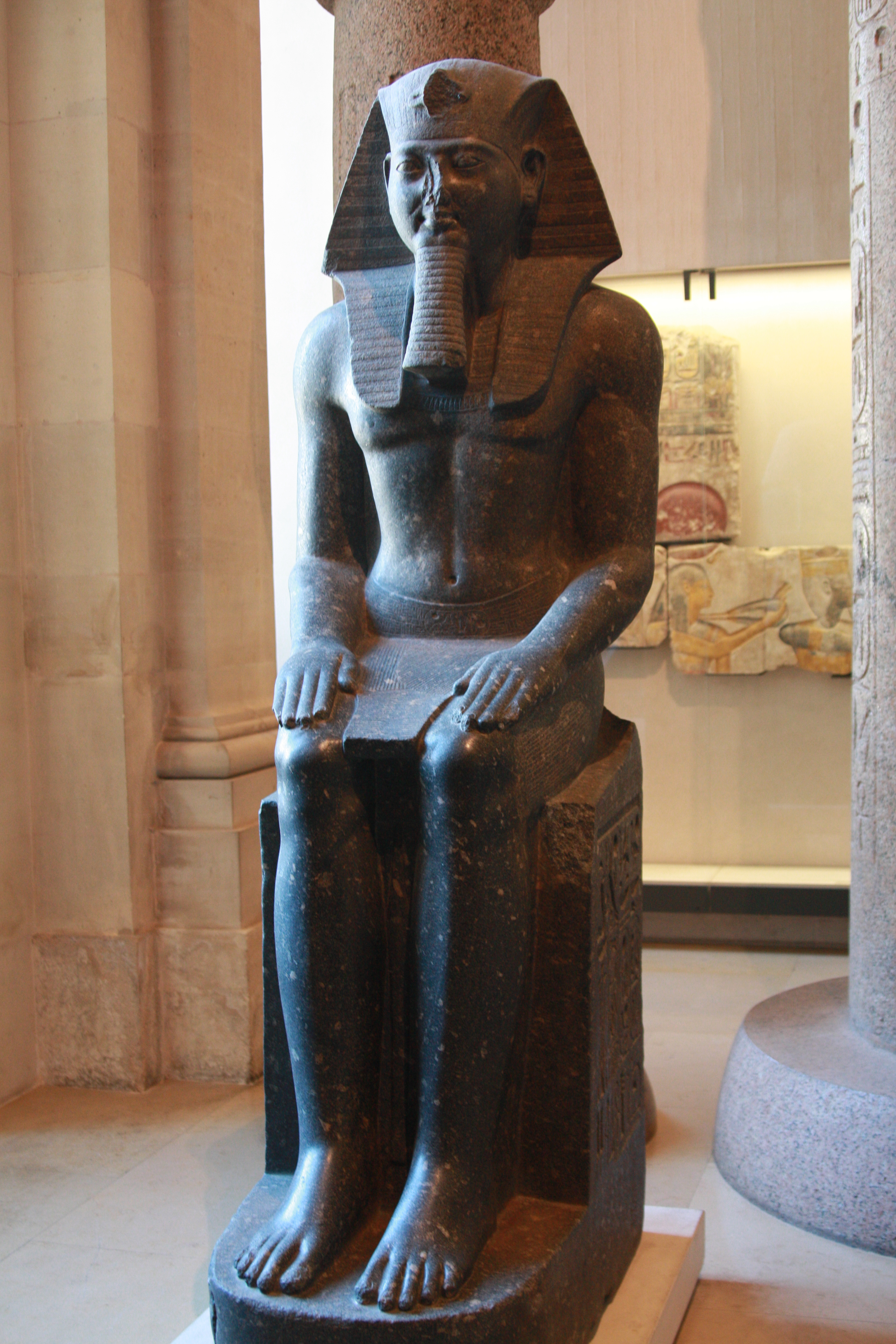
Colosso di Ramses II assiso in trono. Museo del Louvre, Parigi.

La costruzione di Pi-Ramses Aa-Nakhtu (che significa "Dimora di Ramses, Grande di Vittorie"), nella parte orientale del delta del Nilo, ebbe inizio nel 5º anno di regno del faraone, il quale vi trasferì la sua residenza. La nuova città sorse nei pressi dell'antica Avaris, nei pressi della quale già si trovava la residenza estiva del padre, Seti I, con annesse fabbriche di ceramica smaltata e caserme (100 chilometri a nord-est dell'attuale Cairo). Le motivazioni che spinsero Ramses II a spostare la capitale del regno non sono del tutto chiare: probabilmente, il sovrano non desiderava allontanarsi troppo dai domini di Cananea e Siria. Sorse infatti a ridosso della frontiera orientale, una zona che andava controllata perché esposta al pericolo di continue invasioni. Inoltre questo mutamento di residenza riduceva politicamente il crescente potere del clero tebano. Memore del fallimentare esempio di Akhenaton (regno: 1351–1334 a.C. circa), che si era auto-recluso entro i confini della sua nuova capitale Akhetaton ingenerando un notevole caos nel Paese, Ramses II seguì la tradizione dei faraoni continuamente "itineranti", di palazzo in palazzo, attraverso tutto l'Egitto. In particolare durante i primi anni di regno, Ramses II fece personalmente visita a ogni regione del Regno. Un testo dell'epoca descrive poeticamente la felice posizione di Pi-Ramses:

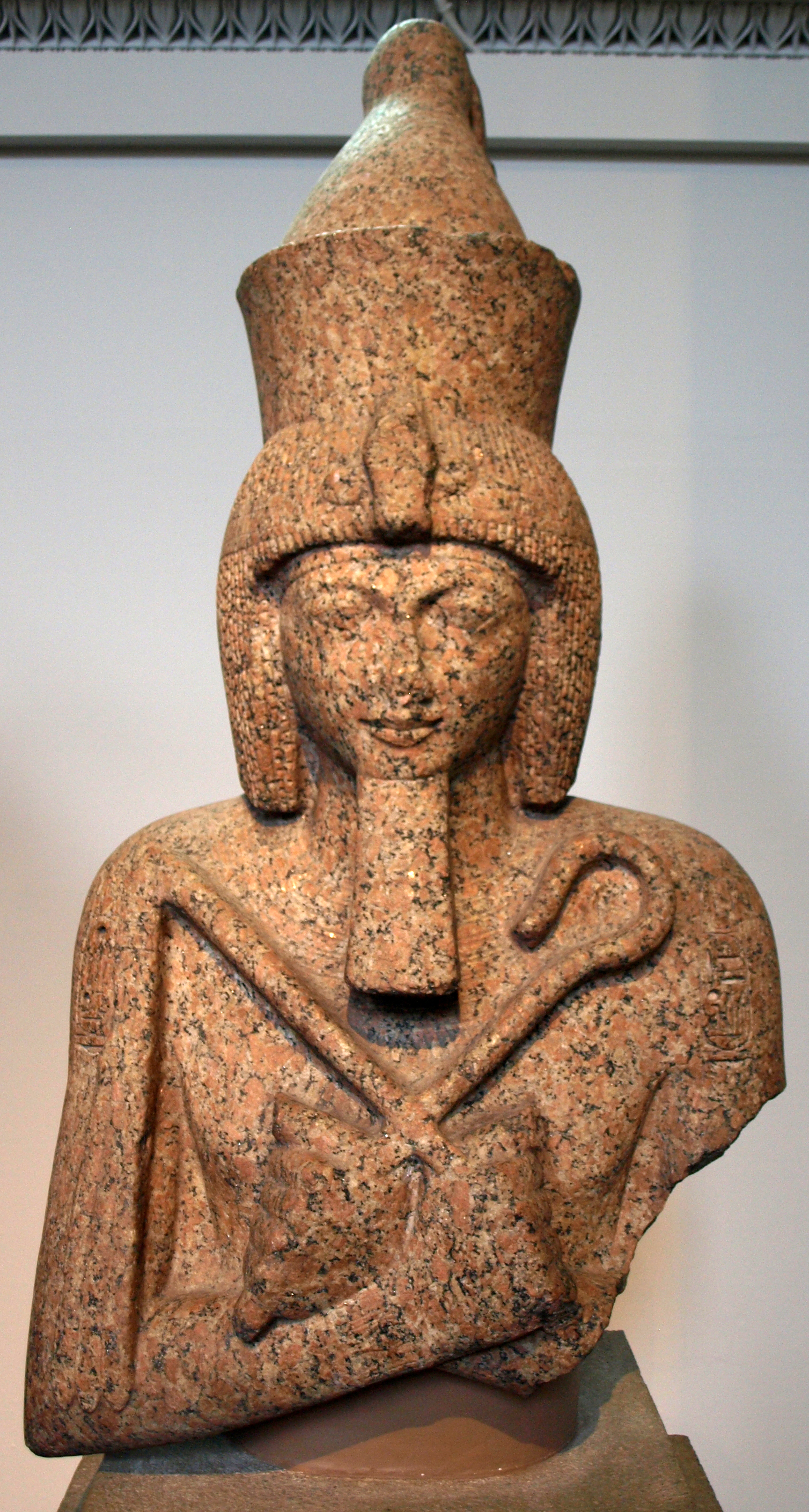
Busto di Ramses II rinvenuto ad Assuan. British Museum, Londra.

La nuova residenza sorgeva in una zona prospera, fra i numerosi rami in cui il Nilo si suddivide nel Delta; così, campi rigogliosi e produttivi e acque pescose garantivano il sostentamento degli abitanti della nuova città. La popolazione era composta da genti provenienti anche da parti del regno esterne alla valle del Nilo come la Libia, la Nubia, Canaan e Amurru. Gli studiosi ritengono che l'antica capitale si trovi nella zona dove oggi sorge il villaggio di Qantir. Lì vennero infatti scoperte tegole e altri manufatti sul quale erano intagliati i nomi di Seti e Ramses. Dagli anni settanta una squadra di archeologi austriaci si è messa al lavoro, ricercando il perimetro dell'immensa capitale di Ramses. Sono state ritrovate le fondamenta di un enorme tempio, di un cimitero e di alcune abitazioni private. Venne inoltre scoperto il perimetro di una gigantesca stalla, di circa 17.000 metri quadrati, nella quale veniva probabilmente conservato il carro del sovrano e le armi dei suoi soldati.
La storia di Pi-Ramses fu però abbastanza breve. A lungo si credette che, a poco più di un secolo dalla morte di Ramses II, i sovrani della XXI dinastia avessero spostato la capitale a Tanis, decorandola e arricchendola tramite la spoliazione di molti edifici di Pi-Ramses, dopo la progressiva perdita di importanza della città negli anni della XX dinastia. Oggi è noto che il ramo pelusiaco del Nilo cominciò a disseccarsi intorno al 1060 a.C. lasciando Pi-Ramses senz'acqua, mentre si andava formando un nuovo ramo più a occidente. La XXI dinastia si vide così costretta a trasferire la città di Ramses II presso il nuovo ramo, fondandone una nuova, chiamata Djanet (ellenizzato in Tanis). Così, i vecchi templi ramessidi, gli obelischi, le stele, le statue e le sfingi di Pi-Ramses furono traslati a Tanis; alcuni degli obelischi e delle sculture, pesanti anche 200 tonnellate, furono tagliati in pezzi e riassemblati nella nuova posizione.

Secondo il libro dell'Esodo (1,11) sarebbero stati gli schiavi ebrei a costruire la capitale del regno di Ramses II:
La seconda città menzionata sembrerebbe essere appunto Pi-Ramses. Non esistono però prove che gli israeliti abbiano mai vissuto nell'antico Egitto, mentre la penisola del Sinai non mostra segni della loro presenza per tutto il II millennio a.C., e perfino la località di Qadesh-Barnea, dove gli ebrei avrebbero trascorso 38 anni, risulta disabitata prima dell'affermazione del Regno di Israele. D'altronde, è sopravvissuto un proclama con cui Ramses II volle incoraggiare gli operai e i capisquadra dell'immenso cantiere della città:

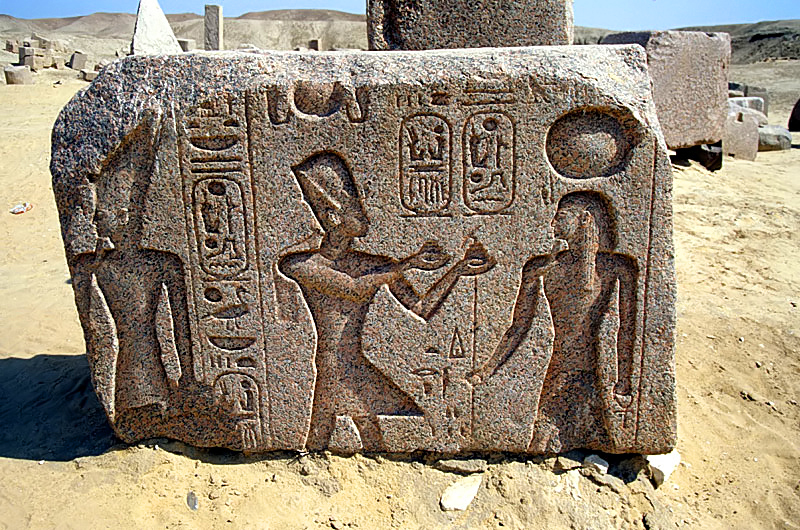
Rilievo di Ramses II al cospetto di un dio su un blocco di pietra a Tanis, originariamente a Pi-Ramses.
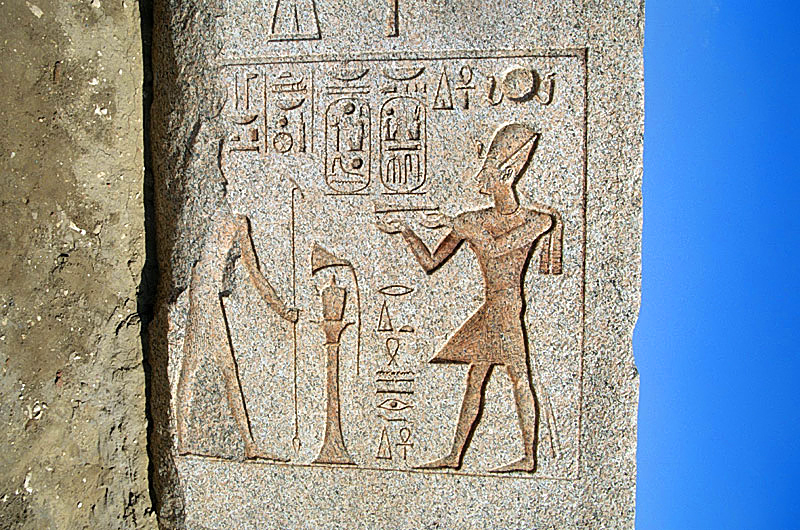
Rilievo di Ramses II al cospetto di un dio su un obelisco a Tanis, originariamente a Pi-Ramses.
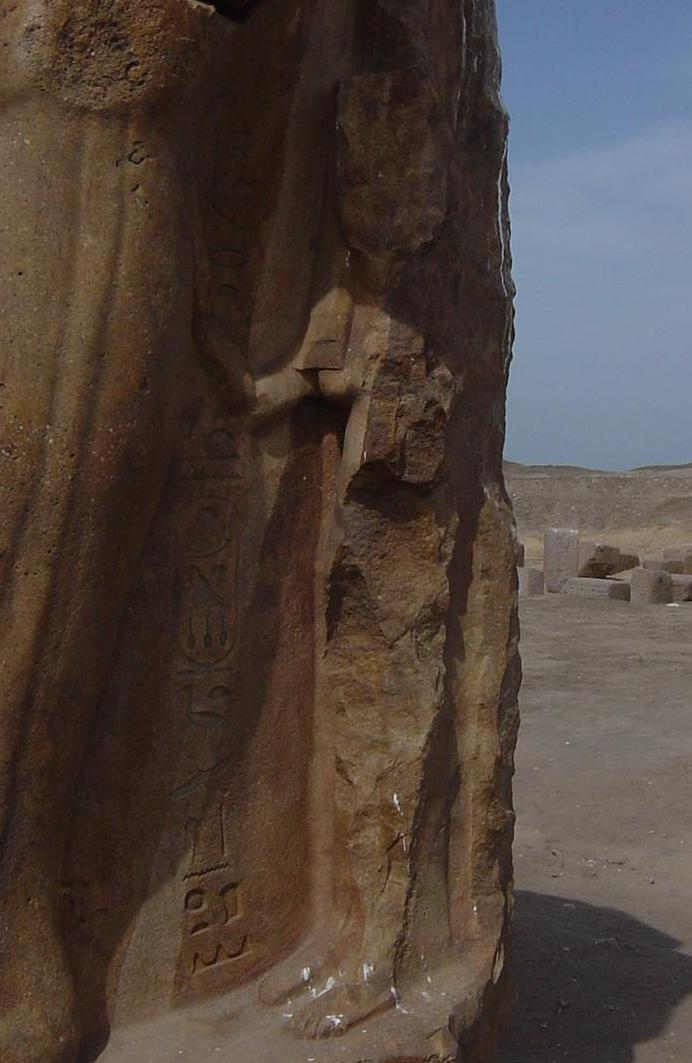
Dettaglio della gamba di un colosso di Ramses II affiancato dalla sposa Maathorneferura a Tanis, in origine a Pi-Ramses.
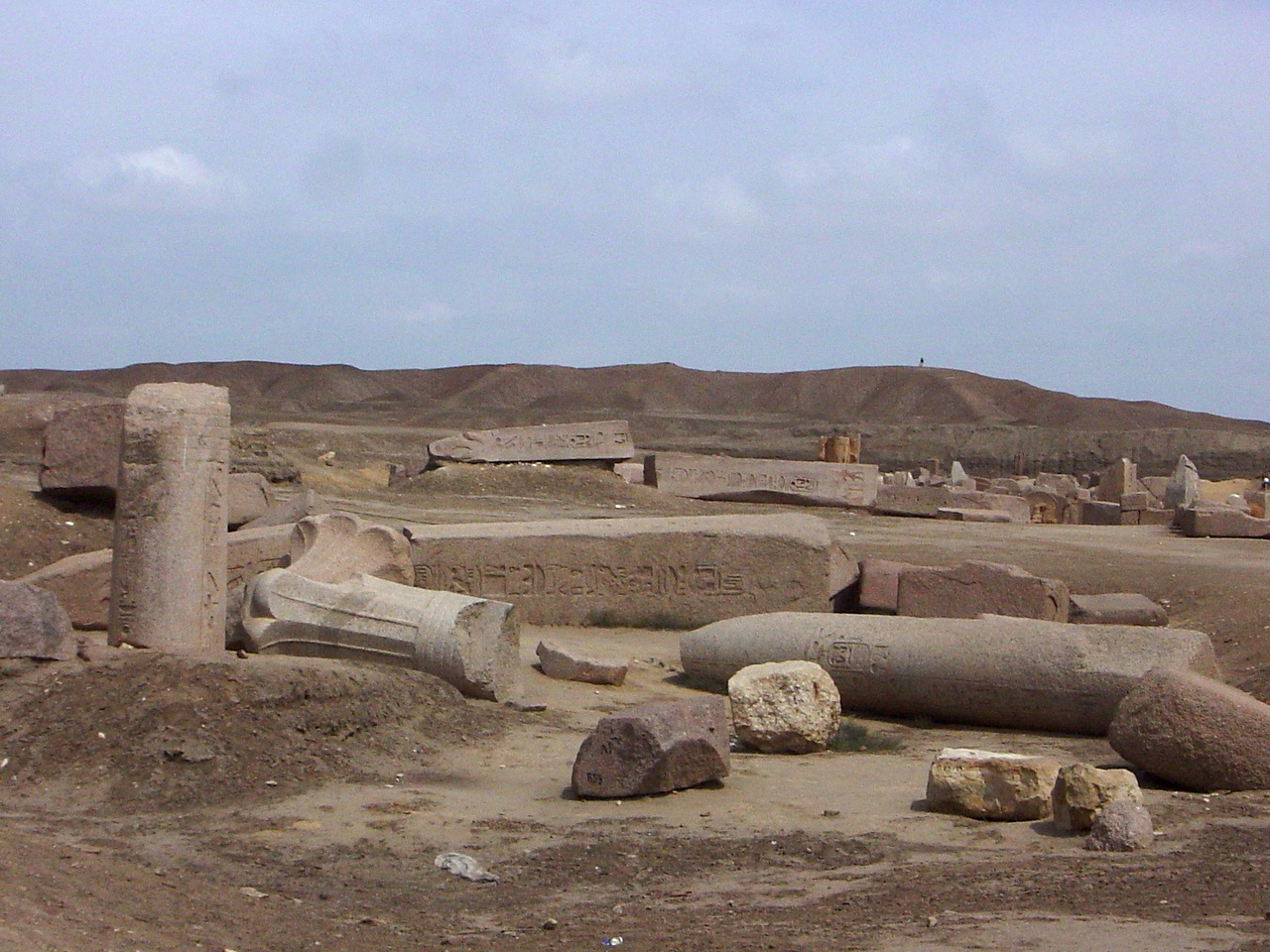
Rovine di un obelisco di Ramses II a Tanis, proveniente da Pi-Ramses.
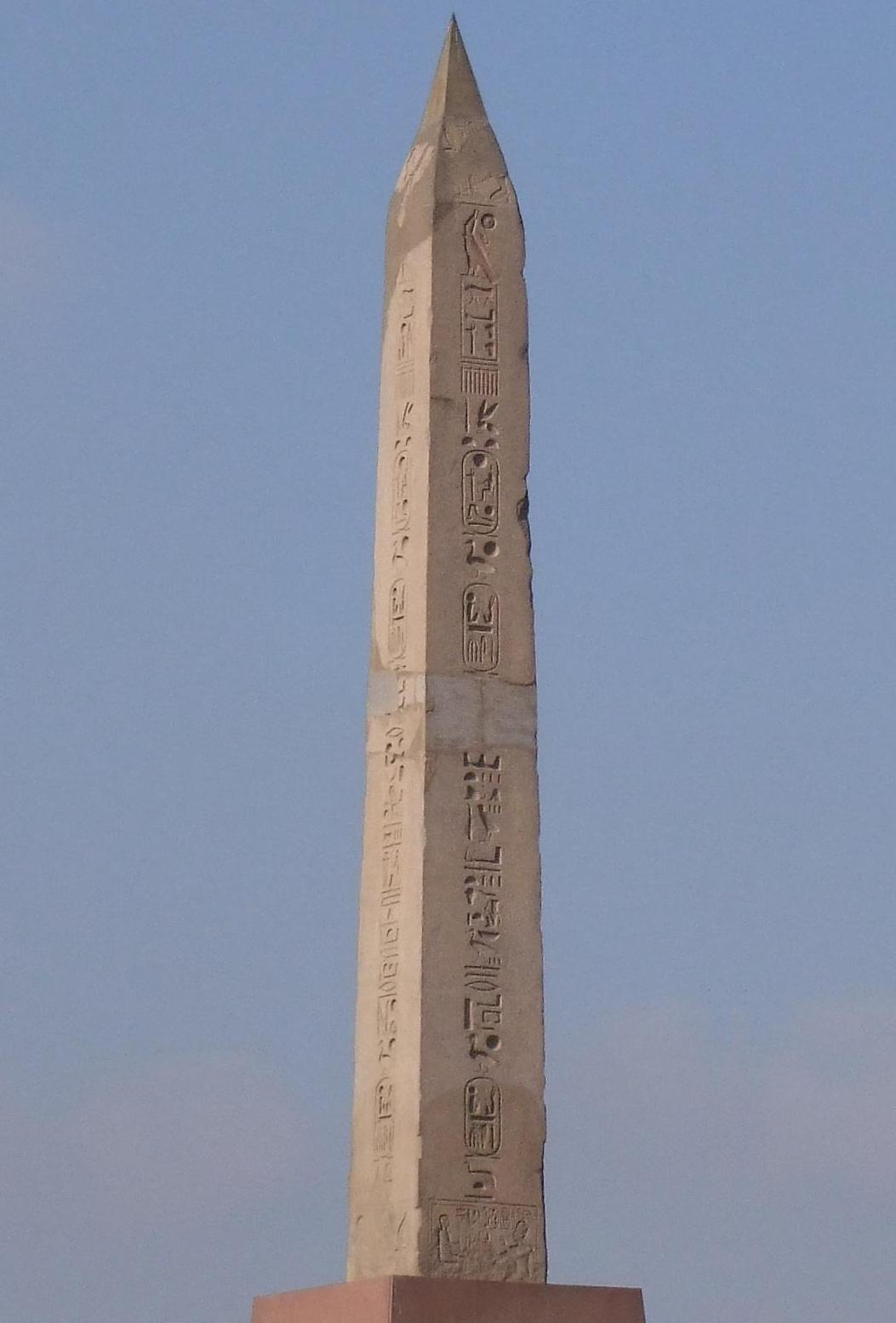
Obelisco di Ramses II all'Aeroporto Internazionale del Cairo, proveniente da Tanis, ma in origine a Pi-Ramses.
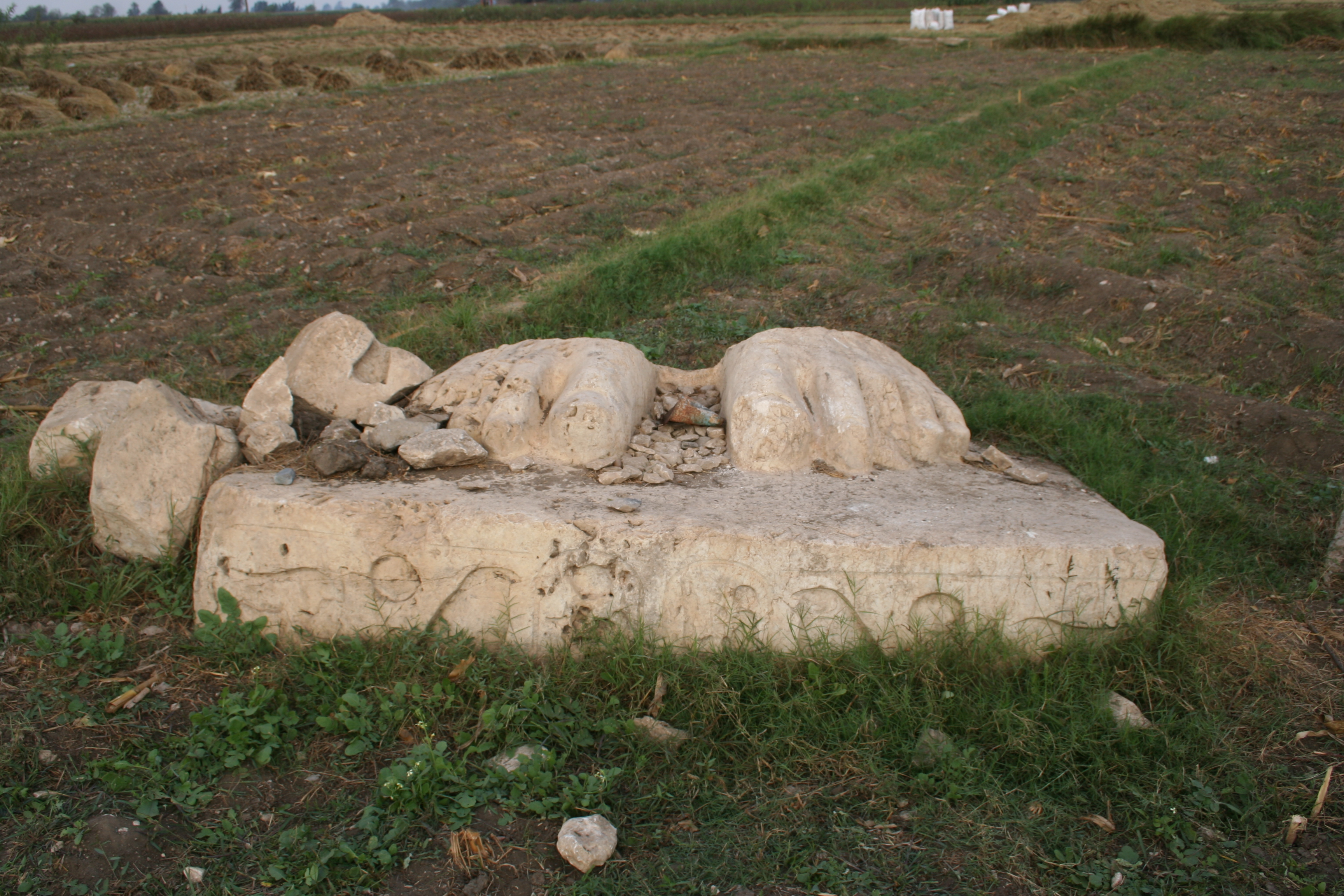
Piedi di un colosso di Ramses II rimasto in situ a Pi-Ramses.

#### Tempio di Luxor
L'importantissimo Tempio di Luxor, sulla riva destra nel Nilo, dedicato ad Amon nella forma del dio itifallico Min, aveva subìto un massiccio rifacimento durante il regno di Amenofi III "il Magnifico", nel secolo precedente, con aggiunte operate dal nipote Tutankhamon e dal suo successore Ay; Horemheb volle esservi incoronato. Per questo centro di culto Ramses II non svolse soltanto il ruolo di committente ma anche di supervisore ai lavori: provvide alla costruzione di un nuovo grande pilone, già ideato dal padre Seti I, e di una corte anteriore affiancata da obelischi e da sei gigantesche statue di 6,5 metri ciascuna, quattro in granito nero che lo raffiguravano seduto (ne rimangono due), con la Doppia Corona dell'Alto e del Basso Egitto, e due in granito rosso che lo raffiguravano stante. Nel cortile interno, il colonnato di 74 pilastri a forma di pianta di papiro è talvolta interrotto da statue rappresentanti Ramses II (alcune riciclate da Amenofi III, modificandone il nome), tra cui si notano in particolare due enormi statue del sovrano poste all'inizio del colonnato di Amenofi III; vi erano inoltre le effigi di alcune "Grandi spose reali" (Nefertari, Bintanath e Meritamon, ma non la sfuggente Isinofret). L'avancorte preceduta dal pilone e dagli obelischi (fra cui l'Obelisco di Luxor, oggi al centro di Place de la Concorde a Parigi) era già terminata nel 3º anno del suo regno (1277 a.C.), mentre le decorazioni richiesero ben più tempo:

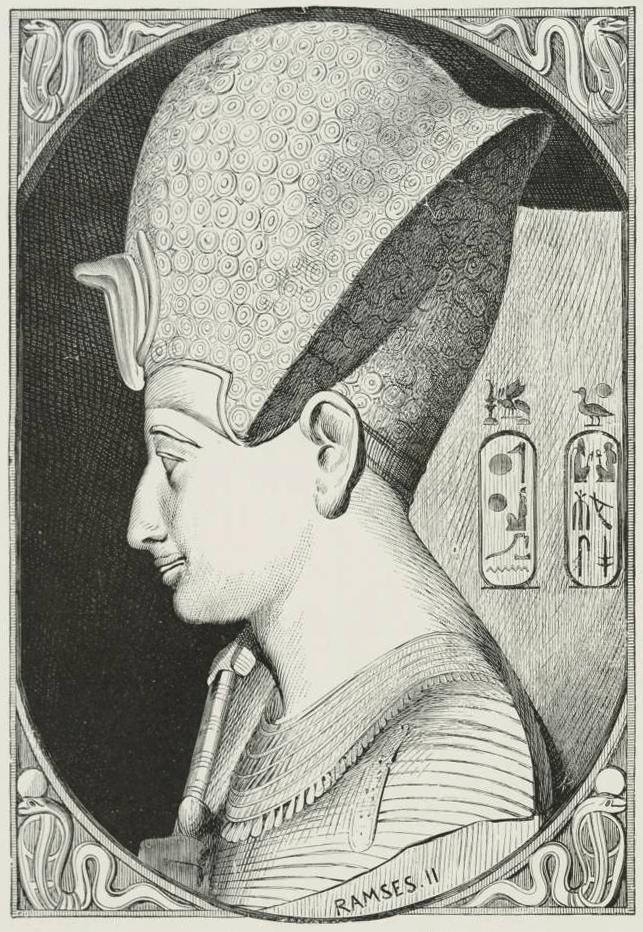
Ramses II in una stampa del 1878.

Sui piloni vengono descritti per ben tre volte gli episodi della guerra contro gli Ittiti e della vittoria presso Qadeš, ma anche immagini più raccolte di devozione a dei come Amon-Ra e Min. Per esempio, una raffigurazione di Ramses II e Nefertari intenti ad adorare Amon-Ra è completata da queste parole della regina, che suona sistri sacri:
L'iscrizione dedicatoria sopravvive invece in modo frammentario, ma testimonia la personale ricerca teologica compiuta da Ramses II in persona negli archivi del Tempio e sulla quale avrebbe basato i propri interventi architettonici:

Nel 1829 Muhammad Ali Pasha, wali e Chedivè dell'Egitto, offrì in dono alla Francia i due obelischi ramessidi di Luxor: il primo arrivò a Parigi il 21 dicembre 1833, venendo inaugurato al centro di place de la Concorde dal re Luigi Filippo il 25 ottobre 1836, mentre l'altro non fu mai rimosso e si trova tuttora nella sua posizione originaria a Luxor.

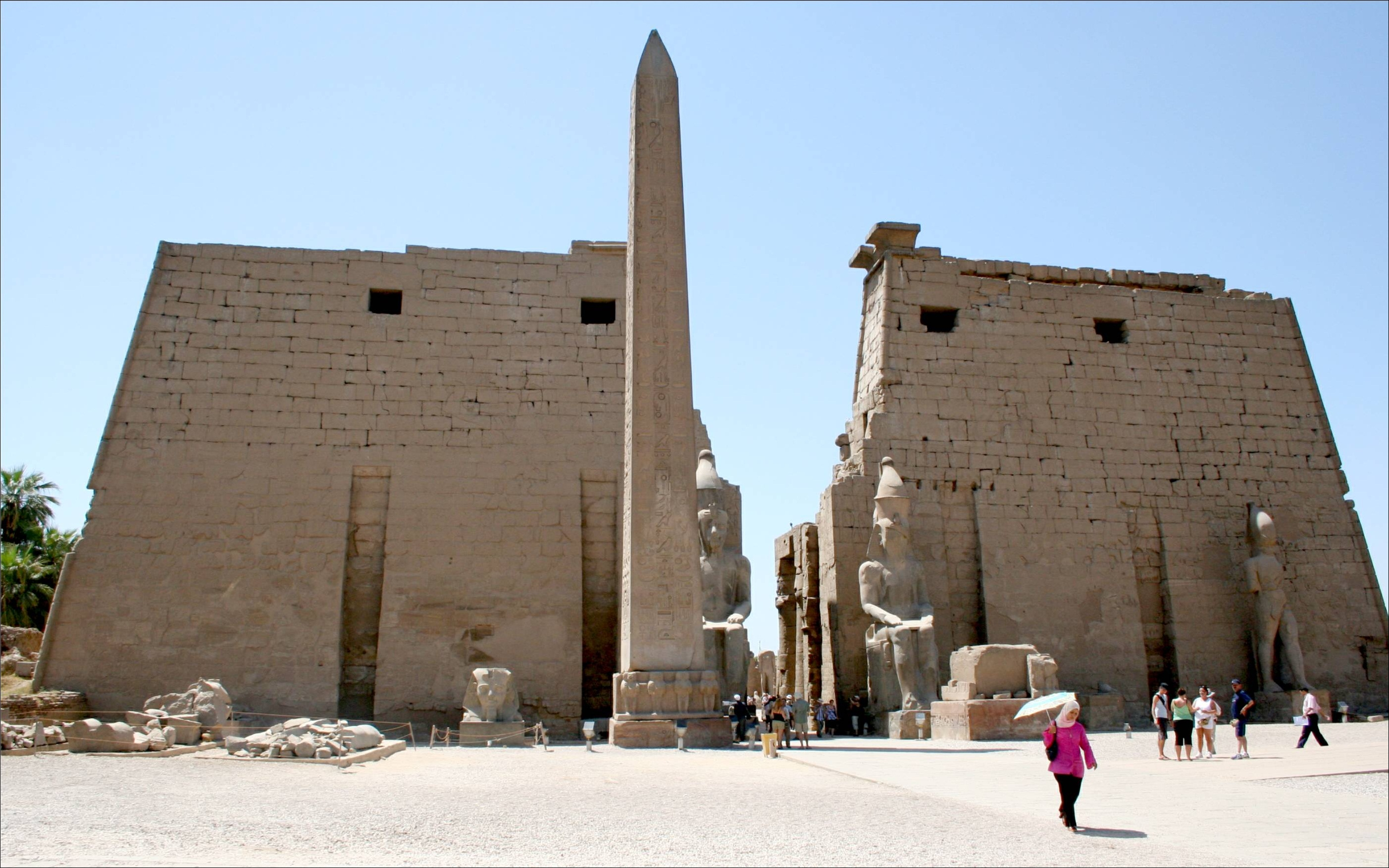
Veduta del primo pilone di Ramses II al Tempio di Luxor, con i colossi e l'obelisco superstite.
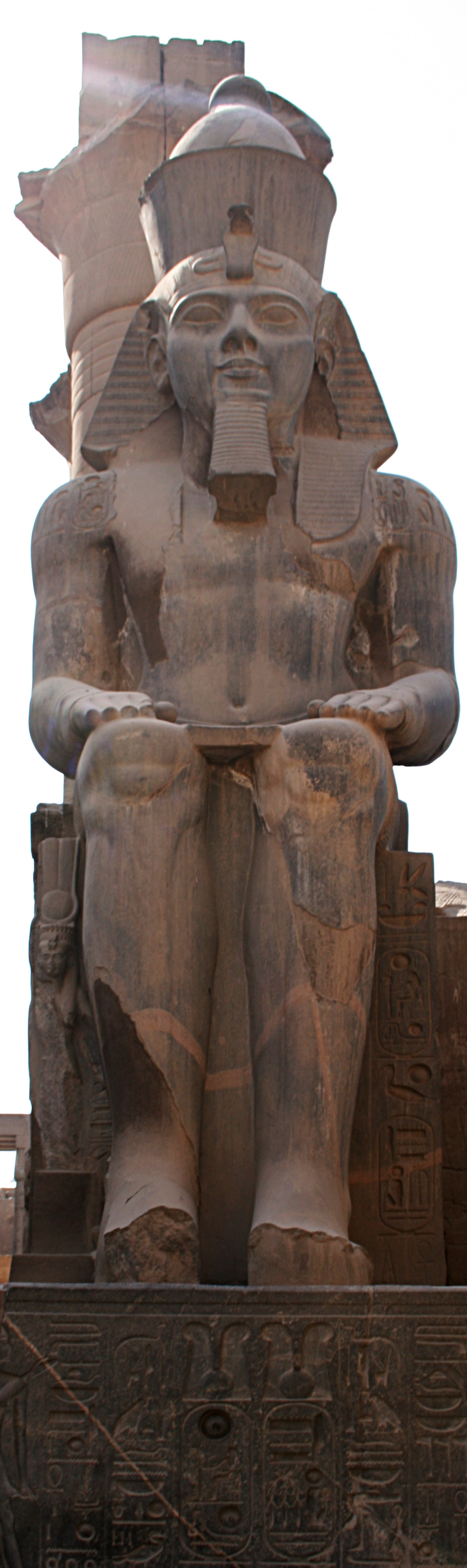
Colosso di Ramses II all'interno del Tempio di Luxor.
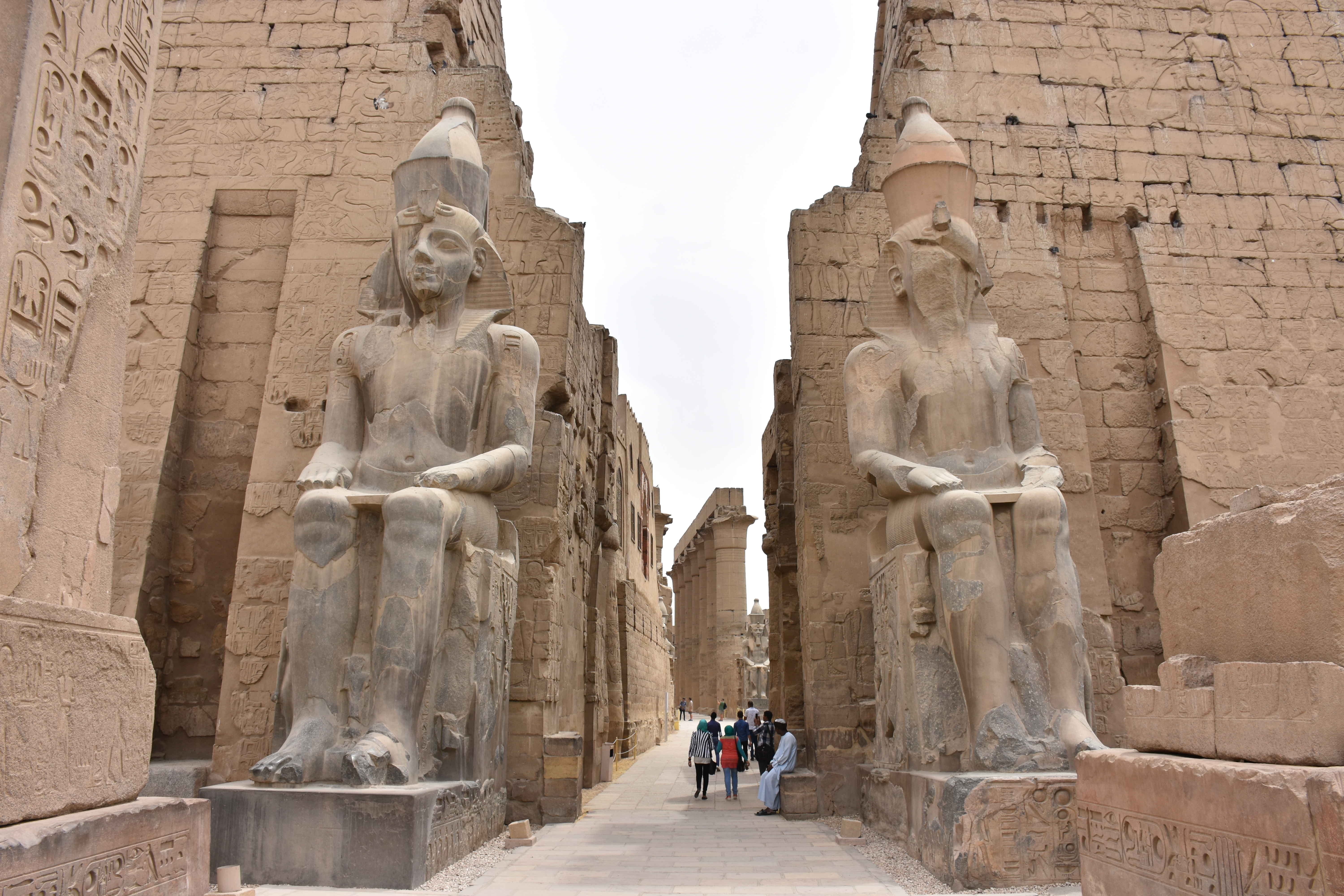
Primo pilone del Tempio di Luxor, con colossi di Ramses II assiso in trono.
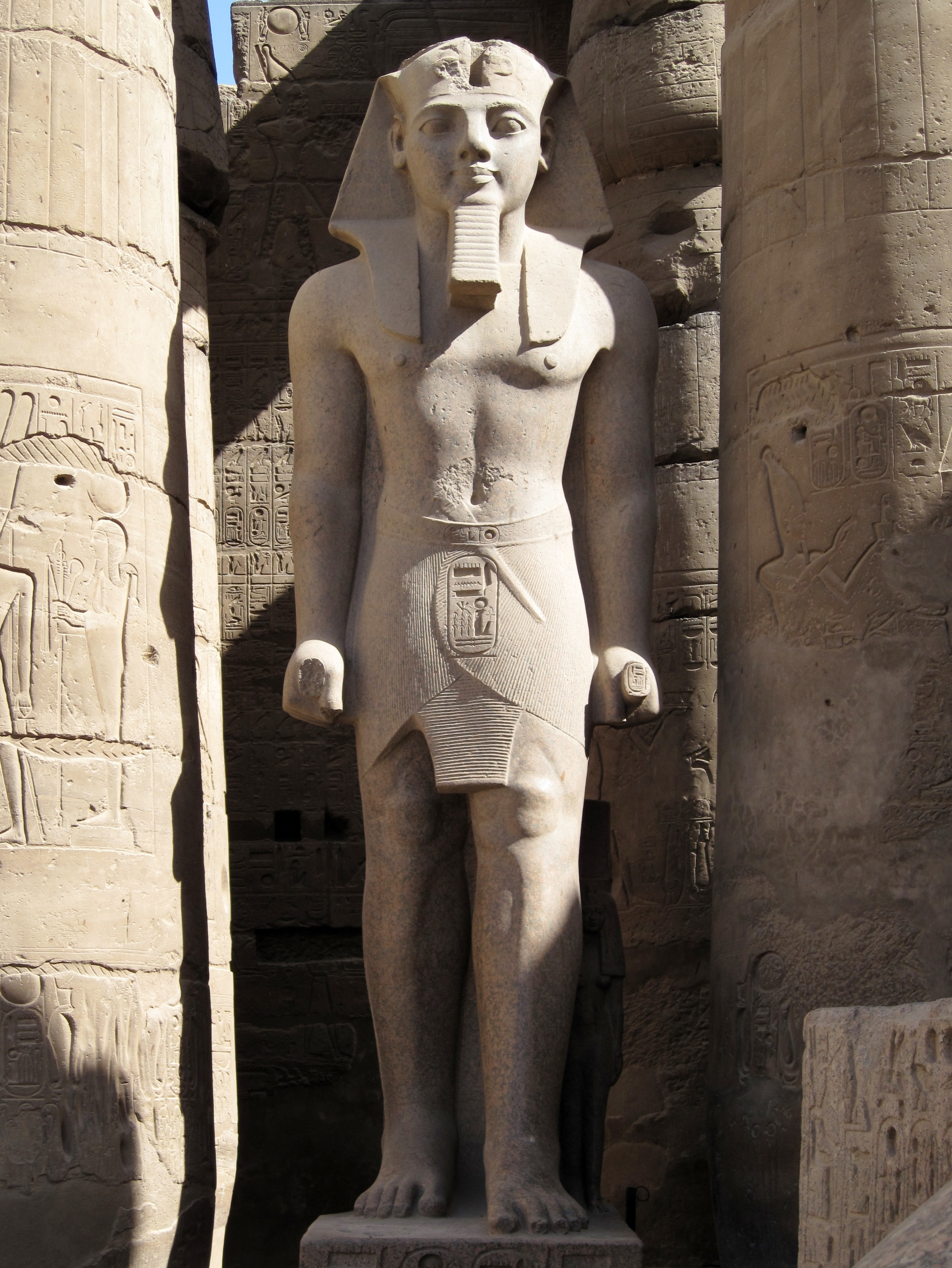
Colosso di Ramses II stante fra le colonne del Tempio di Luxor.
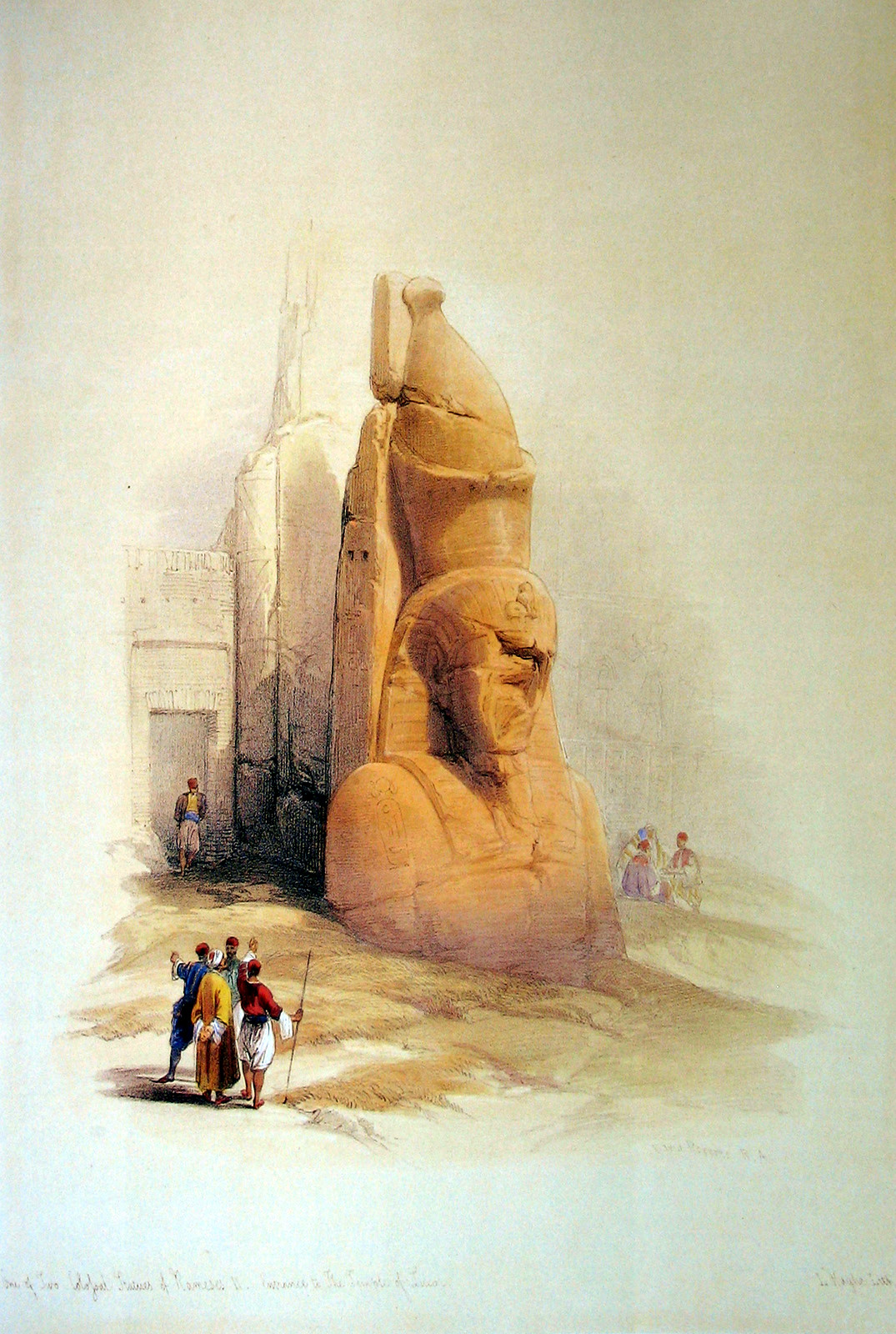
Uno dei due colossi di Ramses II all'ingresso, allora insabbiato, del Tempio di Luxor in un acquerello di David Roberts (1838).
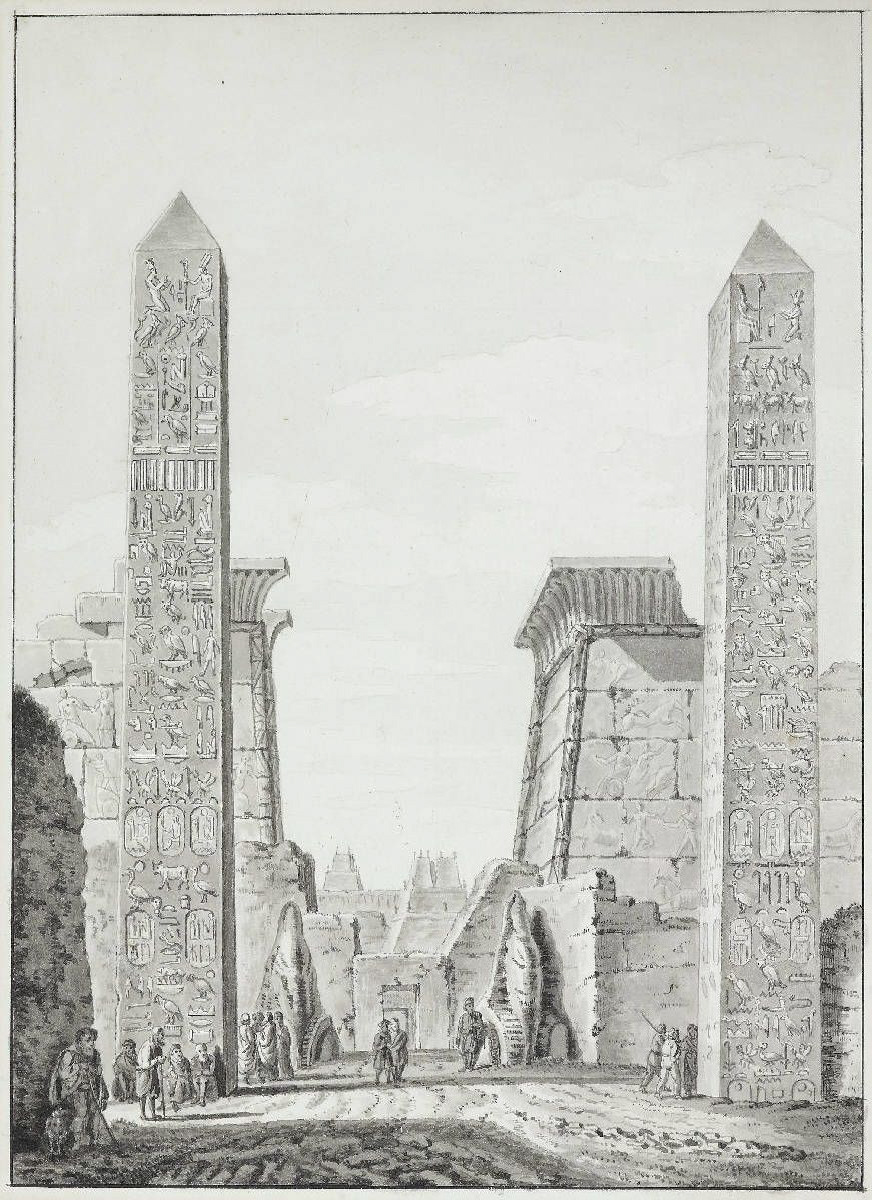
I due obelischi di Ramses II nella posizione originale sulla facciata del Tempio di Luxor in una stampa ottocentesca.

#### Tempio di Karnak
Nell'immenso tempio di Amon-Ra egli terminò la grande sala ipostila, iniziata sotto il regno di Amenofi II e portata avanti a più riprese durante i regni di Horemheb e del padre Seti I. Ramses II fece decorare con rilievi celebrativi le mura e volle anche la creazione di un lago sacro, conservatosi fino ai giorni nostri. Le sue acque rappresentavano simbolicamente il luogo da cui erano nate tutte le forme di vita. Qui si celebravano i culti del Sole e di Osiride e i sacerdoti vi si purificavano prima di ogni rito.
Nel I secolo d.C. lo storico latino Publio Cornelio Tacito, rievocando la visita di Germanico Giulio Cesare (15 a.C.–19 d.C.) alla antica Tebe (Annali II, 60) descrisse, probabilmente, il Tempio di Karnak, con una particolare attenzione per le imprese che all'epoca si attribuivano a Ramses II (fra le quali, del tutto inverosimili e leggendarie, le conquiste della Persia, della Scizia e di altre terre asiatiche):
(Publio Cornelio Tacito, Annali II, 60)

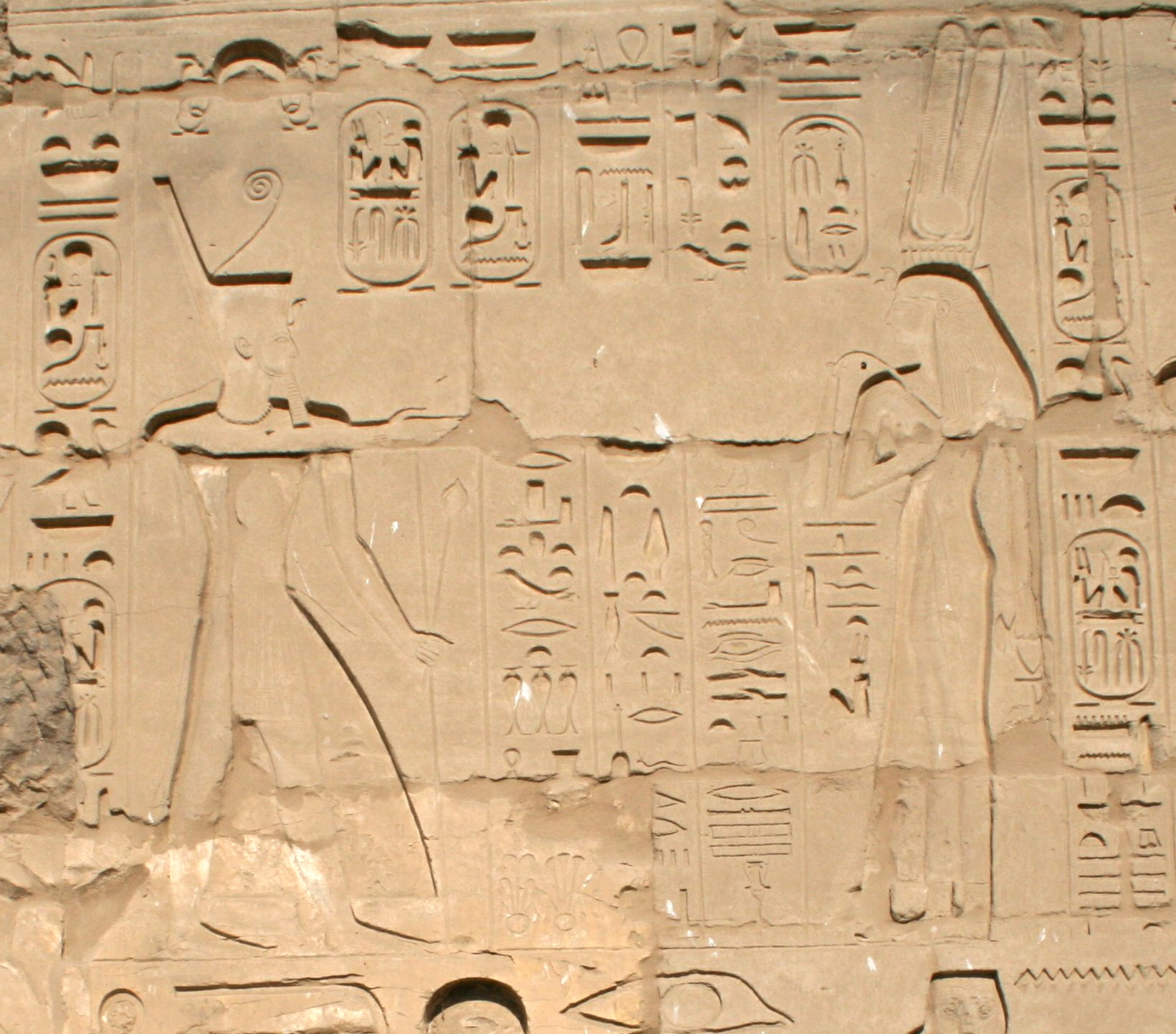
Ramses II, con la corona rossa del Basso Egitto, al cospetto della regina divinizzata Ahmose Nefertari della XVIII dinastia, sulle mura di cinta meridionali del Tempio di Amon-Ra a Karnak[209]. Ahmose-Nefertari visse tre secoli prima di Ramses II, ma il suo culto postumo ebbe un vigore straordinario[210].
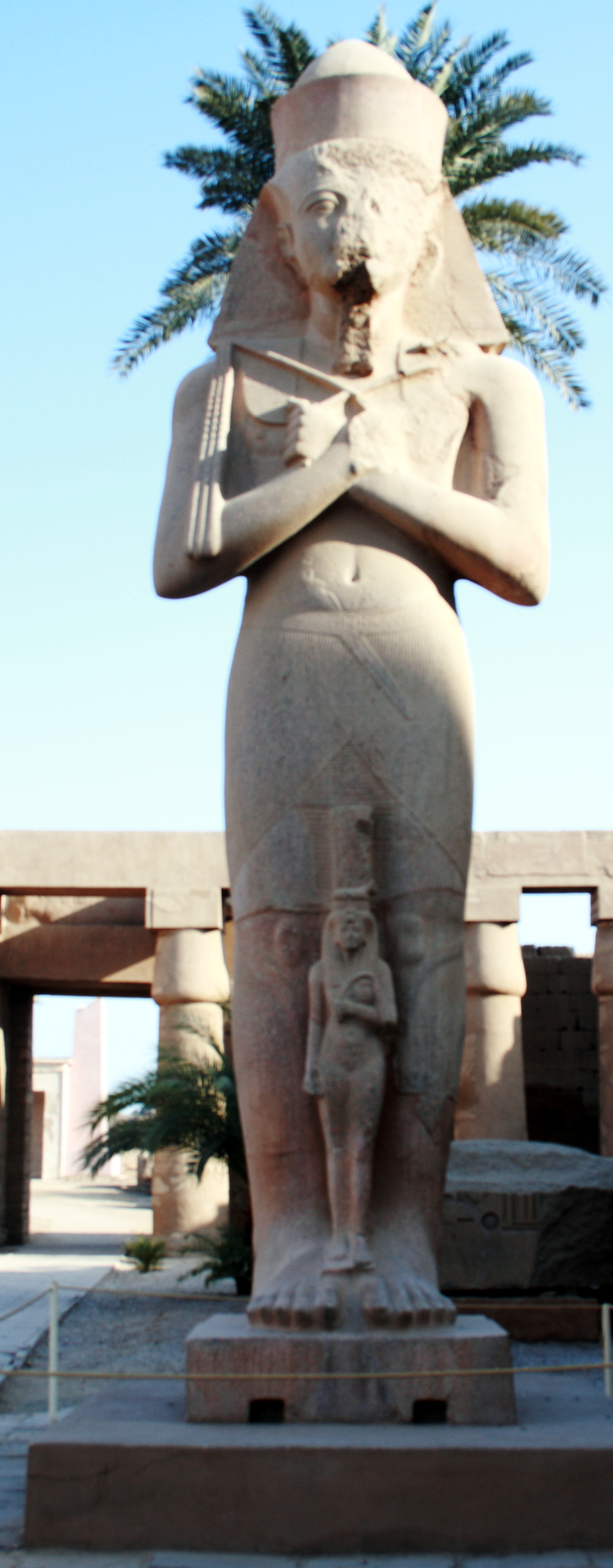
Colosso di Pinedjem I nel Tempio di Karnak, presumibilmente creato da Ramses II.
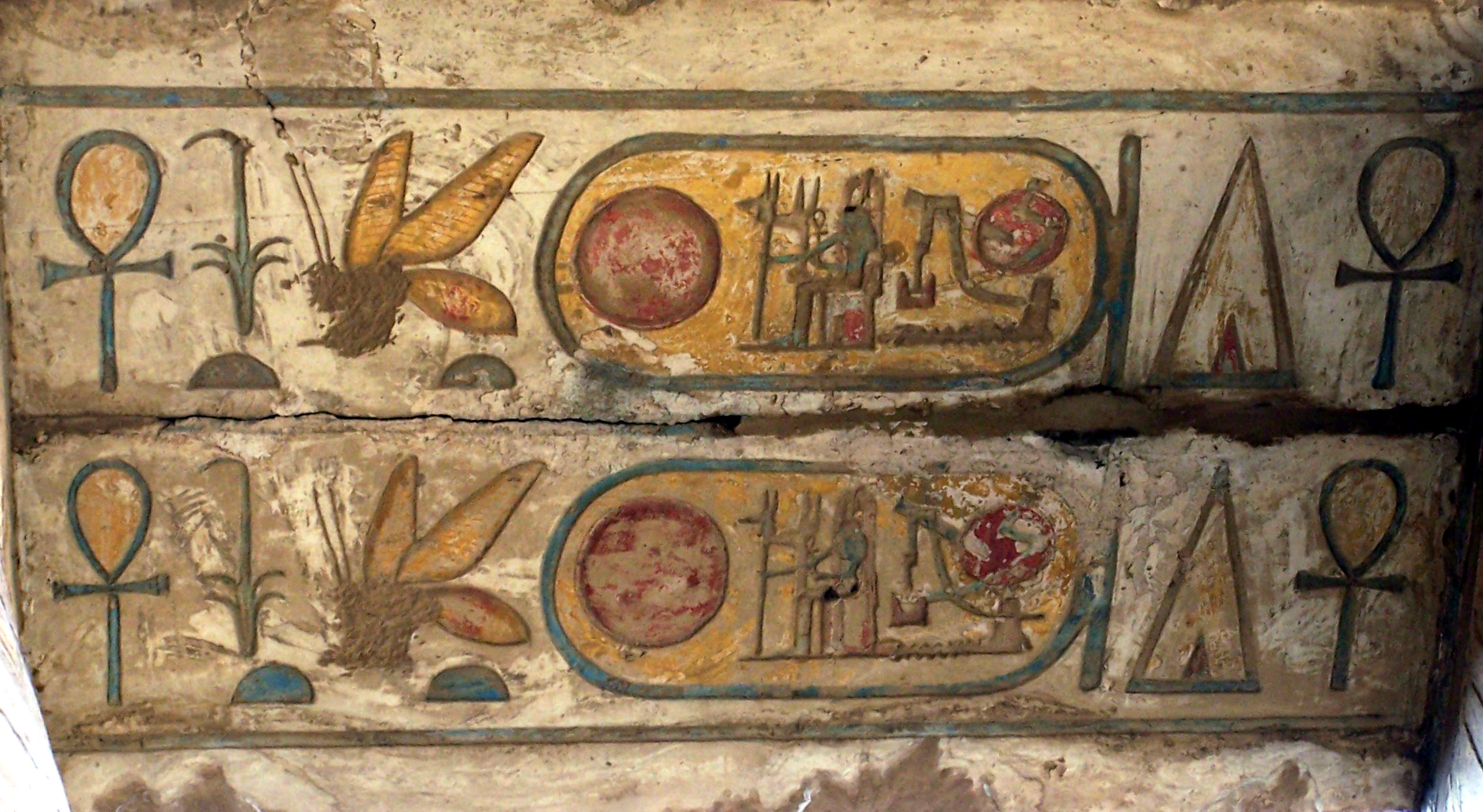
Titolatura reale di Ramses II su un architrave nel Complesso templare di Karnak.
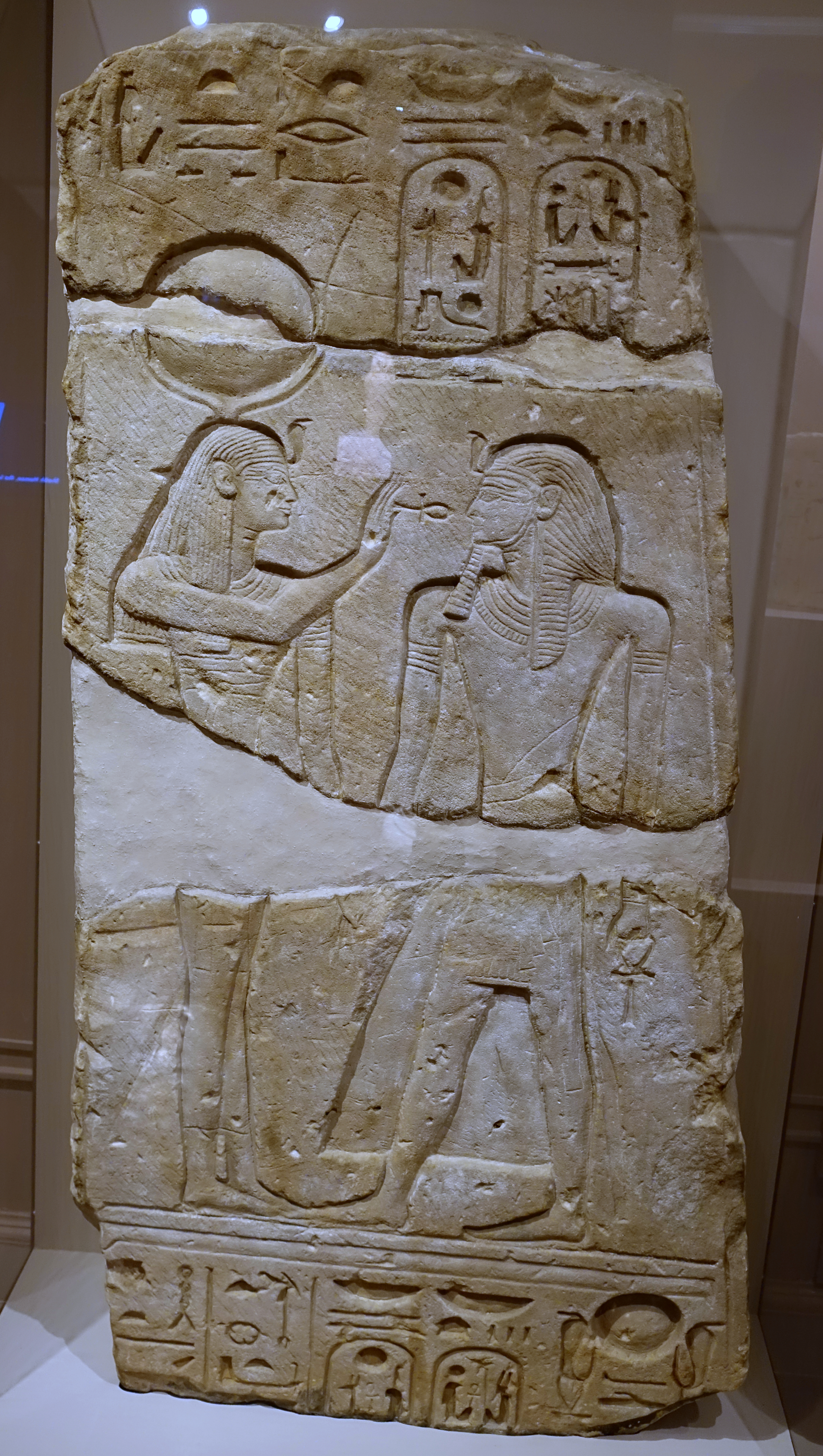
Frammenti uno stipite raffigurante Ramses II vivificato dalla dea Hathor, proveniente dal Complesso templare di Karnak. Harvard Semitic Museum, Cambridge (Massachusetts).
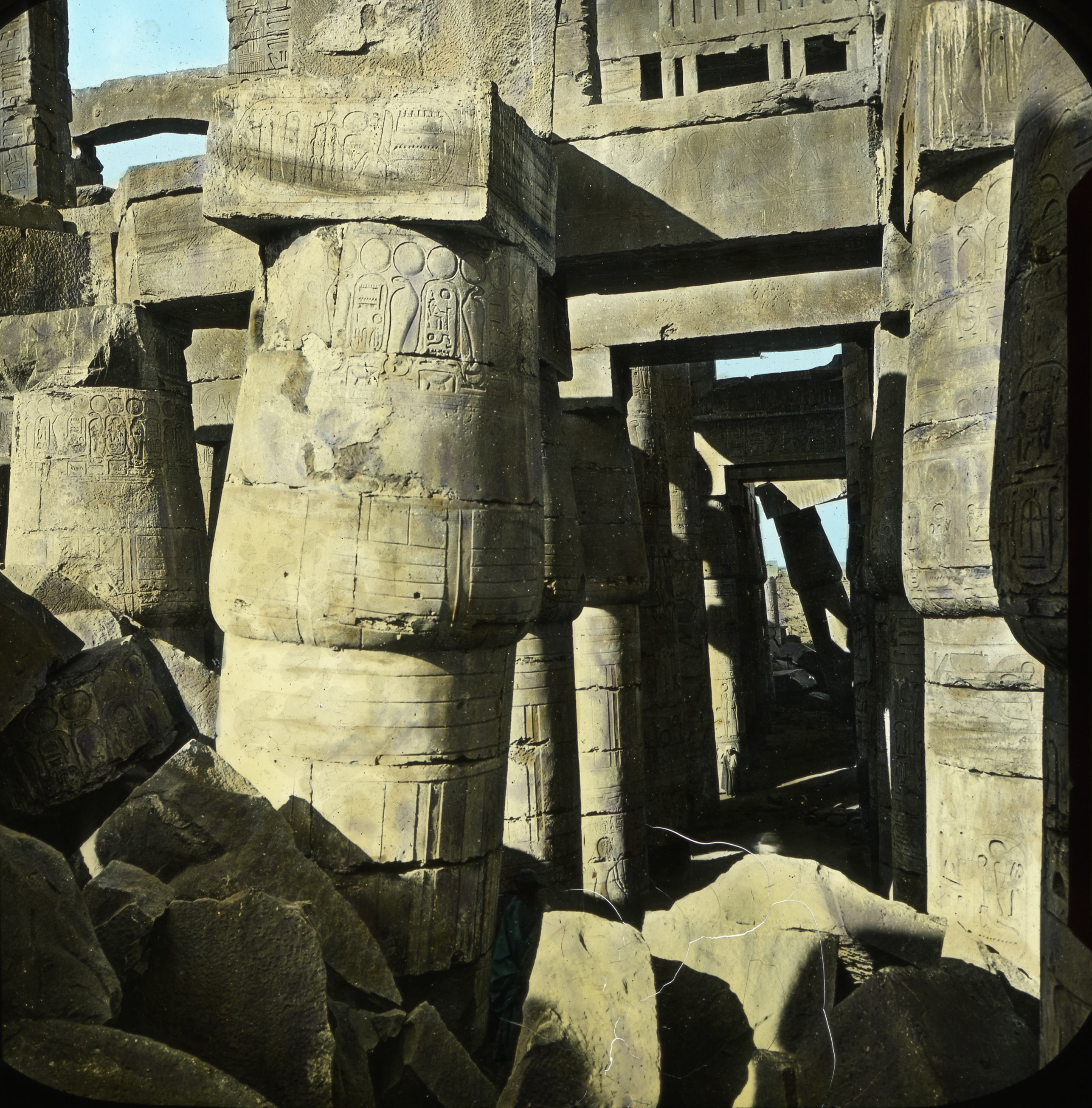
La Grande sala ipostila del Complesso templare di Karnak, completata da Ramses II, come si presentava nel XIX secolo.
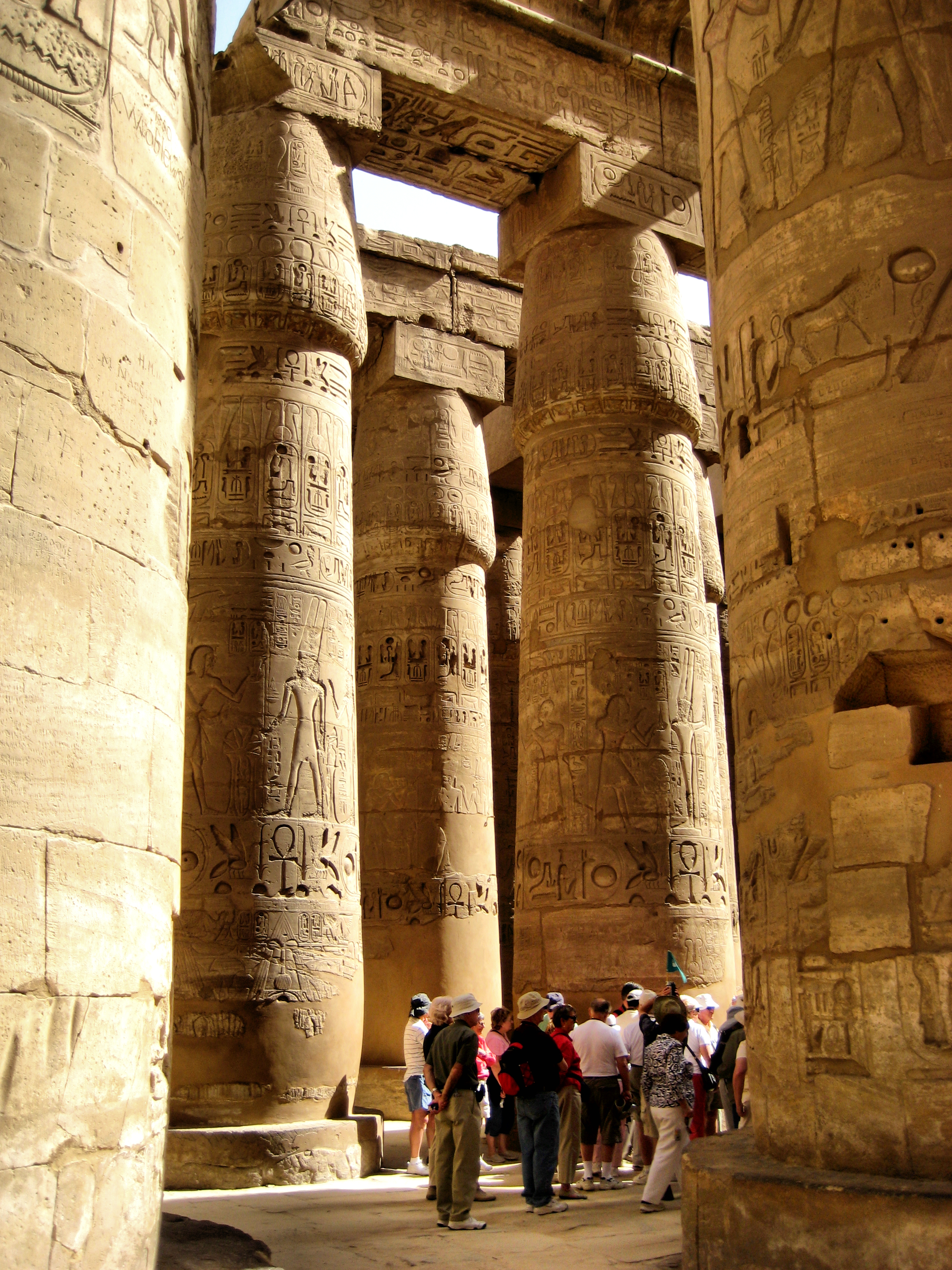
La Grande sala ipostila del Complesso templare di Karnak, completata da Ramses II.

#### Tempio di Abido
A poche centinaia di metri dal celeberrimo tempio funerario di Seti I, ad Abido, si trova il tempio più ridotto che il figlio Ramses II fece erigere a sé stesso e a Osiride. Nonostante le dimensioni minori (le sue mura in pietra calcarea sono alte solamente due metri), il progetto più convenzionale e lo stato di conservazione meno che discreto delle strutture, si trattò probabilmente di una delle architetture più raffinate e preziose dell'epoca ramesside: i rilievi conservatisi, dei medesimi maestri attivi sotto Seti I, sono di qualità straordinaria, mentre si ha traccia di portali in granito nero e rosa, di pilastri in pietra arenaria e di una ricca cappelletta in alabastro. Il Tempio era introdotto da due piloni seguiti da altrettanti cortili con peristili. Il primo pilone e il relativo cortile, completati da un portale in granito rosa, conducevano a un secondo cortile decorato con scene di nemici sottomessi e tributi, contornato da un peristilio con una serie di pilastri osiriaci, cioè del re nelle vesti di Osiride, tutti mancanti della parte superiore. Oltre il lato meridionale vi erano, sulla sinistra, due cappelle dedicate a Seti I e agli antenati divenuti divinità, elencati nella "Seconda Lista di Abido" e, sulla destra, altrettante cappelle alle nove divinità della Enneade e a Ramses II-Osiride. La prima sala ipostila, chiamata "Sala delle Apparizioni", fu chiaramente edificata quando Seti I era ancora in vita e Ramses suo principe reggente; vi si trovano raffigurazioni di divinità legate al Nilo, del faraone che adora Osiride e del medesimo sovrano che viene incoronato dopo aver guidato una processione sacra. La seconda sala ipostila era completata da cappelle alle divinità di Tebe e alle divinità di Abido; vi si trovano, per esempio, una rara effigie della dea Heket, "Signora di Abido", e l'unica immagine conosciuta di Anubi, "Signore della Sacra Terra", in forma completamente umana. La cappella centrale, in alabastro, era dedicata al dio Osiride e conteneva un gruppo statuario di Osiride, Iside, Horus, Seti I e Ramses II in granito grigio. Anche in questo complesso, così come ad Abu Simbel, a Luxor e al Ramesseum, figurano rilievi celebrativi della grande battaglia di Qadeš.

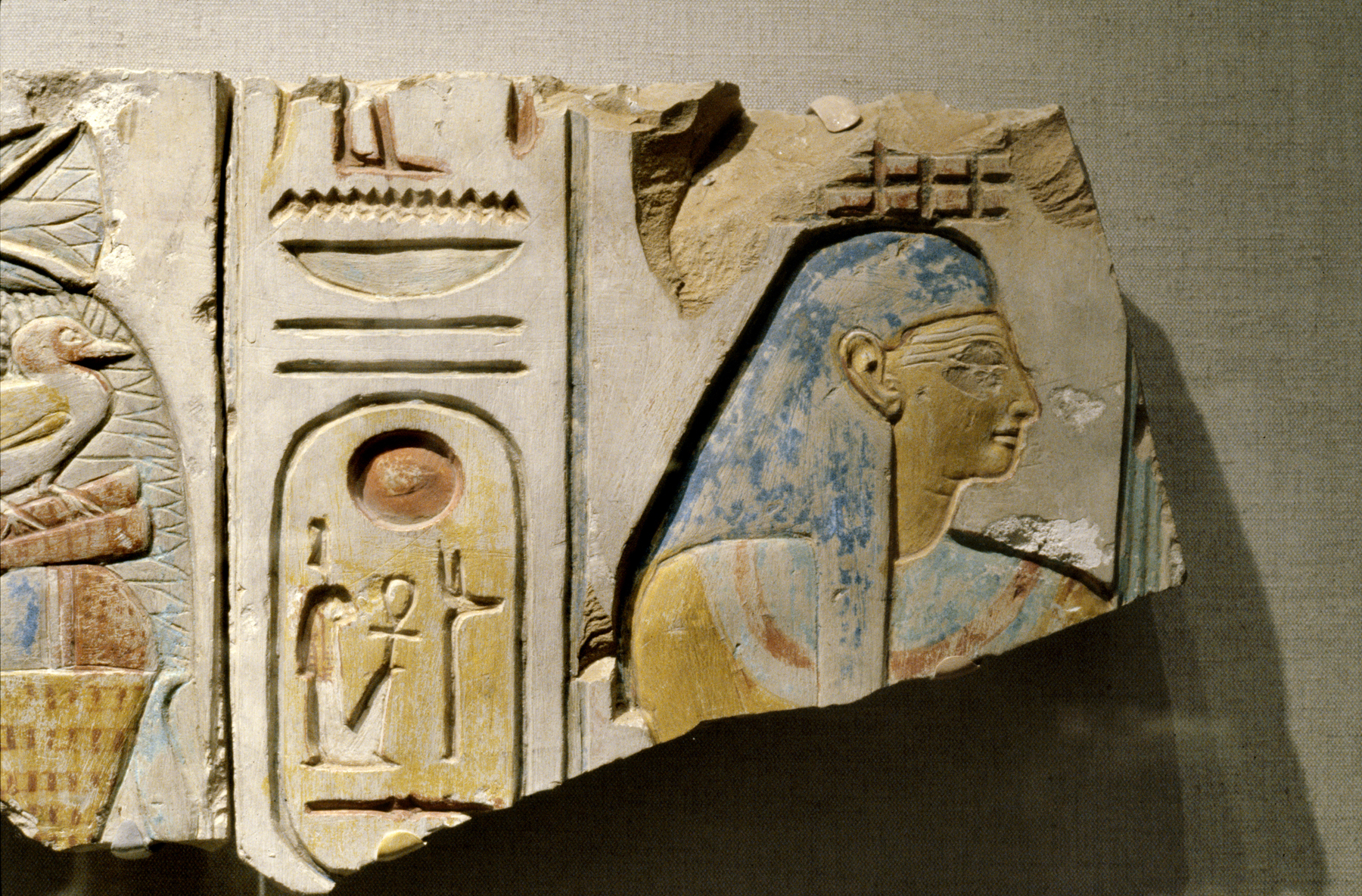
Frammento di rilievo proveniente dal Tempio di Ramses ad Abido, con una divinità femminile e un cartiglio di Ramses II (Usermaatra). Walters Art Museum, Baltimora.
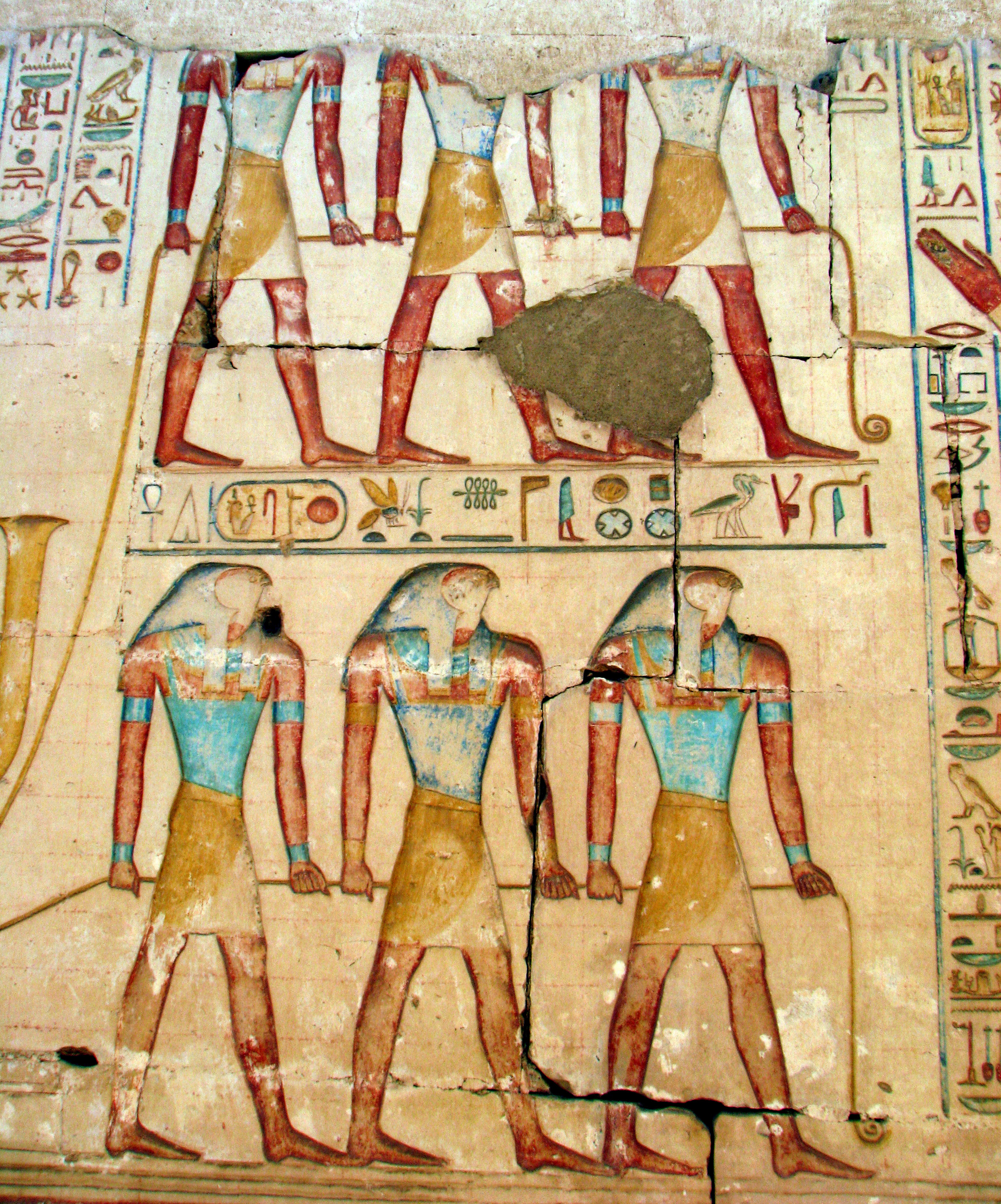
Rilievo raffigurante le Anime di Pe e Nekhen che trainano la barca regale. Tempio di Ramses II ad Abido.
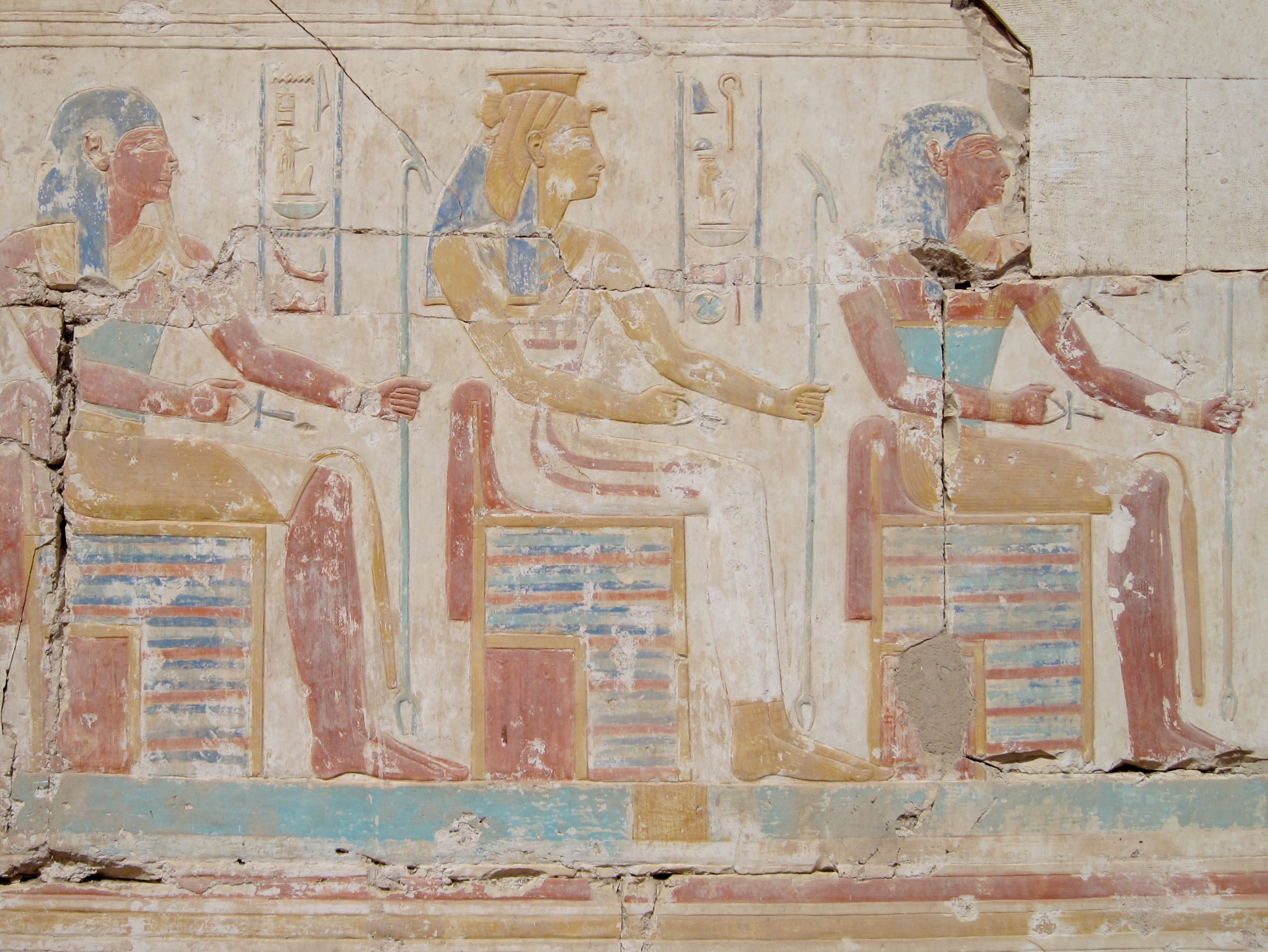
Rilievi di divinità nel Tempio di Ramses II ad Abido, fra cui, a sinistra, un insolito Anubi in forma interamente umana.
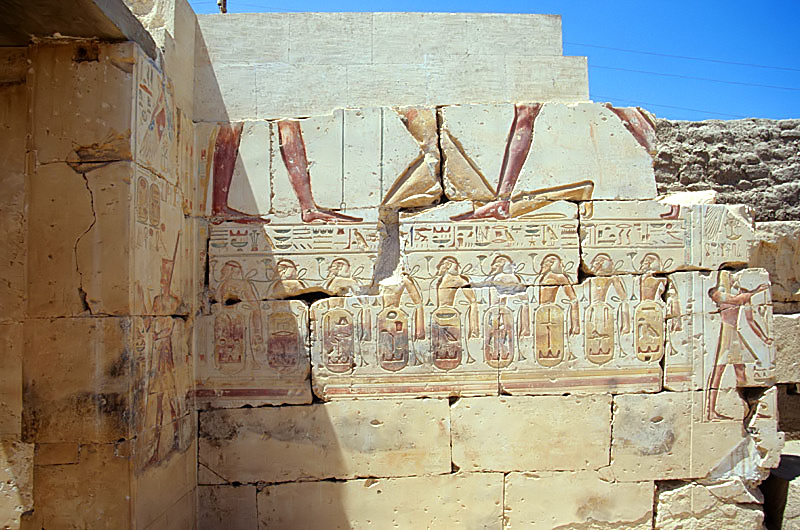
Resti di un porticato nel Tempio di Ramses II ad Abido con scene di prigionieri catturati dal faraone.
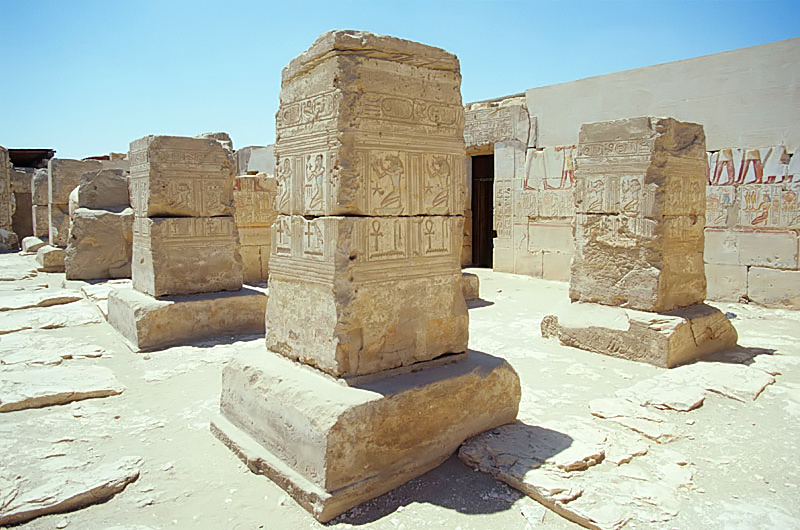
Veduta dei resti della prima sala ipostila del Tempio di Ramses II ad Abido.

#### Tomba di Nefertari (QV66)
La tomba della consorte più importante di Ramses II, la QV66 nella Valle delle Regine, fu scoperta dall'italiano Ernesto Schiaparelli nel 1904. Benché sia stata saccheggiata in epoca antica, la tomba di Nefertari è estremamente importante dal momento che lo splendido apparato pittorico che la decora è ritenuto uno dei massimi traguardi del regno di Ramses II e dell'intera arte egizia. Una scalinata scavata nella roccia viva dà accesso all'anticamera decorata con dipinti basati sul Capitolo 17 del "Libro dei morti"; un soffitto decorato a motivi astronomici rappresenta i cieli ed è dipinto in blu scuro, con una miriade di stelle d'oro (vedi Stelle) a cinque punte. La parete orientale dell'anticamera è interrotta da un'ampia apertura affiancata dalle effigi di Osiride a sinistra e Anubi a destra, la quale conduce a sua volta a una camera laterale con scene di offerte alle divinità e preceduta da un vestibolo con ritratti di Nefertari che si presenta al cospetto delle divinità, che la accolgono benevole. Sulla parete nord dell'anticamera si trova la scala che conduce alla camera sepolcrale: una vasta stanza quadrangolare che copre una superficie di circa 90 metri quadrati, il cui soffitto, ancora a tema astronomico, è sorretto da quattro pilastri fittamente decorati. In origine, il sarcofago in granito rosso della regina si trovava al centro di questa camera, che gli Egizi chiamavano "sala d'oro" e nella quale, secondo le dottrine religiose, sarebbe avvenuta la rigenerazione del defunto. Il sontuoso ciclo pittorico che ricopre questo ultimo ambiente si ispira ai Capitoli 144 e 146 del "Libro dei morti": nella parte sinistra della stanza compaiono passi del Capitolo 144, concernenti i cancelli e le porte del regno di Osiride, i loro Guardiani e le formule magiche che il defunto avrebbe dovuto pronunciare per potervi passare.

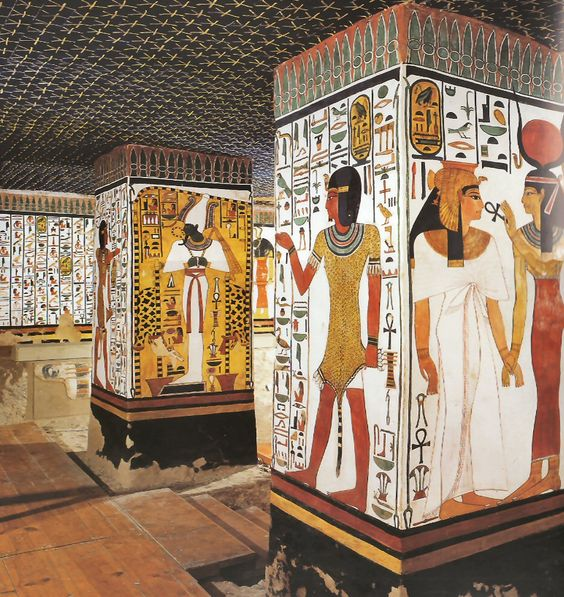
Veduta della volta stellata e di due pilastri con immagini di Osiride, Hathor, Nefertari e del dio-sacerdote Iunmutef, nella Tomba di Nefertari[220].
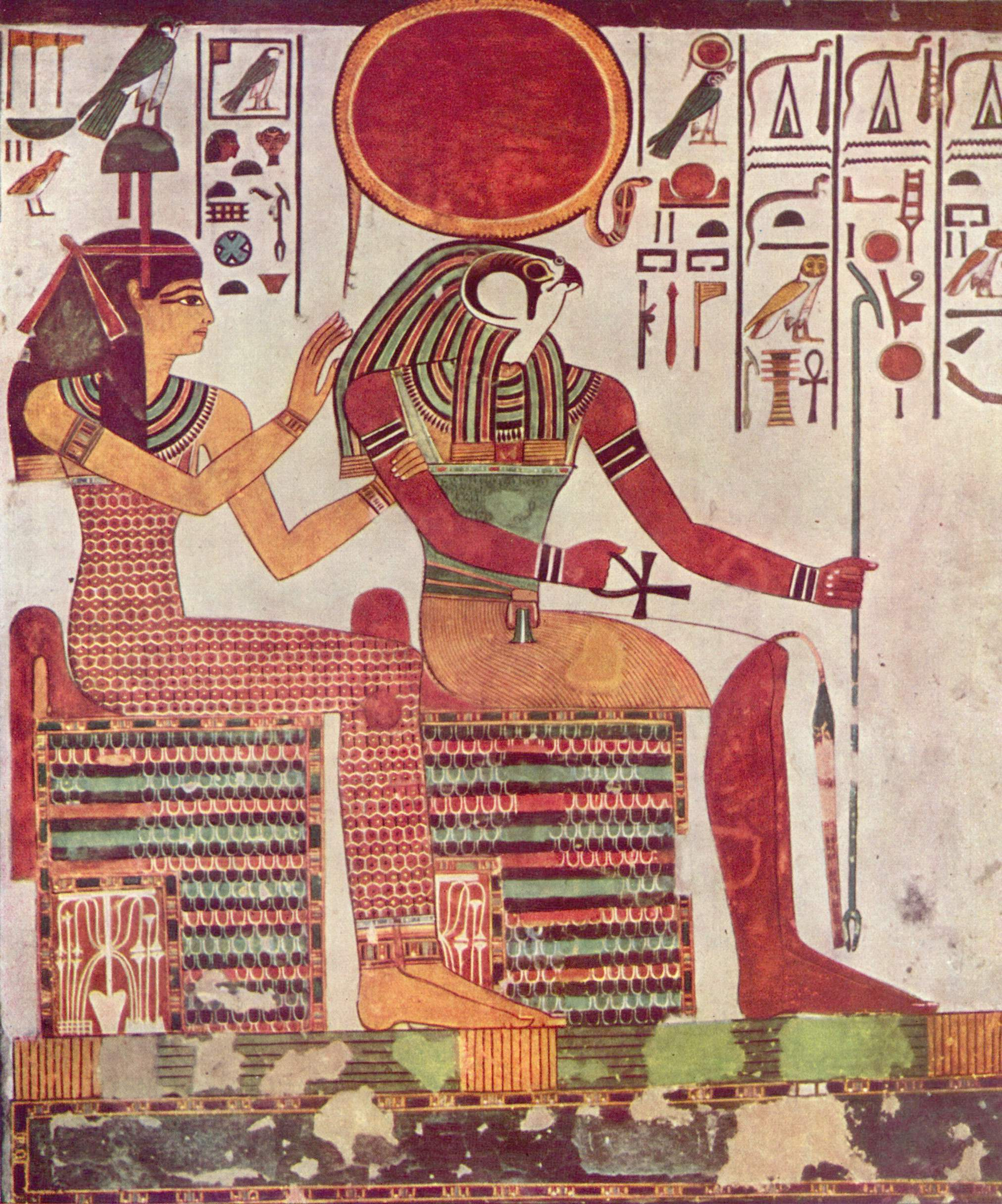
Ra e Imentet, dea delle necropoli occidentali dell'Egitto. Tomba di Nefertari.
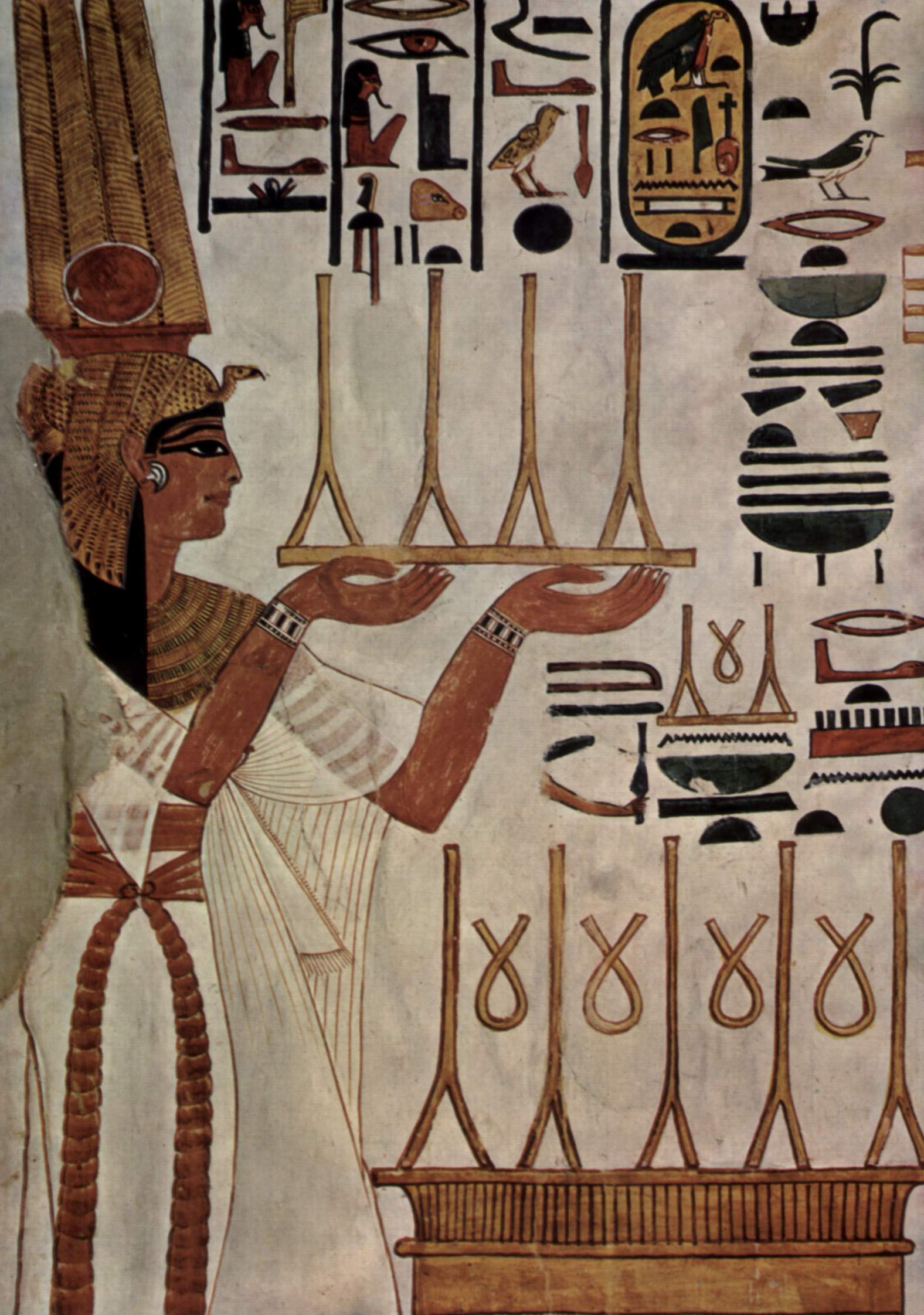
Nefertari che presenta offerte alle divinità. Tomba di Nefertari.
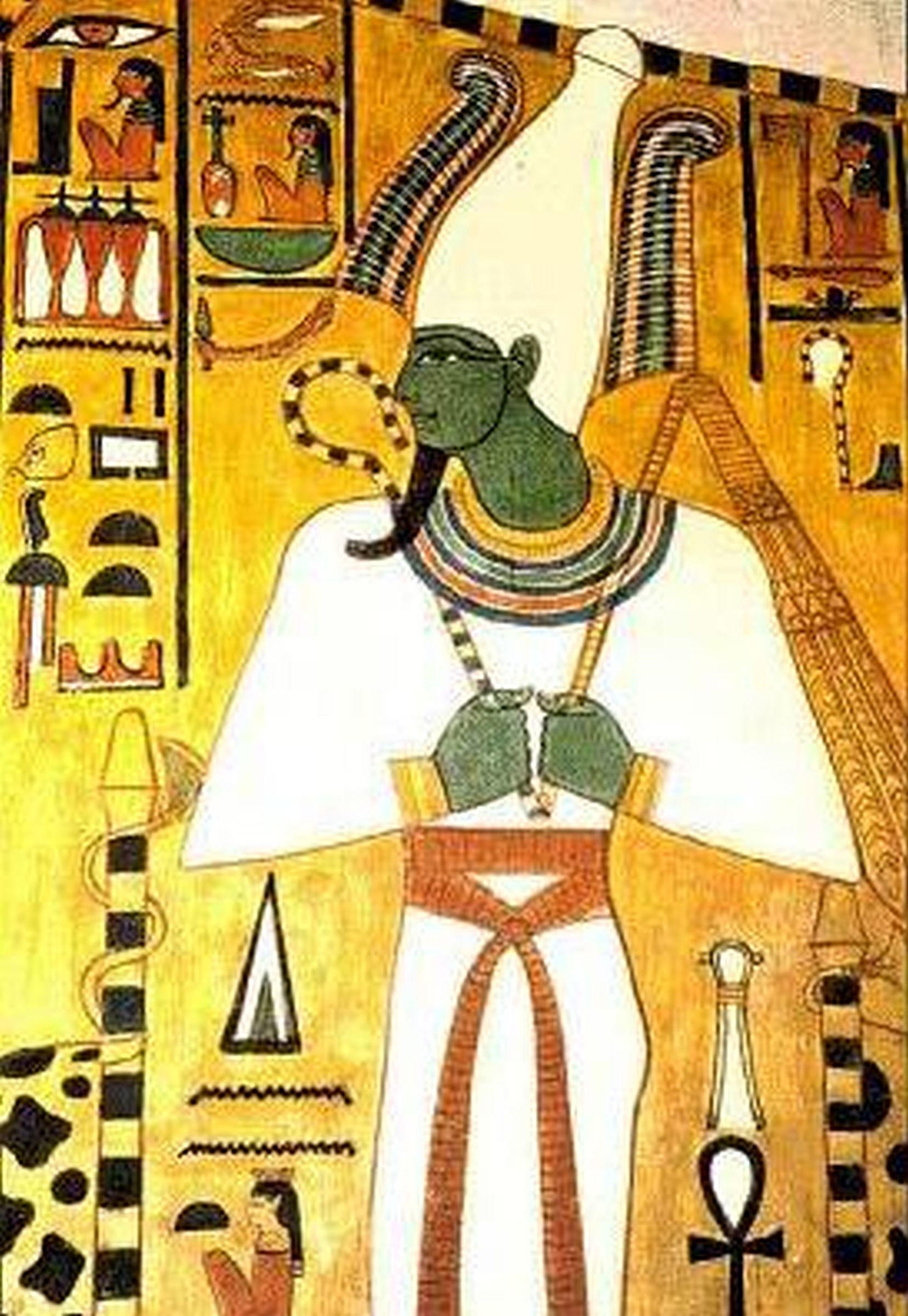
Osiride. Tomba di Nefertari.
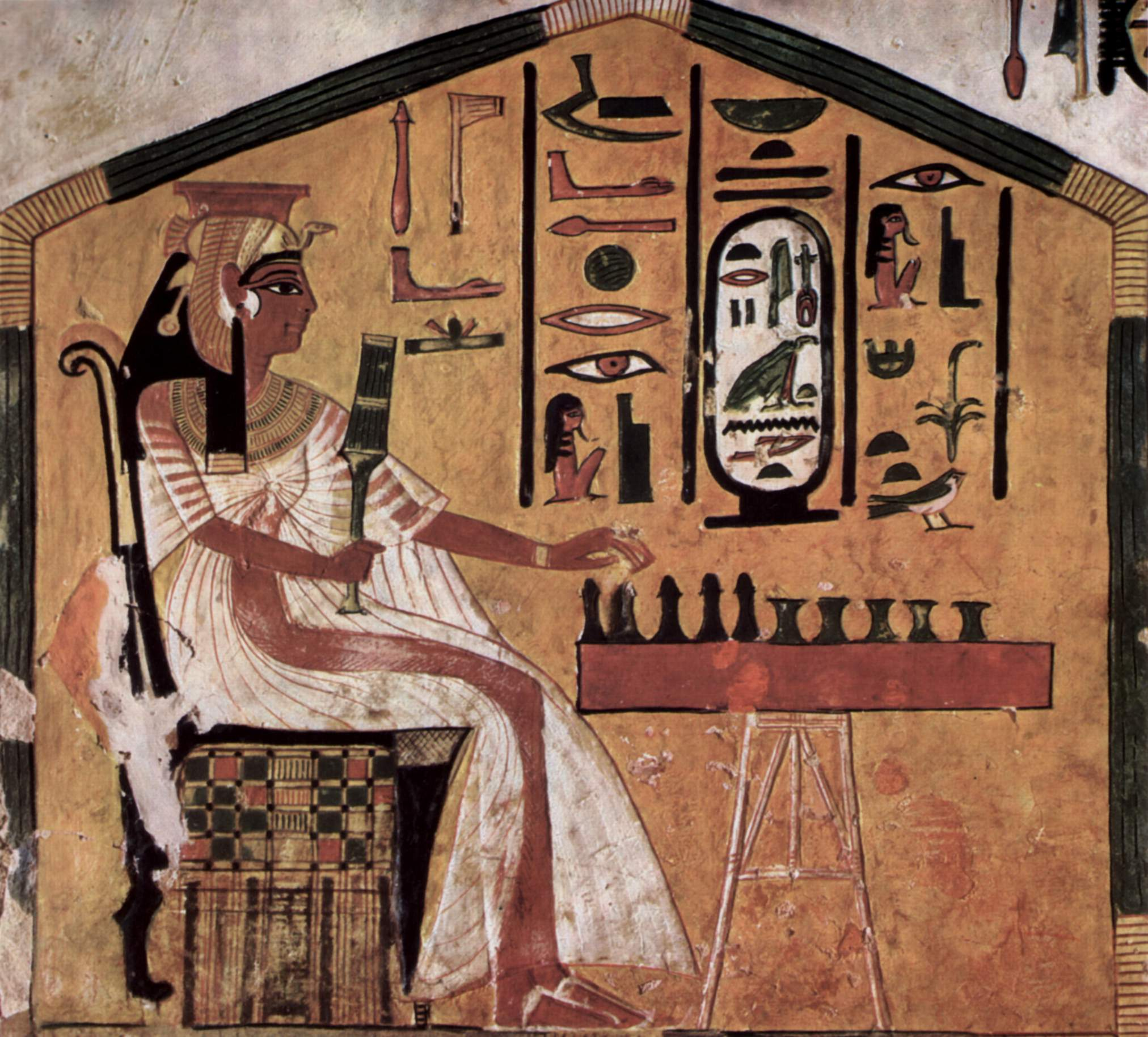
Nefertari intenta al gioco del senet. Tomba di Nefertari.

#### Tomba dei principi reali (KV5)
(K. R. Weeks)
Nel 1995, lo statunitense Prof. Kent R. Weeks, a capo del Theban Mapping Project, riscoprì la tomba KV5, che si è rivelata essere la più grande della Valle dei Re, contenendo in origine i resti mummificati di almeno 52 figli di Ramses II. Al suo interno sono stati individuati, entro il 2006, circa 150 corridoi e ambienti sepolcrali (ma la tomba potrebbe contenere 200 camere e corridoi); tra questi venne rinvenuto, peraltro, un rilievo rappresentante il dio Osiride (caso unico nella Valle), e un corridoio trasversale che indicava come, con ogni probabilità, la struttura dei locali si ripetesse specularmente anche nella parte non ancora scavata. L’entrata era già nota a James Burton che, verosimilmente nel 1825, penetrò al suo interno esplorandone, tuttavia, solo una minima parte grazie a un breve tunnel scavato nel fango che la riempiva fino all'altezza del soffitto. Rilievi e pitture delle pareti dei corridoi, e nelle altre sale colonnate, sono relative alla cerimonia di apertura della bocca, o rappresentano ancora il re, o divinità e principi. Nella KV5 furono deposti, per esempio, il principe ereditario Amonherkhepshef e i principi Meriatum, Seti e Ramses junior, "generalissimo" d'Egitto, come attestano le iscrizioni, gli ostraka e i vasi canopi ivi rinvenuti.

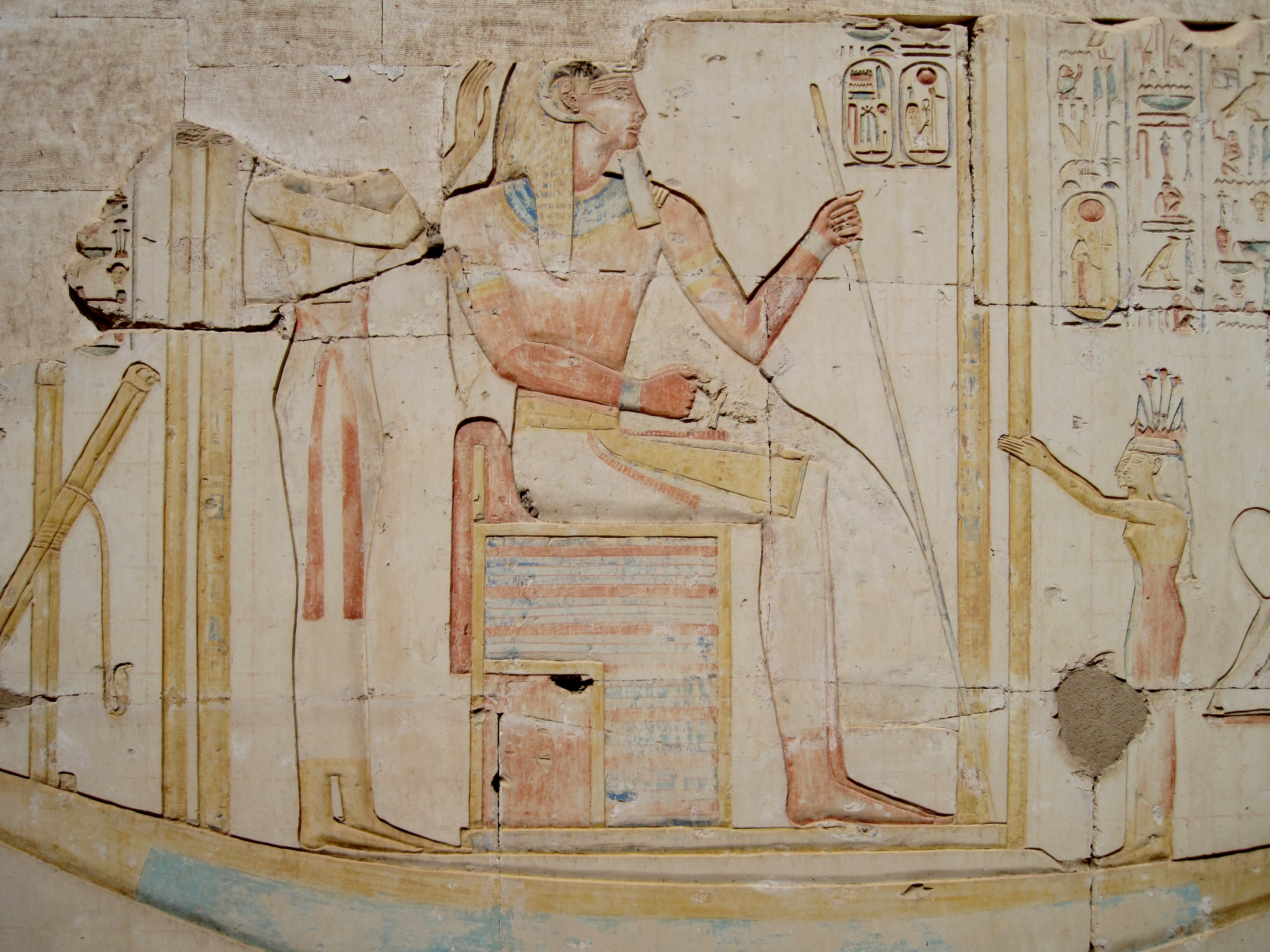
Rilievo raffigurante Ramses II, con le corna d'ariete del dio Amon sul copricapo nemes, assiso su una barca sacra fra gli ossequi delle divinità; di fronte a lui, in dimensioni ridotte, è una rara immagine della dea Meret. Tempio di Ramses II ad Abido.

(J. Tyldesley)

### Ultimi decenni di regno

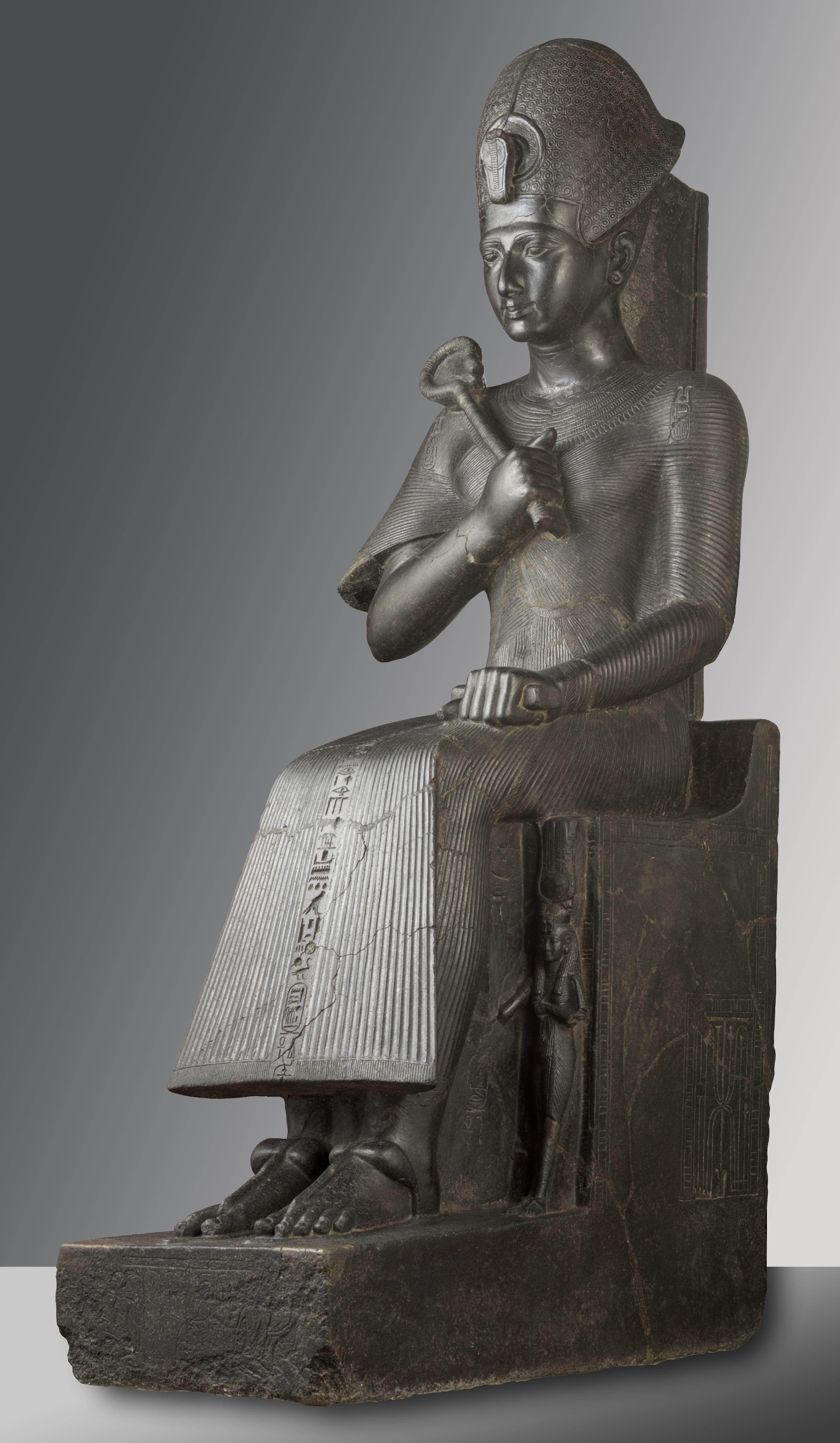
Statua di Ramses II in basanite nera. Museo egizio, Torino.

Fino ai quarant'anni d'età, cioè fino all'epoca del trattato di Qadeš e della morte della madre Tuia (1258/1257 a.C.), Ramses II fu certamente un uomo di straordinaria vitalità e vigore fisico: energia che verosimilmente non smise di esprimersi nemmeno nel decennio successivo, durante il quale celebrò i due matrimoni con le principesse ittite (anni 34° e 44° di regno: 1246–1236 a.C.), e nel decennio seguente fino al compimento dei sessant'anni. Nel 46º anno del proprio regno Ramses II compì settant'anni: dovevano certamente essere rimasti in pochi quelli che, all'epoca, serbavano il ricordo del regno di Seti I e di Ramses non ancora re, ed erano passati anche quarantun'anni dalla battaglia di Qadeš del maggio del 5º anno di regno (lasso di tempo che, per la breve aspettativa di vita degli antichi Egizi, significava il susseguirsi di due intere generazioni). Aggiungendo alla propria titolatura ufficiale, intorno al 50º anno di regno, gli epiteti di "Dio Signore di Eliopoli" (Eliopoli, l'egizia Iunu, era il centro del culto del dio-sole Ra) e di "Grande Anima di Ra-Horakhti" (il dio che fondeva Ra e Horus e il cui nome significa "Ra che è Horus dei Due Orizzonti"), Ramses II volle identificarsi con lo stesso dio Ra, legandosi a lui sempre più saldamente. È questo un indizio dell'aura di splendore divino di cui il vecchio faraone si circondò nell'ultimo trentennio della propria vita:
(K. Kitchen)
L'ultima parte del regno di Ramses II fu contraddistinta da una "tranquilla e diffusa prosperità", siccome le risorse dello Stato non furono intaccate da alcuna guerra significativa; in concomitanza, il Nilo produsse piene quantomai opportune, consentendo uno sviluppo agricolo superiore al limite di sussistenza per la popolazione egizia. Il benessere di quegli anni costituì un'ottima base di partenza per i grandiosi piani edilizi del faraone che, infaticabile costruttore, mutò radicalmente il "paesaggio religioso" dell'Egitto e della Nubia. Per contro, indicativamente nel 31º anno di regno di Ramses II si verificarono delle scosse sismiche nella regione tebana e in Nubia: il Tempio maggiore di Abu Simbel con i suoi quattro celebri colossi del re assiso in facciata subì gravi danni, uno dei colossi crollò completamente e il suo torso e la sua testa giacciono ancora a terra fracassati, mentre altri danni minori furono discretamente riparati.

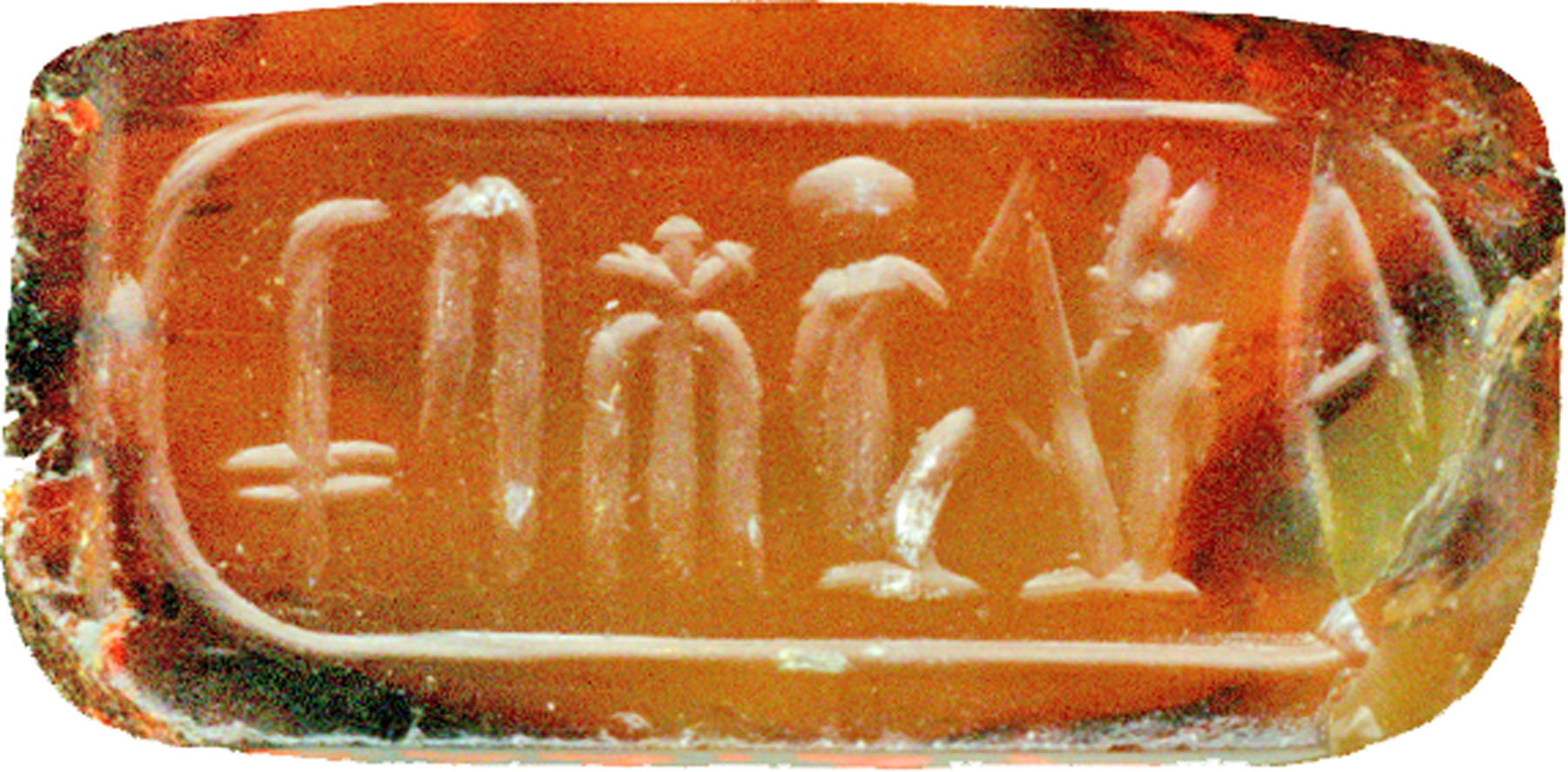
Cartiglio con il nome di Ramses II sotto la base di una statuetta del re con una dea in corniola. Walters Art Museum, Baltimora.

L'invecchiamento di Ramses II, destinato a morire novantenne o poco meno che novantenne, non corrispose a un logoramento della classe politica e della macchina burocratica (com'era invece stato, mille anni prima, con il faraone centenario Pepi II): era l'epoca di politici di grande valore come l'ultimo visir tebano Neferronpet e i visir del nord Pramessu, Seti, Prahotep il Vecchio e Prahotep il Giovane.

#### I quattordici giubileiHeb-Sed

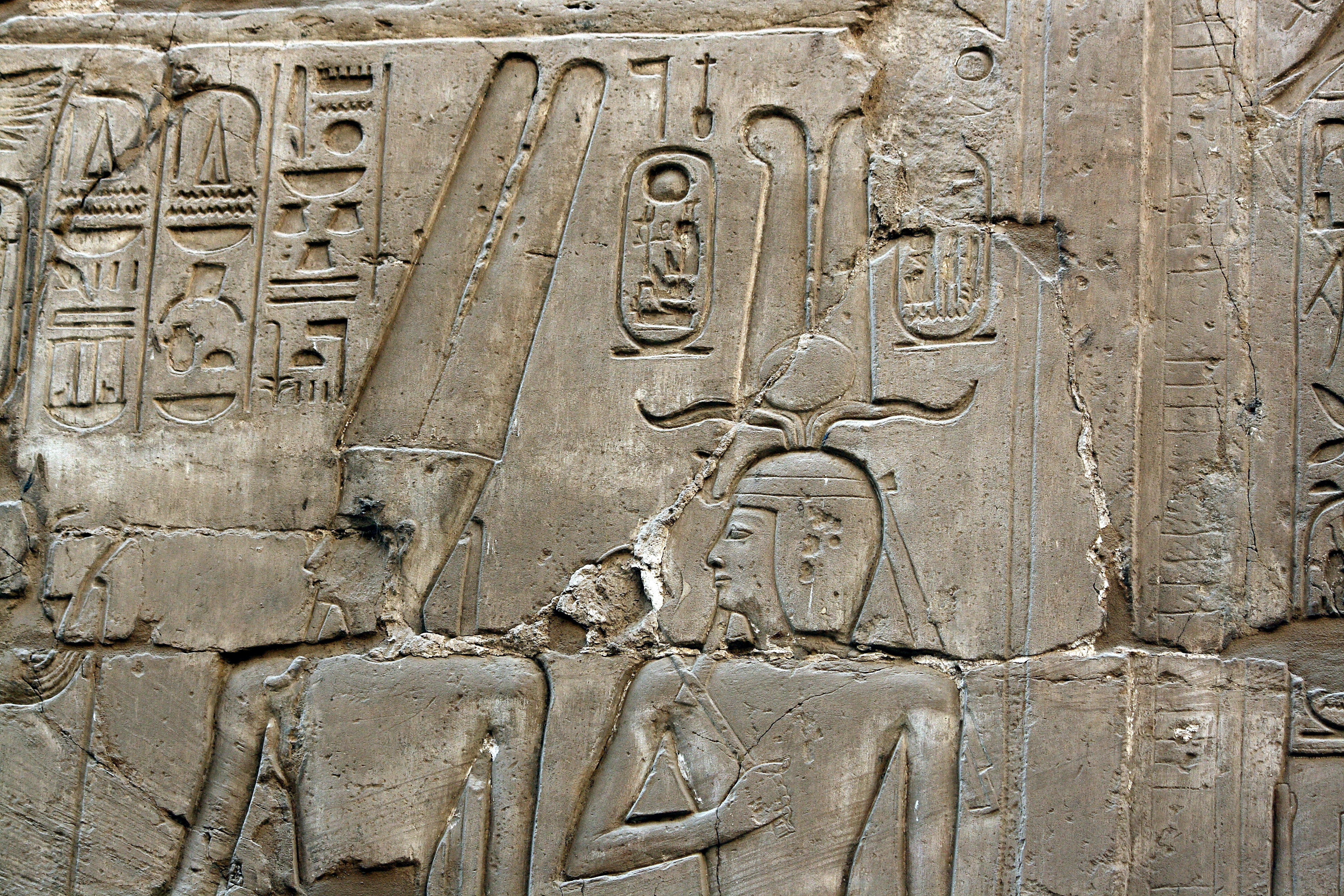
Rilievo nella Grande sala ipostila di Karnak raffigurante Ramses II alle spalle del dio Amon.

A partire dal 30º anno del proprio regno, com'era tradizione fin dalle primissime dinastie della storia egizia, Ramses II, cinquantaseienne, volle rinnovare magicamente il proprio potere regale celebrando il giubileo Heb-Sed, una serie di riti e cerimonie di ascendenze preistoriche destinate a rinvigorire fisicamente e spiritualmente il sovrano. La prima festa Sed di ogni sovrano doveva essere celebrata nel 30º anno di regno (con eccezioni, dal momento che alcuni, come Akhenaton, la celebrarono ben prima); comunque, anche ai sovrani con regni inferiori al trentennio erano solitamente promessi "milioni di giubilei nell'aldilà". Per l'occasione, il sovrano fece costruire a Pi-Ramses un'apposita, immensa sala sontuosamente decorata. Dopo il primo, i giubilei si sarebbero susseguiti al ritmo di uno ogni tre anni e, nell'ultimo periodo di regno, forse più frequentemente. Ramses II arrivò a celebrarne quattordici. È facile immaginare che il re abbia affrontato le lunghe e complesse liturgie dei primi giubilei con facilità finché, in occasione delle cerimonie svoltesi nell'ultima stagione della sua vita, dopo il 60º anno di regno, l'avanzare dell'età, di "devastanti forme di arteriosclerosi" e di una dolorosa spondiloartrite anchilosante non avrebbero reso assai arduo all'ostinato e orgoglioso faraone il passaggio da un rito all'altro. Fu certamente aiutato in ciò da persone devote come il principe ereditario Merenptah, anch'egli ormai più che maturo.

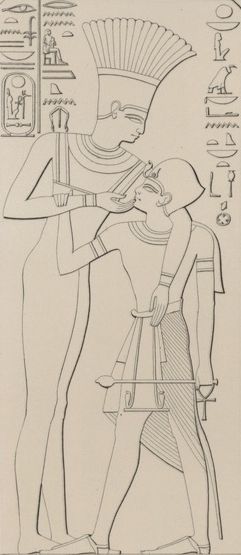
Copia di Lepsius di un rilievo di Ramses II allattato dalla dea Anuqet.

#### Morte e successione di vari principi ereditari
Il lungo regno di Ramses II lo vide sopravvivere a molti dei suoi figli ed eredi designati. Amonherkhepshef, il primogenito del re, nato dalla regina Nefertari, morì già nel 25º anno di regno del padre (1254 a.C.) e fu inumato nell'immensa tomba KV5. Gli successe in qualità di principe ereditario il fratellastro Ramses junior, primogenito della regina Isinofret e valente generale; quest'ultimo morì, però, nel 50º anno di regno di Ramses II e fu sepolto nella KV5). Il successivo erede della corona divenne così il fratello Khaemuaset (un fratello più anziano, Pareheruenemef, era già morto) ma, prima del 55º anno di regno del padre, anch'egli spirò). La carica di principe ereditario spettò così a Merenptah, tredicesimo figlio del faraone, nato da Isinofret, che affiancò il padre nei momenti finali del suo regno (nella fattispecie, funse da reggente negli ultimi dieci anni di vita di Ramses II) e riuscì a succedergli come re dell'Alto e Basso Egitto.
È verosimile che già a partire dall'undicesimo giubileo (60º anno di regno) il faraone non sia più uscito dalla reggia, trascorrendo gli ultimissimi anni di vita, a causa delle diverse patologie che lo affliggevano, in uno stato pressoché vegetativo, così immaginato dalla francese Christiane Desroches Noblecourt, che partecipò al restauro della sua mummia:
(C. Desroches Noblecourt)

### Morte e sepoltura

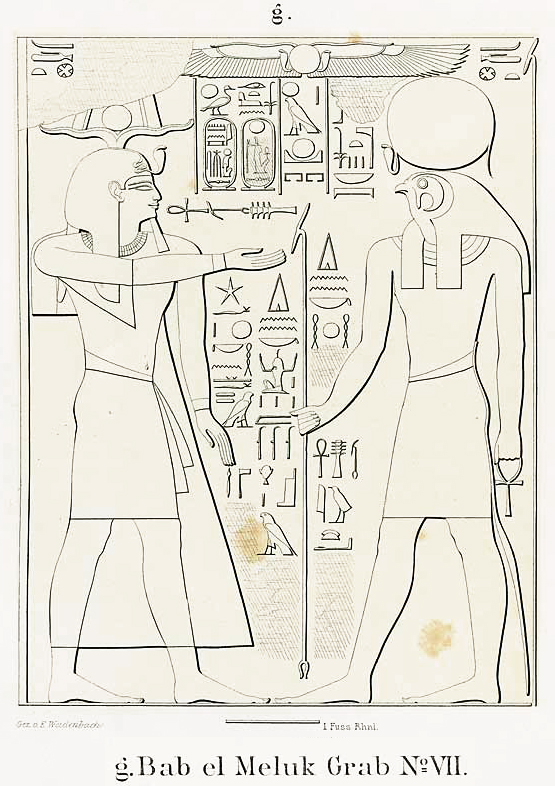
Riproduzione di Karl Richard Lepsius di un rilievo nella tomba di Ramses II, raffigurante il re al cospetto del dio Amon-Ra.

Ramses II, ormai decrepito, morì all'età di circa 90 anni a Pi-Ramses nel luglio o agosto del 1213/1212 a.C., poche settimane dopo aver inaugurato il proprio 67º anno di regno. Nella primavera del medesimo anno aveva fatto ritorno nella città voluta e creata da lui stesso, dopo aver trascorso l'inverno a Menfi o nelle tenute reali del Fayyum:
(K. Kitchen)
Non si sono conservati, però, resoconti delle circostanze e dei dettagli del decesso del sovrano, la notizia del quale si diffuse per tutto il Paese (i messaggeri dovettero risalire il Nilo in piena per recare l'annuncio a Tebe) gettando il popolo nella desolazione: la maggior parte degli Egizi infatti non aveva conosciuto altro sovrano all'infuori di Ramses II.
A Pi-Ramses vennero celebrati i riti della mummificazione nel corso dei settanta giorni prescritti dal rituale: dopo le cerimonie preparatorie, il corpo venne privato degli organi decomponibili, che furono riposti nei vasi canopi (il cuore, accidentalmente rimosso, fu re-inserito in posizione errata nella parte destra del torace). Nella seconda metà di ottobre, la mummia di Ramses II, scortata da un'enorme flotta alla cui testa procedeva la nave regale del successore, il sessantenne Merenptah, navigò lungo il Nilo fino a Tebe, nell'Alto Egitto. Il corteo funebre si diresse quindi verso la grande tomba scavata nella roccia nella Valle dei Re. Dopo la celebrazione del "rito di apertura della bocca" compiuta dallo stesso Merenptah, i presenti parteciparono a un banchetto in onore del defunto, previsto dal rituale. I sarcofagi del sovrano, che dovettero essere preziosissimi, furono inumati all'interno della tomba insieme al tesoro del corredo funebre che, secondo le credenze egizie, avrebbe accompagnato il faraone defunto, divenuto un Osiride, nel Duat.

#### Tomba di Ramses II (KV7)

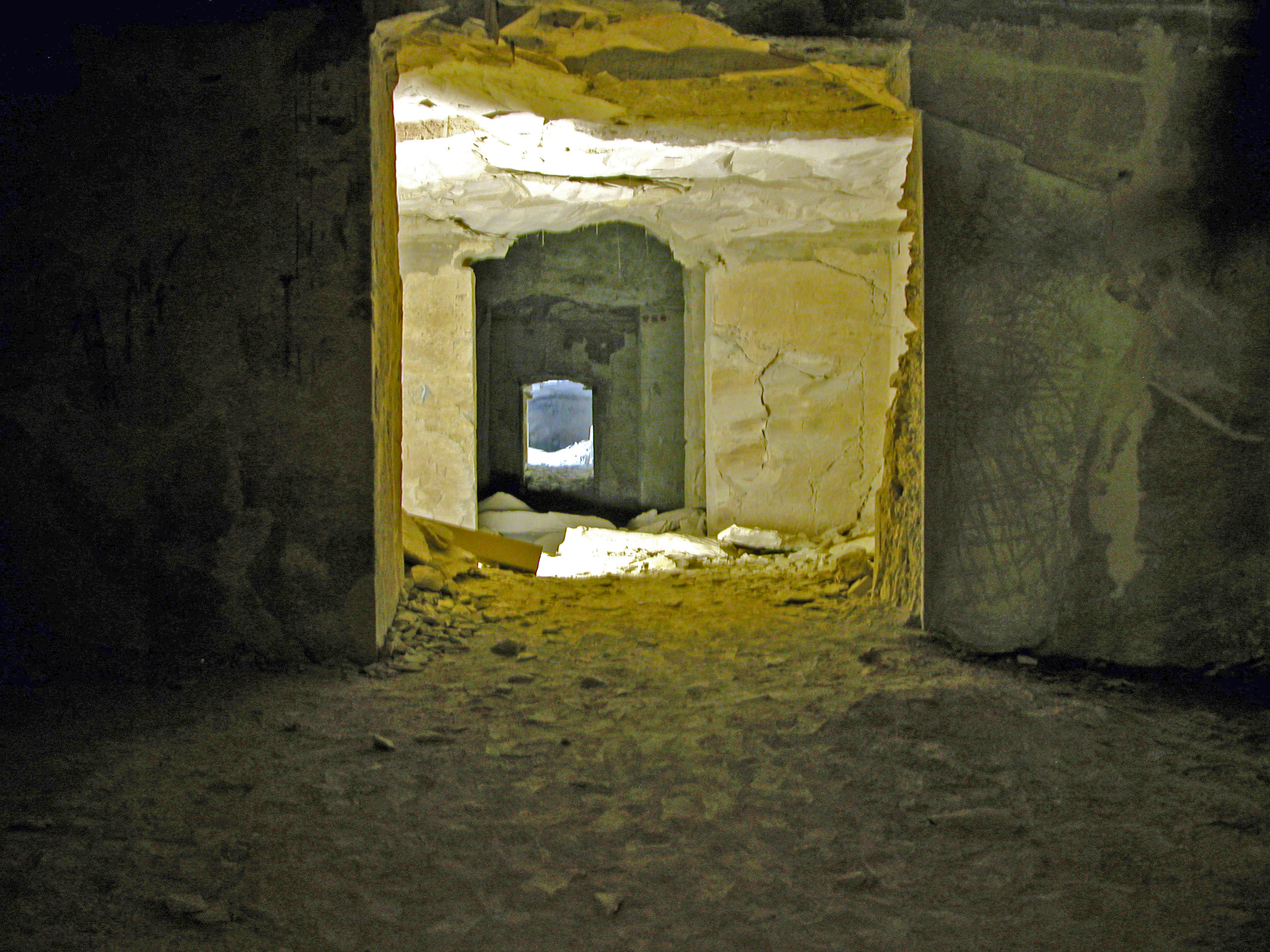
Veduta di una porzione della tomba KV7, distrutta da almeno dieci alluvioni.

La tomba del grande sovrano, identificata come KV7, venne saccheggiata pochi anni dopo la sua morte e, di conseguenza il corredo funebre, verosimilmente imponente, che vi era contenuto andò disperso. La tomba era nota e visitata già nell'antichità. È senza dubbio una fra le più grandi della Valle dei Re con i suoi quasi 900 metri quadrati. A causa di alcune inondazioni e del trascorrere del tempo è gravemente danneggiata. Le ripetute alluvioni cui la tomba è stata soggetta nei millenni, almeno dieci, hanno causato il distacco di gran parte delle decorazioni parietali che si sono frammischiate nei vari strati di detriti. Ciononostante, nella camera funeraria sono ancora visibili capitoli del "Libro delle Porte", mentre le scale e alcuni tratti dei corridoi sono decorati con capitoli dello "Amduat", delle "Litanie di Ra" e del "Libro della Vacca celeste" ricompreso nei "Libri dei Cieli"; nella anticamera alla camera sepolcrale compaiono capitoli del "Libro dei morti", nonché rappresentazioni del cerimoniale di apertura della bocca (usanza che si perpetuerà con i re successivi). Planimetricamente, la KV7 presenta una pianta assai complessa. All'ingresso ci sono due rampe di scale, quindi segue un corridoio, un'altra scalinata e un secondo corridoio; di seguito vi si trova un'anticamera a una sala a pilastri. Al centro di questa sala vi è una terza scalinata collegata a un'altra sala laterale circondata da colonne. Seguono due corridoi assiali in sequenza, attraverso una stanza che conduce alla camera del sarcofago che è disposta, rispetto al resto della struttura, come per formare un angolo di 90°. La camera sepolcrale è sorretta da otto pilastri quadrangolari. Si affacciano quattro stanzette laterali sulla sala; lo sviluppo della tomba si conclude con altre due camerette rette da due pilastri, da una delle quali si accede ad una terza identica, tramite un vestibolo.

## La mummia

### Traslazioni in epoca antica

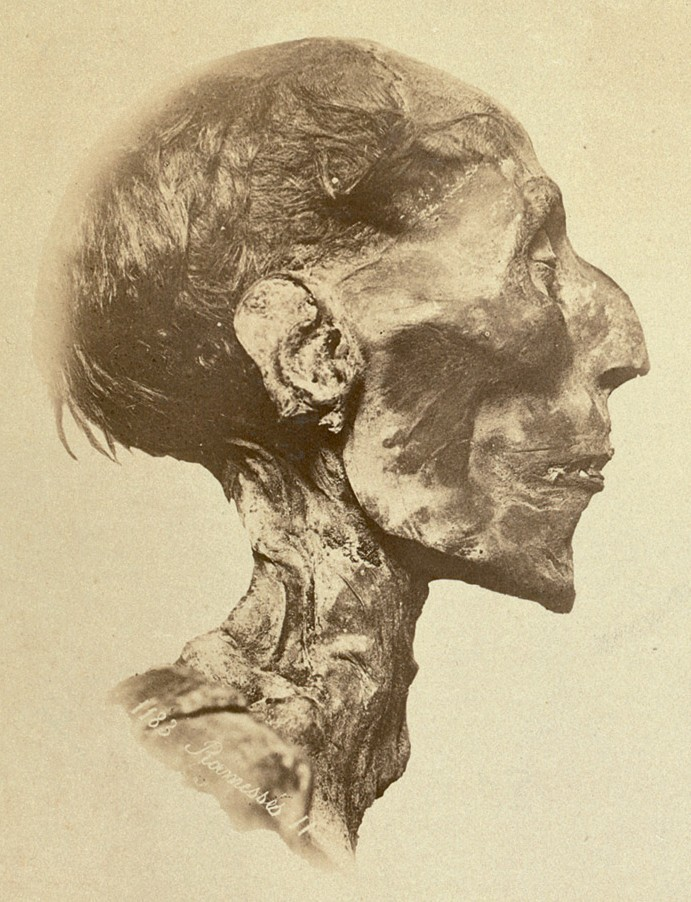
La mummia di Ramses II fotografata da Émile Brugsch nel 1889 poco dopo la sua moderna scoperta.

Ramses II fu originariamente inumato nella tomba KV7 della Valle dei Re che aveva fatto predisporre per sé, ma, a causa degli endemici saccheggi fra le tombe reali, tra l'inverno e la primavera del 1090 a.C. i sacerdoti e il sindaco di Tebe ne trasferirono i resti all'interno della tomba di suo padre, Seti I, più facilmente sorvegliabile.

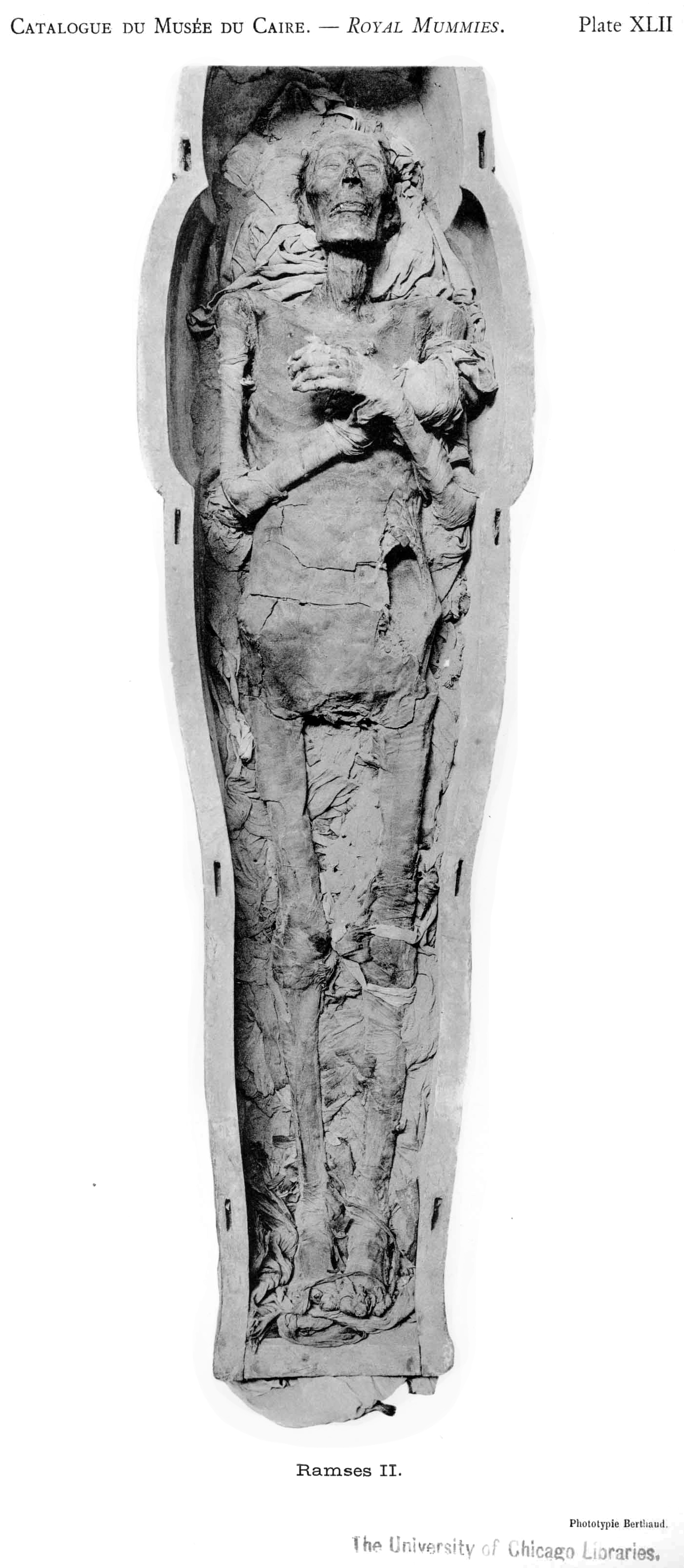
La mummia di Ramses II, sbendata, in una fotografia del 1912.

Nel giro di pochi anni anche la tomba di Seti I fu depredata, e la stessa salma di Ramses II venne spogliata e profanata. Il Sommo sacerdote di Amon, Pinedjem I, la fece nuovamente riparare al di sopra del torace nel 10º anno del proprio "pontificato" (circa il 1060 a.C., data registrata sul sudario), ponendogli inoltre fra le mani modestissimi scettri in legno di palma a sostituire quelli in oro andati perduti. La mummia di Ramses II fu quindi traslata nella tomba sotterranea della regina Ahmose-Inhapi, dopo aver provveduto a una nuova bendatura e averla deposta in un sarcofago riciclato, appartenuto al nonno Ramses I; settantadue ore dopo fu spostata definitivamente, e in gran segreto, nella tomba del Sommo sacerdote Pinedjem II. Il rocambolesco trasferimento dei resti di Ramses II e altri faraoni si svolse in tre notti, come annotarono i sacerdoti sul feretro stesso, e in una situazione di grande pericolo, passando sulla cresta della collina che sovrasta la Valle dei Re, quindi alla mercé dei predoni. Ramses II e molti altri sovrani della XVIII, XIX e XX dinastia furono così occultati nel celebre "nascondiglio" (DB320) di Deir el-Bahari, vicino al Tempio funerario di Hatshepsut: una stretta cripta lunga 8 metri introdotta da due corridoi di 7 e 60 metri e, prima ancora, da un pozzo verticale profondo 12 metri, dove le mummie rimasero indisturbate per i ventotto secoli successivi.

### Scoperta nel 1881
Il "nascondiglio" di Deir el-Bahari fu ufficialmente scoperto nel luglio del 1881, da parte del tedesco Émile Brugsch e di Ahmed Kamal, nell'ambito di alcune indagini su alcuni ricettatori di antichità egizie attivi all'epoca. Il corpo di Ramses II e quelli di tutti gli altri faraoni e aristocratici ricoverati nella spelonca furono immediatamente trasportati al Cairo. Il chedivè Tawfīq Pascià dispose che venisse sbendato per fugare ogni dubbio circa la sua identità, il che avvenne il 1º giugno 1886 alla presenza dei ministri e dei dignitari del Regno, per mano di Gaston Maspero e Urbain Bouriant. I cartigli di Ramses II furono individuati sul sudario posto sul petto del re per ordine del Sommo sacerdote Herihor: non esistevano più dubbi sull'identità della mummia. Lo scrittore francese Pierre Loti, che visitò l'attuale Museo del Cairo nel 1907, scrisse:

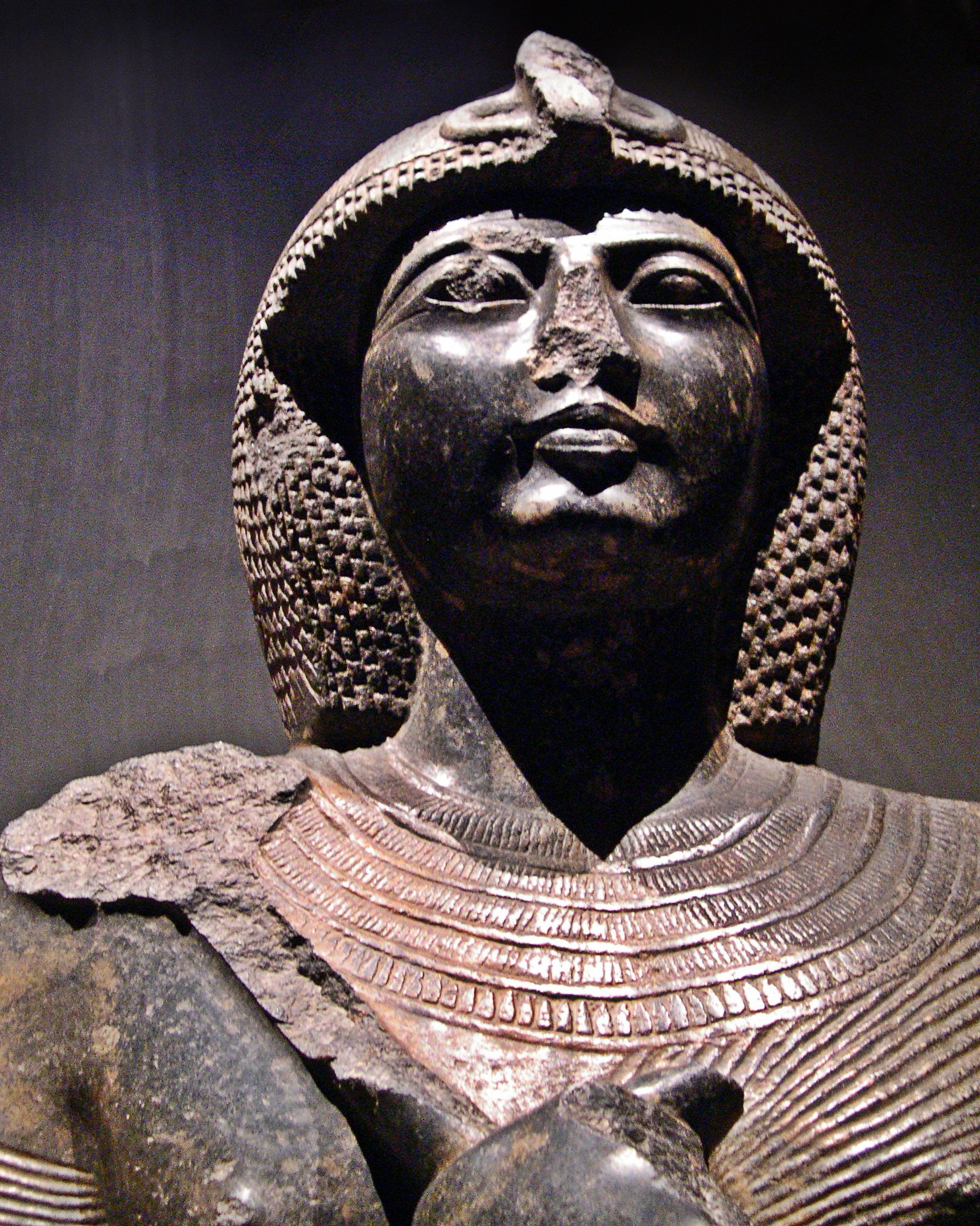
Busto di Ramses II in granito. Museo egizio del Cairo.

(P. Loti)

### Restauro nel 1976-1977 e relative scoperte
Negli anni '70 gli egittologi del Museo del Cairo notarono come la mummia stesse subendo un rapido deterioramento a causa dell'esposizione in vetrine non sigillate: soggetta quindi all'aria, all'umidità e ai funghi, pericolose minacce per un corpo disseccato preservatosi per millenni grazie all'avvolgimento in bende e al clima secco del deserto; aveva inoltre cominciato a emanare un cattivo odore. Sollecitati da egittologi come Christiane Desroches Noblecourt, il Presidente della Repubblica francese Valéry Giscard d'Estaing e quello egiziano Anwar al-Sadat permisero che la mummia fosse trasportata a Parigi con un aereo militare, dove fu accolta con gli onori di un Capo di Stato (27 settembre 1976). Poiché secondo la legge francese chiunque entri nel paese, vivo o morto, deve possedere un documento, venne realizzato uno speciale passaporto per Ramses II: l'occupazione indicata era quella di «re (deceduto)».
La salma fu ricoverata al Musée de l'Homme, dove rimase per sette mesi sotto le cure di ben centodieci specialisti, collaboratori e ricercatori. Si apprese che il faraone era stato alto, in vita, 185 centimetri, che morì tra gli 85 e i 90 anni e che
(C. Desroches Noblecourt)
Sulle pareti interne del torace fu individuata una miscela di foglie tritate di nicotiana fra residui di nicotina contemporanei alla mummificazione, il che generò una serie di perplessità, poiché pare che tale pianta fosse sconosciuta agli antichi Egizi. Sempre nel torace furono trovate le tracce di piante tipiche del delta del Nilo: camomilla, salvia, ranuncoli, platano, tiglio e cotone selvatico; sul collo, tracce di bulbi di narciso. Emerse che Ramses II ebbe a patire di gravi lesioni dentali, mentre i vasi sanguigni della testa risultarono quasi ostruiti a causa di una dolorosa spondiloartrite anchilosante, oltre che da "devastanti forme di arteriosclerosi".
L'ingegnere chimico M.J. Mouchaca scoprì che il deterioramento era causato dal fungo Daedalea Biennis, che proliferava nella mummia. Nuovamente deposto nel sarcofago del nonno Ramses I e a sua volta in una cassa di vetro a tenuta stagna, Ramses II fu irradiato con raggi gamma che debellarono gli organismi nocivi. Le casse con i resti del sovrano, coperte da un prezioso drappo con ricami in oro delle piante araldiche dei sovrani egizi (dono del Museo del Louvre), furono quindi rispediti al Cairo, dove il Presidente Anwar al-Sadat rese loro omaggio.

### Traslazione nel 2021
Il 3 aprile 2021 la sua mummia è stata traslata con la Parata d'oro dei faraoni dal vecchio Museo Egizio al nuovo Museo nazionale della Civiltà egiziana, venendo accolta dal Presidente Abdel Fattah al-Sisi dopo aver ricevuto, come le altre, gli onori militari di 21 colpi di cannone a salve da parte delle forze armate egiziane.
Nel 2022 una rielaborazione software di precedenti scansioni tomografiche computerizzate della mummia ha permesso di ricostruire il volto del faraone all'età di 90 anni.

## Famiglia

### Tuia e il mito della nascita di Ramses II

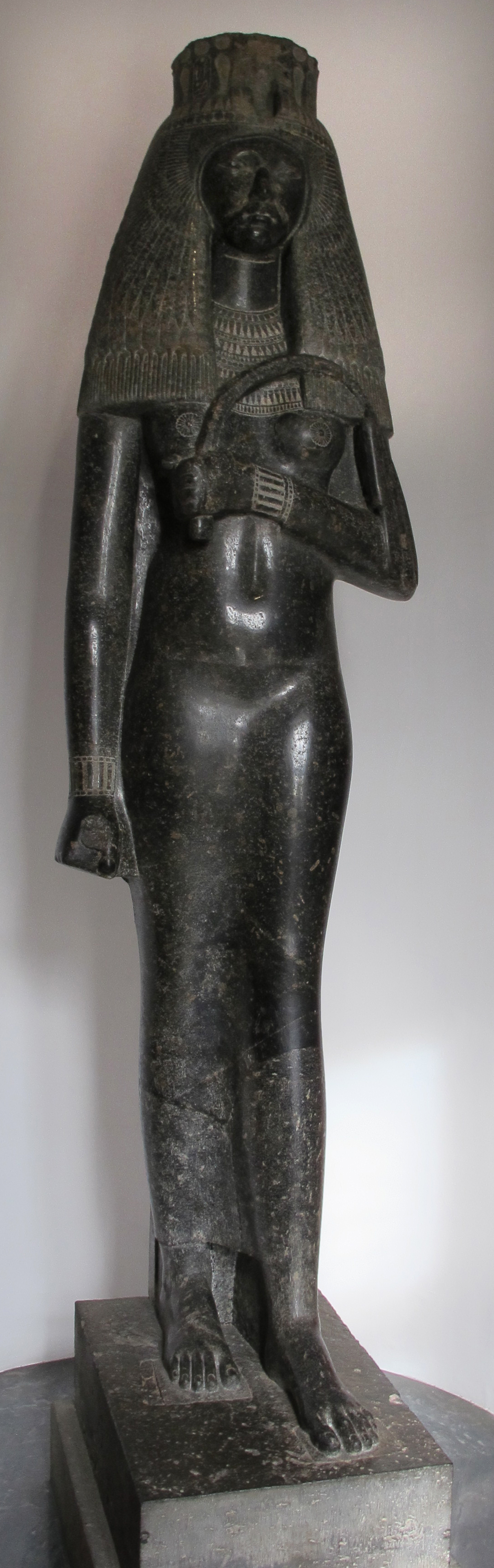
Colosso di Tuia in granito. Museo Gregoriano Egizio, Città del Vaticano.

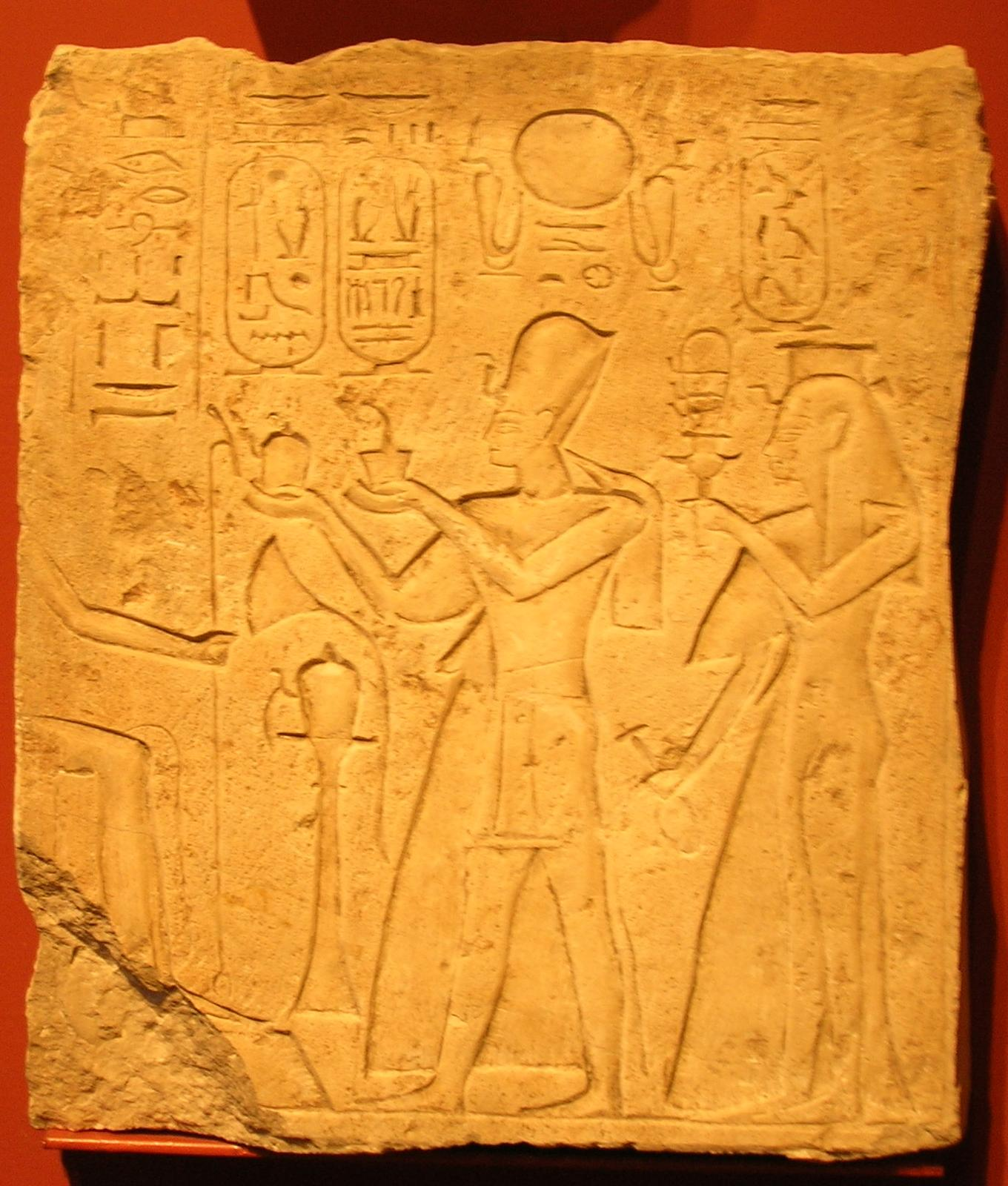
Rilievo raffigurante Ramses II e sua madre Tuia intenti ad adorare Osiride. Kunsthistorisches Museum, Vienna.

Nel primo ventennio di regno la dama più importante della corte di Ramses II, oltre alla grande consorte Nefertari, fu la regina madre Tuia. Tuia non godette di una particolare preminenza nella politica e nella vita pubblica del Paese, comparendo di rado sui monumenti del marito Seti I: viceversa, dopo l'ascesa al trono del figlio, nella tarda primavera del 1279 a.C., le furono tributati considerevoli onori. Ramses II fece rappresentare Tuia anche sulla facciata del Tempio maggiore di Abu Simbel: la statua della regina madre fu scolpita delle stesse dimensioni di altre donne della famiglia reale e figli di Ramses II. Fu inoltre raffigurata su un colosso del figlio all'interno del Ramesseum (il Tempio funerario di Ramses II) e, ancora, sulle pareti del Tempio medesimo; in una cappella a lei dedicata, Tuia era assimilata alla dea Hathor. Alcuni hanno ipotizzato che una così fervida celebrazione della propria madre da parte di Ramses II avesse anche fini politici. Non era necessario che la madre di un faraone fosse di sangue reale (numerosi sovrani, come Thutmose II e Thutmose III, erano nati da concubine o spose secondarie di ignoti natali), però era comunemente accettato che un re potesse rafforzare le proprie pretese al trono in virtù di un legame con una donna di sangue reale: Ramses II, nato prima che il padre divenisse faraone (e forse prima ancora che la propria famiglia salisse al trono) non ebbe una madre regale. Provvide così ad attribuirsi un padre divino formulando il mito della propria nascita divina: oltre che figlio di Seti I, Ramses II si considerò figlio di Amon stesso, seguendo i precedenti miti propagandistici di Hatshepsut e Amenofi III circa le proprie nascite miracolose, a lui sicuramente noti. A Tuia, in quanto oggetto dell'amore e del desiderio del dio supremo, venne così tributata una notevole venerazione. La storia della nascita miracolosa di Ramses II fu fissata sulle pareti di una cappella, significativamente dedicata alla regina madre Tuia, all'interno del "Ramesseum", a Tebe. Il ciclo iconografico riprende abbastanza convenzionalmente i precedenti della XVIII dinastia: Tuia, lasciata sola dalle dame del seguito, siede sul letto di fronte al dio Amon, il quale regge in una mano il simbolo "ankh" della vita e con l'altra tocca la donna. Il testo, estremamente danneggiato, descrive Tuia come: 
mentre la presenza di Amon così si segnala:

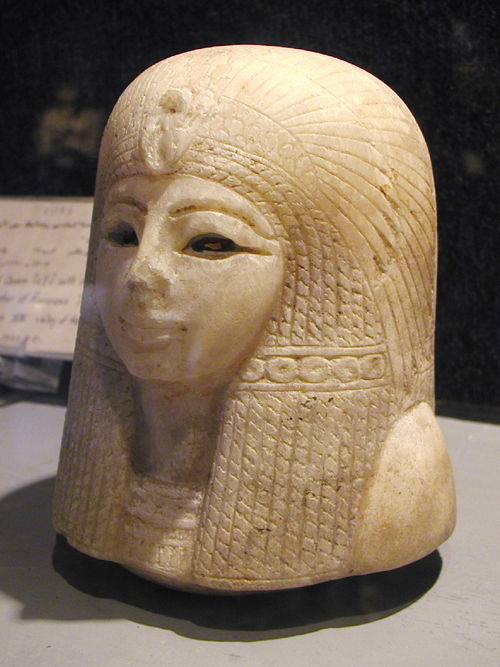
Testa della regina madre Tuia come coperchio di un suo vaso canopo in alabastro. Museo di Luxor.

In questo modo, Ramses II ebbe modo di affermare di essere stato predestinato a regnare e soprattutto di essere egli medesimo un semidio. Anche altri reperti riaffermano la divinità dei natali del faraone: un rilievo nel Complesso templare di Karnak raffigura il piccolo Ramses allattato da una dea, mentre sia a Karnak che nel Tempio funerario di Seti I ad Abido si vede il dio Khnum, vasaio degli dei, intento a plasmare il corpo del futuro re. Un lungo testo risalente al 35º anno di regno di Ramses II, individuato ad Abu Simbel e a Karnak e intitolato "La Benedizione di Ptah a Ramses II", indica invece Ptah come padre celeste del sovrano: 
(La Benedizione di Ptah a Ramses II)
L'anziana Tuia era ancora in vita alla firma dell'importante trattato di pace egizio-hittita nel 21º anno di regno di Ramses II. La sua tomba, la QV80 nella Valle delle Regine, era pronta da tempo: si tratta di tre sale ipogee intagliate nella roccia e finemente decorate, terminante in un ambiente ipostilo. Tuia morì, sessantenne, intorno al 22º anno di regno del figlio (1258/1257 a.C.). Le sue bare furono deposte in un prezioso sarcofago in granito rosa. Nota in vita come Mut-Tuia, post mortem fu nota semplicemente come Tuia, forse a suggerire che la sua morte avrebbe posto fine a una status di divinità vivente (Mut era la dea-madre, regina di tutti gli dei).

### "Grandi spose reali"
Le molte mogli di Ramses II furono le prime spose reali della XIX dinastia, comparabili al moderno concetto di "regina consorte", a divenire tali al momento del matrimonio: sia il padre che il nonno di Ramses II si sposarono quando i loro destini regali non erano ancora chiari e prevedibili. La maggior parte delle "Grandi spose reali" della storia egizia era composta dalle figlie del re precedente, quindi da sorelle o sorellastre dei sovrani loro consorti. Quest’ultima appare, perciò, come una tradizione consolidata, anche se la teoria secondo cui il diritto a regnare si sarebbe ottenuto esclusivamente sposando le figlie femmine di un faraone, e che per questo motivo un principe ereditario dovesse sposare le figlie del proprio padre, risulta oggi screditata. Sembra molto più probabile, invece, che i matrimoni incestuosi all'interno della famiglia reale egizia, imitando le unioni del dio Osiride con la sorella Iside e di Seth con Nefti, mirassero a differenziare la famiglia reale dalle famiglie comuni enfatizzandone il diritto a emulare gli dei. L'egittologa britannica Joyce Tyldesley ha scritto al riguardo:
(J. Tyldesley)
Ramses I e Seti I ebbero matrimoni convenzionali con nobildonne non imparentate con loro, seppur contratti prima di ascendere al titolo di faraone ed erede, seguiti in ciò da Ramses II quando questi si unì alle dame Nefertari e Isinofret. Inoltre, Ramses II sposò, o, più correttamente, elevò al rango di "Grandi spose reali" le proprie figlie Bintanath, Meritamon e Nebettaui (esattamente come Amenofi III che decenni prima aveva fatto lo stesso con le proprie figlie Sitamon, Iside e forse Henuttaneb). Sembra probabile che tali legami tra padre e figlia all'interno della famiglia reale avessero fini meramente cerimoniali, senza tradursi in relazioni sessuali.

#### Nefertari

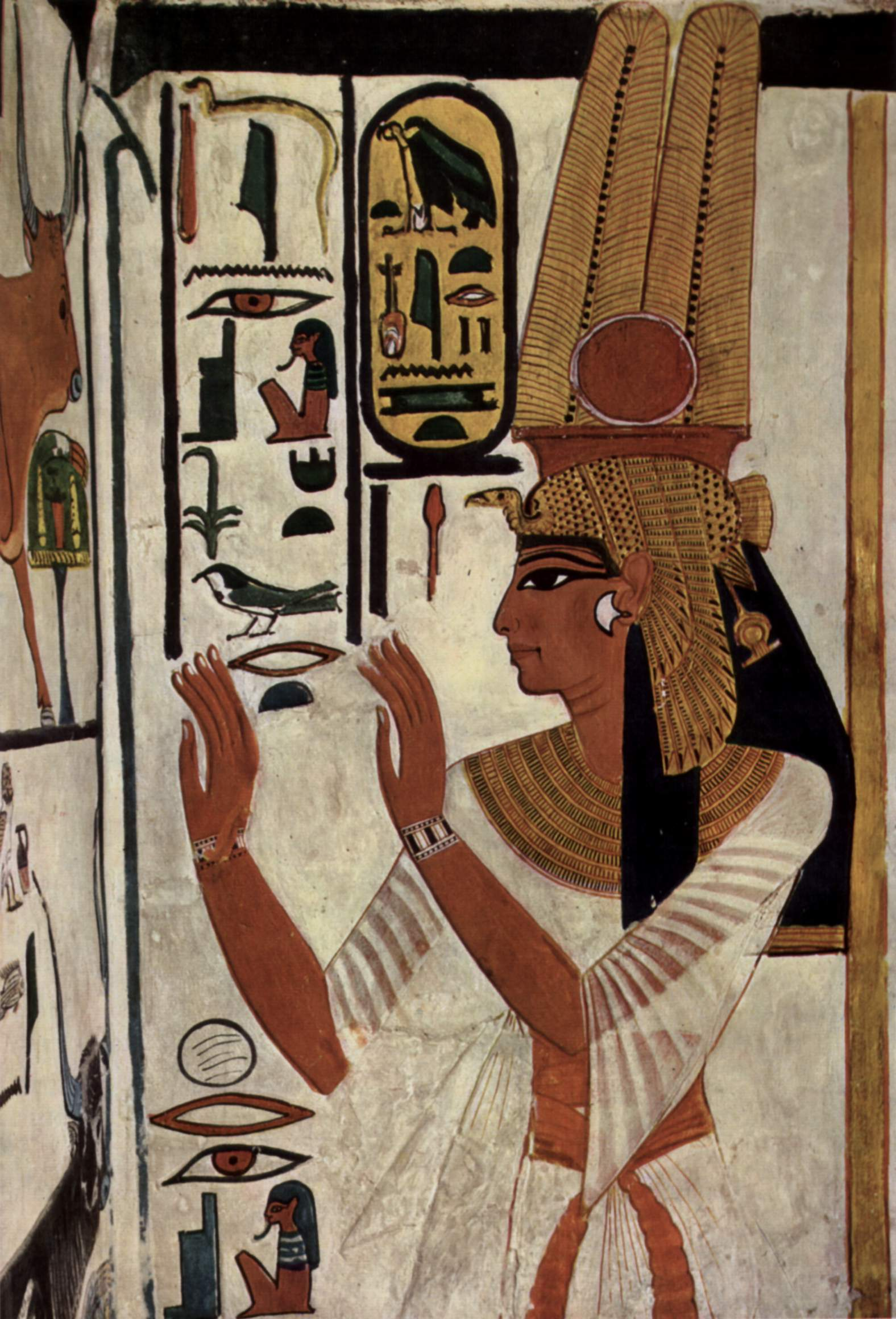
Raffigurazione di Nefertari su una parete della sua tomba, nella Valle delle Regine. Nel cartiglio è inscritto il nome completo "Nefertari-Meritmut".

Nefertari-Meritmut ("Bella Compagna-Amata da Mut") è ritenuta la più importante e senza dubbio la più amata fra le "Grandi spose reali" di Ramses II. Non si conoscono le sue vere origini, benché sia molto probabile che appartenesse, per nascita, all'aristocrazia. Presumibilmente fu una discendente del faraone Ay (regno: 1323–1319 a.C.), come ci indica un pomello con iscritto il nome del faraone e ritrovato nella tomba della regina; qualora ne fosse stata una figlia, e quindi sorella delle regine Nefertiti e Mutnodjemet, sarebbe vissuta sotto i regni di Horemheb, Ramses I e Seti I, sposando il futuro Ramses II all'età di almeno venticinque anni. Sembra del tutto improbabile che il giovanissimo principe possa essersi unito a una dama più anziana di lui di dodici anni, è quindi verosimile che re Ay fosse stato nonno, zio o prozio di Nefertari. Nacque probabilmente nella città di Akhmim, come testimoniano diverse statue. Sposò Ramses quando questi doveva avere circa quindici anni, anche la data precisa della loro unione non si è conservata. Le fonti dell'epoca ne restituiscono l'immagine di una donna di grande intelligenza e bellezza, in grado sia di leggere che di scrivere i geroglifici egizi (abilità piuttosto rara per l'epoca). Mise le proprie conoscenze a servizio della diplomazia, mantenendo una corrispondenza con gli altri sovrani del suo tempo. Nefertari generò a Ramses II almeno sei figli, anche se gliene sono attribuiti fino a otto o anche dieci, fra cui il primogenito Amonherkhepshef e Meritamon, che divenne "Grande sposa reale" dopo la morte della madre; i primi figli di Nefertari nacquero certamente quando Ramses era ancora principe ereditario. 

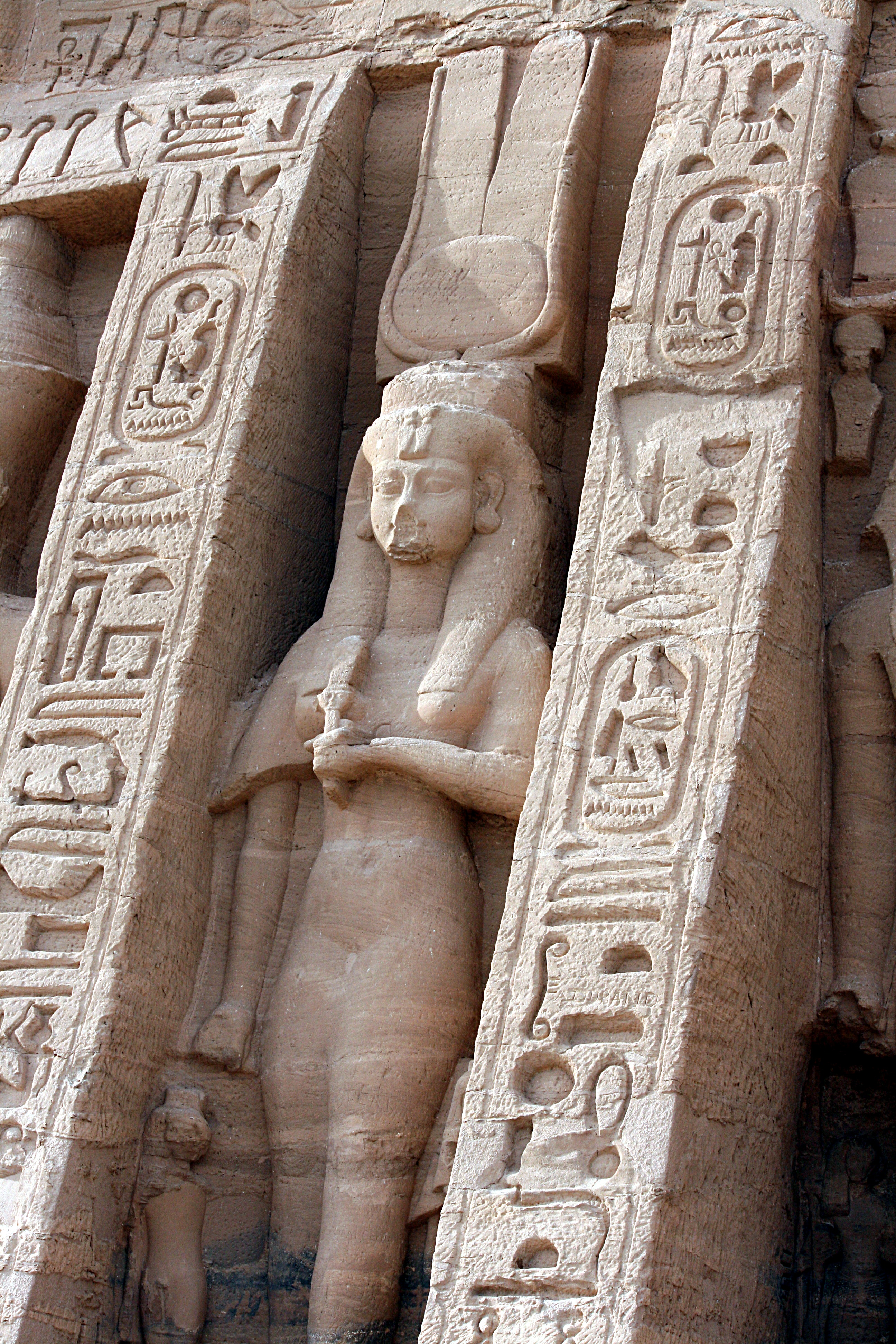
Nefertari sulla facciata del Tempio minore di Abu Simbel, dedicato a lei e ad Hathor, dea dell'amore.

Il sovrano dimostrò il proprio favore verso Nefertari costruendo in suo onore il Tempio minore di Abu Simbel, deificandola e associandola alla dea Hathor. Un'iscrizione su quest'ultimo recita:
Intorno al 24º anno di regno di Ramses II, Nefertari morì in circostanze sconosciute, anche se una leggenda vuole che stesse navigando con la giovane figlia Meritamon, il visir Hekanakht e altri dignitari verso sud per inaugurare il Tempio di Abu Simbel, quando un malore l'avrebbe portata alla morte nell'inverno del 1255 a.C.
(K. Kitchen)
Le sue tracce si perdono, infatti, dopo il ritorno dal viaggio dell'inaugurazione. La sua raffinatissima tomba, classificata come QV66, è tra le più grandi e spettacolari della Valle delle Regine, uno dei massimi traguardi artistici del lungo regno di Ramses II. Nel ruolo di regina principale le subentrò Isinofret.

#### Isinofret

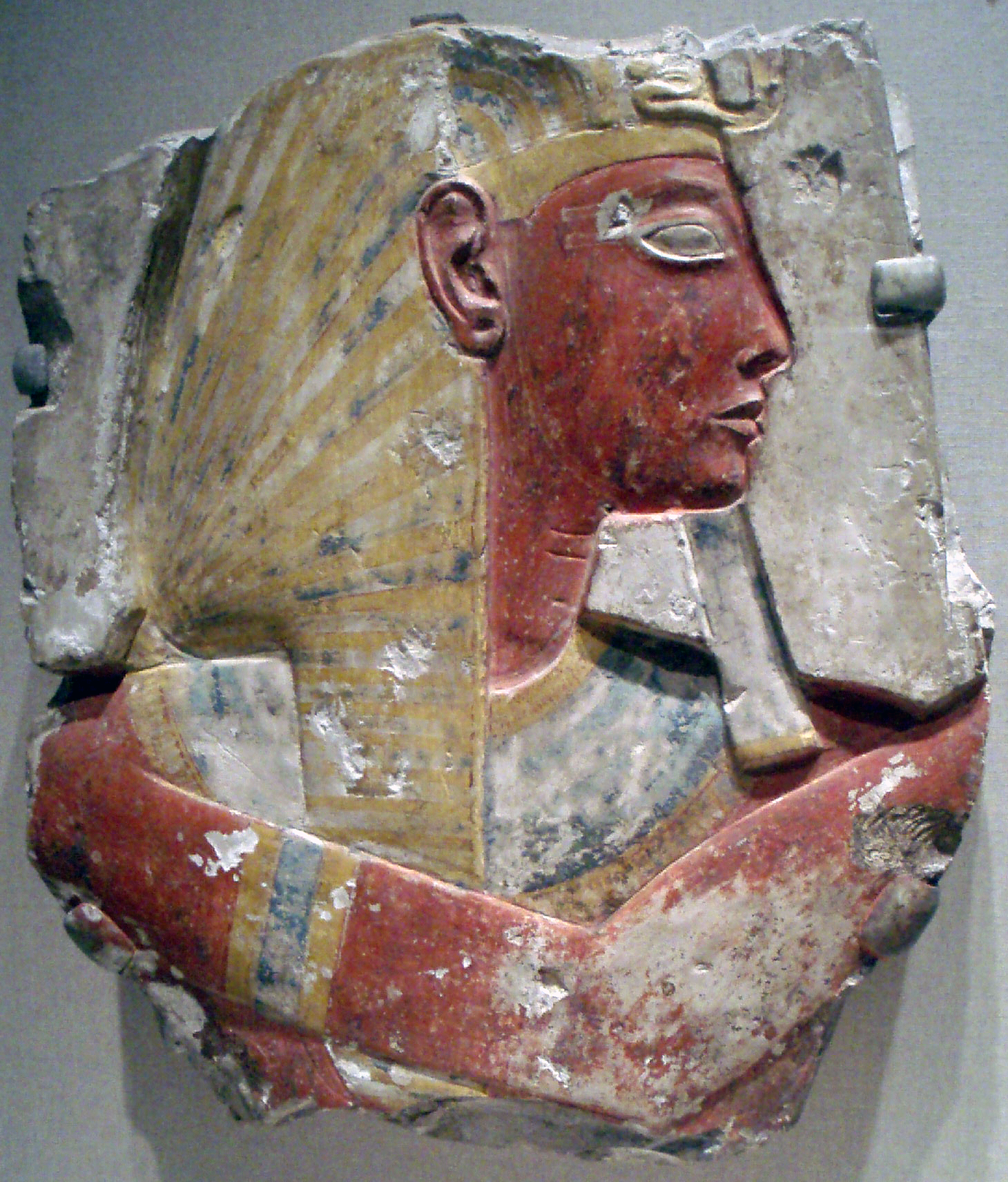
Rilievo dell'inizio del regno di Ramses II. Brooklyn Museum, New York.

Benché Nefertari sia la più celebre fra le mogli di Ramses II, anche Isinofret ("Bella Iside") ebbe un ruolo predominante all'interno della corte egizia. Le origini di Isinofret, così come quelle di Nefertari, sono dubbie e oggetto di varie ipotesi. La scoperta di figurine ushabti della principessa (non ancora regina) Bintanath, figlia di Isinofret, nella tomba menfita del faraone Horemheb ha portato a ipotizzare che Isinofret, i cui genitori sono ignoti, potesse essere figlia di tale faraone morto una quindicina di anni prima della ascesa di Ramses II al trono: il che risulta cronologicamente possibile. Isinofret appare come una figura sfocata e sfuggente: non si ha notizia di importanti eventi ai quali sia stata registrata la sua presenza, non le furono dedicati templi né statue; il suo nome compare, per esempio, accanto a quello del regale consorte su una perla d'oro e un'iscrizione così la descrive:
Secondo alcuni studiosi, Nefertari collaborava con il marito nel risanamento delle controversie nella zona meridionale, mentre Isinofret si occupava delle questioni nella zona settentrionale. Da Isinofret, Ramses II ebbe vari figli, fra cui il "Figlio Maggiore del Re" Ramses, lo "Scriba Reale" Merenptah e Khaemuaset, Sommo sacerdote di Menfi. Nefertari diede al faraone il primo figlio maschio, Isinofret il secondo e la prima femmina. Ricevette il titolo di "Grande sposa reale" dopo la morte di Nefertari, cui sopravvisse per un decennio soltanto, morendo intorno al 34º anno di regno di Ramses II; la sua primogenita Bintanath ("Figlia della dea Anath") divenne "seconda regina". La tomba di Isinofret nella Valle delle Regine, attestata in documenti degli operai delle tombe reali, non è mai stata rinvenuta. Il ruolo di regina principale passò così alla primogenita di Isinofret, Bintanath, mentre la figlia maggiore della defunta Nefertari, Meritamon, dovette cederle il passo quale "seconda regina". Tutto sommato, furono i figli di Isinofret a ottenere i successi maggiori (su tutti Merenptah, che raggiunse il trono) rispetto a quelli di Nefertari, molti dei quali morti in giovane età.

#### Bintanath, Meritamon, Nebettaui, Henutmira

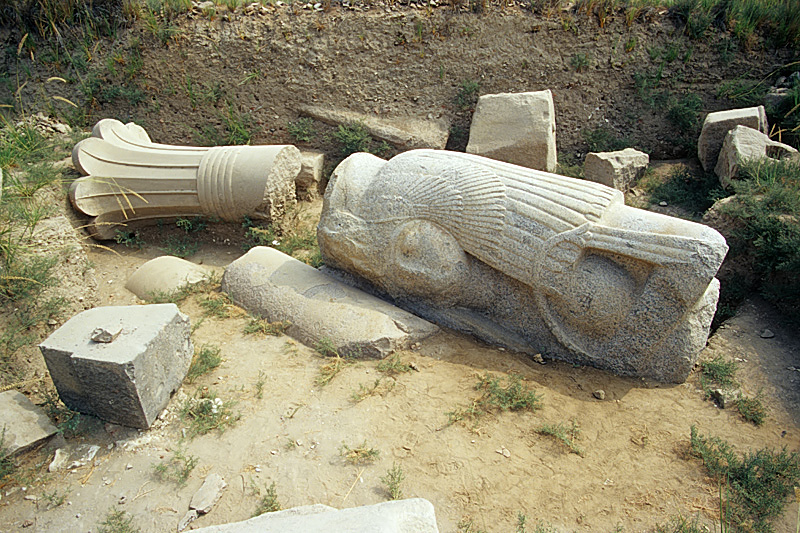
Parte superiore del colosso di una sposa di Ramses II, giacente a Tell Basta.

Ramses II ebbe anche altre "Grandi spose reali", oltre a un gran numero di spose minori e semplici concubine che gli generarono una vastissima prole. Furono sue "Grandi spose reali" le figlie Meritamon, Bintanath, Nebettaui e Henutmira (che altri ritengono, però, sua sorella o sorellastra); elevò inoltre a questo altissimo rango la principessa straniera Maathorneferura, figlia del re ittita Hattušili III.
Le principesse Bintanath e Meritamon, esponenti della generazione successiva alle ormai defunte Isinofret e Nefertari, loro madri, presero per prime possesso della funzione regale femminile in Egitto. Bintanath era una delle figlie che Ramses II ebbe da Isinofret e fu elevata al rango di "Grande sposa reale" dopo la morte della madre. La sua posizione nel cerimoniale di corte non fu solamente formale, dal momento che diede a padre-marito una figlia, Bintanath II: la fanciulla, di cui Ramses II fu sia padre che nonno, compare nelle scene della tomba di Bintanath nella Valle dei Re. Bintanath sopravvisse sicuramente al faraone, dal momento che compare fra le spose del successore Merenptah. Bintanath divise il ruolo di sposa principale, nel cerimoniale, con la sorellastra Meritamon, ma le due dame furono presto affiancate da una principessa straniera di nome Maathorneferura. Meritamon, pur onorata da statue pregiatissime quali, forse, la cosiddetta "Statua della Regina Bianca" e monumentali come il suo colosso scoperto ad Akhmim nel 1981, sembra scomparire improvvisamente dalle fonti antiche, venendo sostituita dalla principessa e quindi "Grande sposa reale" Nebettaui, della quale si hanno poche notizie.

#### Maathorneferura
Il matrimonio con Maathorneferura ("La Verità è la bellezza di Ra", oppure "Horus vede la bellezza di Ra" o "Colei che appartiene al Falco che è lo splendore visibile di Ra") nacque invece a scopi diplomatici, quale una mossa politica per suggellare il Trattato di pace con gli Ittiti; la principessa era figlia del loro re Hattušili III. Una lunga iscrizione redatta per l'occasione e riprodotta ad Abu-Simbel, Elefantina, Aksha e altrove (una versione abbreviata fu posta nel Tempio di Mut a Karnak) recita:
Per vari anni Maathorneferura condivise pienamente gli onori tributati alle sue "omologhe" Meritamon, Bintanath e Nebettaui; statue e amuleti riproducono la sua effigie come regina a tutti gli effetti. Quando dovette avere 40 o 50 anni fu però mandata ad abitare nel grande harem di Miuer, presso Ninsu, nel Fayyum, a circa 200 chilometri da Pi-Ramses. Fu raggiunta in Egitto da una sorella più giovane, anch'ella destinata a sposare Ramses II. Gli archivi reali di Boghazkoy hanno restituito la copia di una lettera che il re Hattušili III inviò a Ramses II in risposta all'annuncio che Maathorneferura aveva generato una bambina:

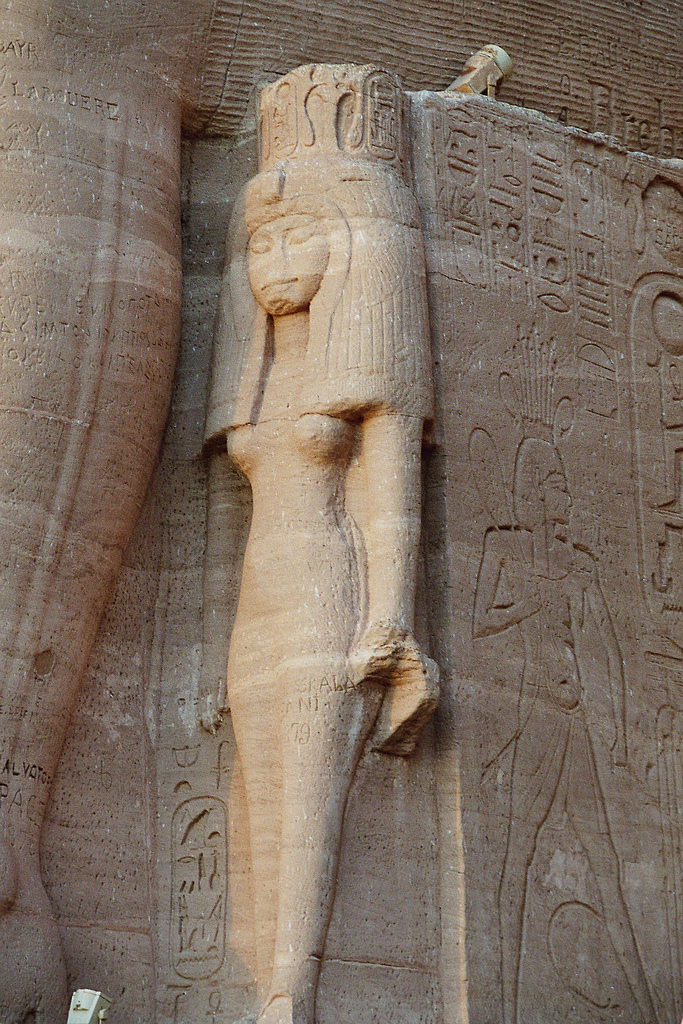
Statua di Nefertari sulla facciata del Tempio maggiore di Abu Simbel.
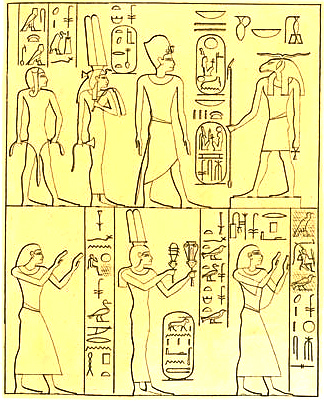
Nel registro superiore: il principe Khaemuaset, Isinofret e Ramses II davanti al dio Khnum. Nel registro inferiore: i principi Ramses e Merenptah con la principessa Bintanath. Da una stele ad Assuan.
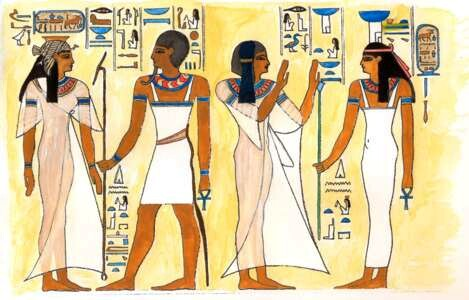
Copia di una pittura nella tomba di Bintanath, raffigurante Bintanath al cospetto di un dio e la figlia Bintanath II al cospetto di Nefti.
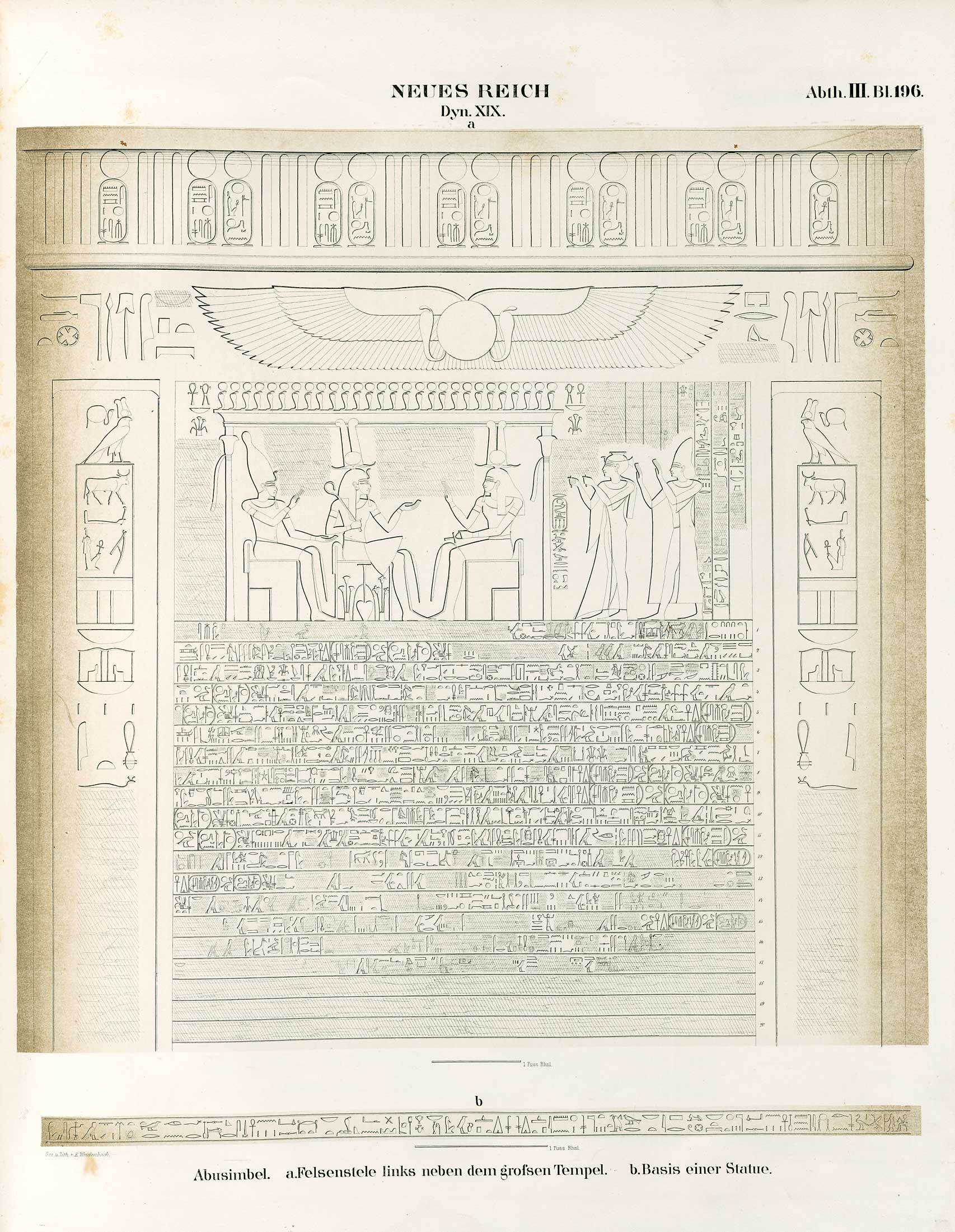
Copia di una stele commeorante il matrimonio fra Ramses II e Maathorneferura; a destra, la principessa e Hattušili III, re degli ittiti, al cospetto del faraone.
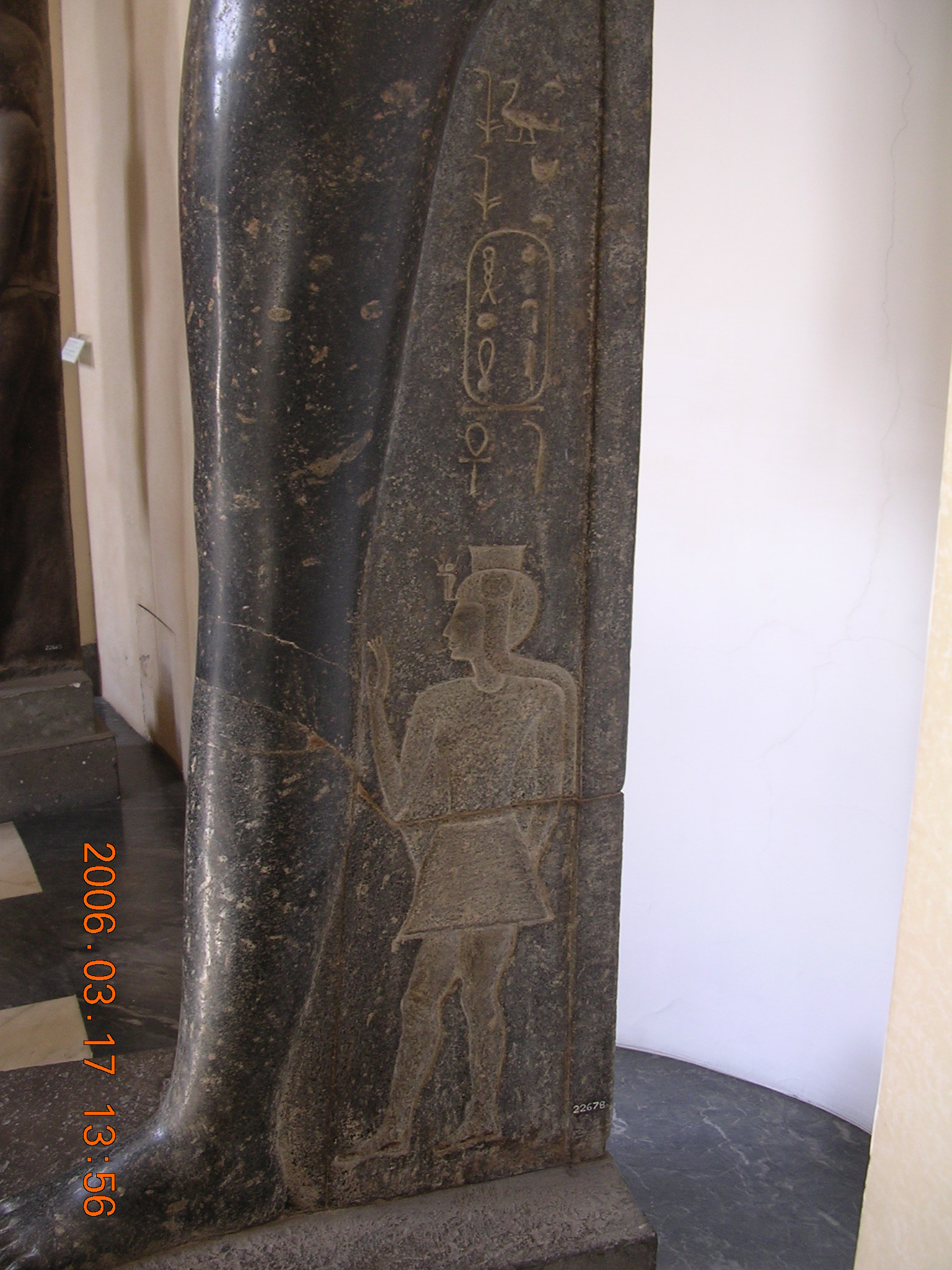
Henutmira sulla statua della regina Tuia. Musei Vaticani, Città del Vaticano. La parte inferiore della piccola figura di Henutmira andò incontro, nel XVII o XVIII secolo, a un restauro che le attribuì per errore un gonnellino maschile

### Figli
Ramses ebbe un numero incredibile di figli, avuti dalle molteplici mogli. I nomi di molti di questi non sono ricordati, specialmente quelli avuti da mogli minori. Quelli spesso raffigurati sono circa ventisei. In loro onore Ramses fece costruire una tomba accanto alla sua nella quale conservare le loro salme, la famosa (e misteriosa) tomba KV5. Molti di essi infatti non sopravvissero al padre, che morì in età molto tarda.
Nei templi di Abu Simbel e di Luxor vengono raffigurati i figli del sovrano in file ordinate, probabilmente secondo ordine di nascita. Ramses comandò agli artisti di raffigurare i propri figli come protagonisti di atti eroici. Nel tempio di Abu Simbel e nel Ramesseum sono rappresentati i principi come "piccoli Ramses", mentre scalano mura, corrono sui carri da guerra, attaccano il nemico.

#### Amonherkhepshef

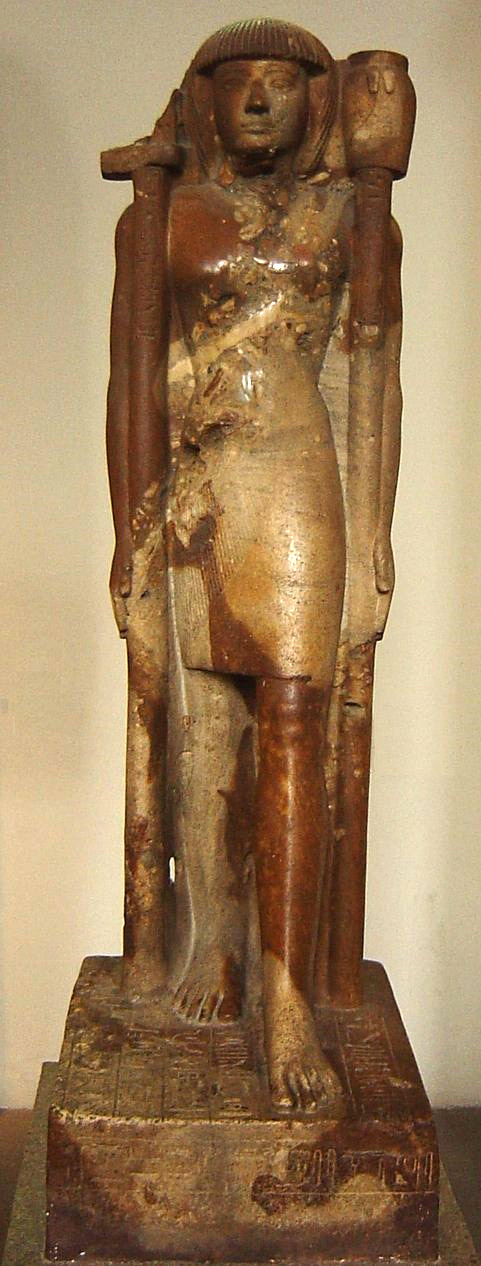
Statuetta di Khaemuaset. British Museum, Londra.

Il primogenito, generato dall'unione con Nefertari, nacque quando Seti I era ancora in vita. Non appena il padre salì al trono divenne, quale primo nato, principe ereditario. Grazie ad una stele ritrovata nella zona del Delta orientale possiamo conoscere i ruoli che gli vennero assegnati, come ad esempio quello di comandante delle truppe egiziane. Originalmente fu chiamato Amonheruenemef ("Amon è insieme alla sua mano destra") Cambiò il nome in Amonherkhepshef ("Amon e con il suo forte braccio") al momento della salita al trono del padre e della sua conseguente nomina a principe della corona. Potrebbe aver cambiato nome ancora una volta, intorno al 20º anno di regno del padre, sostituendo al dio Amon il dio Seth (Setherkhepeshef). Secondo una diversa lettura dei dati in nostro possesso Setherkhepeshef potrebbe essere stato un figlio di Amonherkhepshef oppure un altro figlio di Ramses II. Insieme al fratellastro Khaemuaset partecipò alla battaglia di Qadeš. Non riuscì a divenire re poiché morì prima del padre, fra i 40 e i 45 anni d'età. Il suo corpo è probabilmente sepolto nella tomba KV5.

#### Khaemuaset
Nacque da Isinofret quando Ramses II era ancora molto giovane. Era ritenuto, ancora molti anni dopo la sua morte, come uno dei più grandi intellettuali del suo tempo. Sposò una donna chiamata Nebnufret e combatté, insieme al padre e al fratello Amonherkhepshef, nella battaglia di Qadeš e nelle spedizioni in Nubia. Non ottenne comunque titoli militari, decidendo di dedicarsi alla religione. Si associò dapprima al culto di Ptah e in seguito a quello di Osiride, divenendo assistente del sommo sacerdote a Menfi. Quando questi morì Khaemuaset prese il suo posto e contribuì alla costruzione di alcuni monumenti edificati dal padre, quale ad esempio il Ramesseum. Grazie all'aiuto di Ramses restaurò alcuni fra i maggiori capolavori d'Egitto, come le Piramidi di Giza. Fu protagonista di diverse processioni ed eventi, come il seppellimento delle statue del dio toro Api o le feste sed in onore del padre. Dopo la morte di suo fratello Ramses, divenne principe ereditario ma morì dopo poco tempo. Il suo posto venne preso da Merenptah che successe a Ramses come sovrano. Khaemuaset venne sepolto, con molta probabilità, nella zona settentrionale dell'Egitto. Nel 1851 Auguste Mariette scoprì la mummia di un uomo molto importante del periodo e l'attribuì, senza alcuna certezza, a Khaemuaset.

#### Ramses (principe)
Il figlio maggiore avuto da Isinofret, definito da alcuni studiosi come "Ramses jr.", partecipò alla battaglia di Qadeš e divenne generale delle truppe egiziane. Durante una sosta presso Menfi, dove il fratello Khaemuaset svolgeva la funzione di sacerdote del dio Ptah, partecipò alla solenne processione di sepoltura delle statuette del dio Api. Dopo la morte del fratellastro, Amonherkhepshef, primogenito di Ramses, divenne principe reggente all'età di 25 anni. Morì quando ne aveva cinquanta e non riuscì dunque a sopravvivere al padre.

#### Figli minori
Rehirkepeshef - generato con Nefertari, divenne luogotenente dell'esercito egiziano, comandante della cavalleria e primo auriga del padre partecipando alla battaglia di Qadeš; un rilievo nel tempio di Karnak rende noto che avrebbe sposato la sconosciuta Uadjyt-kha'ti.
Montuherkepshef - scriba reale e comandante della cavalleria; un'iscrizione di Luxor lo chiama Montuheruenemef.
Nebenkhurru - comandante delle truppe egiziane, presente alla battaglia di Qadeš e in altre nel Vicino Oriente.
Meriamon - conosciuto anche come Ramses-Meriamon, presente a Qadeš e all'assedio di Dapur, fu sepolto nella tomba KV5 (ove furono rinvenuti i suoi vasi canopi).
Seti - primo ufficiale dell'esercito del padre, presente a Qadeš e a Dapur, fu sepolto nella tomba KV5.
Setepenra - presente soltanto a Qadeš, non sopravvisse al padre.
Meryre - generato con Nefertari.
Horhiruenemef - presente a Qadeš, è raffigurato mentre mostra i prigionieri al padre.
Meriatum - generato con Nefertari divenne sommo sacerdote a Heliopolis per circa vent'anni. Nella seconda decade di regno del padre, visitò la penisola del Sinai.
Simontu - sposò Iryet, figlia di un capitano siriano.
Seth-her-khepeshef - generato con Nefertari.
| Nome                   | Significato del nome                | Luogo in cui è menzionato |
| ---------------------- | ----------------------------------- | ------------------------- |
| Neb(en)taneb           | Signore di tutte le terre           | Abido, Ramesseum          |
| Merira II              | Amato da Ra                         | Abido, Ramesseum          |
| Senakhtenamon          | Amon gli dà la sua forza            | Abido                     |
| Ramses-Merenra         | Nato e amato da Ra                  | Abido, Ramesseum          |
| Thutmosi               | Nato da Thot                        | Abido, Ramesseum          |
| Montuemuaset           | Montu a Tebe                        | Ramesseum                 |
| Siamon                 | Figlio di Amon                      | Menfi, Abido, Ramesseum   |
| Ramses-Siatum          | Figlio di Ra, Figlio di Atum        | Abido                     |
| Montuenheqau           | Montu è con quelli che governano    | Abido                     |
| Merimontu              | Amato da Montu                      | Abido                     |
| Ramses-Userkhepesh     | Nato da Ra, dal braccio potente     | Abido                     |
| Ramses-Merisetekh      | Amato da Sukhet                     | Abido, Ramesseum          |
| Ramses-Sikhepri        | Figlio di Khepri                    | Abido                     |
| Ramses-Merimaat        | Amato da Maat                       | Abido                     |
| Ramses-Meriastarte     | Amato da Astarte                    | Abido                     |
| Mahiranat              | /                                   | Ramesseum                 |
| Sethemnakhte           | Seth è in forza                     | Ramesseum                 |
| Geregtaui              | Pace delle due terre                | Ramesseum                 |
| Shepsemiunu            | Venerato a Iunu (Dendera)           | Ramesseum                 |
| Astarteheruenemef      | Astarte insieme alla sua mano forte | Ramesseum                 |
| Ramses-Paitnetjer      | /                                   | Il Cairo                  |
| Ramses-Maatptah        | Che vede Ptah                       | Un papiro a Leiden        |
| Ramses-Nebueben        | /                                   | Fayum                     |
| Ramses-Userpehti       | Nato da Ra, potente nella forza     | Menfi                     |
| Ramses-Sethirkhepeshef | Seth è insieme al suo forte braccio | Menfi                     |
| Usermaatra             | Potente è la giustizia di Ra        | Karnak                    |

### Figlie

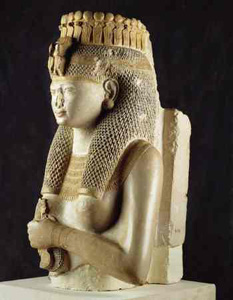
Frammento superiore di una statua attribuita a Meritamon e soprannominata "Statua della Regina Bianca". Museo egizio del Cairo.

Meritamon ("Amata da Amon"): nacque da Ramses II e Nefertari e insieme alla sorella Bintanath fu elevata al rango di "Grande sposa reale". Meritamon infatti è ritratta insieme al padre durante le celebrazioni all'interno del Tempio maggiore di Abu Simbel dove occupa, inoltre, il quarto posto nella processione delle figlie. È sepolta nella tomba QV68 della Valle delle Regine.
Baketmut ("Ancella di Mut"): è ritratta all'interno del Tempio maggiore di Abu Simbel, al secondo posto nella processione delle figlie. Secondo alcuni studiosi sarebbe stata figlia della regina Nefertari, ma di lei non si sa quasi nulla.
Nefertari II ("Bella compagna"): figlia di Ramses II e Nefertari, occupa il quinto posto nella processione delle figlie, ad Abu Simbel, e potrebbe aver sposato il fratello maggiore Amonherkhepshef; è altresì possibile che si tratti di due donne omonime.
Nebettaui ("Signora delle Due Terre"): occupa il quinto posto nella processione delle figlie, ad Abu Simbel. Fu elevata al rango di "Grande sposa reale". È sepolta nella tomba QV60 nella Valle delle Regine.
Isinofret II ("Bella Iside"): figlia di Ramses II e della seconda "Grande sposa reale" Isinofret, potrebbe trattarsi della "Isinofret" andata in sposa al fratello Merenptah, destinato a sopravvivere al padre e a succedergli sul trono; sarebbe divenuta così "Grande sposa reale" di quest'ultimo. Secondo alcuni, la moglie di Merenptah non sarebbe stata lei bensì un'omonima figlia di Khaemuaset.

## Interpretazioni bibliche

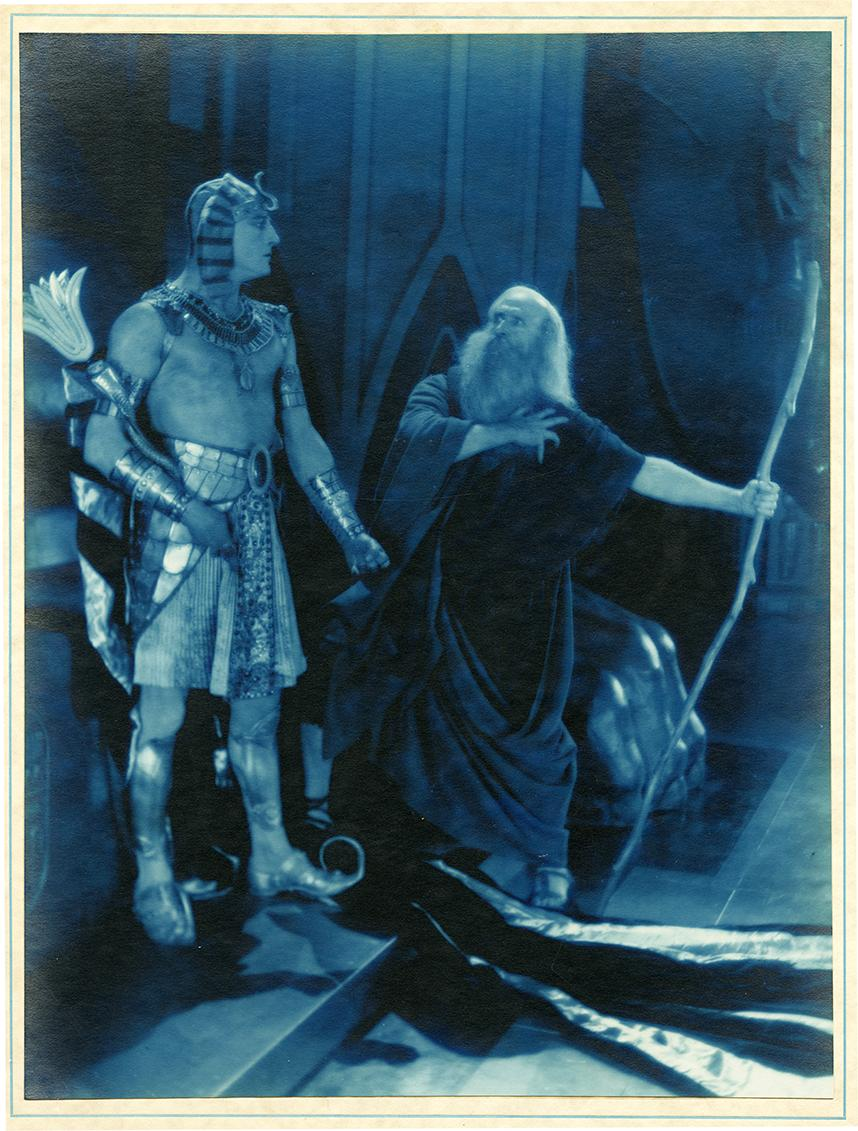
Theodore Roberts e Charles de Rochefort interpretano rispettivamente Mosè e Ramses II nel film I dieci comandamenti, del 1923.

L'eventuale storicità del racconto dell'Esodo e del suo ipotetico legame con Ramses II continua ad attirare l'attenzione popolare, benché non esistano prove archeologiche a supporto di quest'ultima associazione. È opinione della grande maggioranza dei moderni studiosi della Bibbia che le vicende del Libro dell'Esodo abbiano trovato la loro formulazione definitiva nel periodo successivo all'esilio babilonese (VI secolo a.C.), anche se le tradizioni da cui deriverebbero sarebbero rintracciabili nei profeti dell'VIII secolo a.C. Nel controverso dibattito sorto fra credenti e studiosi della Bibbia, sin da tempi remoti, su chi fosse stato realmente il faraone cui Mosè richiese la libertà per il proprio popolo nel Libro dell'Esodo, fu il vescovo greco Eusebio di Cesarea (265–340 d.C.) il primo a identificare Ramses II come probabile "faraone dell'Esodo". La sua tesi venne confutata o accolta, da diversi studiosi, in tempi diversi con diverse motivazioni. I critici dicono infatti che Ramses II non morì annegato fra le acque del Mar Rosso (né il testo dell'Esodo afferma che il faraone persecutore sarebbe affogato con il suo esercito):

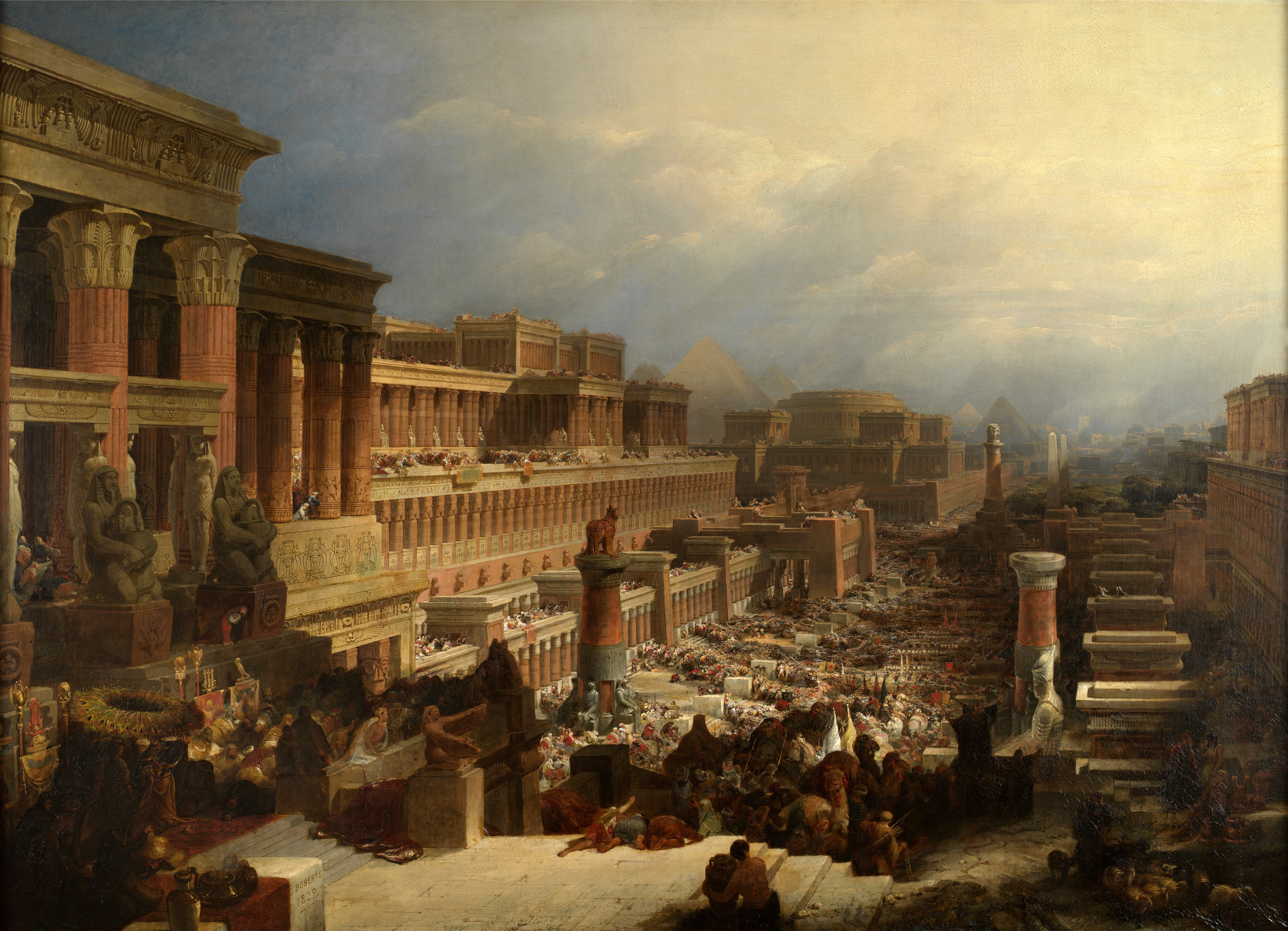
David Roberts, Gli israeliti lasciano l'Egitto (1828), Birmingham Museum and Art Gallery, Birmingham.

Inoltre alcuni confutarono la tesi di Eusebio poiché nessun documento del periodo ramesside registra catastrofi naturali riconducibili alle celebri "piaghe d'Egitto", benché negli anni siano state formulate numerose ed eterogenee ipotesi. Negli anni 1970 molti studiosi, fra cui George Mendenhall, associarono l'arrivo degli israeliti in terra di Canaan all'arrivo dei cosiddetti "Habiru" (in egizio: ˁpr.w, traslitterabile 'apiru), evento testimoniato da alcuni documenti del Nuovo Regno (come le Lettere di Amarna) e del periodo del Ramses II, come ad esempio il trattato di pace con gli Hittiti. Testi della metà del regno di Ramses II parlano dei

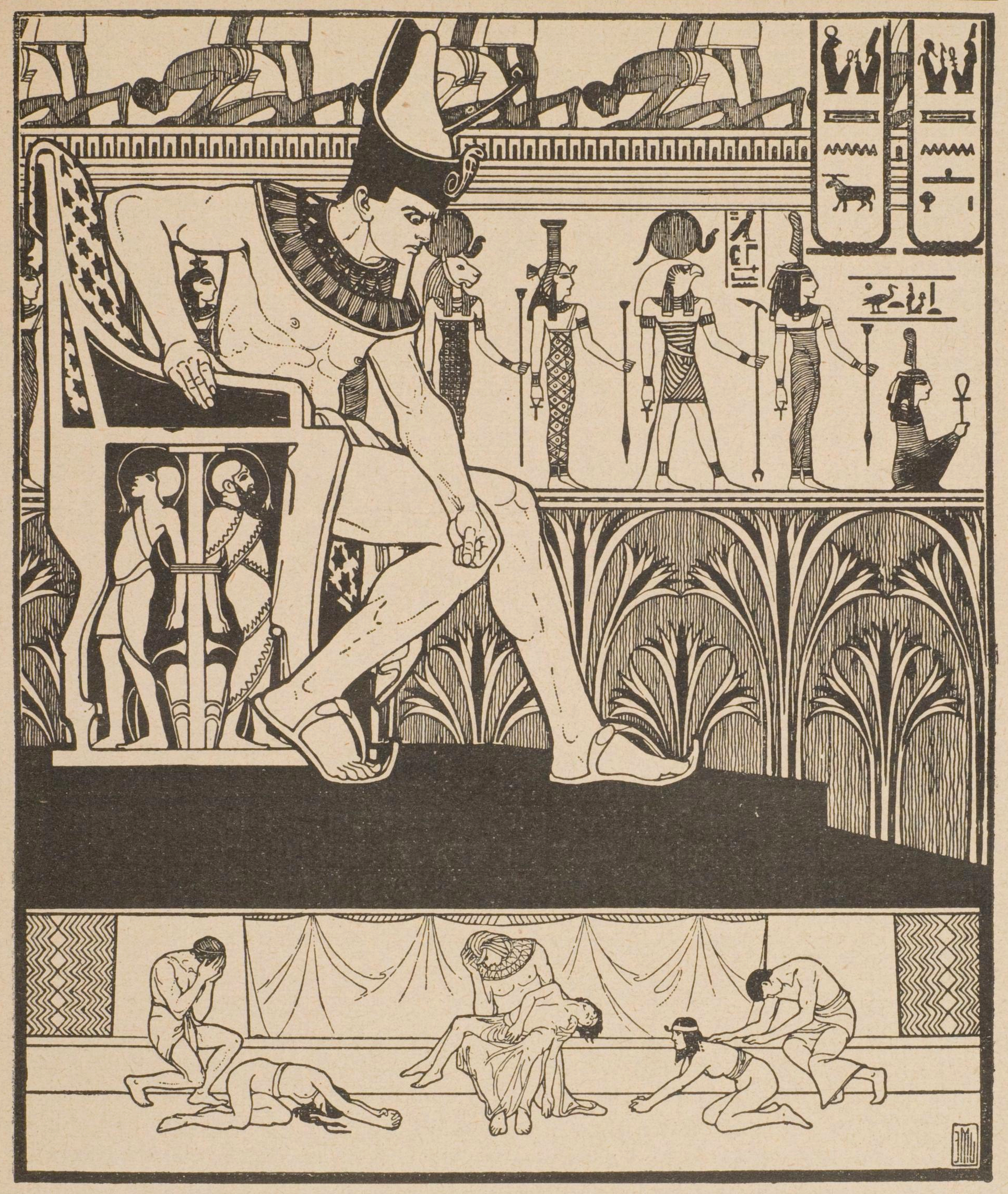
Stampa di Ephraim Moses Lines (1914) raffigurante Merenptah, successore di Ramses II, come il faraone dell'Esodo. Nel registro inferiore, la piaga della morte del primogenito.

Alcuni studiosi ritengono che, più che un'etnia o una tribù, il termine "Habiru" designasse una classe sociale: si sarebbe trattato di un gruppo privo di una lingua comune e di leggi e confinato ai margini della società, composto perlopiù, stando ai testi antichi, di fuorilegge, mercenari e schiavi. Però, gli Habiru scomparvero dalle fonti egizie solamente all'epoca di Ramses IV (1155–1149 a.C.): il resoconto di una grande spedizione mineraria allo Uadi Hammamat, nel 1152/1151 a.C., enumera 8368 uomini, fra cui 5000 soldati, 2000 servitori del Tempio di Amon, 800 Habiru e 130 scalpellini e cavapietre sotto il comando personale del "Primo Profeta di Amon" allora in carica, Ramessenakht.
L'unico documento che riporta la storia di Mosè e del suo conflitto con un anonimo sovrano egizio, identificato tramite il nome proprio di "Faraone" è la Bibbia; in particolare, il collegamento con Ramses II deriva da un passo secondo cui gli israeliti avrebbero costruito, per il re, le città di "Pitom" e "Ramses":
Il nome di quest'ultima sembra infatti avere un'assonanza con quello della città di Pi-Ramses, fondata da Seti I come residenza estiva e in seguito ampliata dal figlio come capitale del proprio regno (vedi Attività edilizia). L'egittologo scozzese Kenneth Kitchen, specialista dell'epoca Ramses II, nel suo saggio Pharaoh Triumphant. The Life and Times of Ramesses II, King of Egypt (1982), ha scritto riguardo agli Habiru:

Il collegamento tra le figure di Mosè e Ramses II è stato inoltre sviluppato in numerose opere letterarie e cinematografiche. Il regista Cecil B. DeMille collegò queste due figure nelle proprie opere cinematografiche I dieci comandamenti, del 1923, e I dieci comandamenti, del 1956, mentre lo scrittore Christian Jacq, autore di ben cinque romanzi sulla vita di Ramses II (Il grande romanzo di Ramses), ha dedicato alcuni capitoli allo scontro fra il sovrano e il profeta-condottiero biblico. Nel film televisivo Mosè, il re egizio che si scontra con Mosè è, invece, Merenptah, il tredicesimo figlio e successore di Ramses II.

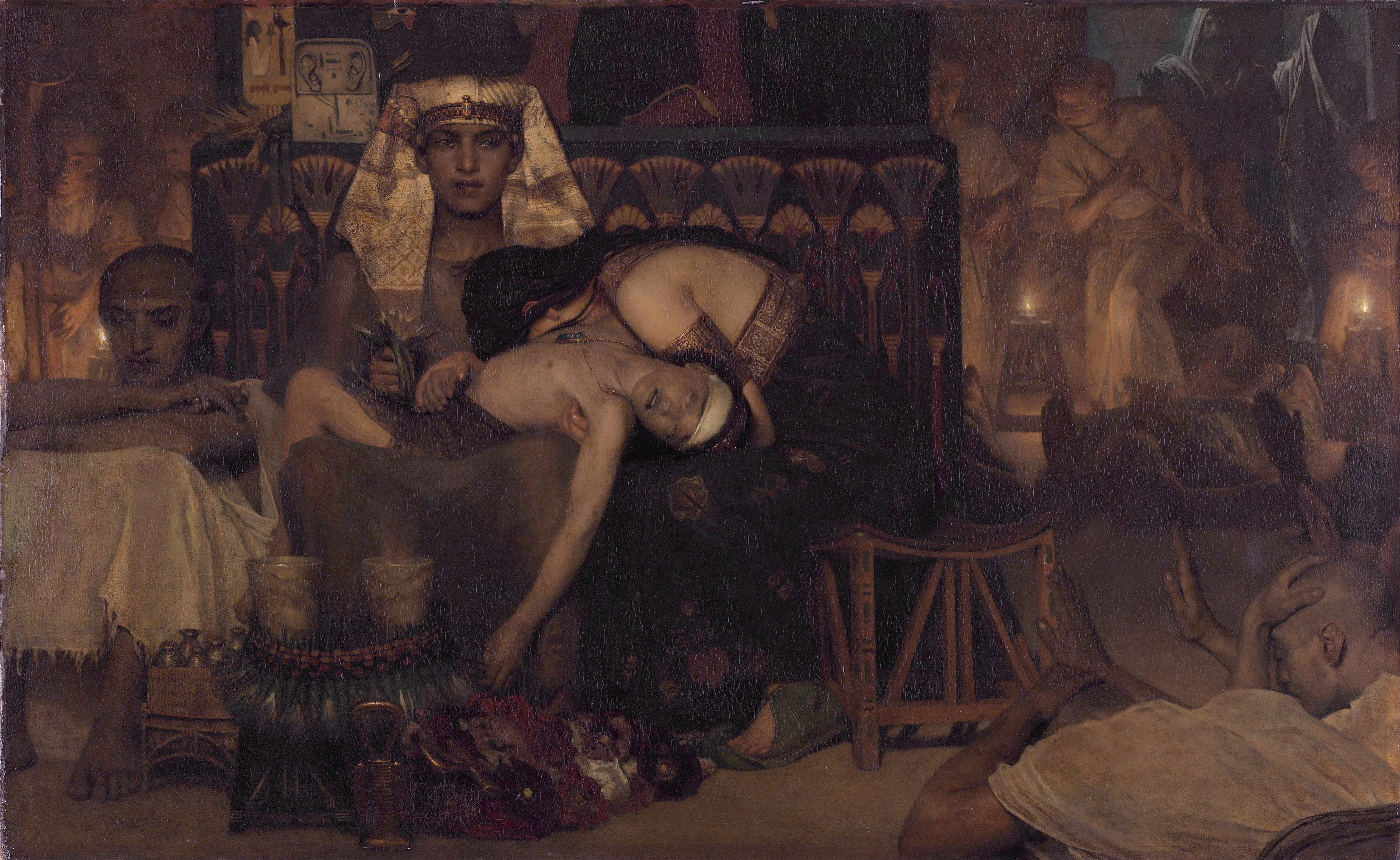
Lawrence Alma-Tadema, Morte del figlio primogenito del faraone (1872), Rijksmuseum, Amsterdam. Secondo alcune interpretazioni, l'anonimo re egizio il cui primogenito (Kitchen ha proposto di accostarlo al principe Amonherkhepshef) sarebbe morto durante la decima piaga d'Egitto sarebbe proprio Ramses II.

## Nella cultura di massa
Ramses II ispirò al poeta inglese Percy Bysshe Shelley (1792–1822) la poesia "Ozymandias". Diodoro Siculo, nel I secolo a.C., riportò la frase di un basamento di una statua del faraone:
(Diodoro Siculo, Biblioteca Storica, I, 47, 4)

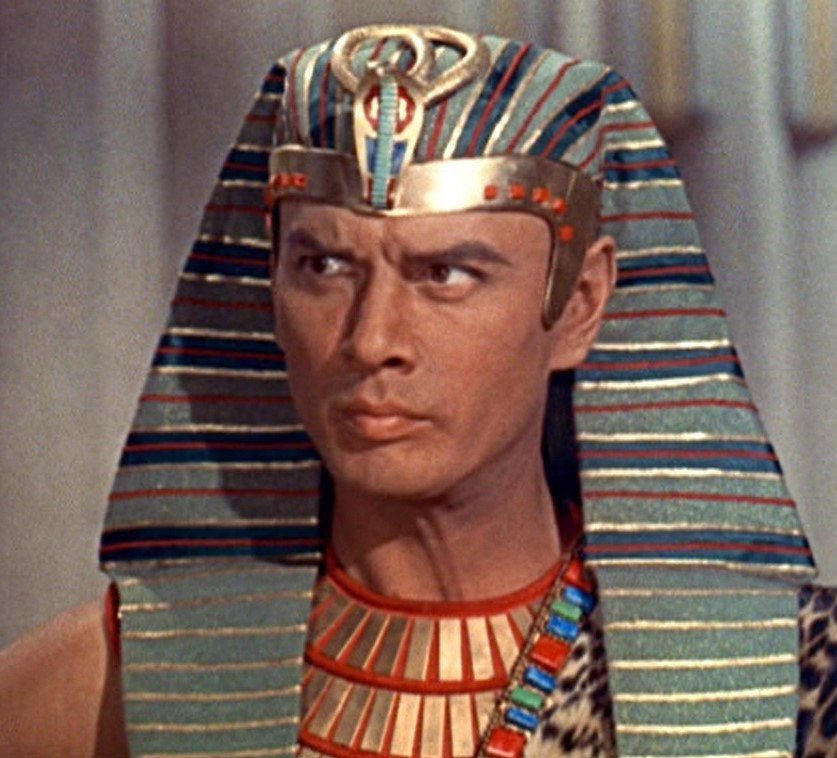
Yul Brynner interpretò Ramses II nel film I dieci comandamenti (1956) di Cecil B. De Mille.

Shelley parafrasò questa frase nella sua poesia. La vita di Ramses II ha ispirato molte opere letterarie, fra cui la saga dello scrittore francese Christian Jacq, Il grande romanzo di Ramses, in cinque romanzi; il fumetto Watchmen, in cui il personaggio di Adrian Veidt si serve di Ramses II come ispirazione per il proprio alter-ego Ozymandias; il romanzo di Norman Mailer Antiche sere (Ancient Evenings), in larga parte relativo al regno di Ramses II, benché dalla prospettiva di personaggi coevi a Ramses IX; in La Mummia, romanzo storico e horror di Anne Rice avente Ramses II come protagonista; il romanzo storico Ramsete e il sogno di Kadesh di Bruno Tacconi (1985).

### Come il faraone dell'Esodo
Ramses II compare nelle vesti dell'originariamente anonimo faraone dell'Esodo. Fu calato per la prima volta in tale ruolo dallo scrittore tedesco Thomas Mann nella sua novella La legge (Das Gesetz), del 1944. Come personaggio secondario, Ramses II compare in So Moses Was Born (1952) della britannica Joan Grant: un affresco della vita di Ramses II e delle vicende di Bintanath, Tuia, Nefertari e Mosè narrato in prima persona dal fratello Nebunefer. Nella saga di Rick Riordan The Kane Chronicles, Ramses II è antenato dei protagonisti Sadie e Carter Kane.
In ambito cinematografico, Charles de Rochefort e Yul Brynner interpretarono Ramses II nel suo scontro con Mosè rispettivamente nel film I dieci comandamenti del 1923 e nell'omonima pellicola del 1956, entrambi diretti dallo statunitense Cecil B. DeMille. In questi film, Ramses II è il principale antagonista ed è ritratto come un tiranno autoritario e arrogante, geloso della preferenza che suo padre accorda a Mosè. Il Ramses II del film d'animazione del 1998 Il principe d'Egitto condivide le medesime caratteristiche dell'antagonista della pellicola di DeMille, oltre a riproporne l'intreccio.

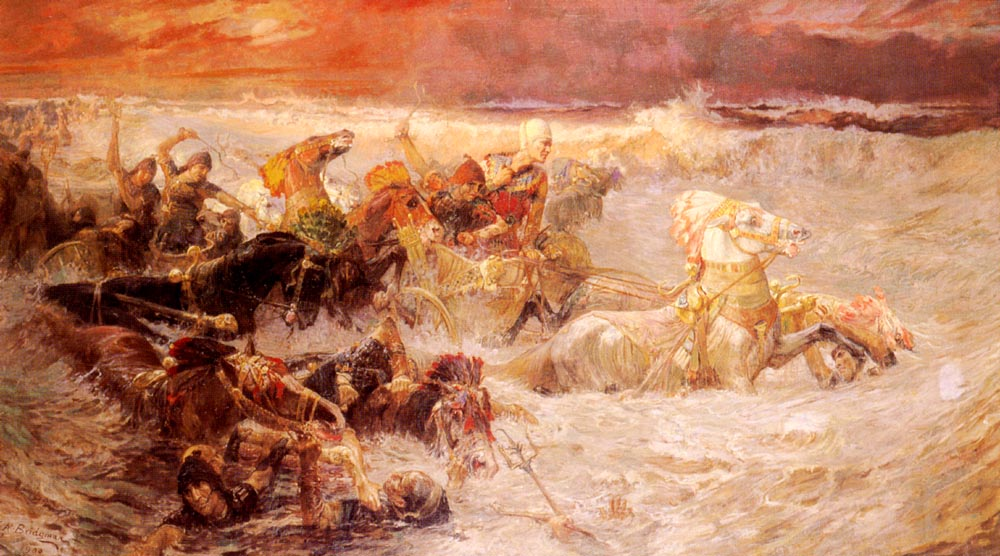
Frederick Arthur Bridgman, L'armata di Faraone inghiottita dal Mar Rosso (1900), collezione privata.

## Liste reali
| Kha nekht meri maat | Harmesses Miamun | 66         |
| Ramesses            | 68               | Ramesse II |

## Titolatura
| G5 |

| G5 |

| E1 · D40 | C10 | mr |

| E1 · D40 | C10 | mr |

| E1 · D40 | C10 | mr |

| E1 · D40 | C10 | mr |

| E1 · D40 | C10 | mr |

| E1 · D40 | C10 | mr |

| E1 · D40 | C10 | mr |

| E1 · D40 | C10 | mr |

| G16 |

| G16 |

| Aa15 · D36 · k | I6 | G17 | t · O49 | G45 | f · Z7 | D40 · N25 | t · Z2 |

| Aa15 · D36 · k | I6 | G17 | t · O49 | G45 | f · Z7 | D40 · N25 | t · Z2 |

| G8 |

| G8 |

| wsr | s | M4 | M4 | M4 | O29 · D40 · Z2 |

| wsr | s | M4 | M4 | M4 | O29 · D40 · Z2 |

| M23 · X1 | L2 · X1 |

| M23 · X1 | L2 · X1 |

| ra | wsr | mAat | ra · stp · n |

| ra | wsr | mAat | ra · stp · n |

| ra | wsr | mAat | ra · stp · n |

| ra | wsr | mAat | ra · stp · n |

| ra | wsr | mAat | ra · stp · n |

| ra | wsr | mAat | ra · stp · n |

| ra | wsr | mAat | ra · stp · n |

| ra | wsr | mAat | ra · stp · n |

| G39 | N5 |

| G39 | N5 |

| C2 · C12 · N36 | F31 | S29 | M23 |

| C2 · C12 · N36 | F31 | S29 | M23 |

| C2 · C12 · N36 | F31 | S29 | M23 |

| C2 · C12 · N36 | F31 | S29 | M23 |

| C2 · C12 · N36 | F31 | S29 | M23 |

| C2 · C12 · N36 | F31 | S29 | M23 |

| C2 · C12 · N36 | F31 | S29 | M23 |

| C2 · C12 · N36 | F31 | S29 | M23 |

## La figura di Ramses II nei media

### Film
- La Sacra Bibbia (1920)
- I dieci comandamenti (1923) di Cecil B. De Mille
- Verdi pascoli (1936)
- I dieci comandamenti (1956) di Cecil B. DeMille, con Charlton Heston nel ruolo di Mosè, Yul Brynner in quello di Ramses II e Anne Baxter in quello di Nefertari
- Totò contro Maciste (1962), con Nerio Bernardi nel ruolo di Ramesse II e Gabriella Andreini in quello di Nefertari
- Il leone di Tebe (1964)
- Mosè (1974) con Burt Lancaster nel ruolo di Mosè e Mario Ferrari in quello di Ramses
- La leggenda della tomba perduta (1997)
- Il principe d'Egitto (1998)
- Adèle e l'enigma del faraone (2010)
- Exodus - Dei e Re (2015) di Ridley Scott, con Christian Bale ne ruolo di Mosè e Joel Edgerton in quello di Ramses II.

### Serie televisive
- Egypt (2005)

### Romanzi
- Norman Mailer, Antiche sere, Bompiani, 1983.
- Bruno Tacconi, Ramsete e il sogno di Kadesh, Mondadori, 1985.
- Christian Jacq, Ramses (vol 1): Il figlio della luce, Mondadori, 1997. (Il romanzo di Ramses - Il figlio della luce)
- Christian Jacq, Ramses (vol 2): La dimora millenaria, Mondadori, 1997. (Il romanzo di Ramses - La dimora millenaria)
- Christian Jacq, Ramses (vol 3): La battaglia di Qadesh, Mondadori, 1997. (Il romanzo di Ramses - La battaglia di Qadesh)
- Christian Jacq, Ramses (vol 4): La regina di Abu Simbel, Mondadori, 1997. (Il romanzo di Ramses - La regina di Abu Simbel)
- Christian Jacq, Ramses (vol 5): L'ultimo nemico, Mondadori, 1998. (Il romanzo di Ramses - L'ultimo nemico)
- Christian Jacq, Il ragazzo che sfidò Ramses il Grande, Piemme, 1997.
- Christian Jacq, Ramses (vol 1): La tomba maledetta, Tre60, 2016. (Il figlio di Ramses - La tomba maledetta)
- Christian Jacq, Ramses (vol 2): Il libro proibito, Tre60, 2016. (Il figlio di Ramses - Il libro proibito)
- Christian Jacq, Ramses (vol 3): Il ladro di anime, Tre60, 2016. (Il figlio di Ramses - Il ladro di anime)
- Christian Jacq, Ramses (vol 4): La città sacra, Tre60, 2016. (Il figlio di Ramses - La città sacra)

### Giochi e videogiochi
- Ramsete, Tarocchi dell'Eternità, 78 carte dipinte da Severino Baraldi su progetto di Giordano Berti, (Edizioni d'Arte Lo Scarabeo, Torino 2003). Le figure ritraggono eventi storici, personaggi e costumi dell'epoca di Ramsete II;
- Egypt III - Il destino di Ramses, prodotto dalla Blue Label Entertainment, come personaggio secondario, di cui se ne vedono soltanto le statue;
- Civilization, per la precisione nel primo, secondo (come nome), quarto (oltre ad Hatshepsut), e quinto;
- Rise and Fall: Civilizations at War, come uno dei personaggi disponibili, e per la precisione uno dei due eroi egizi (l'altro è Cleopatra);
- Assassin's Creed: Origins, Ramses II è uno dei Boss affrontabili nei Regni dell'Oltretomba dell'espansione La Maledizione dei Faraoni. Nel suo regno sono presenti riferimenti alla Battaglia di Qadeš ed altri eventi legati alle sue guerre.

### Esplicative
1. 1 2  Ossia il "3° mese di Shemu, giorno 27". cfr. von Beckerath 1997, pp. 108, 190.
2. ↑  Il principe Ramses fu incoronato all'età di 15 o 16 anni, per ordine di suo padre Seti I, nell'8º anno del regno di quest'ultimo. Cfr.
Kitchen 1994, pp. 44-5.
3. ↑  Frase simbolica.
4. ↑  Oggi, in parte, al British Museum.
5. ↑  "Un lungo regno era solitamente segno di una dinastia stabile. Ma i molti decenni di Pepi II sul trono causarono gravi problemi alla successione. Non solo il re vide passare dieci visir, ma sopravvisse anche a molti dei suoi eredi […]. Il giovane monarca pieno di esuberanza giovanile divenne un fragile vecchio. Immortale nella teoria (e così dovette sembrare sempre di più agli occhi dei suoi sudditi), semplicemente aveva vissuto troppo a lungo. La sua morte, quando finalmente venne, segnò allo stesso tempo la fine di un uomo e la fine di un'era. L'Antico Regno aveva terminato il suo corso." cfr. Toby Wilkinson, The Rise and Fall of Ancient Egypt, Bloomsbury, 2011, ISBN 978-1-4088-1002-6. p. 113.
6. ↑  Prima notte: 10º anno, 4º mese, 17º giorno del regno del faraone Siamon (circa 976 a.C.), come attesta un'iscrizione sulle cosce del sarcofago di Ramses II (già di Ramses I). Ultima notte: 10º anno, 4º mese, 20º giorno del regno del faraone Siamon, come attesta un'iscrizione sulla testa del medesimo sarcofago. Cfr. Desroches Noblecourt 1997, p. 24.
7. ↑  Questo curioso fenomeno è stato interpretato come una reazione termica dei tessuti del corpo del faraone.
8. ↑  I ranghi all'interno della famiglia reale egizia dipendevano interamente dalla posizione di ciascuno rispetto al faraone. Tutti i titoli personali riflettevano ciò, e i moderni concetti di "regina", "regina madre", "principe" o "principessa" sono solo parafrasi degli originali titoli di "Sposa del re", "Madre del re", "Figlio del re" o "Figlia del re". cfr. Tyldesley 2001, p. 118.
9. ↑  Titolo puramente simbolico.

### Riferimenti
1. 1 2 3 4  Brand 2000, pp. 302-5.
2. 1 2 3 4 5 6  Dodson, Hilton 2004, p. 170.
3. 1 2 3 4  Dodson, Hilton 2004, p. 173.
4. 1 2 3 4 5 6  Dodson, Hilton 2004, p. 171.
5. 1 2  Dodson, Hilton 2004, pp. 171-2.
6. 1 2 3  Clauss 2011, p. 26.
7. 1 2 3 4  Kitchen 1994, pp. 290-1.
8. ↑   KV7, su thebanmappingproject.com. URL consultato il 7 aprile 2017 (archiviato dall'url originale il 28 gennaio 2016).
9. ↑  Desroches Noblecourt 1997 pp. 23–4.
10. ↑  Nicholas Reeves & Richard Wilkinson, The complete Valley of the Kings, New York, Thames & Hudson, 2000, ISBN 0-500-05080-5. p. 143.
11. ↑  Kitchen 1994, pp. 155-8.
12. ↑  Diodore de Sicile, Bibliothèque Historique, Livre I. Introduction générale par François Chamoux et Pierre Bertrac. Texte établi par Pierre Bertrac et traduit par Yvonne Verneère, Belles Lettres, Paris 1993, p. 202.
13. ↑   Secco, Livio, Dizionario egizio-italiano italiano-egizio, Roma, Aracne, 2007, ISBN 978-88-548-1439-4.
14. ↑  Champollion, Jacq 1998.
15. 1 2  Diodoro Siculo, Bibliotheca historica 1, 47, 4.
16. ↑  Kitchen 1994, pp. 319-40.
17. ↑   Ramesses II, in Ancient History Encyclopedia. URL consultato il 19 marzo 2017.
18. ↑  Putnam, James. An introduction to Egyptology, Crescent, 1990.
19. ↑  Kitchen 1994, pp. 44–5, 290.
20. 1 2  Kitchen 1994, p. 318.
21. 1 2  Kitchen 1969–1990.
22. ↑   Ramesside Period, su anthropology.msu.edu.
23. ↑  Bresciani 2012, pp. 12-3.
24. ↑  O'Connor, David; Eric Cline (1998). Amenhotep III: Perspectives on his reign. University of Michigan Press. p. 16.
25. ↑  Ceram.
26. ↑   Il re Ramesse II, su museoegizio.it, Museo egizio di Torino. URL consultato il 18 novembre 2012 (archiviato dall'url originale il 1º settembre 2012).
27. 1 2  Grimal 1990, p. 326.
28. 1 2 3  Louis A. Christophe, Abu Simbel, Einaudi, Torino 1970.
29. 1 2 3  Desroches Noblecourt 1997, pp. 181-91.
30. ↑  Cavillier 2006.
31. ↑  Langdon, Gardiner 1920.
32. ↑  Pernigotti 2010, pp. 36-49.
33. 1 2 3  von Beckerath 1997, pp. 108, 190.
34. ↑  Kitchen 1994, pp. 295-301.
35. ↑   Tomba KV7, su ourworld.compuserve.com (archiviato dall'url originale il 4 dicembre 2007).
36. ↑  Kitchen 1994, p. 317.
37. 1 2  Kitchen 1994, pp. 100-3.
38. ↑  Vandenberg 1980, pp. 276–89, 294–313.
39. ↑  Kitchen 1994, p. 328.
40. ↑  Obsomer 2012, p. 560.
41. 1 2  Meyers, Carol (2005). Exodus. Cambridge University Press. ISBN 9780521002912. pp. 5-6.
42. 1 2 3 4  Tyldesley 2001, p. 14.
43. ↑  Desroches Noblecourt 1997, pp. 29-33.
44. ↑  Tyldesley 2001, p. 13.
45. ↑  Tyldesley 2001, pp. 13-4.
46. ↑  Traduzione di 'Ozymandias'
47. ↑  Edwards, Amelia B.: A Thousand Miles Up the Nile. London, G. Routledge & Sons, 1891.
48. ↑  Gaston Maspero, Bullettin de l'Institut Egyptien: 253-5.
49. 1 2  Balout 2006.
50. ↑  Bresciani 2012, p. 11.
51. 1 2 3 4 5 6 7 8  Desroches Noblecourt 1997, p. 33.
52. ↑  Janot 2008, p. 118.
53. 1 2  Tyldesley 2001, p. 15.
54. ↑  Desroches Noblecourt 1997, p. 35.
55. ↑   Statua di Ramesse II fanciullo e il dio Hurun - 20712, su araldodeluca.com. URL consultato il 26 marzo 2017.
56. ↑  Desroches Noblecourt 1997,  p. 283.
57. ↑  Fassone Alessia, Ferraris Enrico, Egitto, Dizionari delle Civiltà, Electa, 2007. ISBN 9788837044145. p. 70.
58. 1 2 3  Desroches Noblecourt 1997, p. 46.
59. ↑  Desroches Noblecourt 1997, p. 44.
60. 1 2  Eugene Cruz-Uribe, The Father of Ramses I: OI 11456, Journal of Near Eastern Studies, The University of Chicago Press, Vol. 37, N. 3 (giugno 1978), pp. 237–244.
61. 1 2 3 4  Kitchen 1994, p. 29.
62. ↑   Who Was Ramesses I?, su carlos.emory.edu. URL consultato il 21 marzo 2017 (archiviato dall'url originale il 28 febbraio 2011).
63. ↑  Jacobus Van Dijk, New Evidence on the Length of the Reign of Horemheb, Journal of the American Research Centre in Egypt (JARCE) 44, 2008, p.195.
64. 1 2 3  Kitchen 1994, p. 31.
65. ↑  Clauss 2011, p. 27.
66. 1 2 3 4  von Beckerath 1997, p. 190.
67. ↑  Kitchen 1994, pp. 32-4.
68. ↑  Desroches Noblecourt 1997, p. 56.
69. ↑  Kitchen 1994, pp. 30-1.
70. 1 2  Jacq 1998.
71. 1 2  Kitchen 1994, p. 44.
72. ↑  Desroches Noblecourt 1997, passim.
73. ↑   The Monuments of Seti I: Epigraphic, Historical and Art Historical Analysis (PDF), su collectionscanada.ca (archiviato dall'url originale il 10 giugno 2007).
74. ↑  William Murnane, Ancient Egyptian Coregencies, (Studies in Ancient Oriental Civilization 40), Chicago: The Oriental Institute, 1977.
75. ↑  Murnane 1990, p. 93, nota 90.
76. ↑  Kitchen 1994, pp. 44-62.
77. ↑   The Stele of Kuban, su dabar.org. URL consultato il 21 marzo 2017 (archiviato dall'url originale il 21 giugno 2011).
78. ↑  Brand 2000, pp. 315-6.
79. ↑  Kitchen 1994, pp. 44-5.
80. ↑  Desroches Noblecourt 1997, p. 63.
81. ↑  Desroches Noblecourt 1997, p. 65.
82. ↑  Brand 2000, p. 308.
83. ↑  D. A. Aston, "Radiocarbon, Wine Jars and New Kingdom Chronology", Ägypten und Levante 22-23 (2012-13), pp. 289 - 315.
84. ↑  Desroches Noblecourt 1997, p. 73.
85. 1 2  Kitchen 1994, p. 65.
86. ↑  Kitchen 1994, p. 68.
87. ↑  Desroches Noblecourt 1997, p. 95.
88. 1 2 3  Kitchen 1994, p. 67.
89. 1 2  Clauss 2011, p. 50.
90. ↑  Kitchen 1994, p. 66.
91. ↑  Clauss 2011, pp. 48-49.
92. 1 2  Desroches Noblecourt 1997, p. 88.
93. ↑  Desroches Noblecourt 1997, pp. 90, 93.
94. ↑  Clauss 2011, pp. 49-50.
95. ↑  Kitchen 1994, pp. 66-7.
96. ↑  Richard Gabriel, The Great Armies of Antiquity, Praeger, 2002, ISBN 978-0275978099. p. 6.
97. 1 2 3  Kitchen 1994, p. 61.
98. ↑  Clauss 2011, p. 53.
99. ↑  Desroches Noblecourt 1997, p. 76.
100. ↑  O'Connor & Cline 2003, pp. 112-3.
101. ↑  Drews 1995, p. 54.
102. ↑   Intervista Giovanni Ugas, su sardiniapoint.it, Sardiniapoint. URL consultato il 23 novembre 2012 (archiviato dall'url originale il 5 aprile 2020).
103. ↑  Miriam Lichteim, Ancient Egyptian Literature. Volume II: The New Kingdom, University of California Press, 1976. ISBN 978-0520248434. p. 63.
104. ↑  Desroches Noblecourt 1997, p. 120.
105. ↑  Kitchen 1994, p. 76.
106. ↑  Lichteim (1976), p. 63.
107. ↑   Bronze Age Craft (The Naue II Sword by Brock Hoagland), su bronze-age-craft.com. URL consultato il 15 aprile 2017.
108. ↑  Kitchen 1994, pp. 61-2.
109. ↑  (EN) Commemorative stela of Nahr el-Kalb, Mount Lebanon | United Nations Educational, Scientific and Cultural Organization, su unesco.org. URL consultato il 15 aprile 2017.
110. ↑  Lipinski, Edward (2004), Itineraria Phoenicia, Peeters Publishers, ISBN 9789042913448. p. 1.
111. 1 2  Nicolas Grimal, Storia dell'Antico Egitto, Bari, Laterza, 1990-2011, ISBN 978-8842056515.
112. ↑  (EN) P L Kessler, Kingdoms of Syria - Amurru, su historyfiles.co.uk. URL consultato il 15 aprile 2017.
113. ↑  Grimal 1990, pp. 326-335.
114. ↑  Desroches Noblecourt 1997, p. 116.
115. ↑  Cimmino 2000, pp. 78-93.
116. ↑  Grimal 1990, pp. 326-327.
117. ↑  Matteoni 2006.
118. ↑  Guido, Margaret, "The Sardinians", 1963
119. ↑  Curto 1973, p. 14.
120. ↑  Cavillier 2006, p. 23.
121. 1 2  Cavillier 2006, p. 43.
122. ↑  Pernigotti 2010, pp. 84-85.
123. ↑  Cavillier 2006, pp. 41-46.
124. ↑  Curto 1973, pp. 19-23.
125. ↑  Cavillier 2006, pp. 44-45.
126. 1 2  Curto 1973, p. 23.
127. ↑  Cavillier 2006, pp. 46-49.
128. ↑  Pernigotti 2010, pp. 80-81.
129. ↑  Cavillier 2006, p. 51.
130. ↑  Cavillier 2006, p. 53.
131. ↑  Bresciani 1969, p. 263.
132. ↑  Curto 1973, p. 24.
133. ↑  Desroches Noblecourt 1997, pp. 118–9, 136.
134. 1 2 3 4 5  Kitchen 1994, p. 96.
135. ↑   ESBOUS in "Enciclopedia dell'Arte Antica", su treccani.it. URL consultato il 17 aprile 2017.
136. ↑  (EN) Wayne Thomas Pitard, Ancient Damascus: A Historical Study of the Syrian City-state from Earliest Times Until Its Fall to the Assyrians in 732 B.C.E., Eisenbrauns, 1º gennaio 1987, ISBN 978-0-931464-29-4. URL consultato il 17 aprile 2017.
137. 1 2 3  Kitchen 1994, p. 98.
138. ↑   Tunip in "Dizionario di Storia", su treccani.it. URL consultato il 17 aprile 2017.
139. ↑  Kitchen 1994, p. 97.
140. ↑   Ciuffo laterale dei bambini (JPG) [collegamento interrotto], su cowofgold.wikispaces.com.
141. ↑  Kitchen 1994, p. 99.
142. 1 2 3 4  Bresciani 2012, p. 101.
143. ↑  Kitchen 1994, pp. 108-13.
144. ↑  James Henry Breasted, Ancient Records of Egypt, volume III, §367, p. 163.
145. 1 2 3  Kitchen 1994, pp. 124, 156.
146. ↑  Stieglitz 1991, p. 45.
147. ↑  Kitchen 1994, pp. 301-7.
148. ↑  Trevor Bryce (2003). Letters of the great kings of the ancient Near East: the royal. Routledge.
149. ↑  Harry A. Hoffner, Jr. Letters from the Hittite Kingdom. Society of Biblical Literature, 2009.
150. ↑  Desroches Noblecourt 1997,  p. 63.
151. ↑  Desroches Noblecourt 1997, p. 64.
152. ↑  Dieter Arnold, Nigel Strudwick e Sabine Gardiner, The Encyclopaedia of Ancient Egyptian Architecture, I.B. Tauris Publishers, 2003. p. 99.
153. 1 2 3 4 5 6  Desroches Noblecourt 1997, p. 71.
154. ↑  Kitchen 1994, p. 146.
155. ↑  (EN) Beit El-Wali | The Oriental Institute of the University of Chicago (PNG), su oi.uchicago.edu. URL consultato il 18 aprile 2017.
156. ↑  Rosalie David, Discovering Ancient Egypt, Facts on File 1993. p. 103.
157. ↑  Tyldesley 2001, p. 104.
158. ↑  Kitchen 1994, p. 195.
159. 1 2  S. R. Snape: The excavations of the Liverpool University Mission to Zawiyet Umm el-Rakham 1994-2001, in: ASAE 78 (2004), pp. 149-160, Cairo.
160. 1 2  S. Snape & P. Wilson Zawiyet Umm el-Rakham I: The Temple and Chapels, 2007, Rutherford Press, Bolton.
161. 1 2 3  Kitchen 1994, p. 103.
162. ↑  Fassone Alessia, Ferraris Enrico, Egitto, Dizionari delle Civiltà, Electa, 2007. ISBN 9788837044145. p. 74.
163. 1 2  Tyldesley 2001, p. 105.
164. 1 2  Kitchen 1994, p. 102.
165. ↑  E.F. Wente & C.C. Van Siclen, "A Chronology of the New Kingdom" in Studies in Honor of George R. Hughes, (SAOC 39) 1976. ISBN 0-918986-01-X. p.235.
166. ↑  Alan Gardiner, La civiltà egizia, Einaudi, Milano, 1989. p. 260.
167. ↑   Statua della regina Tuia - Musei Vaticani. URL consultato il 13 luglio 2017.
168. ↑   Rameses the Great., su digital.library.upenn.edu. URL consultato il 21 marzo 2017 (archiviato dall'url originale il 13 maggio 2008).
169. ↑  Wolfhart Westendorf, Das alte Ägypten, 1969.
170. ↑  Kitchen 1994, pp. 168-73.
171. ↑  Desroches Noblecourt 1997, p. 99.
172. 1 2 3 4  Kitchen 1994, p. 94.
173. 1 2 3  Tyldesley 2001, p. 73.
174. ↑  Siliotti Alberto, Templi, uomini e dei, White Star, 2004. ISBN 978-8854000872.
175. ↑  Kitchen 1994, p. 192.
176. ↑  Desroches Noblecourt 1997, pp. 250-2.
177. ↑  The British Museum Book of Ancient Egypt, The British Museum Press, London (2007). ISBN 978-0-7141-1975-5. pp. 270-1.
178. 1 2  Kitchen 1994, p. 245.
179. ↑  Diodoro Siculo, Bibliotheca historica, 1, 47.
180. ↑  Kitchen 1994, p. 297.
181. 1 2 3  Kitchen 1994, p. 247.
182. ↑  Kitchen 1994, p. 167, 247.
183. 1 2  Kitchen 1994, p. 93.
184. 1 2  Kitchen 1994, pp. 137-8.
185. ↑  Tyldesley 2001, pp. 112-4.
186. ↑  Kitchen 1994, p. 246.
187. 1 2 3 4  Tyldesley 2001, p. 82.
188. 1 2 3  Kitchen 1994, pp. 168-9.
189. 1 2  (RU) Egypt: Qantir, Ancient Pi-Ramesse, su touregypt.net. URL consultato il 22 marzo 2017.
190. ↑  Murnane, W.J.; van Siclen III, C.C. (1993). The Boundary Stelae of Akhenaten. London and New York: Kegan Paul International.
191. ↑  Guy Rachet, Dizionario della Civiltà egizia, Gremese Editore, Roma (1994). p. 29. ISBN 88-7605-818-4.
192. ↑  Kitchen 1994, p. 168.
193. ↑  Kitchen 1994, p. 171.
194. ↑  Kitchen 1994, p. 310.
195. ↑  Pusch, Herold 1999, pp. 647-9.
196. 1 2  Kitchen 1994, p. 101.
197. ↑  Redmount, Carol A. (2001). "Bitter Lives: Israel In And Out of Egypt". In Coogan, Michael D. The Oxford History of the Biblical World. ISBN 9780199881482. p. 77.
198. 1 2 3  Tyldesley 2001, p. 88.
199. ↑  Desroches Noblecourt 1997, pp. 89-90.
200. 1 2 3  Tyldesley 2001, p. 89.
201. ↑  Desroches Noblecourt 1997, p. 221.
202. 1 2   Obélisque de Luxor (inglese), su discoverfrance.net.
203. ↑  Kitchen 1994, p. 71.
204. ↑  Kitchen 1994, pp. 71-2.
205. ↑  Tyldelsey 2001, pp. 89-90.
206. ↑  Bresciani 2012, p. 91.
207. ↑   Annali II, 60, su progettovidio.it. URL consultato il 20 aprile 2017 (archiviato dall'url originale il 21 aprile 2017).
208. ↑  Bresciani 2012, p. 91.
209. ↑  cur. Regine Schulz & Matthias Seidel, Egitto: la terra dei faraoni, Gribaudo/Könemann (2004) p.173.
210. ↑  Tyldesley, Joyce, Hatchespsut: The Female Pharaoh, Viking, 1996, p. 62, ISBN 0-670-85976-1.
211. 1 2 3 4 5  (RU) Cenotaph Temple of Ramesses II at Abydos, su touregypt.net. URL consultato il 23 aprile 2017.
212. ↑   Temple of Rameses II, su Egyptian Monuments, 11 febbraio 2009. URL consultato il 23 aprile 2017.
213. ↑  (RU) Egypt: The Columns of Ancient Egypt, su touregypt.net. URL consultato il 23 aprile 2017.
214. ↑   temple-relief / king-list, su British Museum. URL consultato il 23 aprile 2017.
215. ↑  Wilkinson, Richard H., The Complete Temples of Ancient Egypt, Thames & Hudson, 2000, ISBN 0-500-05100-3.
216. 1 2  Alberto Siliotti, Christian Leblanc, Nefertari e la Valle delle Regine, Giunti, 2002. ISBN 978-88-09-02701-5.
217. 1 2  Mohamed Nasr, Mario Tosi, La tomba di Nefertari, Bonechi, 1997. ISBN 978-88-8029-753-6.
218. ↑  Barbara Mertz, Temples, Tombs & Hieroglyphs, Harper, 2009. p. 256.
219. 1 2   Thierry BENDERITTER, NEFERTARI-QV66, su osirisnet.net. URL consultato il 21 aprile 2017 (archiviato dall'url originale il 1º settembre 2015).
220. ↑  Nefertari QV66, p. 4)
221. ↑  Nicholas Reeves e Richard Wilkinson, The complete Valley of the Kings, New York, Thames & Hudson, 2000, ISBN 0-500-05080-5. p. 145.
222. ↑   Theban Mapping Project, su thebanmappingproject.com. URL consultato il 19 aprile 2017 (archiviato dall'url originale il 5 dicembre 2006).
223. 1 2   KV 5 (Sons of Rameses II) - Theban Mapping Project, su thebanmappingproject.com. URL consultato il 19 aprile 2017 (archiviato dall'url originale il 12 maggio 2016).
224. 1 2  Weeks 2003.
225. ↑   Dariusz Sitek, Ancient Egypt - History and Chronology, su narmer.pl. URL consultato il 19 aprile 2017.
226. 1 2  Reeves e Wilkinson (2000), p. 144.
227. ↑   planimetria della KV5. (PDF), su thebanmappingproject.com. URL consultato il 19 aprile 2017 (archiviato dall'url originale il 7 agosto 2017).
228. ↑  Tyldesley 2001, pp. 160-2.
229. ↑  Tyldesley 2001, p. 162.
230. 1 2 3 4  Kitchen 1994, p. 138.
231. 1 2 3 4 5  Kitchen 1994, p. 289.
232. ↑  (EN) Gods of Ancient Egypt: Horakhty (Ra-Horakhty), su ancientegyptonline.co.uk. URL consultato il 23 aprile 2017.
233. ↑  Desroches Noblecourt 1997, p. 274.
234. 1 2 3 4 5  Kitchen 1994, p. 290.
235. ↑  Desroches Noblecourt 1997, pp. 250-1.
236. ↑  Wilkinson, Toby A. H. Early Dynastic Egypt. Routledge, 1999. ISBN 0-203-20421-2. p. 63.
237. 1 2 3  Desroches Noblecourt 1997, p. 244.
238. ↑   F. Vaghi, I misteri delle piramidi, Giunti Editore, 1º gennaio 2000, ISBN 978-88-440-2016-3. URL consultato il 23 aprile 2017.
239. ↑  David O'Connor & Eric Cline, Amenhotep: Perspectives on his Reign, University of Michigan, 1998, p. 16.
240. ↑  William Murnane, The Sed Festival: A Problem in Historical Method, MDAIK 37, pp. 369–76.
241. ↑   Renewal of the kings' Reign : The Sed Heb of Ancient Egypt, su arabworldbooks.com. URL consultato il 23 aprile 2017.
242. 1 2  Bresciani 2012, p. 6.
243. ↑  Bob Brier, The Encyclopedia of Mummies, Checkmark Books, 1998, p. 153.
244. ↑  Kitchen 1994, p. 303.
245. 1 2  Desroches Noblecourt 1997, p. 284.
246. 1 2  Kitchen 1994, p. 291.
247. ↑  Kitchen 1994, pp. 291-2.
248. 1 2  Kitchen 1994, p. 292.
249. ↑  (EN) Joyce Tyldesley, The Penguin Book of Myths and Legends of Ancient Egypt, Penguin UK, 5 agosto 2010, ISBN 978-0-14-196376-1. URL consultato l'8 aprile 2017.
250. 1 2 3 4 5   KV 7 (Rameses II) - Theban Mapping Project, su thebanmappingproject.com. URL consultato il 7 aprile 2017 (archiviato dall'url originale il 28 gennaio 2016).
251. ↑  Desroches Noblecourt 1997, pp. 23-4.
252. 1 2 3 4  Desroches Noblecourt 1997, p. 24.
253. 1 2  Desroches Noblecourt 1997, p. 23.
254. 1 2 3 4  Nicholas Reeves & Richard Wilkinson, The complete Valley of the Kings, New York, Thames & Hudson, 2000, ISBN 0-500-05080-5. p. 143.
255. ↑  (RU) Egypt: Rulers, Kings and Pharaohs of Ancient Egypt: Ramesses II, su touregypt.net. URL consultato il 24 marzo 2017.
256. ↑  Desroches Noblecourt 1997, pp. 24-6.
257. 1 2  Desroches Noblecourt 1997, p. 26.
258. ↑  Loti Pierre, La mort de Philae, Calmann-Lévy, Parigi, cap. IV, Cénacle des momies, pp. 59-60.
259. ↑   John D. Ray, Ramesses the Great, su bbc.co.uk, BBC. URL consultato il 15 maggio 2008.
260. 1 2  Desroches Noblecourt 1997, p. 29.
261. ↑   Special To The New York Times, The Mummy of Ramses II is Flown To Paris for Treatment of Decay, in The New York Times, 27 settembre 1976. URL consultato il 25 marzo 2017.
262. ↑   The mummy of Ramesses II., su minds.com.
263. ↑  (EN) Stephanie Pain, Ramesses rides again, su space.newscientist.com, New Scientist. URL consultato il 26 aprile 2022 (archiviato dall'url originale il 26 aprile 2022).
264. ↑   Engineering Egypt, su National Geographic. URL consultato il 22 luglio 2010 (archiviato dall'url originale il 14 aprile 2010).
265. ↑   Nome: Ramesse II; segni particolari: faraone d’Egitto, su mediterraneoantico.it.
266. ↑  Desroches Noblecourt 1997, p. 31.
267. ↑  Bob Brier, The Encyclopedia of Mummies, Checkmark Books, 1998., p.153
268. 1 2  Desroches Noblecourt 1997, p. 37.
269. ↑  Desroches Noblecourt 1997, pp. 37-8.
270. ↑  (EN) Egypt mummies pass through Cairo in ancient rulers' parade, in BBC News, 3 aprile 2021. URL consultato il 7 aprile 2021.
271. ↑   Scientists reconstruct face of ‘handsome’ Ramses II, possible pharaoh of Exodus, su The Times of Israel, 24 dicembre 2022.
272. ↑   Mut-Tuy, Wife Sety I - historyofancientegypt, su sites.google.com. URL consultato il 13 marzo 2017.
273. ↑  Kitchen 1994, p. 137.
274. ↑   Queen (Mut-)Tuya, su mathstat.slu.edu. URL consultato il 9 aprile 2017 (archiviato dall'url originale il 28 settembre 2017).
275. 1 2  Tyldesley 2001, p. 122.
276. ↑  (RU) Ramesses II: Anatomy of a Pharaoh: His Family (Specifically, his Women), su touregypt.net. URL consultato il 13 marzo 2017.
277. ↑  Tyldesley 2001, p. 123.
278. 1 2 3 4 5 6  Tyldesley 2001, p. 124.
279. 1 2 3 4  Tyldesley 2001, p. 115.
280. ↑  Tyldesley 2001, pp. 115-6.
281. ↑  Tyldesley 2001, p. 126.
282. ↑  Tyldesley 2001, p. 116.
283. ↑   Russell Middleton, Brother-Sister and Father-Daughter Marriage in Ancient Egypt, in American Sociological Review, vol. 27, n. 5, 1º gennaio 1962,  pp. 603-611, DOI:10.2307/2089618, ISSN 0003-1224 (WC · ACNP). URL consultato il 22 febbraio 2017.
284. ↑   Lauren Axelrod, Ancient Digger Archaeology, su ancientdigger.com. URL consultato il 22 febbraio 2017.
285. 1 2   Queen Nefertari, su ancient-egypt-online.com. URL consultato il 5 aprile 2017.
286. ↑  Dodson, Hilton 2004, p. 167, 172–3.
287. 1 2 3  Tyldesley 2001, p. 125.
288. 1 2   Thierry BENDERITTER, NEFERTARI-QV66, su osirisnet.net. URL consultato il 5 aprile 2017 (archiviato dall'url originale il 1º settembre 2015).
289. ↑  Christian Jacq, Le donne dei faraoni, Mondadori, Milano (2007). ISBN 8804428104. pp.120-1.
290. 1 2  Kitchen 1994, p. 141.
291. ↑  Tyldesley 2001, p. 119.
292. ↑   Méritamon, su antikforever.com. URL consultato il 5 aprile 2017.
293. ↑  Jacq (2007), pp.122-3.
294. ↑  Kitchen 1994, pp. 140-1.
295. 1 2  Kitchen 1994, pp. 141-2.
296. 1 2 3  Kitchen 1994, p. 142.
297. ↑  Siliotti, Leblanc 2002.
298. ↑  Nasr, Tosi 1997.
299. ↑  Barbara Mertz, Temples, Tombs & Hieroglyphs, Harper, 2009. p.256.
300. ↑  Kitchen 1994, p. 139.
301. ↑  Tyldesley 2001, p. 137.
302. ↑  Kitchen 1994, p. 140.
303. ↑  Tyldesley 2001, p. 134.
304. ↑  Dodson, Hilton 2004, p. 168, 173.
305. ↑  Kitchen 1994, pp. 142-3.
306. 1 2  Kitchen 1994, p. 143.
307. ↑  Dodson, Hilton 2004, p. 164.
308. ↑  Dodson, Hilton 2004, pp. 160-1.
309. ↑  Dodson, Hilton 2004, pp. 124, 156.
310. ↑  Kitchen 1994, p. 124, 156.
311. ↑  Kitchen 1994, pp. 155-6.
312. ↑  Kitchen 1994, pp. 143, 156.
313. ↑  Desroches Noblecourt 1997, pp. 284, 315, 317.
314. 1 2 3 4  Kitchen 1994, p. 156.
315. ↑  Z. Hawass, Recent Discoveries at Akhmin, KMT, A modern Journal of Ancient Egypt, Volume 16, nº1, primavera 2005.
316. ↑   Princess Meritamun, "the White Queen", su ancient-egypt.co.uk. URL consultato il 13 aprile 2017.
317. ↑  Kitchen 1994, p. 157.
318. ↑  Heike. C. Schmidt, J. Willeitner: Nefertari, Gemahlin Ramses'II. von Zabern, Mainz 1994, ISBN 3-8053-1529-5, p. 33.
319. 1 2  Kitchen 1994, p. 125.
320. ↑  Kitchen 1994, p. 121.
321. ↑  Kitchen 1994, pp. 122-4.
322. ↑  Kitchen 1994, pp. 125, 156.
323. ↑  Desroches Noblecourt 1997, p. 262.
324. ↑  Dodson 2010, p. 9.
325. 1 2  (EN) Lista di mogli, figli e funzionari di corte di Ramesse II, su euler.slu.edu. URL consultato il 16 luglio 2011 (archiviato dall'url originale il 24 luglio 2008).
326. ↑  Weeks 2000, ibidem.
327. ↑  Weeks 2003, pp. 99, 100, 252, 254, 267–75, 293.
328. ↑  Dodson, Hilton 2004, pp. 170-1.
329. ↑  Kitchen 1969–1990, II.
330. 1 2  Kitchen 1994, pp. 146-55.
331. ↑  Kitchen 1994, p. 190.
332. 1 2 3 4 5 6 7 8  Dodson, Hilton 2004, p. 174.
333. 1 2 3  Dodson, Hilton 2004, p. 172.
334. ↑   Frammento superiore di una statua di Merytamon - 20831, su araldodeluca.info. URL consultato il 7 aprile 2017.
335. ↑  Dodson, Hilton 2004, pp. 171, 182.
336. ↑  Enns, Peter (2012). The Evolution of Adam. Baker Books. ISBN 9781587433153. p. 26.
337. ↑  Lemche, Niels Peter (1985). Early Israel: anthropological and historical studies. Brill. ISBN 9004078533. p. 327.
338. ↑  William Dever, "What Remains of the House that Albright Built?" The Biblical Archaeologist, Vol. 56, nº11 (03/1993).
339. ↑   http://www.simchajtv.com/decoding-the-el-arish-stone-blog-entry-1/, su simchajtv.com. URL consultato il 29 marzo 2017.
340. ↑  Mendenhall, "The Hebrew Conquest of Palestine," Biblical Archaeologist
341. ↑  (EN) IBSS - Biblical Archaeology - Evidence of the Exodus from Egypt, su bibleandscience.com. URL consultato il 29 marzo 2017.
342. ↑  (EN) Hittite treaty | madlik, su madlik.com. URL consultato il 29 marzo 2017.
343. ↑  Kitchen 1994, p. 100.
344. ↑  (EN) Shasu or Habiru: Who Were the Early Israelites?, in The BAS Library, 24 agosto 2015. URL consultato il 29 marzo 2017.
345. ↑  Carol A. Redmount, 'Bitter Lives: Israel in and out of Egypt' in The Oxford History of the Biblical World (a cura di Michael D. Coogan), Oxford University Press, 1999, p. 98.
346. ↑  A.J. Peden, The Reign of Ramesses IV, (Aris & Phillips Ltd: 1994), pp. 86-9.
347. ↑  Kitchen 1969–1990, VI, pp. 12–14.
348. ↑  Kitchen 1994, pp. 100-1.
349. 1 2  Christian Jacq, Il grande romanzo di Ramses, traduzione di Francesco Saba Sardi, Maria Pia Tosti Croce, collana Oscar Best Seller, Mondadori.
350. ↑   Travelers from an antique land: Shelley's inspiration for "Ozymandias". - Free Online Library, su thefreelibrary.com. URL consultato il 28 marzo 2017.
351. ↑   Ozymandias | Representative Poetry Online, su rpo.library.utoronto.ca. URL consultato il 28 marzo 2017.
352. ↑  Diodore de Sicile, Bibliothèque Historique, Livre I. Introduction générale par François Chamoux et Pierre Bertrac. Texte établi par Pierre Bertrac et traduit par Yvonne Verneère, Belles Lettres, Paris 1993, p.202.
353. ↑  Mailer Norman, Antiche sere, Bompiani, Milano, 2000.
354. ↑  Thomas Mann, Le teste scambiate - La legge - L'inganno, Mondadori, Milano, 1994. ISBN 978-8804404231.
355. ↑  Joan M. Grant, So Moses Was Born, Sophia Perennis Et Universalis, 2010. ISBN 978-1597313841.
356. ↑   I dieci comandamenti (1923), su mymovies.it.
357. ↑   I dieci comandamenti (1956), su mymovies.it.
358. ↑   BBC - History - Ancient History in depth: Ramesses the Great, su bbc.co.uk. URL consultato il 29 marzo 2017.
359. ↑   AntonioGenna.net presenta: IL MONDO DEI DOPPIATORI - ZONA CINEMA: "Il principe d'Egitto", su antoniogenna.net. URL consultato il 29 marzo 2017.
360. 1 2 3  Tyldesley 2001, p. xxiv.
361. 1 2  Clayton 1994, p. 146.